# Louis XVI
Louis XVI, né le 23 août 1754 à Versailles sous le nom de Louis-Auguste de France, est roi de France et de Navarre du 10 mai 1774 au 13 septembre 1791, puis roi des Français jusqu’au 21 septembre 1792. Alors appelé civilement Louis Capet, il meurt guillotiné le 21 janvier 1793 à Paris.
Fils du dauphin Louis de France et de Marie-Josèphe de Saxe, il devient dauphin à la mort de son père. Marié en 1770 à Marie-Antoinette d'Autriche, il monte sur le trône en 1774, à dix-neuf ans, à la mort de son grand-père Louis XV.
Héritant d'un royaume au bord de la banqueroute, il lance plusieurs réformes financières, notamment portées par les ministres Turgot, Calonne et Necker, comme le projet d'un impôt direct égalitaire, mais qui échouent toutes face au blocage des parlements, du clergé, de la noblesse et de la cour. Il fait évoluer le droit des personnes (abolition de la torture, du servage, etc.) et remporte une grande victoire militaire face à l'Angleterre, à travers son soutien actif aux indépendantistes américains. Mais l'intervention française en Amérique achève de ruiner le royaume.
Louis XVI est principalement connu pour son rôle dans la Révolution française. Celle-ci commence en 1789 après la convocation des états généraux pour refinancer l'État. Les députés du Tiers, qui revendiquent le soutien du peuple, se proclament « Assemblée nationale » et mettent de facto un terme à la monarchie absolue de droit divin. Dans un premier temps, Louis XVI doit quitter le château de Versailles — il reste le dernier monarque à y avoir habité — pour Paris, et semble accepter de devenir un monarque constitutionnel. Mais avant la promulgation de la Constitution de 1791 qui fait de lui le dernier roi de France de la période dite de l'Ancien Régime, la famille royale quitte la capitale et se voit arrêtée à Varennes. L'échec de cette fuite a un retentissement important dans l'opinion publique, jusque-là peu hostile au souverain, et marque une fracture entre conventionnels.
Devenu roi constitutionnel, Louis XVI nomme et gouverne avec plusieurs ministères, feuillant puis girondin. Il contribue activement au déclenchement d'une guerre entre les monarchies absolues et les révolutionnaires, en avril 1792. La progression des armées étrangères et monarchistes vers Paris provoque, lors de la journée du 10 août 1792, son renversement par les sections républicaines, puis l’abolition de la monarchie le mois suivant. Emprisonné puis jugé coupable d'intelligence avec l'ennemi, celui qui est appelé par les révolutionnaires « Louis Capet » est condamné à mort et guillotiné sur la place de la Révolution à Paris le 21 janvier 1793. La reine et la sœur du roi Élisabeth connaissent le même sort quelques mois plus tard.
Néanmoins, la royauté ne disparaît pas avec lui : après s’être exilés, ses deux frères cadets règnent sur la France sous les noms de Louis XVIII et Charles X, entre 1814 et 1830. Le fils de Louis XVI, emprisonné à la prison du Temple, avait été reconnu roi de France sous le nom de « Louis XVII » par les monarchistes, avant de mourir dans sa geôle en 1795, sans avoir jamais régné.
Après l'avoir d'abord considéré soit comme un traître à la patrie soit comme un martyr, les historiens français adoptent globalement une vue nuancée de la personnalité et du rôle de Louis XVI, en s'accordant généralement sur le fait que son caractère n'était pas à la hauteur des circonstances exceptionnelles de la période révolutionnaire.

## Naissance, ondoiement et baptême
Louis-Auguste de France naît au château de Versailles le 23 août 1754 à 6 h 24 du matin.
Il est le cinquième enfant et troisième fils du dauphin Louis de France (1729-1765), le quatrième avec sa seconde épouse Marie-Josèphe de Saxe. De l'union de ce couple sont nés au total huit enfants :
1. Marie-Zéphyrine de France (1750-1755) ;
2. Louis de France (1751-1761), duc de Bourgogne ;
3. Xavier de France (1753-1754), duc d'Aquitaine ;
4. Louis-Auguste de France, duc de Berry, futur Louis XVI ;
5. Louis Stanislas Xavier de France (1755-1824), comte de Provence, qui deviendra roi sous le nom de Louis XVIII en 1814 (reconnu comme tel dès la mort de Louis XVII en 1795 par certaines puissances européennes) ;
6. Charles Philippe de France (1757-1836), comte d'Artois, qui deviendra roi sous le nom de Charles X à la mort du précédent ;
7. Clotilde de France (1759-1802), reine de Sardaigne de 1796 à 1802 par son mariage avec le roi Charles-Emmanuel IV de Sardaigne ;
8. Élisabeth de France (1764-1794), elle partage jusqu'aux derniers instants le sort de la famille royale. Elle est guillotinée.

D'un premier mariage avec Marie-Thérèse d'Espagne, Louis de France avait eu une fille Marie-Thérèse de France (1746-1748).
De nombreuses personnes sont là pour constater la venue du nouveau-né : l'accoucheur de la famille royale Jard ; le chancelier Guillaume de Lamoignon de Blancmesnil, le garde des sceaux Jean-Baptiste de Machault d'Arnouville et le contrôleur général des finances Jean Moreau de Séchelles, des porteurs, gardes du corps et la sentinelle. Le dauphin, en robe de chambre, accueille chacun en disant : « Entrez, mon ami, entrez vite, pour voir accoucher ma femme. »
Peu avant la naissance, Binet, le premier valet de chambre du dauphin, a dépêché auprès de Louis XV, le grand-père du futur bébé, un piqueur de la Petite Écurie pour lui annoncer la naissance imminente alors que le roi avait pris ses quartiers d'été au château de Choisy-le-Roi. Juste après la naissance, le dauphin envoya quant à lui l'un de ses écuyers M. de Montfaucon annoncer cette fois-ci la nouvelle de la naissance proprement dite. Sur la route, Montfaucon croisa le piqueur qui, tombé de cheval puis mort peu de temps après, n'avait pu porter le premier message. L'écuyer apporta donc au roi les deux messages simultanément : celui de la naissance à venir et celui de la naissance survenue. Ainsi averti, Louis XV donna 10 louis au piqueur et 1 000 livres à l'écuyer avant de se rendre immédiatement à Versailles.
Immédiatement après sa naissance, le bébé est ondoyé à l'église Notre-Dame de Versailles par Sylvain-Léonard de Chabannes (1718-1812), aumônier du roi.
Quand le roi entre dans la chambre, il saisit le nouveau-né et le prénomme Louis-Auguste avant de le nommer immédiatement duc de Berry. Le bébé est aussitôt confié à la comtesse de Marsan, gouvernante des enfants de France, avant d'être conduit dans son appartement par Louis François Anne de Neufville de Villeroy, duc de Villeroy et capitaine des gardes du corps du roi
La nouvelle de la naissance est annoncée aux souverains d'Europe alliés de la couronne ainsi qu'au pape Benoît XIV. Vers 13 heures, le roi et la reine Marie Leszczyńska assistent à un Te Deum dans la chapelle du château. Les cloches des églises de Paris se mettent à sonner et, le soir, un feu d'artifice est tiré de la place d'armes et allumé de la main du roi au moyen d'une « fusée courante », de son balcon.

## Jeunesse et préparation au pouvoir (1754-1774)

### Dans l'ombre du duc de Bourgogne

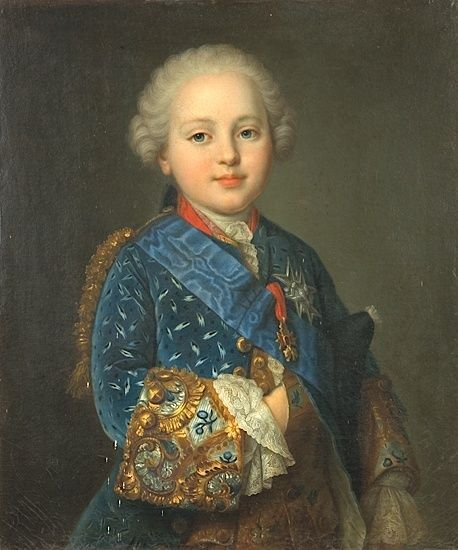
Louis-Auguste, duc de Berry par Jean-Martial Fredou, entre 1760 et 1762.

Le nouveau-né souffre d'une santé assez fragile durant les premiers mois de sa vie. On dit de lui qu'il a un « tempérament faible et valétudinaire ». Sa nourrice, qui est aussi la maîtresse du marquis de La Vrillière, ne donne pas assez de lait. Sur l'insistance de la dauphine, elle est remplacée par Madame Mallard. Du 17 mai au 27 septembre 1756, le duc de Berry et son frère aîné, le duc de Bourgogne, sont envoyés au château de Bellevue sur les conseils du médecin genevois Théodore Tronchin, afin d'y respirer un air plus sain qu'à Versailles.
À l'instar de ses frères, le duc de Berry a pour gouvernante la comtesse de Marsan, gouvernante des enfants royaux. Cette dernière favorise, d'une part, le duc de Bourgogne en tant qu'héritier du trône, et d'autre part le comte de Provence, qu'elle préfère à ses frères. Se sentant délaissé, le duc de Berry ne la portera jamais vraiment dans son cœur et, une fois sacré roi, il refusera toujours d'assister aux fêtes qu'elle organisait pour la famille royale. La gouvernante est notamment chargée d'apprendre aux enfants la lecture, l'écriture et l'histoire sainte. Leurs parents surveillent de près cette éducation, la dauphine leur enseignant l'histoire des religions et le dauphin les langues et la morale. Il leur apprend notamment que « tous les hommes sont égaux par droit de nature et aux yeux de Dieu qui les a créés ».
En tant que petit-fils du roi, le duc de Berry est tenu comme ses frères à un certain nombre d'obligations et de rituels : ils assistent tant aux enterrements royaux (qui ne manquent pas entre 1759 et 1768) qu'aux mariages des personnages importants de la cour et se doivent d'accueillir malgré leur jeune âge les souverains étrangers et les hommes d'Église notamment. C'est ainsi qu'en mai 1756, trois nouveaux cardinaux leur rendent visite : « Bourgogne (âgé de 5 ans) les reçut, écouta leurs discours et les harangua, tandis que Berry (22 mois) et Provence (6 mois), gravement assis sur des fauteuils, avec leur robe et leur petit bonnet, imitaient les gestes de leurs aînés ».
En grandissant, les petits-fils du roi doivent passer des jupons de leur gouvernante aux mains d'un gouverneur chargé de l'ensemble des activités éducatives. Après avoir pensé au comte de Mirabeau (père du futur révolutionnaire), le dauphin choisit pour ses enfants en 1758 un homme plus proche des idées monarchiques : le duc de La Vauguyon, prince de Carency et pair de France. Ce dernier appellera ses élèves les « Quatre F » : le Fin (duc de Bourgogne), le Faible (duc de Berry), le Faux (comte de Provence) et le Franc (comte d'Artois). La Vauguyon est assisté de quatre adjoints : Jean-Gilles du Coëtlosquet (précepteur), André-Louis-Esprit de Sinéty de Puylon (sous-gouverneur), Claude-François Lizarde de Radonvilliers (sous-précepteur) et Jean-Baptiste du Plessis d'Argentré (lecteur). Le dauphin demande à La Vauguyon de s'appuyer sur les Saintes Écritures et le modèle d'Idoménée, héros du Télémaque de Fénelon : « Vous y trouverez tout ce qui convient à la direction d'un roi qui veut remplir parfaitement tous les devoirs de la royauté ». Ce dernier aspect est privilégié car le futur Louis XVI (et ses frères cadets), n'étant pas destiné à ceindre la couronne, est tenu à l'écart des affaires, on ne lui apprend pas à gouverner.

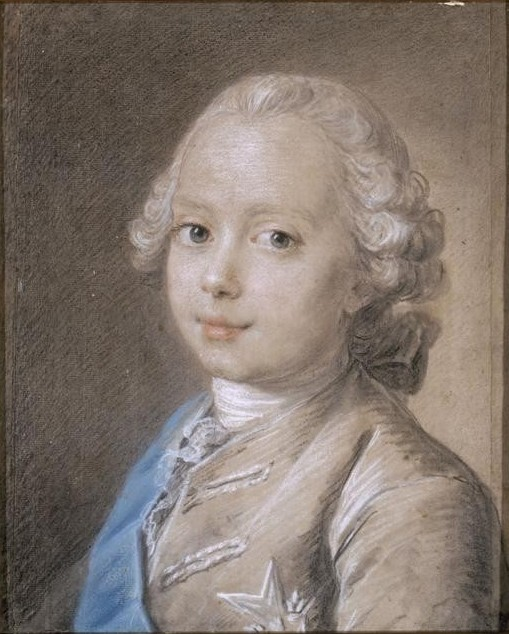
Le duc de Bourgogne héritier de la couronne et grand frère du duc de Berry, mort en 1761, par Jean-Martial Frédou.

L'usage de la cour était que les enfants royaux passassent de leur gouvernante au gouverneur à l'âge de 7 ans. C'est ainsi que le duc de Bourgogne est remis au duc de La Vauguyon le 1er mai 1758, peu avant son septième anniversaire, quittant ainsi les robes d'enfant pour les habits masculins. Cette séparation d'avec sa gouvernante est difficile pour elle comme pour lui, et le duc de Berry se trouve lui aussi attristé par ce déchirement soudain. Le duc de Bourgogne est admiré par ses parents et par la cour. Intelligent et sûr de lui, il n'en demeure pas moins capricieux et convaincu de sa supériorité. Il questionne un jour ses proches en leur disant « Pourquoi ne suis-je pas né Dieu ? » Tout semble montrer qu'il sera un grand roi.
Un événement anodin va pourtant changer la destinée de la famille royale : au printemps 1760, le duc de Bourgogne tombe du haut d'un cheval en carton qu'on lui avait offert quelque temps plus tôt. Il se met à boiter et les médecins lui découvrent une grosseur à la hanche. L'opération qu'il subit n'y fait rien. Le prince est alors condamné à rester dans sa chambre et ses études sont interrompues. Il souhaite pour être consolé retrouver son petit frère, le duc de Berry. C'est ainsi que dès 1760, le futur roi passe exceptionnellement aux mains du gouverneur avant d'atteindre l'âge de 7 ans. La Vauguyon recrute pour lui un second sous-précepteur. Les deux frères sont dès lors éduqués ensemble, le duc de Bourgogne se distrayant en collaborant à l'éducation de son jeune frère, et ce dernier s'intéressant davantage à la géographie et aux arts mécaniques. L'état de santé du duc de Bourgogne s'aggrave néanmoins et on lui diagnostique en novembre 1760 une double tuberculose (pulmonaire et osseuse). La cour doit se rendre à l'évidence : la mort du prince est aussi imminente qu'inéluctable. Ses parents se trouvent dans « un accablement de douleur qu'on ne peut se représenter ». Dans l'urgence, l'enfant est baptisé le 29 novembre 1760, fait sa première communion le lendemain et reçoit l'extrême-onction le 16 mars 1761 avant de mourir en odeur de sainteté le 22 mars suivant, en l'absence de son petit-frère, alité lui aussi par une forte fièvre.

### Héritier de la couronne de France
La mort du duc de Bourgogne est vécue comme un drame pour le dauphin et la dauphine. Cette dernière déclarera : « rien ne peut arracher de mon cœur la douleur qui y est gravée à jamais ». On installe le duc de Berry dans les appartements de son grand frère.
Le 18 octobre 1761, le même jour que son frère Louis Stanislas Xavier, Louis Auguste est baptisé par l'archevêque Charles Antoine de La Roche-Aymon dans la chapelle royale du château de Versailles, en présence de Jean-François Allart (1712-1775), curé de l'église Notre-Dame de Versailles. Son parrain est son grand-père Auguste III de Pologne, représenté par Louis-Philippe, duc d'Orléans, et sa marraine est sa tante Marie Adélaïde de France.

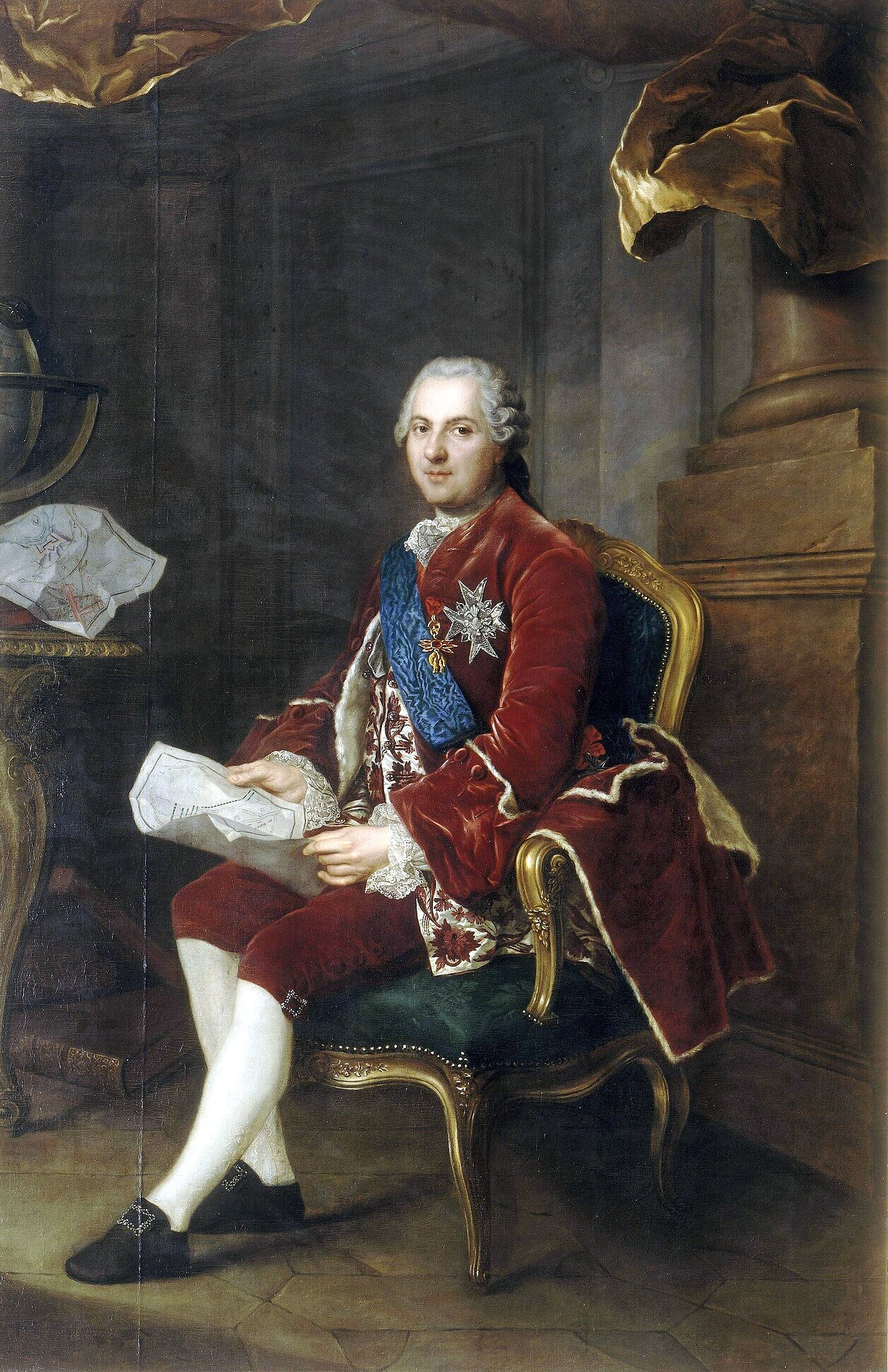
Louis de France (par Anne-Baptiste Nivelon, 1764), dauphin et père du futur ; mort en 1765.

Louis-Auguste se distingue déjà par une grande timidité ; certains y voient un manque de caractère, comme le duc de Croÿ en 1762 : « Nous remarquâmes que des trois Enfants de France, il n'y avait que Monsieur de Provence qui montrât de l'esprit et un ton résolu. Monsieur de Berry, qui était l'aîné et le seul entre les mains des hommes, paraissait bien engoncé. » Il se montre néanmoins parfois à son aise devant les historiens et philosophes se présentant à la cour. Il fait également preuve d'humour et de répartie. La Vauguyon et le prédicateur Charles Frey de Neuville remarquent même chez le jeune homme d'assez grandes qualités pour en faire un bon roi.
Sur le plan intellectuel, Berry est un élève doué et consciencieux. Il excelle dans les matières suivantes : géographie, physique, écriture, morale, droit public, histoire, danse, dessin, escrime, religion et mathématiques. Il apprend plusieurs langues (latin, allemand, italien et anglais) et savoure quelques grands classiques de la littérature comme La Jérusalem délivrée, Robinson Crusoé ou encore Athalie de Jean Racine. Son père se montre néanmoins intransigeant et le prive parfois de chasse au moindre relâchement. Élève studieux, il se passionne pour plusieurs disciplines scientifiques. Selon l'historien français Ran Halévi : « Louis XVI a reçu l’éducation d’un « prince des Lumières » — C’était un monarque éclairé ». Les professeurs d'histoire Philippe Bleuzé et Muriel Rzeszutek précisent que : « Louis XVI connaissait le latin, l’allemand, l’espagnol, maîtrisait l’anglais parfaitement, pratiquait la logique, la grammaire, la rhétorique, la géométrie, l’astronomie. Il avait une culture historique et géographique incontestable et des compétences en économie ». Ils estiment qu’« il est très influencé par Montesquieu, qui lui inspire une conception moderne de la monarchie détachée du droit divin ».
Le destin du duc de Berry allait encore être bouleversé par un événement douloureux. Le 11 août 1765, le dauphin son père se rend en visite à l'abbaye de Royallieu et revient à Versailles sous la pluie. D'une santé déjà précaire et affligé d'un rhume, il est pris d'une violente fièvre. Il parvient à faire transporter la cour au château de Fontainebleau pour changer d'air, mais rien n'y fait et son état empire au fil des mois. Après une agonie de 35 jours, le dauphin meurt le 20 décembre 1765 à l'âge de 36 ans. La dauphine est effondrée. Elle est d'autant moins disponible pour ses enfants qu'elle a contracté en le soignant le mal dont est mort son mari. Par respect pour lui, elle reprend en main l'éducation de ses enfants et ne change rien au programme exigeant que le feu dauphin imposait à son fils.
À la mort de son père qu'il admirait, le duc de Berry devient donc dauphin de France. Il a 11 ans et a vocation à succéder immédiatement au roi, son grand-père, qui en a 55.

### Dauphin de France

#### Fin de l'éducation

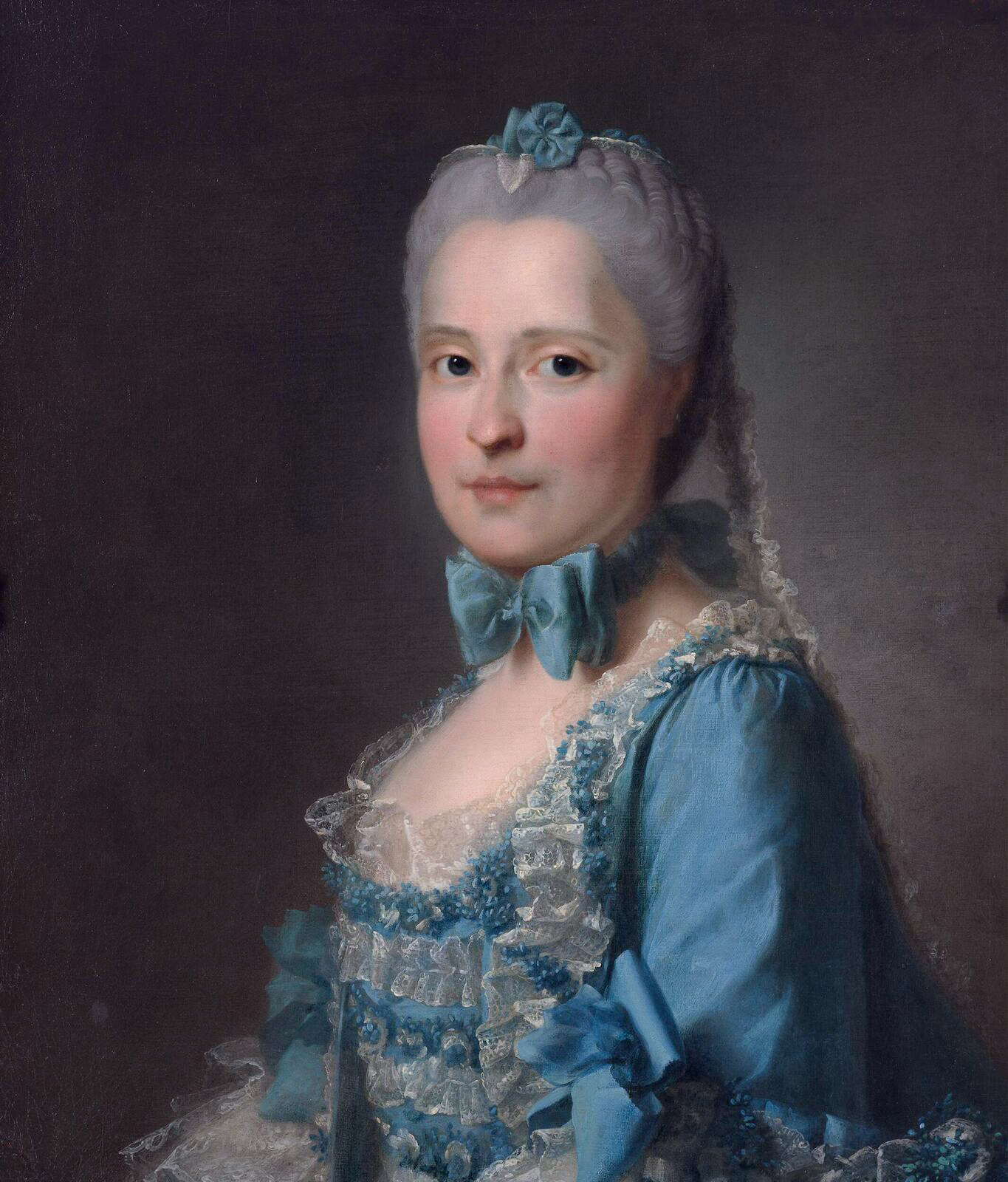
La Dauphine Marie-Josèphe (1760 par Frédou)

Louis-Auguste est désormais dauphin, mais ce changement de statut ne l'exonère pas de poursuivre son éducation, bien au contraire. La Vauguyon recrute un adjoint supplémentaire pour enseigner au dauphin la morale et le droit public : le père Guillaume François Berthier. Le gouverneur incite le duc de Berry à penser de lui-même en lui appliquant la méthode du libre examen. Pour ce faire, il lui demande de rédiger dix-huit maximes morales et politiques ; le dauphin s'y emploie avec efficacité et parvient à y prôner notamment le libre commerce, la récompense des citoyens ou encore l'exemple moral que se doit d'afficher le roi (allusion à peine voilée aux frasques de Louis XV). L'ouvrage est récompensé par La Vauguyon, qui le fait même imprimer. Le dauphin rédige même un ouvrage dans lequel sont relatées les idées inspirées par son gouverneur : Réflexions sur mes Entretiens avec M. le duc de La Vauguyon ; il y forge notamment sa vision de la monarchie en énonçant par exemple que les rois eux-mêmes « sont responsables de toutes les injustices qu'ils n'ont pas pu empêcher ». Sa mère tempère cet élan libéral en lui inculquant plus encore les préceptes de la religion catholique ; c'est ainsi que le dauphin reçoit le sacrement de confirmation le 21 décembre 1766 et fait sa première communion le 24 décembre suivant. En grandissant, Berry commence à sortir davantage et pratique l'équitation. Il commence également à se passionner pour l'horlogerie et la serrurerie, deux loisirs qui ne le quitteront plus. L'abbé Jacques-Antoine Soldini vient conforter l'éducation religieuse du jeune homme. Cependant, une autre tragédie frappe le jeune prince. Sa mère la dauphine meurt de maladie le 13 mars 1767. À douze ans, le futur roi est orphelin. Sa grand-mère, la reine Marie, meurt en juin de l'année suivante mettant fin à une décennie de deuil pour la famille royale de France. Décennie tragique qui a accompagné le futur Louis XVI dans ses premières années.

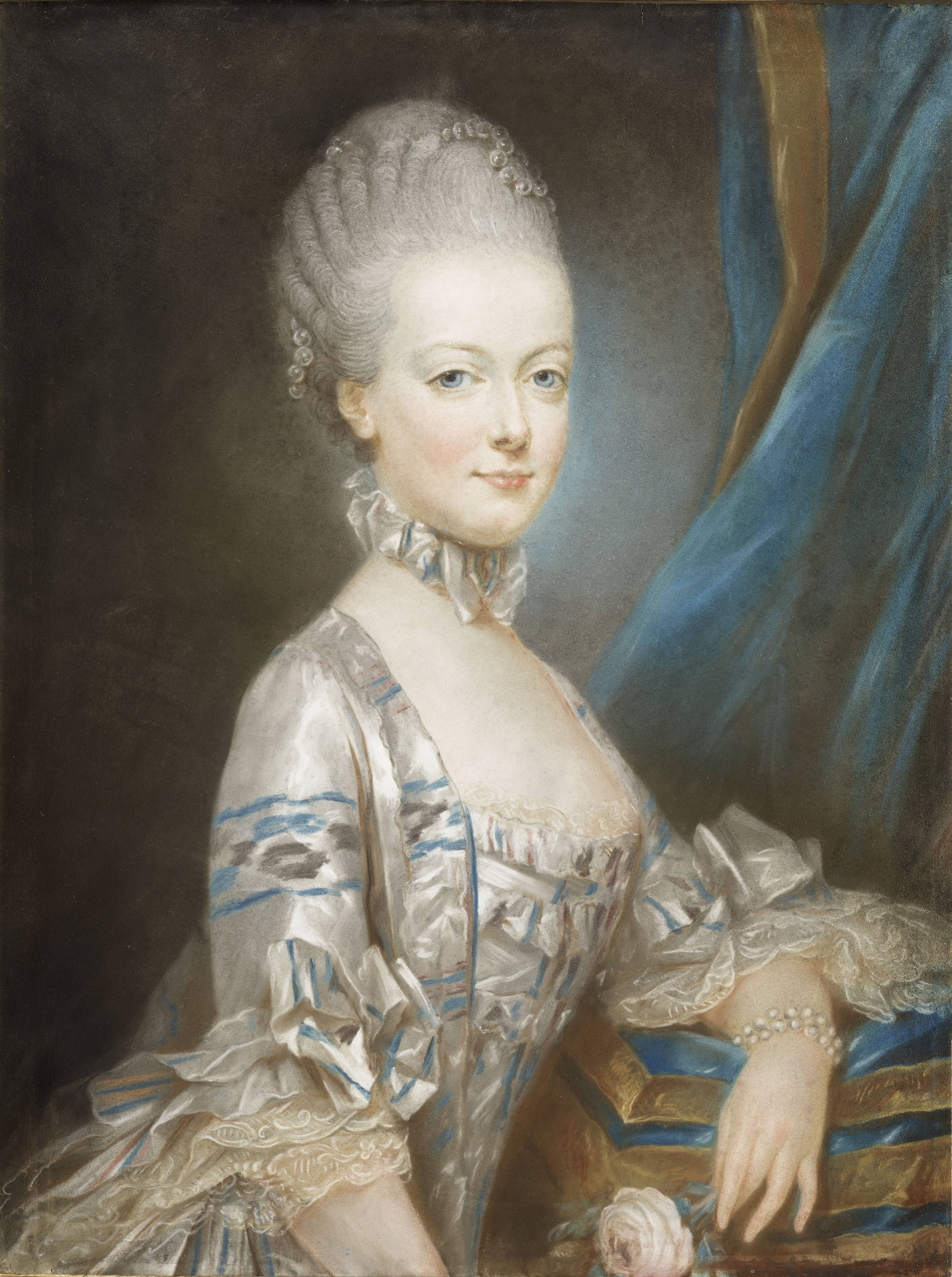
Pastel de Marie-Antoinette réalisé par Joseph Ducreux en 1769 à l'intention du Dauphin afin qu'il puisse faire connaissance de sa future épouse.

Le roi veuf et âgé de 58 ans est mis en relation avec une très belle jeune femme de 25 ans et qui n'a guère froid aux yeux. La rumeur prétend même qu'elle a été prostituée. Mariée au frère de son "protecteur", elle peut paraître à la cour sous le titre de comtesse du Barry. Face au scandale, la benjamine des filles du roi Madame Louise, 32 ans, décide de mettre en œuvre un profond et ancien désir : quitter la cour, se consacrer totalement à Dieu et ainsi sauver l'âme de son père. Au printemps 1770, après avoir obtenu l'autorisation de son père, elle entre au Carmel de Saint-Denis, le plus pauvre Carmel de France. Le futur Louis XVI a 15 ans et on prépare de plus en plus ouvertement son mariage.
L'éducation proprement dite du dauphin s'arrêtera avec son « établissement », c'est-à-dire son mariage. Celui-ci sera célébré à Versailles le 16 mai 1770 avec la jeune archiduchesse Marie-Antoinette d'Autriche. À cette occasion, l'abbé Soldini adresse au dauphin une longue lettre de conseils et recommandations pour sa vie à venir, et notamment sur les « mauvaises lectures » à éviter et sur l'attention à porter à son alimentation. Il l'exhorte enfin à toujours rester ponctuel, bon, affable, franc, ouvert mais prudent dans ses paroles. Soldini deviendra plus tard le confesseur du dauphin devenu roi.

#### Mariage avec Marie-Antoinette d'Autriche

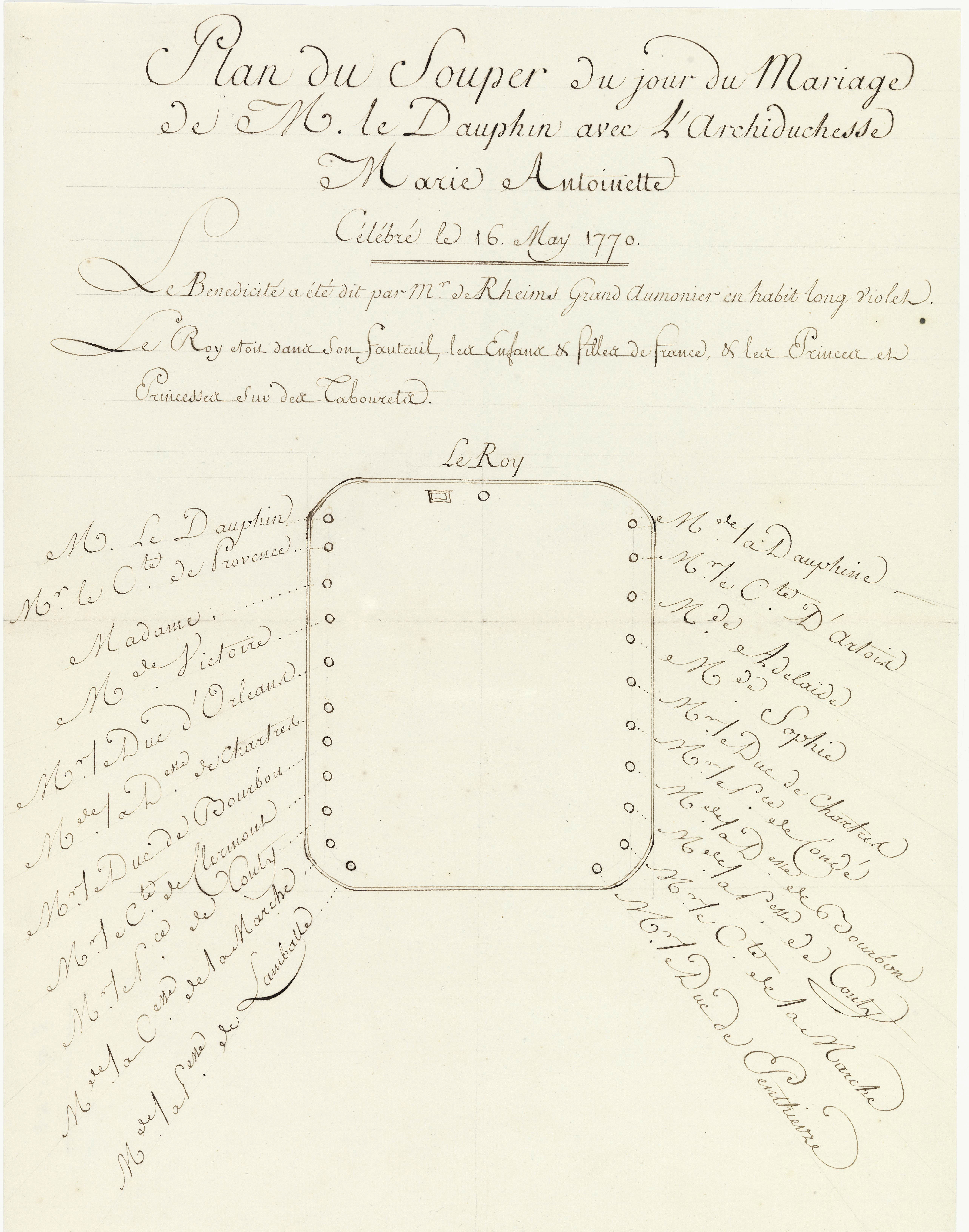
Plan du souper du jour du mariage de M. le Dauphin avec l’Archiduchesse Marie-Antoinette célébré le 16 mai 1770. Archives nationales. K/147/14/2.

Le mariage du dauphin est envisagé dès l'année 1766 par Étienne-François de Choiseul alors que le futur roi n'a que 12 ans. Le royaume de France étant sorti fragilisé de la guerre de Sept Ans, le secrétaire d'État trouve judicieuse l'idée de s'allier avec l'Autriche face au puissant royaume de Grande-Bretagne. Le roi est convaincu du projet, et dès le 24 mai 1766, l'ambassadeur d'Autriche à Paris écrit à l'archiduchesse Marie-Thérèse qu'elle « peut de ce moment regarder comme décidé et assuré le mariage du dauphin et de l'archiduchesse Marie-Antoinette ». La mère du dauphin fait néanmoins suspendre le projet dans le but de maintenir la cour de Vienne dans l'expectative, « entre la crainte et l'espérance ». « Suspendre » est le terme approprié, puisqu'elle meurt quelques mois plus tard, le 13 mars 1767. Le projet de mariage est alors remis sur la table.
Peu après la mort de Marie-Josèphe de Saxe, le marquis de Durfort est envoyé en mission à Vienne pour convaincre la très respectée Impératrice douairière Marie-Thérèse et son fils des bienfaits politiques de cette union. Les négociations durent plusieurs années, et l'image donnée par le dauphin n'est pas toujours reluisante : Florimond de Mercy-Argenteau, l'ambassadeur d'Autriche à Paris, lui signale notamment que la « nature semble avoir refusé tout don à Monsieur le Dauphin, […], par sa contenance et ses propos ce prince n'annonce qu'un sens très borné, beaucoup de disgrâce et nulle sensibilité ». Malgré ces avis, et malgré le jeune âge des intéressés (15 ans pour Louis-Auguste et 14 pour Marie-Antoinette), l'impératrice voit dans ce mariage l'intérêt de son pays et y donne son accord. Le 17 avril 1770, Marie-Antoinette renonce officiellement à la succession du trône autrichien et, le 19 avril, une cérémonie nuptiale est célébrée à Vienne, le marquis de Durfort signant l'acte de mariage au nom du dauphin.

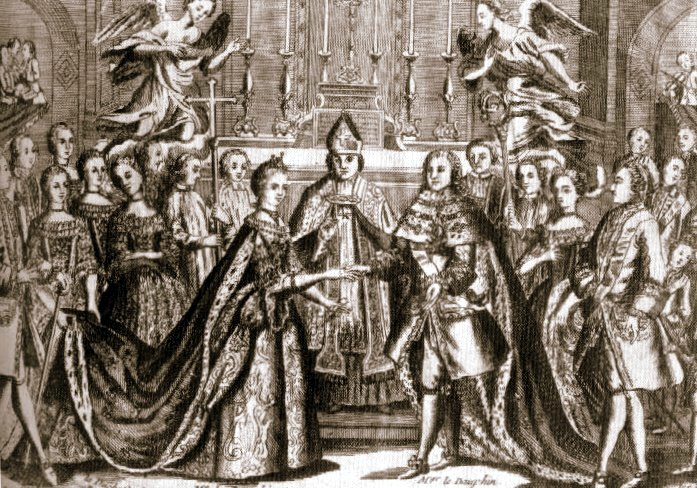
Gravure du mariage de l'archiduchesse Marie-Antoinette avec le dauphin, futur, le 16 mai 1770.

Marie-Antoinette part pour la France le 21 avril 1770 au cours d'un voyage qui durera plus de 20 jours accompagnée d'un cortège d'une quarantaine de véhicules. Le cortège arrive en vue de Strasbourg le 7 mai. La cérémonie de « remise de l'épouse » s'effectuera au milieu du Rhin, à égale distance entre les deux rives, sur l'Île aux Épis. Dans un pavillon construit sur cet îlot, la jeune femme quitte son entourage autrichien, troque ses vêtements autrichiens pour des vêtements français, avant de ressortir outre-Rhin, accueillie par un cortège français et à côté de la comtesse de Noailles, sa nouvelle dame d'honneur. À Nancy (devenue Française quatre ans plus tôt), dans l'église de Cordeliers, l'archiduchesse adolescente s'incline devant les tombeaux des ducs et duchesses de Lorraine, ses ancêtres, se rappelant que son nom est Marie-Antoinette de Lorraine d'Autriche.
La rencontre entre le dauphin et sa future épouse a lieu le 14 mai 1770, au pont de Berne, dans la forêt de Compiègne. Le roi, le dauphin et la cour sont là pour accueillir le cortège. À sa descente du carrosse, la future dauphine fait la révérence au roi et est présentée par lui au dauphin conquis mais embarrassé, lequel lui fait un discret baiser sur la joue. Le carrosse royal mène ensuite le roi, le dauphin et sa future épouse au château de Compiègne, où une réception officielle est organisée le soir même pour présenter la future dauphine aux principaux membres de la cour. Le lendemain, le cortège s'arrête au carmel de Saint-Denis où Madame Louise s'est retirée depuis quelques mois, puis il se rend au château de la Muette pour présenter sa future épouse au comte de Provence et au comte d'Artois, et où elle fait connaissance avec la nouvelle et dernière favorite du roi, la comtesse du Barry.

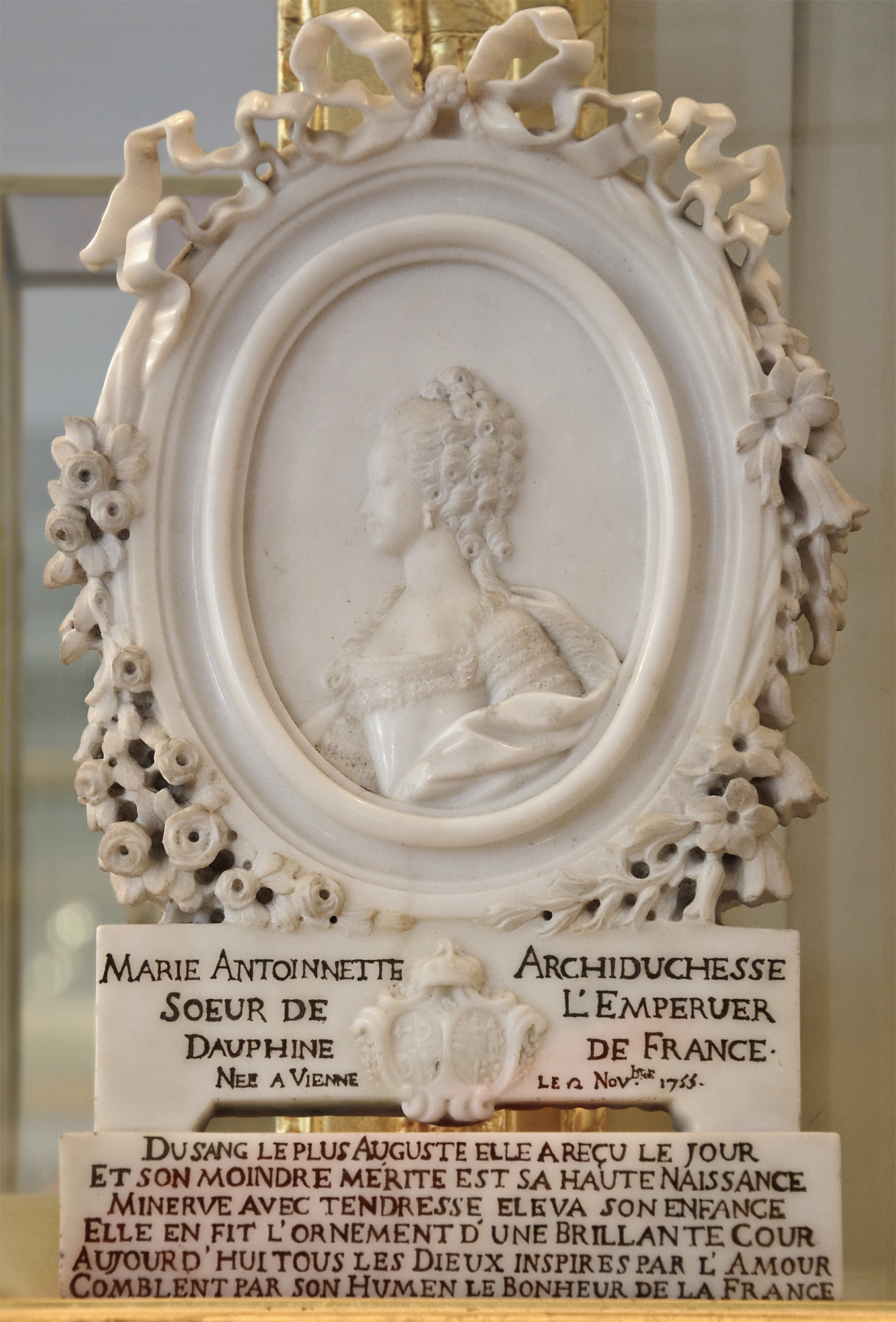
Profil en médaillon de la dauphine Marie-Antoinette en 1770, présenté lors de son mariage.

Le mariage officiel est célébré le lendemain 16 mai 1770 à la chapelle du château de Versailles, en présence de 5 000 invités. Là, Marie-Antoinette traverse la galerie des glaces en compagnie du roi et de son futur époux jusqu'à la chapelle. Le mariage est béni par Charles Antoine de La Roche-Aymon, archevêque de Reims. Le dauphin, ceint du cordon bleu de l'ordre du Saint-Esprit, passe l'anneau au doigt de sa femme et obtient du roi le signe rituel d'assentiment. Puis, les époux et témoins signent les registres paroissiaux. Dans l'après-midi, les Parisiens, venus nombreux assister au mariage, sont autorisés à se promener dans le parc du château où les jeux d'eau ont été actionnés. Le feu d'artifice prévu le soir même a été annulé à cause d'un violent orage. Le dîner est organisé dans la toute nouvelle salle de spectacle du château édifiée pour l'occasion. Le repas est accompagné par 24 musiciens habillés à la turque. Les époux, eux, mangent très peu. Peu après minuit, ils sont accompagnés à la chambre nuptiale. L'archevêque bénit le lit, le dauphin reçoit sa chemise nuptiale des mains du roi et la dauphine des mains de duchesse de Chartres, la plus haut placée des femmes mariées de la cour. L'assistance assiste au coucher des époux, le roi lance quelques grivoiseries et les mariés sont laissés à eux-mêmes. Le mariage n'est pas consommé cette nuit-là. À la grande déconvenue de la cour et du peuple, le dauphin se montre incapable de consommer son mariage (et donc de donner des successeurs à la couronne et de légitimer son mariage).
Cependant, les noces continuent d'être célébrées les jours suivants : les époux assistent à des opéras (Persée de Lully), des pièces de théâtre (Athalie, Tancrède et Sémiramis). Ils ouvrent le bal organisé en leur honneur le 19 mai. Les festivités se terminent à Paris le 30 mai où l'on a prévu de tirer un feu d'artifice depuis la place Louis XV (là où quelques années plus tard le roi Louis XVI et son épouse seront guillotinés). Seule la dauphine a fait le déplacement, le roi ayant voulu rester à Versailles et le dauphin étant las de ces festivités. Alors que la Dauphine et Mesdames débouchent sur le Cours la Reine, on leur demande de rebrousser chemin. Ce n'est que le lendemain que la jeune princesse apprendra ce qui s'est passé : durant le feu d'artifice, un incendie s'est déclaré rue Royale, créant un mouvement de panique ; de nombreux passants ont été écrasés par des voitures et piétinés par des chevaux. Le bilan officiel fait état de 132 morts et des centaines de blessés. Les jeunes époux sont atterrés. Le dauphin écrit aussitôt au lieutenant général de police Antoine de Sartine : « J'ai appris les malheurs arrivés à mon occasion ; j'en suis pénétré. On m'apporte en ce moment ce que le Roi me donne tous les mois pour mes menus plaisirs. Je ne puis disposer que de cela. Je vous l'envoie : secourez les plus malheureux ». La lettre est accompagnée d'une somme de 6 000 livres.

#### Délicat sujet de la consommation du mariage

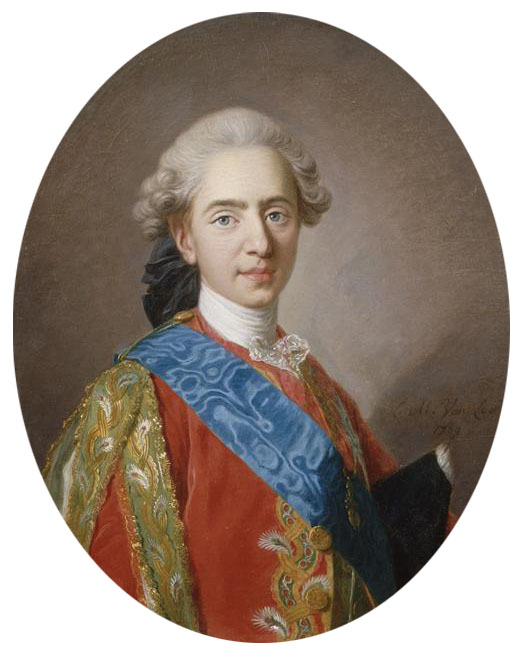
Le dauphin par Louis-Michel van Loo (1769), dans sa quinzième année.

La consommation du mariage du dauphin, loin d'être une affaire privée, va rapidement devenir une affaire d'État : par sa descendance, ce n'est pas uniquement sa famille mais la monarchie tout entière que le futur roi doit pérenniser. Mais cette consommation pleine et entière au sens où l'épouse tombe enceinte, ne sera effective que le 18 août 1777, soit plus de 7 ans après le mariage du dauphin, mais une première tentative fut révélée en 1773.
Selon l'écrivain Stefan Zweig, Louis-Auguste, victime d'une malformation des organes génitaux, aurait tenté chaque nuit d'accomplir son devoir conjugal, en vain. Ces échecs quotidiens se répercutent dans la vie de cour, le dauphin devenu roi étant incapable de prendre des décisions importantes et la reine compensant son malheur dans des bals et des fêtes. L'auteur avance même que le roi est « incapable de virilité » et qu'il lui est donc impossible « de se comporter en roi ». Puis, toujours selon l'auteur, la vie du couple est rentrée dans l'ordre le jour où Louis XVI a enfin eut le courage de faire confiance à la chirurgie. Néanmoins selon Simone Bertière, l'une des biographes de Marie-Antoinette, cette infirmité physique n'a pas été la cause de la longue abstinence des époux, puisque le dauphin ne souffrait justement d'aucune infirmité de ce type. Certes, dès juillet 1770 (soit deux mois seulement après le mariage), le roi Louis XV profite d'une absence momentanée du dauphin pour convoquer Germain Pichault de La Martinière, un chirurgien alors réputé. Il lui pose deux questions médicales très précises : « Le jeune prince souffre-t-il d'un phimosis et est-il nécessaire de le circoncire ? Ses érections sont-elles entravées par un frein trop court ou trop résistant qu'un simple coup de lancette pourrait libérer ? ». Le chirurgien est clair : « le dauphin n'a aucun défaut naturel qui s'oppose à la consommation du mariage. » Le même chirurgien le redira deux ans plus tard en disant que « nul obstacle physique ne s'oppose à la consommation ». L'impératrice Marie-Thérèse d'Autriche s'empare du sujet, refusant de croire que sa fille pourrait être la cause de cet échec, disant « Je ne saurais me persuader que c'est de sa part que cela manque ». En décembre 1774, devenu roi, Louis XVI se fait à nouveau examiner, cette fois-ci par Joseph-Marie-François de Lassone, médecin de la cour ; et en janvier 1776, c'est au docteur Moreau, chirurgien à l'Hôtel-Dieu de Paris, que revient la tâche d'examiner à nouveau le souverain. Les deux médecins sont formels : l'opération n'est pas nécessaire, le roi n'a aucune malformation.
Les docteurs Lassone et Moreau avancent néanmoins plusieurs raisons à ce retard conjugal, le premier parlant d'une « timidité naturelle » du monarque et le second d'un corps fragile qui semble néanmoins « prendre plus de consistance ». D'autres auteurs, comme le biographe Bernard Vincent, dénoncent quant à eux les coutumes de la cour qui, ajoutées à la timidité du roi et à la fragilité de son corps, ne pouvaient que retarder le moment suprême. En effet, les époux vivent dans des appartements séparés, et seul le roi a le droit de rendre visite à son épouse quand il s'agit de remplir le devoir conjugal. Une fois devenu roi, Louis XVI vit dans des appartements encore plus éloignés de ceux de sa femme qu'auparavant, et les allées et venues vers son épouse se font toujours sous le regard de courtisans curieux, notamment par la traversée du salon de l'Œil-de-bœuf. L'auteur ajoute que l'éducation prude et pudibonde des deux jeunes époux, au moment où ils étaient éduqués chacun dans leur pays, ne les avait pas disposés à s'abandonner du jour au lendemain aux audaces des relations conjugales. Car les adolescents, en étant tenus de passer leur première nuit ensemble, furent subitement confrontés à la vie adulte sans y avoir été préalablement préparés. Et ni leur éducation, ni leur corps à peine pubère ne pouvaient les aider à surmonter cette étape. Peu sûr de lui et peu romantique, Louis XVI trouvera refuge dans l'une de ses activités préférées : la chasse.

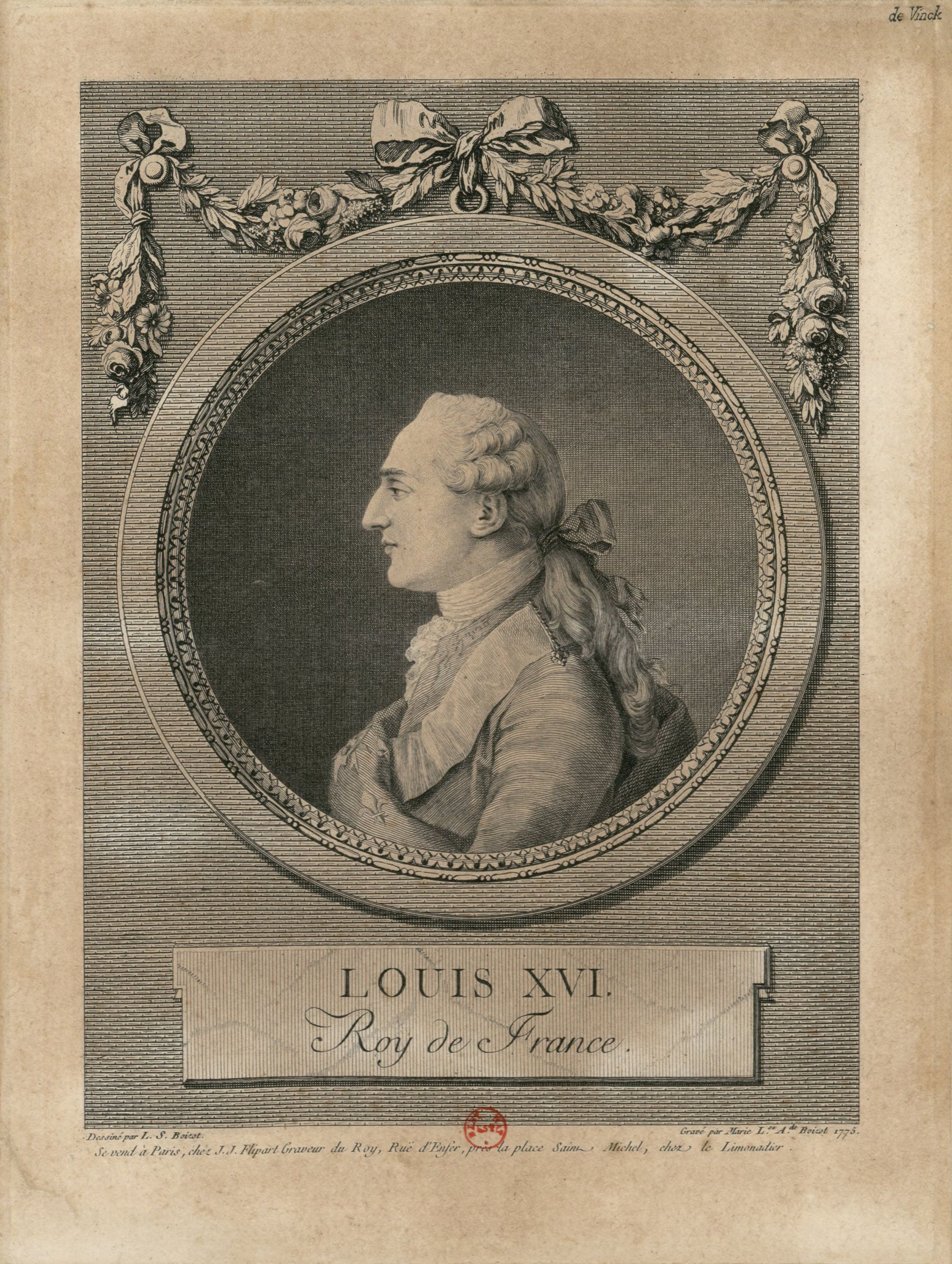
Marie-Louise-Adélaïde Boizot, Portrait de, 1775

Les mois et les années passent sans que de réels progrès soient perçus, le couple delphinal et ensuite royal commençant à s'habituer à cette situation. Marie-Antoinette voit dans cette période une occasion de « jouir un peu du temps de la jeunesse », explique-t-elle à Mercy-Argenteau. Un semblant de consommation survient en juillet 1773 où la dauphine confie à sa mère : « je crois le mariage consommé mais pas dans le cas d'être grosse ». Le dauphin se précipite quant à lui chez le roi pour lui annoncer la nouvelle. Il semble en vérité que le dauphin n'a pu que déflorer son épouse sans aller jusqu'au bout. L'attente est récompensée le 18 août 1777. Le 30 août suivant, la princesse écrit à sa mère : « Je suis dans le bonheur le plus essentiel pour toute ma vie. Il y a déjà plus de huit jours que mon mariage est consommé ; l'épreuve a été réitérée, et encore hier soir plus complètement que la première fois […]. Je ne crois pas être grosse encore mais au moins j'ai l'espérance de pouvoir l'être d'un moment à l'autre ». L'accomplissement du devoir conjugal portera son fruit à quatre reprises puisque le couple royal aura autant d'enfants, sans compter une fausse couche en novembre 1780 : Marie-Thérèse Charlotte (née en 1778), Louis-Joseph (né en 1781), Louis-Charles (né en 1785) et Marie-Sophie-Béatrice (née en 1786). Après ces quatre naissances, les époux n'entretiendront plus de relations conjugales. Ces échecs et cette nouvelle abstinence donneront au roi l'image d'un roi soumis aux volontés de sa femme. La longue route vers la consommation a terni au fil du temps l'image du couple. Et l'écrivain Simone Bertière d'affirmer : « une chasteté volontaire, respectueuse du sacrement conjugal, aurait pu être portée à son [celui de Louis XVI] crédit après le libertinage de son grand-père. Mais le ridicule des années stériles collera à son image, tandis que celle de la reine ne se remettra pas de sa course imprudente aux plaisirs frelatés ».

#### Quatre années de vie du couple delphinal
Entre le mariage du dauphin et son accession au trône s'écoulent quatre années, pendant lesquelles Louis-Auguste est volontairement éloigné du pouvoir par le roi, comme ce dernier le faisait auparavant avec son propre fils. Il met donc son temps à profit pour présider les cérémonies officielles, la chasse (à courre ou au fusil), les salons de Mesdames et la fabrication de clés et de serrures. Chez ses tantes, le dauphin rencontre ses tantes et ses frères accompagnés le moment venu par leurs épouses. Les jeux, divertissements et pièces de théâtre du répertoire français y occupent une place importante pour des princes et princesses au sortir de l'adolescence. Chaque participant y fait souvent l'acteur, y compris la dauphine ; le dauphin, lui, y est peu enclin.
Le couple se montre volontiers en public, notamment en prodiguant quelques instants de réconfort auprès des plus pauvres. L'historien Pierre Lafue écrit que « populaires sans l'avoir cherché, les deux époux frémissaient de joie en écoutant les acclamations monter vers eux, dès qu'ils paraissaient en public ». Leur première visite officielle à Paris et au peuple parisien se déroule le 8 juin 1773. Lors de cette journée, le couple a reçu un accueil des plus chaleureux et la foule nombreuse n'a cessé de les acclamer. Au programme de cette longue journée, Louis-Auguste et son épouse ont été reçus à Notre-Dame, sont montés prier devant la châsse de Sainte Geneviève dans l'abbaye du même nom avant de finir par une promenade dans les Tuileries, ouvertes à tous pour l'occasion. L'ambassadeur Autrichien Mercy-Argenteau résume la journée en affirmant que « cette entrée est d'une grande conséquence pour fixer l'opinion publique ». Le couple prend goût à ces accueils triomphaux et n'hésite pas, dans les semaines suivantes, à sortir à l'Opéra, à la Comédie-Française ou encore à la Comédie-Italienne.

#### Mort deLouisXV
Louis XV meurt à Versailles le 10 mai 1774 à l'âge de 64 ans, de la petite vérole.

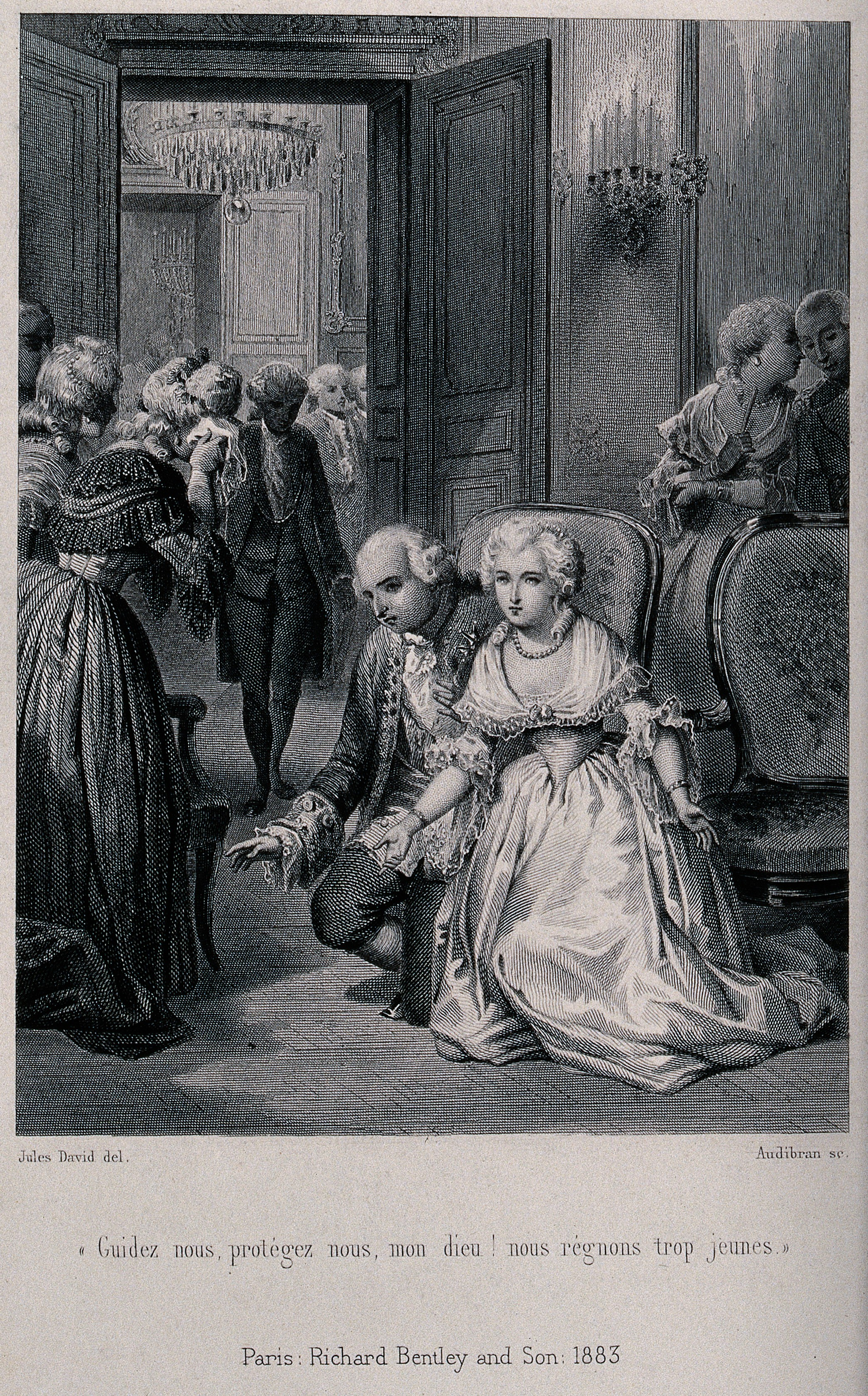
Guidez-nous, protégez nous, mon Dieu, nous régnons trop jeunes ! (gravure d'Audibran)

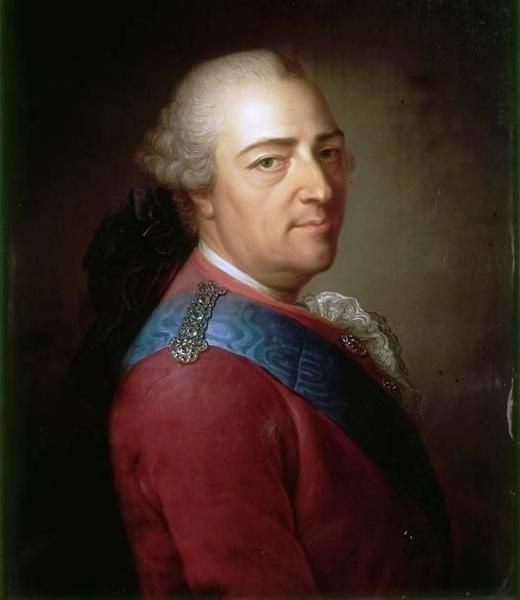
Louis XV en 1774, par Armand-Vincent de Montpetit.

Les premiers symptômes de la maladie apparaissent le 27 avril précédent. Ce jour-là, le roi est à Trianon et a prévu d'aller chasser avec son petit-fils et héritier, le dauphin. Se sentant fiévreux, le monarque suit la chasse à bord d'une calèche. Quelques heures plus tard, son état s'aggrave et La Martinière lui ordonne de retourner à Versailles. Il y subit une saignée mais celle-ci ne produit aucun effet ; deux jours plus tard, le 29 avril, les médecins font savoir que le roi a contracté la variole, comme plusieurs membres de sa famille auparavant (notamment Hugues Capet ou encore le Grand Dauphin). Pour éviter la contagion, le dauphin et ses deux frères sont maintenus à distance de la chambre royale. Le visage du roi est couvert de pustules le 30 avril. Ne se faisant plus guère d'illusions sur son état de santé, il fait venir son confesseur, l'abbé Louis-Nicolas Maudoux, dans la nuit du 7 mai. L'Extrême-Onction lui est administrée le 9 mai au soir.
Vers 16 heures le lendemain, le roi rend son dernier soupir. Le duc de Bouillon, grand chambellan de France, descend alors dans le salon de l'Œil-de-bœuf pour y crier la célèbre formule : « Le roi est mort, vive le roi ! ». Entendant cela de l'autre bout du château, le tout nouveau monarque jette un grand cri et voit accourir vers lui les courtisans venus le saluer ; parmi eux la comtesse de Noailles, qui sera la première à lui décerner le titre de Majesté. Le roi s'écrie : « Quel fardeau ! Et l'on ne m'a rien appris ! Il me semble que l'univers va tomber sur moi ! ». La reine Marie-Antoinette aurait quant à elle soupiré : « Mon Dieu ! protégez-nous, nous régnons trop jeunes ».

## Roi de France et de Navarre (1774-1791)

### Accession au trône et premières décisions

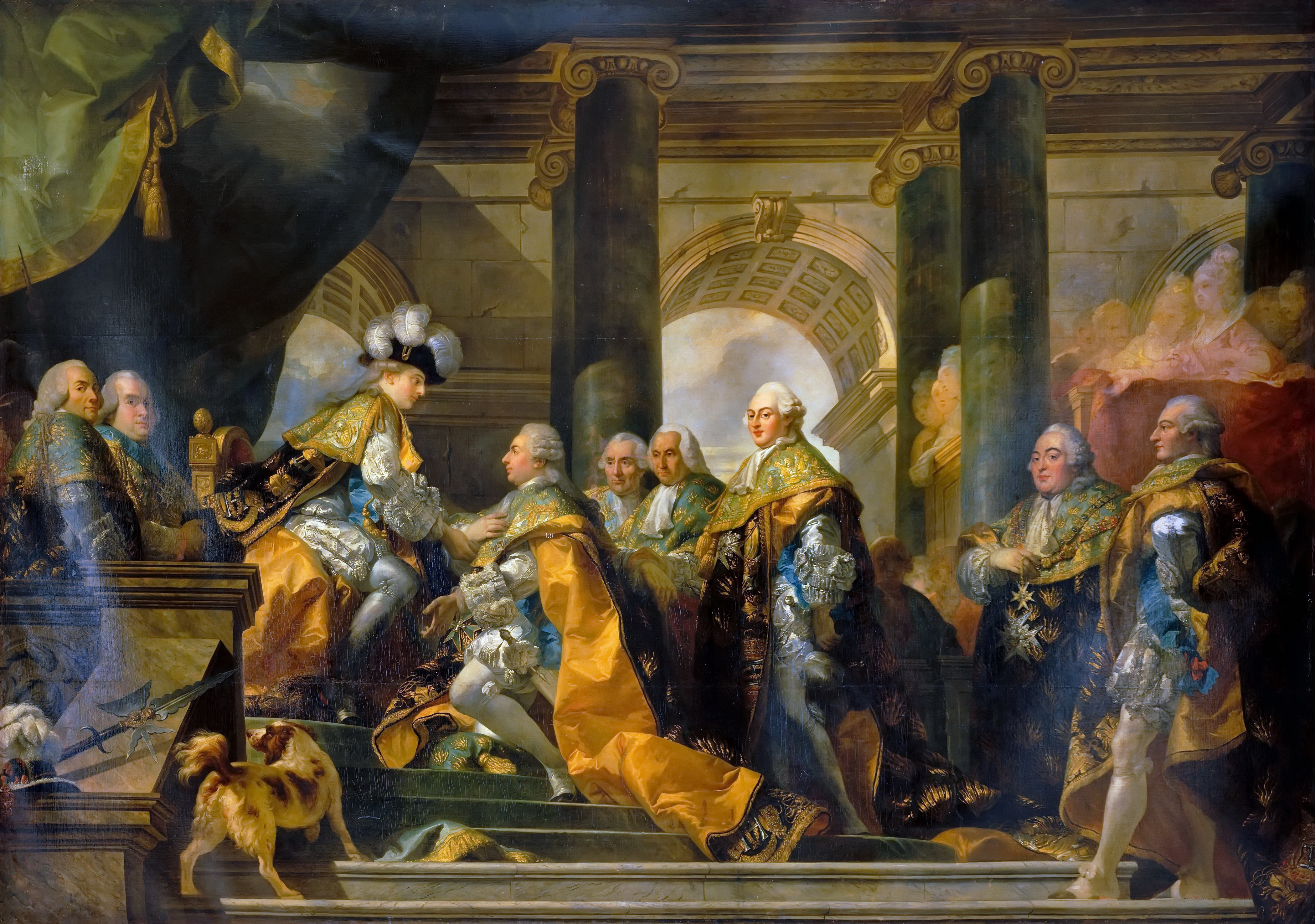
Louis XVI avec les chevaliers de l'ordre du Saint-Esprit, après son sacre.

Aussitôt après la mort de Louis XV, la cour se réfugie provisoirement au château de Choisy-le-Roi, afin d'éviter tout risque de contagion et de quitter l'atmosphère empuantie du château de Versailles. C'est à cette occasion que le nouveau roi prend l'une de ses premières décisions : celle d'inoculer l'ensemble de la famille royale contre la variole. Le but de cette opération est d'administrer à très faible dose dans le corps humain des substances contaminées, le sujet devenant par la suite immunisé à vie. Néanmoins, le risque est réel puisqu'une dose trop importante peut faire contracter la maladie et par là causer la mort du patient. Le 18 juin 1774, le roi reçoit donc cinq injections et ses frères seulement deux chacun. Les premiers symptômes de la variole apparaissent rapidement chez le roi : il souffre de douleurs aux aisselles le 22 juin, est pris de fièvre et de nausée le 24 ; quelques boutons apparaissent le 27 et une légère suppuration survient le 30. Mais la fièvre retombe le 1er juillet et le roi est définitivement hors de danger. L'opération est donc un succès, tant pour lui que pour ses deux frères chez qui les symptômes ont été presque imperceptibles.

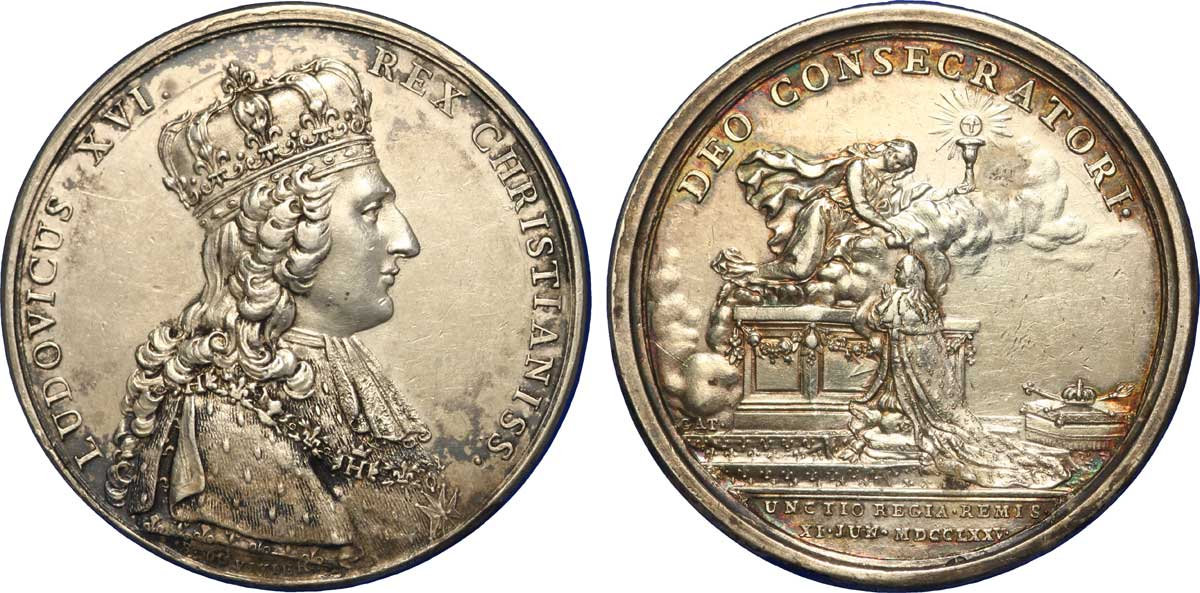
Médaille commémorative du Sacre à Reims de le 11 juin 1775

Parmi les premières décisions notables du nouveau monarque, nous pouvons en relever trois autres : il fait enfermer Madame du Barry et prend le nom de Louis XVI et non celui de Louis-Auguste Ier comme la logique le voudrait, afin de se placer dans la lignée de ses prédécesseurs. Enfin, il convoque tous les ministres en place, intendants de province et commandants des forces armées neuf jours plus tard. Pour l'heure, il s'isole dans son bureau pour travailler, correspondre avec les ministres, lire des rapports et écrire des lettres aux monarques européens.
L'économie du royaume de France était entrée en récession depuis 1770. Ainsi, Louis XVI commence immédiatement à diminuer les dépenses de la cour : il diminue les « frais de bouche » et les frais de garde-robe, le département des Menus-Plaisirs, les équipages de chasse comme ceux du daim et du sanglier, la Petite Écurie (passant ainsi le contingent de 6 000 à 1 800 chevaux), et enfin le nombre de mousquetaires et de gendarmes affectés à la protection du roi. Son frère le comte d'Artois le soupçonne d'avarice en le qualifiant de « Roi de France et avare ». Le roi fait profiter les plus pauvres de ces économies en faisant distribuer 100 000 livres aux Parisiens particulièrement démunis. De surcroît son premier édit, daté du 30 mai, exempta ses sujets du « don de joyeux avènement », impôt perçu lors de l'accession au trône d'un nouveau roi, et dont le montant s'élevait à vingt-quatre millions de livres. D'après Metra, « Louis XVI semble promettre à la nation le règne le plus doux et le plus fortuné ».

### Ministres et nouveau gouvernement
Le nouveau roi décide de gouverner seul et n'envisage pas de déléguer cette tâche à un chef de gouvernement. Néanmoins, il lui faut un homme de confiance et d'expérience pour le conseiller dans les décisions importantes qu'il aura à prendre. C'est la tâche de l'homme qu'on appelle officieusement le « Principal ministre d'État ». Louis XVI en nommera successivement sept pendant son règne :
- Jean Frédéric Phélypeaux de Maurepas (1774-1781) ;
- Charles Gravier de Vergennes (1781-1787) : il exerce ce pouvoir de facto car officiellement le roi se passe de principal ministre pendant cette période ;
- Étienne-Charles de Loménie de Brienne (1787-1788) ;
- Jacques Necker (1788-1789) ;
- Louis Auguste Le Tonnelier de Breteuil (1789) ;
- Jacques Necker à nouveau (1789-1790) ;
- et enfin Armand Marc de Montmorin Saint-Hérem (1790-1791).

La fonction prend fin avec la promulgation de la Constitution de 1791.
Marie-Antoinette suggère au roi de nommer à cette fonction le duc de Choiseul, ancien ministre de Louis XV tombé en disgrâce en 1770. Le roi refuse de le nommer principal ministre d'État mais consent tout de même à le réintégrer à la cour. Il assiste à l'entrevue entre celui-ci et la reine et lui lance en guise d'affront : « Vous avez perdu vos cheveux, vous devenez chauve, votre toupet est mal garni ».
Selon l'historien Jean de Viguerie dans son ouvrage intitulé Louis XVI, le roi bienfaisant, les deux ministres qui auront le plus d'influence auprès du roi Louis XVI durant la majeure partie de son règne sont, dans un premier temps, le comte de Maurepas, puis à la mort de ce dernier en 1781, le comte de Vergennes.

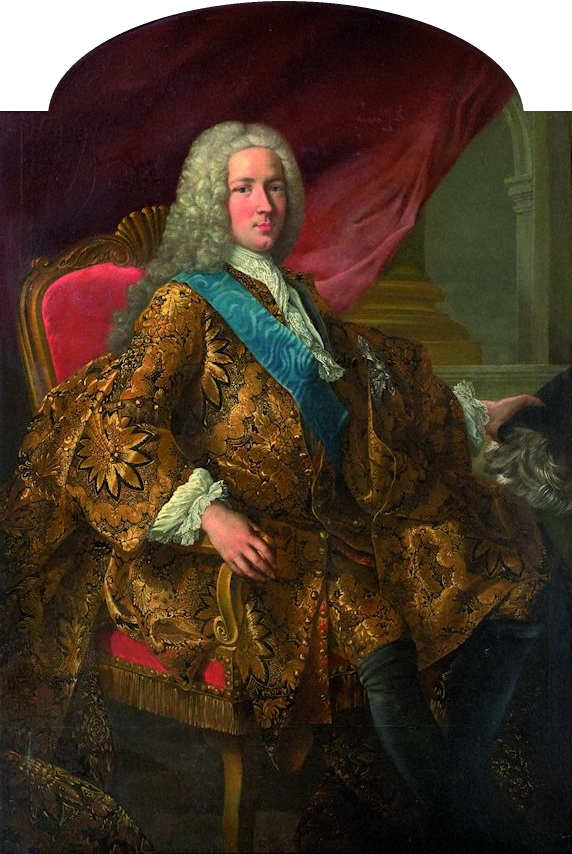
Jean-Frédéric Phélypeaux, comte de Maurepas, par Louis-Michel van Loo (vers 1725-1730).

À défaut de suivre l'avis de son épouse, le roi choisit d'opter pour le comte de Maurepas, sur les conseils de ses tantes. Cet homme d'expérience, disgracié par Louis XV en 1747, avait pour beau-frère Louis Phélypeaux de Saint-Florentin et pour cousin René Nicolas de Maupeou. Le 11 mai 1774, soit dès le lendemain de la mort du monarque, Louis XVI écrit à Maurepas la lettre suivante :
« Monsieur, dans la juste douleur qui m'accable et que je partage avec tout le Royaume, j'ai pourtant des devoirs à remplir. Je suis Roi : ce seul mot renferme bien des obligations, mais je n'ai que vingt ans. Je ne pense pas avoir acquis toutes les connaissances nécessaires. De plus, je ne puis voir aucun ministre, ayant tous été enfermés avec le Roi dans sa maladie. J'ai toujours entendu parler de votre probité et de la réputation que votre connaissance profonde des affaires vous a si justement acquise. C'est ce qui m'engage à vous prier de vouloir bien m'aider de vos conseils et de vos lumières. Je vous serai obligé, Monsieur, de venir le plus tôt que vous pourrez à Choisy, où je vous verrai avec le plus grand plaisir ».
Deux jours plus tard, le 13 mai 1774, le comte de Maurepas vient auprès du roi à Choisy pour lui témoigner sa reconnaissance et s'engager à son service. Ayant à ses côtés un ministre d'État, il ne reste plus au roi qu'à convoquer le premier conseil au cours duquel il lui faudra décider s'il garde ou non les ministres déjà en place. Ce premier conseil n'aura pas lieu à Choisy mais au château de la Muette, la cour ayant dû à nouveau déménager car Mesdames souffrent des symptômes de la variole. Le premier conseil se tient donc au château de la Muette, le 20 mai 1774. Le nouveau roi n'y prend aucune décision, se limitant à faire plus ample connaissance avec les ministres en place et à leur donner la ligne de conduite qui doit être la leur : « Comme je ne veux m'occuper que de la gloire du royaume et du bonheur de mes peuples, ce n'est qu'en vous conformant à ces principes que votre travail aura mon approbation ».
Le roi procède à un remaniement des ministres progressif. Le changement commence le 2 juin 1774 par la démission du duc d'Aiguillon, secrétaire d'État de la Guerre et des Affaires étrangères. Loin de l'exiler comme le veut la coutume, le roi lui alloue la somme de 500 000 francs. D'Aiguillon est remplacé aux Affaires Étrangères par le comte de Vergennes, diplomate réputé pour être compétent et travailleur, « le plus sage ministre que la France eût rencontré depuis longtemps, et le plus habile qui se trouvât aux affaires en Europe » selon l'historien Albert Sorel.
Résidant au château de Compiègne pour l'été, le roi, conseillé par Maurepas, entreprend de remplacer quelques ministres à des postes où une grande compétence est nécessaire. C'est ainsi que Pierre Étienne Bourgeois de Boynes est remplacé par Turgot à la Marine, le premier étant écarté pour incompétence et légèreté manifestes, le second nommé à ce poste avant tout pour son administration efficace en tant qu'intendant de la généralité de Limoges. Turgot est néanmoins retiré très rapidement de la Marine pour devenir contrôleur général des finances en remplacement de Joseph Marie Terray ; il est remplacé dans son précédent poste par Antoine de Sartine, ancien lieutenant-général de police. Le portefeuille de la Justice passe de Maupeou à Miromesnil. Le duc de la Vrillière reste à la Maison du Roi tandis que le secrétariat d'État à la Guerre est confié au comte de Muy en remplacement d'Aiguillon. Muy mourra un an plus tard et sera alors remplacé par le comte de Saint-Germain.
Au 24 août 1774, date à laquelle le nouveau gouvernement est entièrement formé, les ministres en place sont donc les suivants :
- Principal ministre d'État : le comte de Maurepas ;
- Contrôleur général des finances : Turgot ;
- Garde des Sceaux : Armand Thomas Hue de Miromesnil ;
- Secrétaire d'État à la Guerre : Louis Nicolas Victor de Félix d'Ollières, comte de Muy ;
- Secrétaire d'État à la Marine : Antoine de Sartine ;
- Secrétaire d'État aux Affaires étrangères : Charles Gravier de Vergennes ;
- Secrétaire d'État à la Maison du Roi : Louis Phélypeaux de Saint-Florentin, duc de la Vrillière.

L'annonce du nouveau gouvernement est largement saluée et le peuple danse en foule dans les rues.

### Cérémonie du sacre

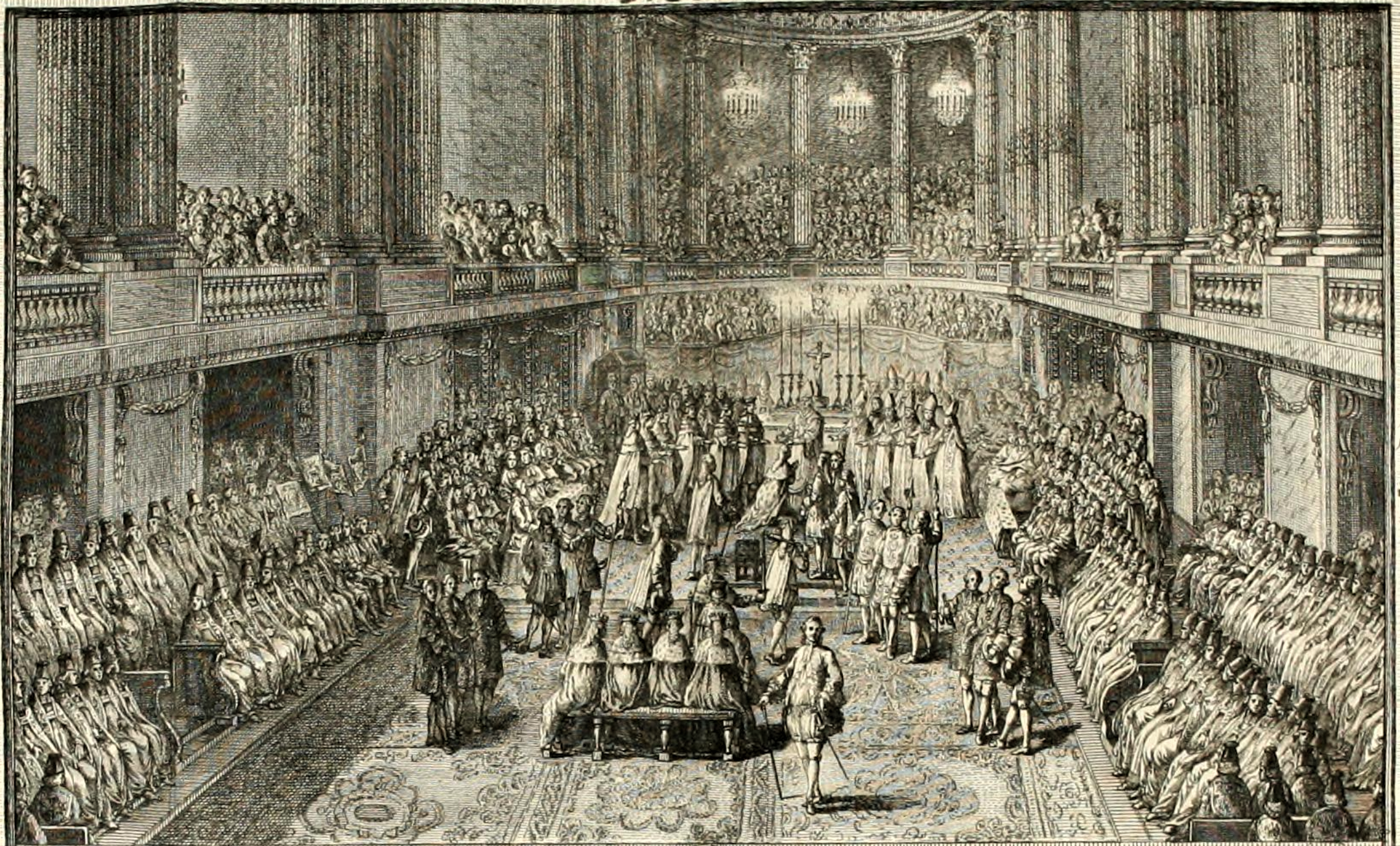
Couronnement du roi.

Le 11 juin 1775, en la cathédrale de Reims, il est sacré selon la tradition remontant à Pépin le Bref. Le dernier sacre, celui de Louis XV, a eu lieu le 25 octobre 1722 ; depuis, le principe même de cette cérémonie a été très critiqué par le mouvement des Lumières : L'Encyclopédie et les philosophes critiquent le rituel, n'y voyant qu'un exacerbation du pouvoir de Dieu et une comédie destinée à maintenir les peuples dans l'obéissance. Le contrôleur général des finances, Turgot, reproche au monarque cette cérémonie coûteuse évaluée à 760 000 livres ; peu de temps auparavant, Nicolas de Condorcet a écrit à Turgot pour lui demander de faire l'impasse sur « la plus inutile et la plus ridicule de toutes les dépenses » de la monarchie. Turgot pense alors à faire une sorte de sacre allégé, probablement près de la capitale, à Saint-Denis où à Notre-Dame, pour réduire les coûts. Cependant, pieux et très attaché à l'œuvre de ses prédécesseurs, même s'il est décidé à redresser la situation économique mal en point, le roi ne recule pas là-dessus et maintient la cérémonie avec autant de faste que prévu.
La cathédrale Notre-Dame de Reims, lieu emblématique des sacres des rois de France, est métamorphosée pour les festivités, un véritable bâtiment étant construit à l'intérieur, avec balustrade, colonnes, lustres, faux marbres… C'est aussi la première fois depuis Louis XIII que le roi est marié au moment de son sacre, ce qui rend possible le sacre de son épouse consort. Mais le dernier sacre d'une reine, celui de Marie de Médicis le 13 mai 1610 à la basilique Saint-Denis, avait eu lieu comme un sombre présage, Henri IV ayant été assassiné le lendemain ; du reste la reine, dans la construction absolutiste du pouvoir, avait vu son importance politique diminuer. Décision est finalement prise de ne pas sacrer Marie-Antoinette. Elle assiste à la cérémonie depuis la plus grande des tribunes, avec les femmes importantes de la Cour.
La cérémonie est présidée par l'archevêque de Reims Charles Antoine de La Roche-Aymon, celui-là même qui avait baptisé et marié le dauphin. La cérémonie dure près de six heures - une loge permettant aux spectateurs de se reposer a été aménagée derrière la tribune de la reine ; toutes les étapes ont lieu, le lever du roi, l'entrée, le serment, le rituel de chevalerie, les onctions, la remise des insignes, le couronnement, l'intronisation, la grand-messe, l'hommage des pairs, la messe-basse et la sortie. Toutefois la cérémonie omet, intentionnellement, le serment du roi devant « Dieu, le clergé et le peuple ». Selon la tradition, le prélat prononce la formule suivante en posant la couronne de Charlemagne sur la tête du souverain : « Que Dieu vous couronne de la gloire et de la justice, et vous arriverez à la couronne éternelle ». Conformément au rituel, le roi se rend ensuite dans le parc de la ville pour guérir les écrouelles des quelque 2 400 scrofuleux venus pour l'occasion, leur adressant à chacun la formule cérémoniale : « Le roi te touche, Dieu te guérisse ».
Le couple royal gardera un très bon souvenir de la cérémonie et des festivités consécutives. Marie-Antoinette écrira à sa mère que « le sacre a été parfait […]. Les cérémonies de l'Église [furent] interrompues au moment du couronnement par les acclamations les plus touchantes. Je n'ai pu y tenir, mes larmes ont coulé malgré moi, et on m'en a su gré […]. C'est une chose étonnante et bien heureuse en même temps d'être si bien reçu deux mois après la révolte, et malgré la cherté du pain, qui malheureusement continue ».

### Premières mesures économiques et financières de Turgot
À peine la cour revenue à Versailles le 1er septembre 1774, le roi s'entretient quotidiennement avec Turgot pour préparer les mesures de redressement économique du pays. L'ancien contrôleur général des finances, l'abbé Terray, avait suggéré une proclamation officielle de banqueroute de la France, devant le déficit de 22 millions de livres existant à l'époque. Turgot refuse de proposer la banqueroute et suggère un plan plus simple : faire des économies. Il dit pour cela au monarque : « Si l'économie n'a précédé, aucune réforme n'est possible ». Il encourage donc le roi à poursuivre la réduction des dépenses de la cour qu'il avait déjà commencée.
Turgot est par ailleurs un partisan du libéralisme économique. Le 13 septembre 1774, il fait adopter par le conseil du roi un texte décrétant la liberté du commerce intérieur des grains et la libre importation des céréales étrangères. Le risque d'augmentation soudaine des prix en cas de mauvaise récolte est néanmoins réel. C'est ce qui surviendra au printemps 1775 : une rumeur de famine imminente emplit le pays ; les prix flambent et les boulangeries de Paris, Versailles et quelques villes de province sont pillées ; des émeutes surviennent mais sont vite réprimées. Cet épisode est aujourd'hui connu sous le nom de « guerre des farines ». Cette révolte populaire du règne de Louis XVI est considérée comme le premier avertissement du peuple face aux difficultés économiques du pays et aux réformes inefficaces du pouvoir royal à les résorber.

### Rappel des parlements

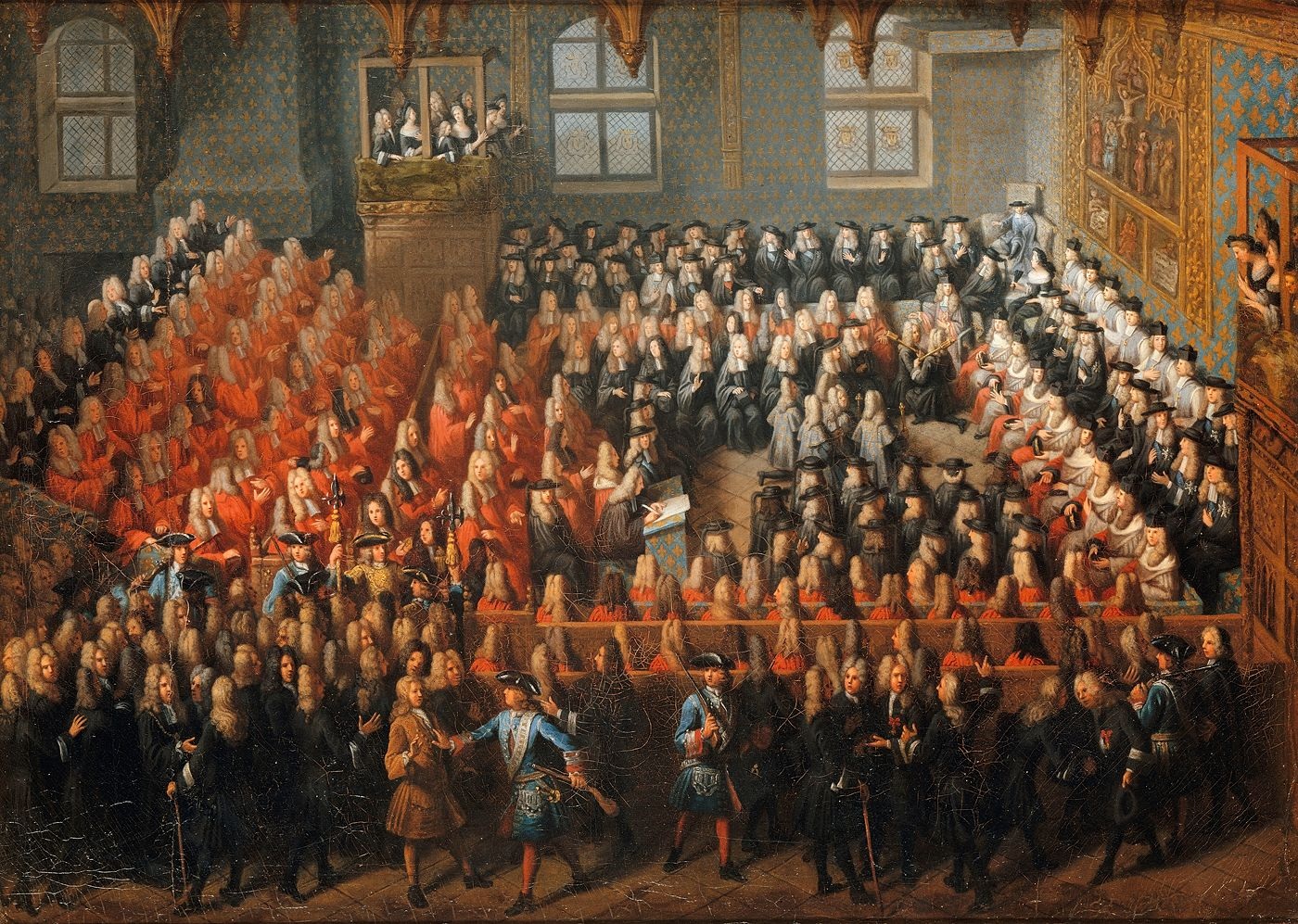
Lit de justice au Parlement de Paris, Pierre-Louis Dumesnil, 1715.

Depuis le XIVe siècle jusqu'en 1771, les Parlements disposaient d'importants pouvoirs en matière civile, politique et judiciaire. Parmi les 15 parlements existant à la fin du règne de Louis XV, la compétence du Parlement de Paris s'étendait sur les 75 % du royaume de France. Chaque décision d'un parlement avait valeur de loi ; de plus, chaque décret royal ne pouvait être applicable que s'il avait préalablement été enregistré (c'est-à-dire avalisé) par le parlement compétent. Au fil des siècles, le pouvoir des parlements n'avait cessé de s'étendre au point de devenir un pouvoir autonome pouvant rivaliser avec l'absolutisme royal. Une brochure parlementaire de 1732 ira loin dans ce sens en précisant que le roi « ne peut contracter avec ses peuples que dans le sein du parlement, lequel, aussi ancien que la Couronne et né avec l'État, est la représentation de la monarchie tout entière ». Las de cet accroissement des pouvoirs des parlements, Louis XV et avec lui le chancelier Maupeou entreprennent en 1771 de retirer purement et simplement aux parlements leurs pouvoirs, charges et privilèges qu'ils s'étaient octroyés au fil du temps. La nouvelle magistrature, organisée en Conseils supérieurs, fut cantonnée à rendre justice gratuitement et limitée dans son droit de remontrance.
Dès son avènement, Louis XVI va revenir sur cette réforme. Le 25 octobre 1774, il convoque tous les magistrats exilés à une réunion qu'il présidera le 12 novembre suivant au palais de justice de Paris. Devant les parlementaires réunis, il leur adresse ces mots : « Je vous rappelle aujourd'hui à des fonctions que vous n'auriez jamais dû quitter. Sentez le prix de mes bontés et ne les oubliez jamais ! […] Je veux ensevelir dans l'oubli tout ce qui s'est passé, et je verrais avec le plus grand mécontentement des divisions intestines troubler le bon ordre et la tranquillité de mon parlement. Ne vous occupez que du soin de remplir vos fonctions et de répondre à mes vues pour le bonheur de mes sujets qui sera toujours mon unique objet ». Le soir même, des feux d'artifice sont lancés au pont Neuf et au palais de justice pour saluer ce retour.
Face à un tel revirement, il est nécessaire de s'interroger sur les motifs ayant poussé Louis XVI à rappeler et rétablir les parlements. Il peut sembler étrange en effet que le roi ait de lui-même choisi d'affaiblir son pouvoir. Dauphin, il avait écrit à plusieurs reprises son opposition à la puissance étendue des parlements, affirmant notamment qu'ils « ne sont point représentants de la nation », qu'ils « n'ont jamais été et ne peuvent jamais être l'organe de la Nation vis-à-vis du Roi, ni l'organe souverain vis-à-vis de la Nation », et que leurs membres sont « simples dépositaires d'une partie » de l'autorité royale. Une des raisons peut résider dans la popularité qu'avaient alors les parlements exilés. En effet, malgré leur manque de représentativité du peuple, ils étaient soutenus par celui-ci. Ils affichaient publiquement leur adhésion aux idées nouvelles et à la nécessité de respecter les droits naturels : le roi ne devrait donc plus être qu'un simple mandataire du peuple et non un souverain absolu. Le roi, dans sa jeunesse et dans l'inexpérience caractérisant son début de règne, aurait donc en partie agi pour recueillir un important soutien populaire ; c'est, rappelons-le, ce qui s'est passé dans les rues de Paris immédiatement après l'annonce du rappel des parlements. L'autre raison résiderait dans l'écoute attentive et suivie des conseils du comte de Maurepas, qui estimait que « sans parlement, pas de monarchie ! ».
Attentif à son image auprès du peuple et confiant dans les conseils de Maurepas face à la complexité du sujet, Louis XVI revient donc sur des privilèges que Maupeou qualifiait au moment de son renvoi de « procès qui durait depuis trois cents ans » et qu'il avait fait gagner au roi. Ce rappel des parlements va rendre illusoires les tentatives de réformes profondes que le roi envisagera d'entreprendre les années suivantes, ce qui contribuera à nourrir le climat révolutionnaire qui se prépare déjà. Madame Campan, femme de chambre de Marie-Antoinette, écrira plus tard que « le siècle ne s'achèverait pas sans que quelque grande secousse vînt ébranler la France et changer le cours de ses destinées ».

### Réformes et disgrâce de Turgot

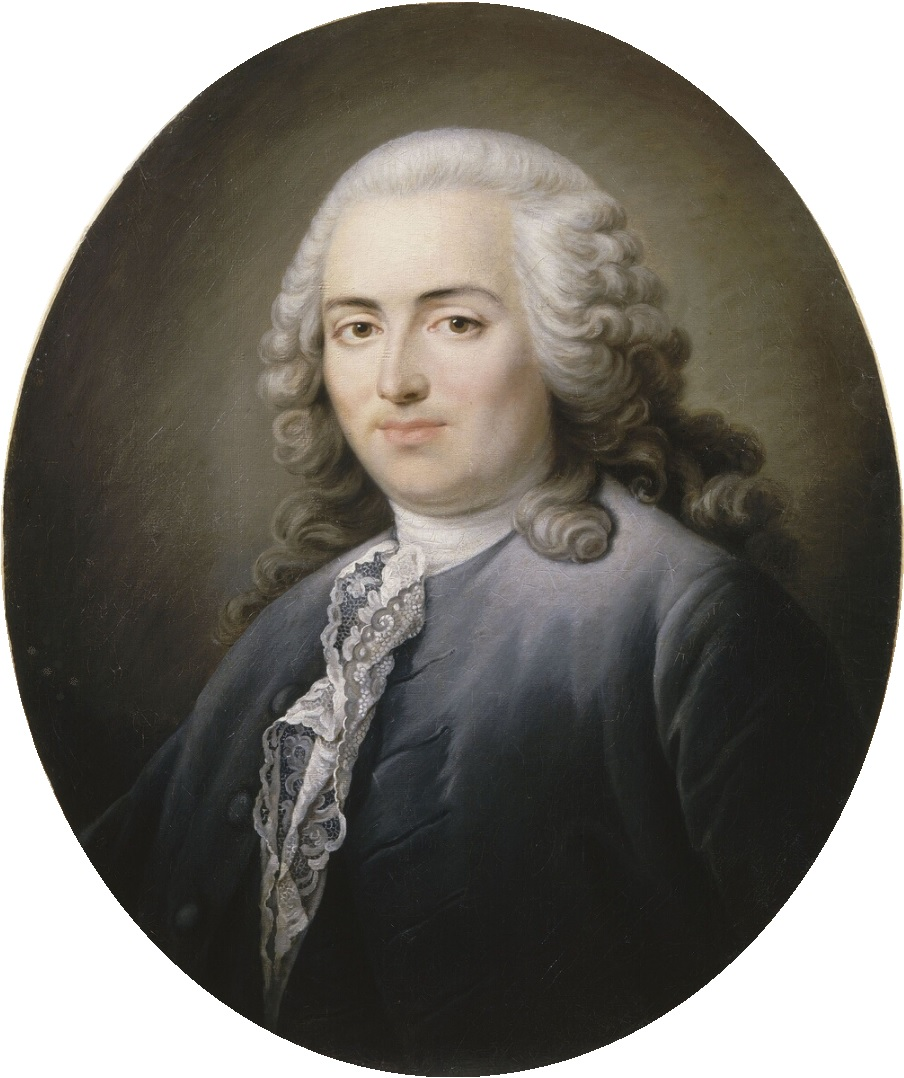
Anne Robert Jacques Turgot (école française, château de Versailles).

Pour assurer le devenir du royaume, Turgot va entreprendre une profusion de réformes visant à débloquer le libre fonctionnement politique, économique et social de la société, et à mettre au pas les parlements.
Comme l'explique en 1854 l'historien Victor Duruy : « C’étaient là de bien grandes nouveautés ; Turgot en projetait d’autres plus redoutables : abolition des corvées qui pesaient sur les pauvres ; établissement sur la noblesse et le clergé d’un impôt territorial ; mais amélioration du sort des curés et vicaires, qui n’avaient que la plus petite portion des revenus de l’Église, et suppression de la plupart des monastères ; égale participation de l’impôt par création d’un cadastre ; liberté de conscience et rappel des protestants ; rachat des rentes féodales ; un seul code : un même système de poids et mesures pour tout le royaume ; suppression des jurandes et maîtrises qui enchaînaient l’industrie ; la pensée aussi libre que l’industrie et le commerce ; enfin, comme Turgot s’occupait des besoins moraux aussi bien que des besoins matériels, un vaste plan d’instruction publique pour répandre partout les Lumières ».
Turgot souhaite en effet abolir plusieurs pratiques jusqu'alors bien établies : suppression des jurandes et corporations, suppression de certaines coutumes interdisant par exemple aux apprentis de se marier ou excluant les femmes des travaux de broderie. Abolition aussi du servage et de la corvée royale. Dans le plan de Turgot, la corvée serait remplacée par un impôt unique à tous les propriétaires fonciers, ce qui étendrait le paiement de l'impôt aux membres du clergé et de la noblesse.
Turgot s'attelle aussi à un projet « révolutionnaire » de mise en place d’une pyramide d’assemblées élues à travers le royaume : municipalités de communes, d’arrondissement puis de province et une municipalité de royaume. Lesdites assemblées ayant pour but de répartir l'impôt direct, de gérer les questions de police, d'assistance et de travaux publics.
Ce vaste projet de réformes ne manque pas de rencontrer un certain nombre de détracteurs, à commencer par les parlementaires. Turgot peut compter sur l'appui du roi, qui ne manque pas à plusieurs reprises de pratiquer le « lit de justice » pour appliquer ses décisions. À partir d'une remarque d'un ouvrier de sa forge, il dira encore en mars 1776 : « Je vois bien qu'il n'y a que Monsieur Turgot et moi qui aimions le peuple ». Le soutien du roi est perçu comme capital pour le ministre, qui dira au souverain : « Ou vous me soutiendrez, ou je périrai ». Les opposants se font de plus en plus nombreux et dépassent au fil du temps le cercle des parlementaires. Une coalition se forme contre Turgot et regroupe, aux dires de Condorcet, « la prêtraille, les parlements routiniers et la canaille des financiers ». Certes, le peuple et les paysans accueillent à bras ouverts les édits abolissant les maîtrises, les jurandes et la corvée royale ; des troubles éclatent même à la suite de l'excès d'enthousiasme. Néanmoins, le roi commence à recevoir des lettres de remontrance des parlements, et à essuyer des critiques émanant de la cour. Louis XVI tempère et rappelle aux parlements que les réformes entreprises n'ont pas pour but de « confondre les conditions » (clergé, noblesse, tiers-état).
Le ministre commence à baisser dans l'estime du roi, qui ne se prive pas de dire que « M. Turgot veut être moi, et je ne veux pas qu'il soit moi ». La disgrâce devient inéluctable quand Turgot prend part au vote visant à démettre de ses fonctions le comte de Guines, ambassadeur à Londres, accusé de pratiquer une diplomatie visant à faire entrer la France dans la guerre. De Guines est un ami de Marie-Antoinette et cette dernière demande au roi de punir les deux ministres ayant demandé la démission du comte, à savoir Malesherbes et Turgot. Écœuré par cette demande, Malesherbes démissionne du gouvernement en avril 1776. Le roi prend ses distances avec Turgot et condamne l'ensemble de ses réformes : « On ne doit pas faire des entreprises dangereuses si on n'en voit pas le bout. », affirme Louis XVI. Le 12 mai 1776, une double nouvelle éclate : Turgot est renvoyé, et le comte de Guines est fait duc. Turgot refuse la pension qui lui est proposée, énonçant qu'il ne doit « pas donner l'exemple d'être à la charge de l'État ».
Certains historiens réfutent l'idée selon laquelle le roi avait purement et simplement cédé à sa femme. La décision de congédier Turgot (et surtout d'élever de Guines) serait davantage l'« achat » du silence du comte, lequel aurait été au courant de beaucoup de choses sur la diplomatie française risquant de mettre le roi dans l'embarras. Une autre raison du renvoi résiderait aussi dans le refus de Turgot de financer l'intervention de la France dans la guerre d'indépendance des États-Unis, le mauvais état des finances du Royaume ne le permettant pas. Quoi qu'il en soit, cet épisode sera pour les historiens l'illustration parfaite de l'ascendant de la reine sur son mari, et constituera les prémices de l'état de faiblesse du roi vis-à-vis de sa femme ; l'historienne Simone Bertière écrit qu'à chaque victoire de la reine, « le prestige du roi est entamé, son autorité décroît d'autant que le crédit de celle-ci augmente. Ce n'est là qu'apparence [mais] l'autorité, elle aussi, se nourrit d'apparence. » Turgot lui-même, dans une lettre écrite à Louis XVI le 30 avril 1776 que ce dernier lui a renvoyé sans même l'ouvrir, lance au roi cet avertissement : « N'oubliez jamais, Sire, que c'est la faiblesse qui a mis la tête de Charles Ier sur un billot ».
Turgot est remplacé par Jean Étienne Bernard Clugny de Nuits, qui s'empresse de revenir sur les principales réformes de son prédécesseur, rétablissant notamment les jurandes et les corvées, affirmant qu'il peut « culbuter d'un côté ce que M. Turgot a culbuté de l'autre ». Mais le ministre se montre rapidement incompétent, et le roi de déclarer « Je crois que nous nous sommes encore trompés ». Louis XVI n'a pas le temps de le démettre de ses fonctions, Clugny de Nuits mourant subitement le 18 octobre 1776 à l'âge de 47 ans.

### Réformes et démission de Necker

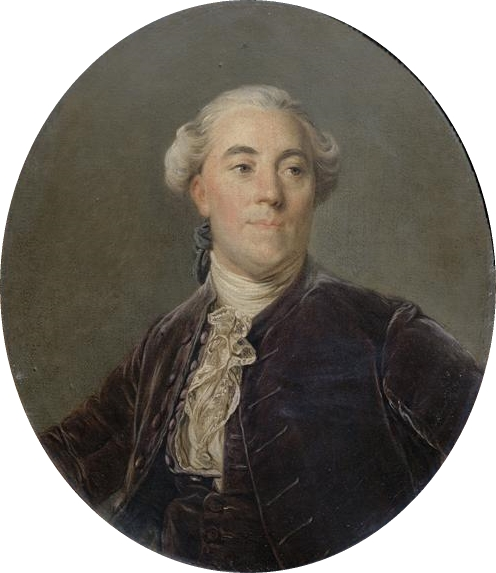
Portrait de Jacques Necker, par Joseph-Siffrein Duplessis.

En octobre 1776, Louis XVI a besoin d'un ministre des finances capable d'entreprendre des réformes mais non de tout détruire ; il confie à Maurepas : « Ne me parlez plus de ces maçons qui veulent d'abord démolir la maison ». Il pense alors à Jacques Necker, banquier originaire de Suisse réputé pour son art de manier l'argent et son souci d'économie. Une triple révolution : c’est un banquier roturier, un étranger (Genevois) et de surcroît un protestant. Le roi le nomme tout d'abord « directeur du Trésor » (le poste de contrôleur général des finances est attribué pour la forme à Louis Gabriel Taboureau des Réaux) car Necker, protestant, ne peut accéder pour cette raison au Conseil du roi attaché au poste de contrôleur général. Néanmoins, le roi le nomme « directeur général des finances » (le nom a été changé pour lui donner plus d'importance) le 29 juin 1777, sans pour autant admettre le ministre au sein du Conseil.
Necker et Louis XVI remettent sur le métier les réformes les plus essentielles du royaume, l'ambition du ministre étant de renflouer les caisses de l'État sans écraser les contribuables ni irriter les riches et les propriétaires. Necker comprend que les dépenses ordinaires du royaume sont financées par l'impôt ; il faut en revanche trouver un moyen de financer les dépenses exceptionnelles comme celles engendrées par la guerre d'indépendance des États-Unis. Necker crée alors deux systèmes lucratifs à rendement immédiat : l'emprunt et la loterie. Les deux systèmes rencontrent un vif succès auprès du peuple. Cependant, ces mesures ne montrent leur efficacité qu'à court terme, car il faut emprunteur des fonds pour verser aux prêteurs leur rente viagère et verser les lots aux gagnants. À long terme, la dette s'alourdirait de plus en plus et il fallait trouver à nouveau le moyen d'établir une véritable réforme structurelle.
Pour l'heure, Necker propose au roi de supprimer les parlements et intendants de province, et de les remplacer par des assemblées provinciales recrutées, sur proposition du roi, dans le clergé, la noblesse et le tiers-état ; le roi s'engageant à favoriser la noblesse d'épée et non la noblesse de robe. Ce projet de réforme institutionnelle, déjà mis sur la table sous Turgot, a pour objectif qu'à terme toutes les assemblées soient directement élues. Bien qu'expérimentée à Bourges et à Montauban, cette réforme est unanimement condamnée par les intendants, les princes et les parlementaires. La réforme est donc vouée à l'échec et ne verra finalement pas le jour.
Necker entreprend parallèlement une série de mesures populaires. Il fait tout d'abord affranchir les derniers serfs du domaine royal par une ordonnance du 8 août 1779. Refusant l'abolition sans distinction de la servitude personnelle, il abolit toutefois dans tout le royaume le « droit de suite », et affranchit tous les « main-mortables [les serfs] des domaines du roi », ainsi que les « hommes de corps », les « mortaillables » et les « taillables » [d'où vient l'expression « taillable et corvéable à merci »]. Cette ordonnance avait été favorisée par l'intervention de Voltaire, qui avait plaidé en 1778 la cause des serfs de l'abbaye de Saint-Claude du Mont-Jura. Il autorise en outre les « engagistes qui se croiraient lésés » par cette réforme à remettre au roi les domaines concernés en échange de contreparties financières. Afin de favoriser l'imitation de son acte royal d'affranchissement des serfs dans les domaines royaux, l'ordonnance précise que « considérant bien moins ces affranchissements comme une aliénation, que comme un retour au droit naturel, nous avons exempté ces sortes d'actes [d'affranchissement] des formalités et des taxes auxquelles l'antique sévérité des maximes féodales les avaient assujettis ». Néanmoins l'ordonnance n'est guère appliquée, et le servage persiste localement jusqu'à la Révolution qui l'abolit avec les privilèges lors de la célèbre nuit du 4 août 1789. Le 8 août 1779, un édit autorise les femmes mariées, les mineurs et les religieux à toucher des pensions sans autorisation (notamment celle du mari en ce qui concerne les femmes mariées). Il abolit en outre la question préparatoire, infligée aux suspects, et rétablit l'institution du mont-de-piété.
À cette série de réformes « républicaines » et à l'expérimentation malheureuse des assemblées de provinces va s'ajouter une erreur politique du ministre qui lui sera fatale. En février 1781, il adresse au roi un Compte rendu de l’état des finances destiné à être publié. Il révèle pour la première fois au grand public l'usage détaillé des dépenses publiques et dévoile, dans un souci de transparence, tous les avantages dont bénéficient les privilégiés de la cour. Ces derniers désavouent le ministre et dénoncent en retour, avec l'appui d'experts en finances, le bilan en trompe-l'œil que le ministre fait de son action, masquant la dette de 46 millions de livres laissée par les dépenses de guerre, et soulignant au contraire un excédent de 10 millions. « La guerre qui avait si bien réussi contre Turgot recommença sous son successeur », explique Victor Duruy.
Louis XVI et Necker ne peuvent tenir longtemps devant l'opposition des privilégiés. Le ministre finit par perdre la confiance du roi, celui-ci ayant lancé en commentant le bilan du ministre : « Mais c'est du Turgot et même pis ! » Necker demande au roi d'intégrer le Conseil mais, face au refus du souverain, il lui remet sa démission qui sera acceptée le 21 mai 1781. Selon l'historien Jean-Louis Giraud-Soulavie, la lettre de démission était presque insultante puisque rédigée sur un simple « bout de papier de trois pouces et demi de long sur deux et demi de large ».

#### Principaux remaniements au cours du ministère
- En 1775, le duc de la Vrillière démissionne du ministère de la Maison du Roi et est remplacé à ce poste par Malesherbes.
- Malesherbes quitte le gouvernement en avril 1776, il est remplacé par Antoine-Jean Amelot de Chaillou.
- Turgot est renvoyé de son poste de contrôleur général des finances le 12 mai 1776, et est remplacé quelques mois après par Jacques Necker, après les deux éphémères Clugny de Nuits et Taboureau des Réaux.
- Le 13 octobre 1780, le Secrétariat d'État à la Marine par de Sartine au marquis de Castries.
- Philippe Henri de Ségur est nommé secrétaire d'État à la guerre le 23 décembre 1780.
- Necker démissionne le 19 mai 1781 et est remplacé par Jean-François Joly de Fleury.

### Ministère Vergennes
Maurepas meurt de la gangrène le 21 novembre 1781. Louis XVI décide alors de se passer de principal ministre afin de pouvoir vivre une période de « règne personnel ». Comme le ministre le plus important après Maurepas était alors Vergennes, ce dernier joue officieusement un rôle de conseiller auprès du roi bien qu'il n'en ait pas la reconnaissance officielle. Cette situation perdurera jusqu'en 1787 où Loménie de Brienne reprendra officiellement le poste de Maurepas.

#### Projet de réforme et renvoi de Calonne

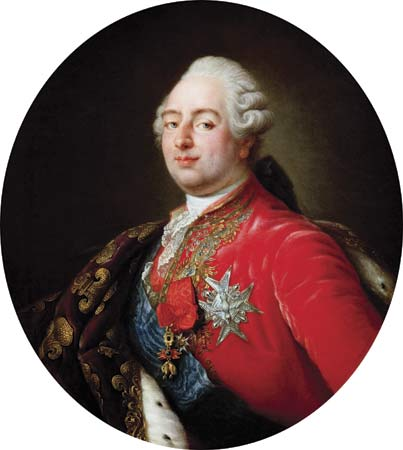
en 1786.

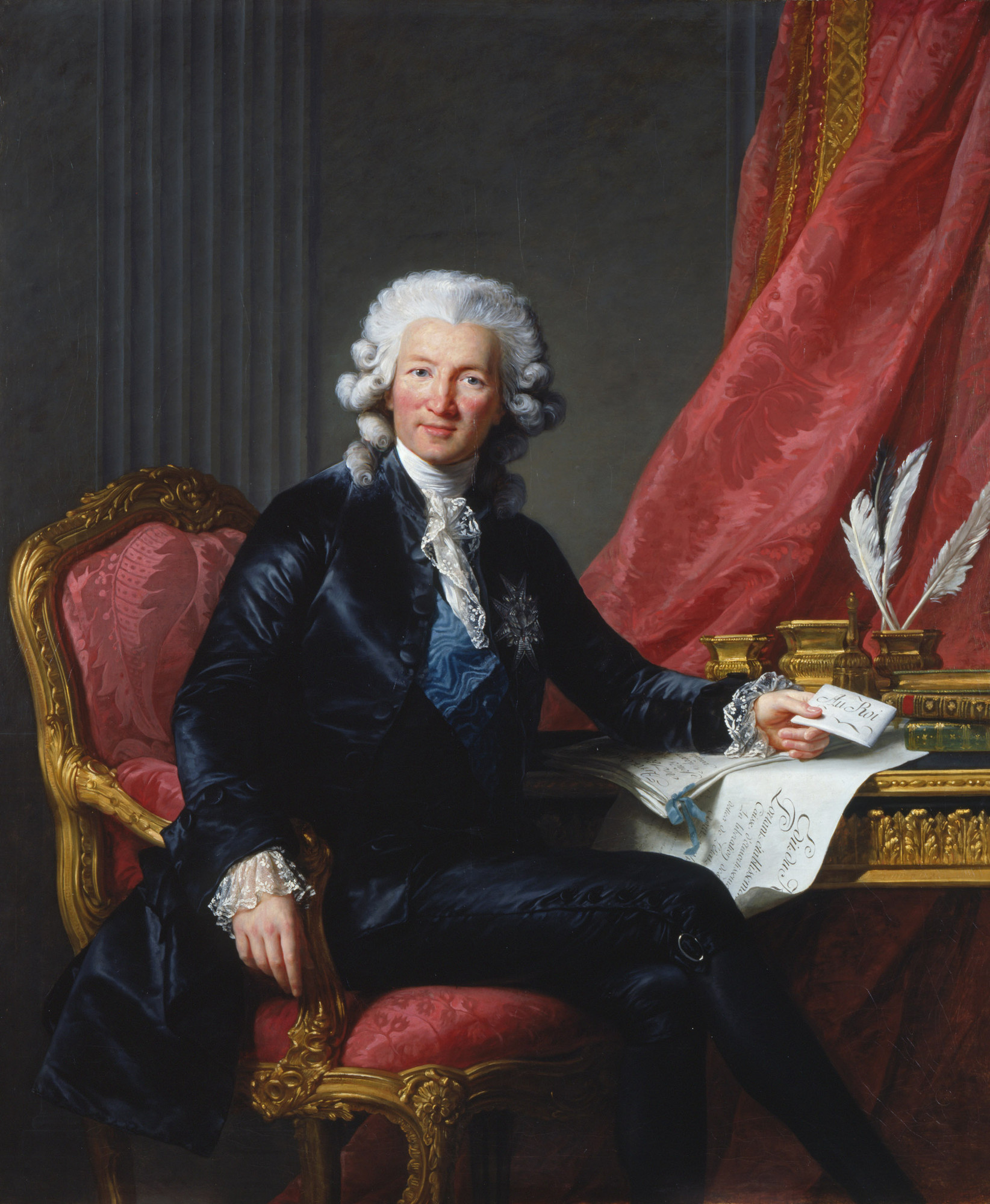
Portrait de Calonne en 1787 par Élisabeth Vigée-Lebrun

Après la démission de Necker, le poste de contrôleur général des finances est successivement occupé par Joly de Fleury et d'Ormesson. Le 3 novembre 1783, sur les conseils de Vergennes, Louis XVI nomme à ce portefeuille le comte Charles Alexandre de Calonne, un homme intelligent et doué d'un don pour la communication, qui avait auparavant fait de remarquables preuves comme intendant de la généralité de Metz. Calonne est à titre privé couvert de dettes, et déclare au sujet de sa nomination : « Les finances de la France sont dans un état déplorable, jamais je ne m'en serais chargé sans le mauvais état des miennes ». Pour résorber cette situation, le roi le gratifie de 100 000 livres de frais d'installation et de 200 000 livres en actions de la Compagnie des eaux de Paris.
Dans un premier temps, Calonne s'emploie à rétablir la confiance des Français en s'efforçant d'exploiter les ressources déjà existantes dans le royaume, et à encourager l'initiative industrielle et commerciale. Puis, dans un second temps, il entreprend une réforme prudente mais déterminée du royaume. Dans un discours donné en novembre 1783 devant la Chambre des comptes, il évoque l'idée d'un « plan d'amélioration générale », en « régénérant » les ressources plutôt qu'en les « pressurisant », afin de « trouver le vrai secret d'alléger les impôts dans l'égalité proportionnelle de leur répartition, ainsi que dans la simplification de leur recouvrement ». L'objectif à peine voilé est ainsi de réformer l'ensemble du système fiscal et ce faisant de combler le déficit de l'État.
Le 20 août 1786, Calonne présente au roi son plan d'action se décomposant en trois volets :
- égalité de tous devant l'impôt (suppression des privilèges fiscaux de la noblesse et du clergé, création d'un impôt unique assis sur les revenus de la propriété foncière (la « subvention territoriale ») ;
- retour à la libre circulation des grains ;
- création d'assemblées nouvelles élues par les propriétaires et qui devront associer les sujets du Roi à l'administration du pays.

Ce programme, assure Calonne au roi, « vous assurera de plus en plus de l'amour de vos peuples [et] vous tranquillisera à jamais sur l'état de vos finances ».
Le programme de Calonne lui permet d'entreprendre de grands projets visant à relancer le développement industriel et commercial ; ainsi, il encourage la rénovation du port du Havre, celui de Dieppe, de Dunkerque et de La Rochelle et contribue à la réfection de l'assainissement des villes de Lyon et Bordeaux. Il crée également de nouvelles manufactures. Il est à l'origine de la signature du traité Eden-Rayneval le 26 septembre 1786, traité de commerce entre la France et la Grande-Bretagne.

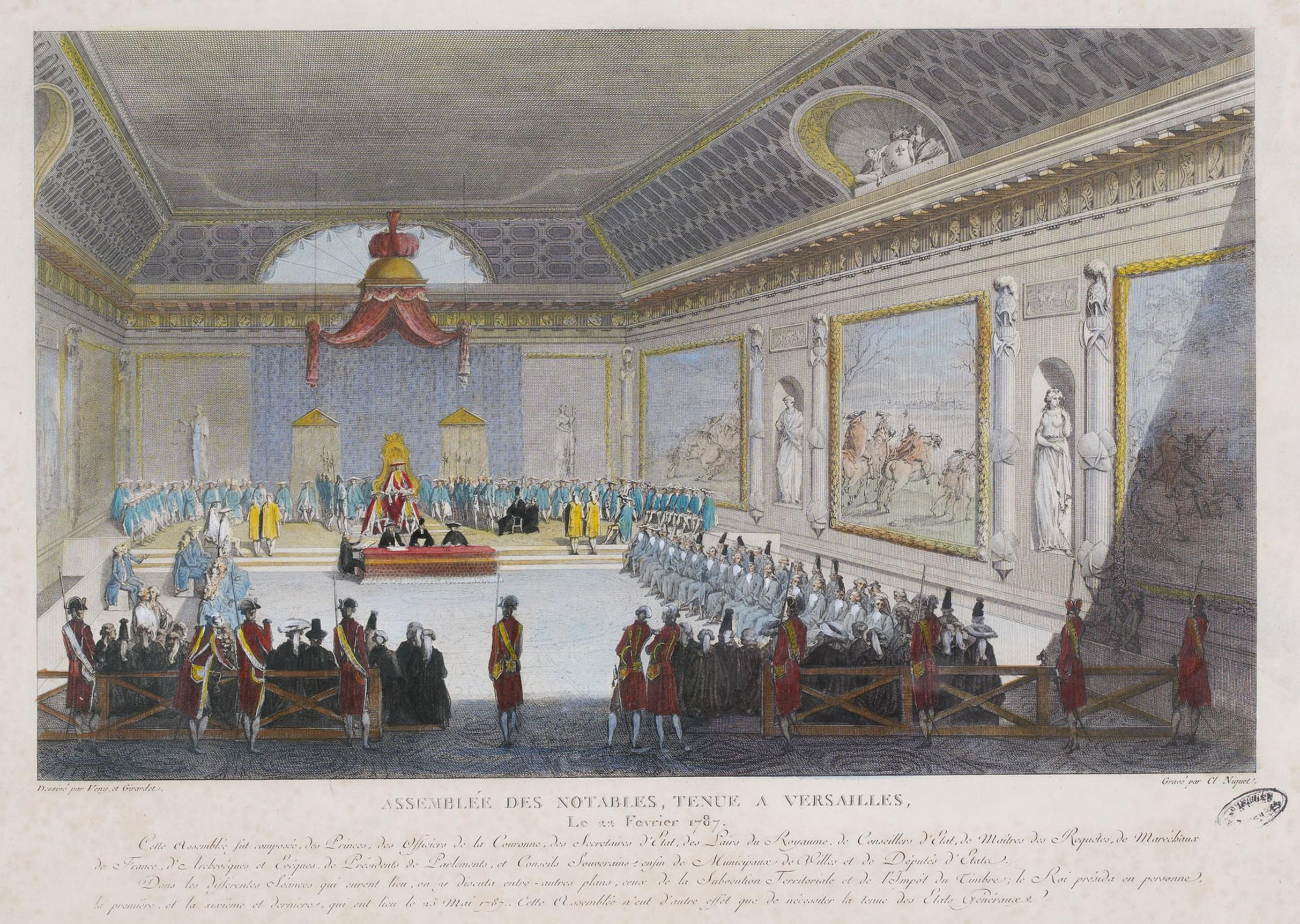
Estampe mise en couleur, gravure par Claude Niquet d'après un dessin de Very et Girardet, représentant l'Assemblée des notables tenue à Versailles le 22 février 1787.

La réforme fiscale et institutionnelle de Calonne fait dire au roi : « Mais c'est du Necker tout pur que vous me donnez là ! » Face aux réticences des parlements, il convainc Louis XVI de convoquer une Assemblée des notables, réunissant des membres du clergé, de la noblesse, des corps de ville, voire délégués des cours souveraines, non pas élus mais désignés par le roi. L'objectif de cette assemblée est de faire passer les principaux points de la réforme en les soumettant à l'avis (et donc potentiellement à l'approbation) de ses membres. L'assemblée se tient à Versailles le 22 février 1787. Calonne, devant les 147 membres réunis, tente de faire passer sa réforme ; seulement, l'aveu qu'il fait du déficit public de 12 millions de livres émeut l'assistance. Et Calonne perd tout espoir de persuasion quand il justifie son projet de réforme en énonçant : « On ne peut pas faire un pas dans ce vaste royaume sans y trouver des lois différentes, des usages contraires, des privilèges, des exemptions, des affranchissements d'impôt, des droits et des prétentions de toutes espèces ! » Devant le tollé provoqué au sein d'une assemblée de notables réticents à approuver une réforme dont ils seraient les victimes, Louis XVI ne se sent pas la force de contrer les opposants et désapprouve son ministre.
Les protestations contre le projet de Calonne sont légion, la majorité des opposants estimant qu'elle va trop loin, une poignée pensant qu'elle est insuffisante et par conséquent mauvaise. Calonne se justifie le 31 mars en s'écriant à travers une brochure : « Peut-on faire le bien sans froisser quelques intérêts particuliers ? Réforme-t-on sans qu'il y ait des plaintes ? » Marie-Antoinette demande ouvertement le renvoi du ministre ; furieux, Louis XVI la convoque en présence du contrôleur général des finances, la réprimande en lui demandant de ne pas se mêler d'affaires « auxquelles les femmes n'ont rien à voir » et la fait sortir en la tenant par les deux épaules. Calonne est remercié le 8 avril 1787, jour de Pâques.
Le fiasco de l'assemblée des notables est perçu chez certains historiens comme le véritable point de départ de la Révolution. Le biographe Bernard Vincent estime par exemple qu'il « n'est pas illégitime de faire commencer la Révolution française avec l'échec de Calonne et la fronde des notables de 1787 plutôt qu'avec la prise de la Bastille ou la réunion des états généraux, comme le font la plupart des manuels scolaires. Après ce fiasco, beaucoup en effet (mais Louis XVI était-il de ceux-là ?) eurent le sentiment qu'une déchirure irrémédiable venait de se produire dans le tissu du pays et qu'une nouvelle histoire était déjà en mouvement ».

### Affaire du collier de la reine

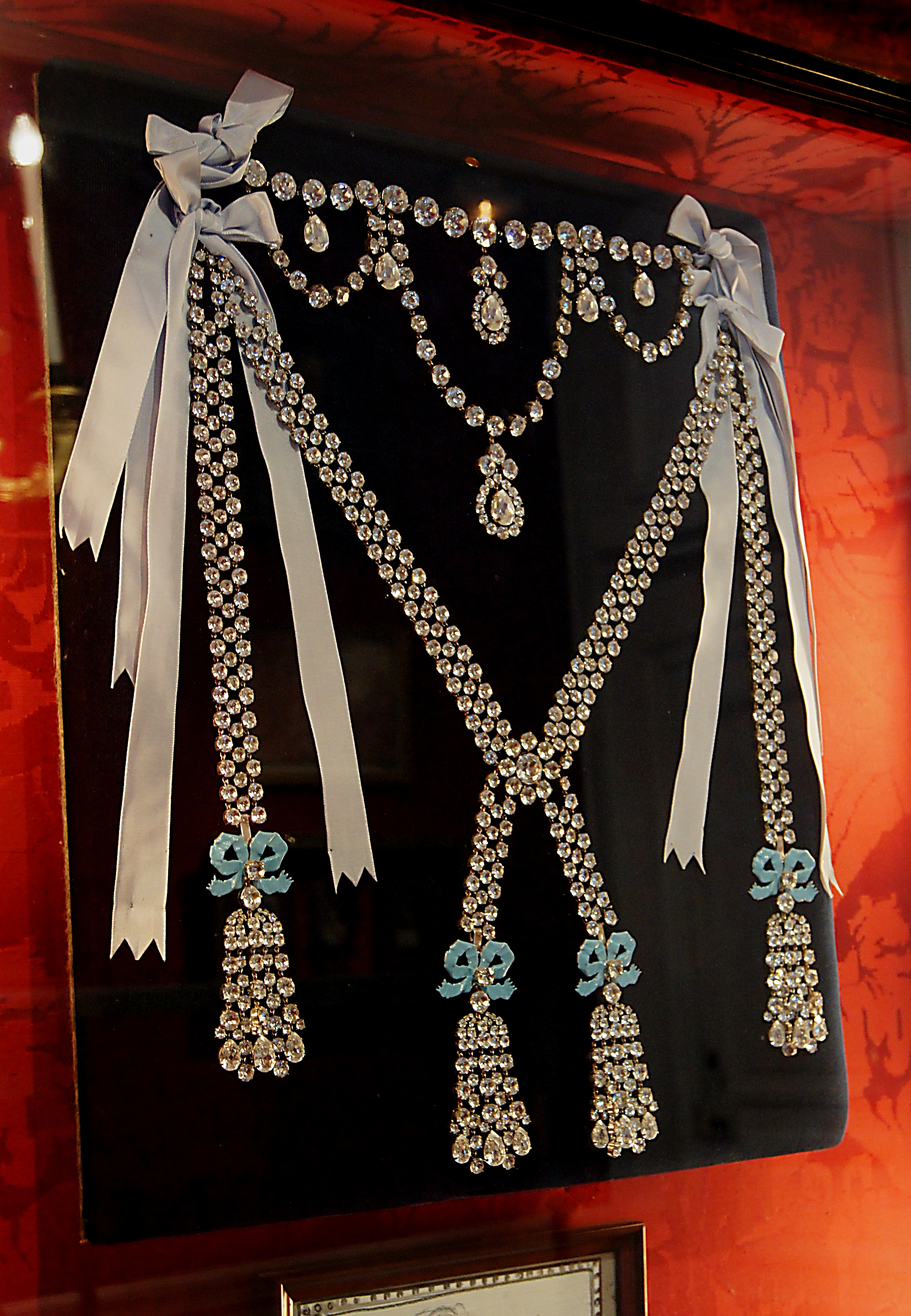
Le Collier de la Reine, reconstitution en zircone, château de Breteuil

Conçu au début des années 1770 par les bijoutiers Charles-Auguste Böhmer et Paul Bassenge, ce collier de 2 800 carats avait été proposé à la vente à Louis XV pour l'offrir à son ultime maîtresse Madame du Barry, mais le roi mourut avant de l'acheter. À deux reprises, en 1778 et 1784, la reine Marie-Antoinette refuse le bijou bien que le roi soit prêt à le lui offrir.
L'un des personnages clés de cette affaire est le cardinal de Rohan, évêque de Strasbourg et ancien ambassadeur à Vienne. Débauché, il est amoureux de la reine Marie-Antoinette. Seulement, il n'est pas apprécié de cette dernière puisqu'il s'est ouvertement moqué de sa mère, l'impératrice Marie-Thérèse d'Autriche. C'est en voulant revenir dans les grâces de la reine qu'il va être escroqué dans l'affaire du collier. Dans la nuit du 11 août 1784, il attend une femme dans le bosquet de Versailles : il pense qu'il s'agit de la reine, mais c'est en fait une prostituée, Nicole Leguay, qui vient à sa rencontre, déguisée et envoyée par Jeanne de Valois-Saint-Rémy, également appelée Madame de La Motte. La fausse reine confie au cardinal : « Vous pouvez espérer que le passé sera oublié ». Madame de La Motte déclare peu après au cardinal que la reine souhaite se procurer le collier à l'insu du roi, quitte à le payer en plusieurs fois : le rôle de Rohan serait donc de faire l'achat au nom de Marie-Antoinette. Elle remet alors au cardinal un billet de commande apparemment signé par la reine mais en fait par Louis Marc Antoine Rétaux de Villette qui a imité la signature. Rohan n'y voit que du feu et passe ainsi commande auprès des deux bijoutiers pour une somme de 1 600 000 livres payables en quatre fois, la première échéance survenant le 31 juillet 1785.
Le 12 juillet 1785, la reine reçoit la visite au Trianon de Böhmer, l'un des deux bijoutiers. Il lui donne le billet de la première traite avant de s'éclipser ; ne comprenant rien à cette démarche, la reine brûle le billet. Le 1er août; ne voyant rien venir, Böhmer interroge Madame Campan, la femme de chambre de Marie-Antoinette, qui l'informe que le billet est détruit. Böhmer s'écrie alors : « Ah ! Madame, cela n'est pas possible, la reine sait qu'elle a de l'argent à me donner ! » Le bijoutier annonce à Madame Campan que la commande a été passée par Rohan sur ordre de la reine. N'en croyant rien, la femme de chambre lui conseille d'en parler directement à la reine. Il est reçu le 9 août 1785 par Marie-Antoinette qui, entendant le récit, tombe des nues. Elle lui avoue ne rien avoir commandé et avoir brûlé le billet. Furieux, Böhmer rétorque : « Madame, daignez avouer que vous avez mon collier et faites-moi donner des secours ou une banqueroute aura bientôt tout dévoilé ». La reine en parle alors au roi et, sur les conseils de Breteuil, alors ministre de la Maison du Roi, il décide de faire arrêter Rohan.

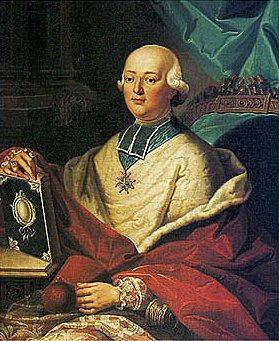
Louis René Édouard de Rohan.

Le cardinal Rohan est convoqué le 15 août 1785 par le roi : il avoue son imprudence mais nie être l'instigateur de l'affaire, faute qu'il rejette sur Madame de La Motte. Il est arrêté le jour même en habits liturgiques dans la Galerie des Glaces, alors qu'il se rend à la chapelle du château pour célébrer la Messe de l'Assomption. Il est embastillé le soir même mais il prend soin de faire détruire par son secrétaire certains documents qui, par leur absence, dissimulent la vérité sur le véritable rôle de Rohan. Ce dernier est accusé de deux choses : escroquerie et crime de lèse-majesté. Louis XVI lui laisse le choix d'être jugé par le Parlement de Paris pour le délit ou par lui-même pour le crime. La seconde option a l'avantage de juger l'affaire discrètement sans tout dévoiler au grand jour mais Rohan choisit néanmoins d'être jugé par le Parlement.
Le procès du cardinal Rohan se tient en mai 1786. Le prévenu est soutenu par les membres influents de la maison de Rohan et par les évêques et le Saint-Siège. L'opinion publique est également en faveur de son acquittement puisque l'histoire de la signature fabriquée ne convainc pas le peuple et la reine, ayant brûlé le billet, ne peut prouver son innocence. Rohan est acquitté par un arrêt du 31 mai 1786 par 26 voix contre 22. Convaincu de la culpabilité de l'homme d'Église, Louis XVI l'exile à l'abbaye de La Chaise-Dieu.
Le roi et la reine, et plus largement le système monarchique lui-même, sont les victimes de cette affaire puisque montrés du doigt par le peuple. Marie-Antoinette est effondrée, confiant à son amie Madame de Polignac : « Le jugement qui vient d'être prononcé est une insulte affreuse [mais] je triompherai des méchants en triplant le bien que j'ai toujours tâché de faire ». La tenue d'un procès public a eu pour effet un déballage par la presse et une sympathie pour le cardinal Rohan. Spectateur de la sortie triomphale du cardinal de la Bastille vers son lieu d'exil, Goethe remarque : « Par cette entreprise téméraire, inouïe, je voyais la majesté royale minée et bientôt anéantie ».

### Redressement de la marine française et visite du chantier de Cherbourg

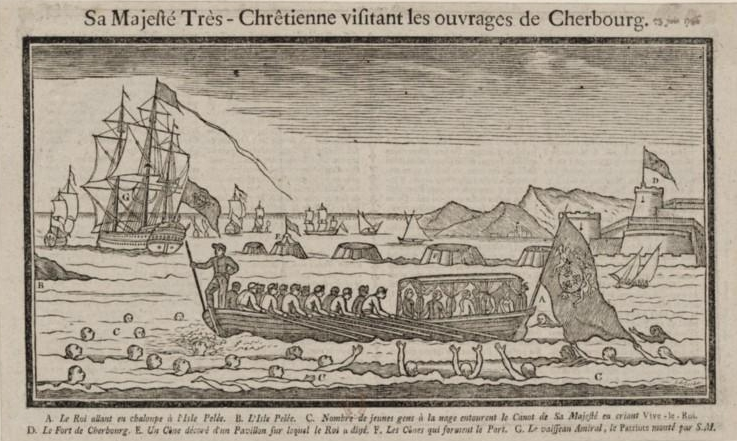
visitant le port de Cherbourg le 23 juin 1786 (gravure sur bois du XVIIIe siècle)

Au lendemain de la guerre d'indépendance des États-Unis, Louis XVI entreprend d'améliorer la marine française pour donner au royaume les moyens de se défendre en cas de nouvelle guerre. En 1779, il choisit d'établir à Cherbourg une base navale et décide notamment d'y construire une digue de 4 kilomètres de long entre l’île Pelée et la pointe de Querqueville. Sur la question coloniale, Louis XVI prend la même année en 1784 deux mesures contradictoires : l'offre de primes aux armateurs de navires négriers et en décembre « les ordonnances des Iles sous le Vent », promulguant une amélioration du sort des esclaves à Saint-Domingue.
Louis XVI entame à partir du 20 juin 1786 un voyage à Cherbourg pour voir l'avancement des travaux. Hormis le sacre de Reims et la fuite à Varennes, il s'agit du seul déplacement provincial du souverain pendant son règne. Accompagné de Castries et de Ségur, il est accueilli partout chaleureusement par la foule et distribue au peuple des pensions et exonérations fiscales. La visite du chantier commence dès l'arrivée du roi le 23 juin : parcourant la rade en canot, il écoute sur l'Île Pelée les explications du directeur des travaux le marquis de Caux, inspecte la fosse du Gallet et préside un grand dîner le soir-même. Le lendemain 24 juin, il assiste à plusieurs manœuvres maritimes à bord du Patriote ; un témoin raconte que le roi y fait des « questions et des observations dont la sagacité étonnait les marins qui avaient l'honneur d'approcher ». Il écrit à Marie-Antoinette : « Je n'ai jamais mieux goûté le bonheur d'être roi que le jour de mon sacre et depuis que je suis à Cherbourg ». L'historien de la mer Étienne Taillemite s'interroge en 2002 : « Acclamé à chacune de ses apparitions par une foule aussi immense qu'enthousiaste, il pouvait mesurer la ferveur royaliste qui demeurait alors celle du peuple puisque [lors de ce voyage] aucune fausse note ne put être remarquée. Comment ne comprit-il pas qu'il possédait là un atout majeur capable de contrer toutes les intrigues du microcosme versaillais et parisien ? ». Le même historien ajoute : « [On pouvait rêver que le roi] saurait mener la rénovation du royaume comme il avait su conduire à bonne fin celle de sa marine ».

#### Principaux remaniements du ministère
- Après la mort de Vergennes le 13 février 1787, Louis XVI nomme au secrétariat des Affaires étrangères le comte de Montmorin.
- Renvoyé le 9 avril 1787, le Garde des Sceaux Miromesnil est remplacé à ce poste par Lamoignon.

#### Ministère Brienne (1787-1788)

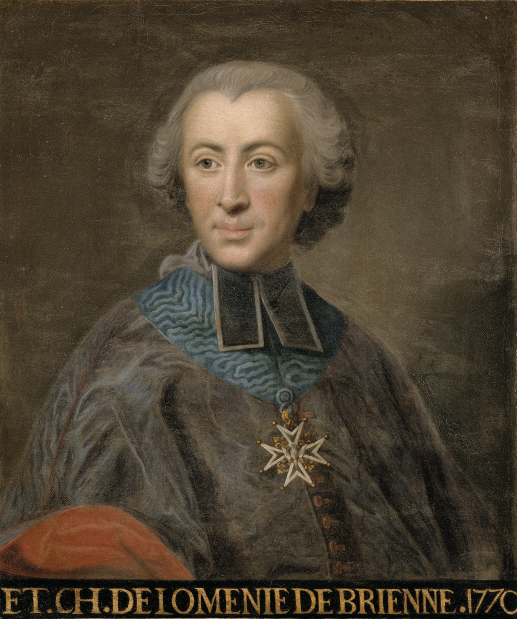
Le Cardinal Loménie de Brienne, Huile sur toile, École Française (vers 1770) château de Versailles et de Trianon.

Vergennes meurt le 13 février 1787 ; ce n'est que le 3 mai de la même année que Louis XVI renoue avec la tradition de nommer un principal ministre d'État, ce qu'il fait en appelant à ce poste Étienne-Charles de Loménie de Brienne, qui devient également chef du Conseil royal des finances (le poste de contrôleur général des finances ayant été attribué pour la forme à Pierre-Charles Laurent de Villedeuil après un court passage entre les mains de Michel Bouvard de Fourqueux).

### Bras de fer entre le roi et le parlement
Archevêque de Toulouse, connu pour être athée et réputé pour avoir des mœurs dissolues, Brienne avait présidé l'assemblée des notables et à ce titre attaqué Calonne et son projet de réforme. Désormais responsable des affaires, il est poussé par le roi à continuer les efforts de son prédécesseur médiat ; il reprend donc à son compte l'essentiel du projet qu'il avait lui-même condamné. Criant à la trahison, les notables se manifestent : face à une telle résistance, le roi et son ministre décident de dissoudre purement et simplement l'assemblée le 25 mai 1787. Les lois passent donc par le chemin ordinaire de leur enregistrement par le parlement, ce qui là non plus n'est pas une mince affaire.
Le parlement commence pourtant à valider le principe de la libre circulation des grains et la mise en place d'assemblées provinciales et municipales. Néanmoins, le 2 juillet 1787, les parlementaires refusent d'enregistrer l'édit créant la subvention territoriale nécessaire pour réduire le déficit. Le 16 juillet, les parlementaires persistent dans leur refus, invoquant, comme La Fayette avant eux, que « seule la Nation réunie dans ses états généraux peut consentir un impôt perpétuel ».
Las des résistances du parlement, Louis XVI le convoque le 6 août 1787 en lit de justice : la seule lecture des édits par le roi leur donne force de loi. Le lendemain pourtant, le parlement prononce la nullité du lit de justice, une première dans la vie monarchique. Une semaine plus tard, le magistrat Duval d'Eprémesnil déclare qu'il est temps de « débourbonailler » et de rendre au parlement ses pouvoirs. Calonne, contre qui une information est ouverte pour « déprédations », se réfugie en Angleterre, ce qui fait de lui le premier émigré de la Révolution.

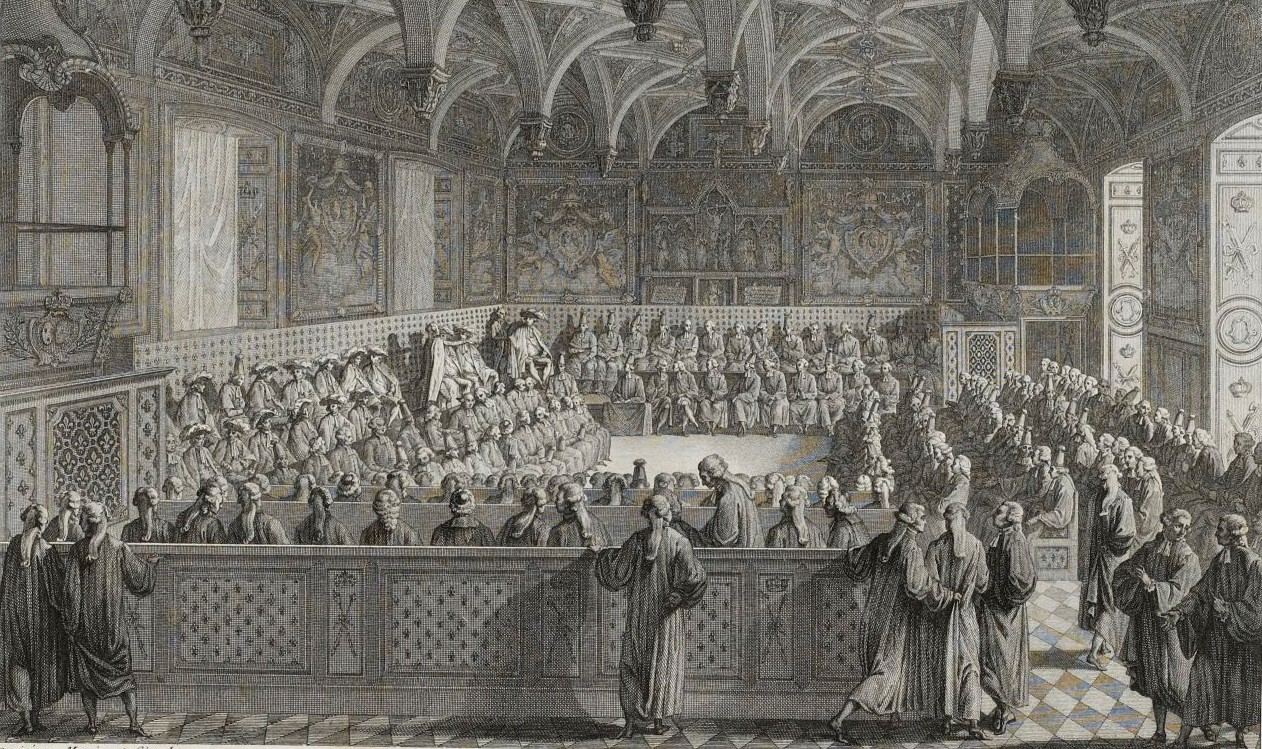
Séance du parlement le 19 novembre 1787 en présence du roi au fond à gauche (musée de la Révolution française).

Le 14 août 1787, à l'initiative de Brienne, le roi exile le parlement à Troyes. Chaque parlementaire reçoit une lettre de cachet et s'exécute. L'accueil dans Troyes est triomphal et les parlements de province se solidarisent, ainsi que la Chambre des comptes et la Cour des aides. Le roi capitule le 19 août en renonçant officiellement à l'édit de subvention territoriale et promet la convocation des états généraux pour 1792. Le parlement revient à Paris sous les applaudissements de la foule. Celle-ci montre du doigt Calonne, Brienne et Marie-Antoinette, dont on brûle les effigies. L'agitation gagne alors la province.
La subvention territoriale ayant été abandonnée, Brienne ne voit plus qu'un seul moyen pour renflouer les caisses du royaume : le recours à l'emprunt. Convaincu, Louis XVI convoque le parlement en « séance royale » pour le 19 novembre 1787, en vue de lui faire accepter un emprunt de 420 millions de livres sur 5 ans. Lors de cette session, les parlementaires s'insurgent contre cette forme inusitée de « séance royale » et demandent la convocation des états généraux pour 1789. Le roi accepte l'idée sans préciser de date et demande le vote immédiat de l'emprunt, déclarant : « J'ordonne que mon édit soit enregistré ». Le duc d'Orléans lui lance : « C'est illégal ! » et le roi de lui répondre : « Si, c'est légal. C'est légal parce que je le veux ! ». À la suite de cette séance du 19 novembre, l'emprunt quinquennal est lancé et les frondeurs sont punis : les conseillers Fréteau et Sabatier sont arrêtés et le duc d'Orléans est exilé sur ses terres de Villers-Cotterêts.

#### Édit de Versailles et abolition de la question préalable

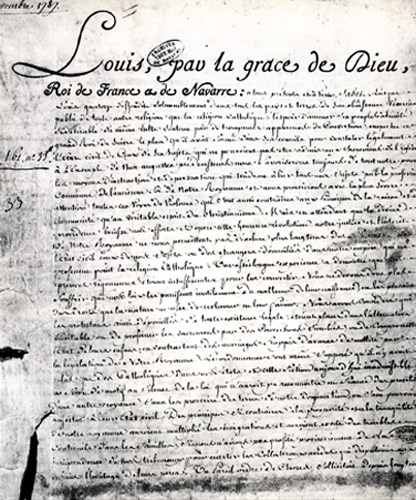
L'édit de tolérance de Versailles, signé par en 1787.

Durant l'hiver 1787-1788, le parlement entre dans une sorte de « trêve » puisqu'il enregistre sans difficulté plusieurs textes royaux parmi lesquels :
- d'une part, l'édit de tolérance de Versailles (daté du 7 novembre 1787 et enregistré le 29 janvier 1788) redonnant aux protestants un état civil ainsi que le droit d'exercer leur culte en privé ;
- d'autre part, le décret royal du 1er mai 1788 abolissant la question préalable.

Dans le même temps, Malesherbes se penche sur une possible émancipation des Juifs de France.

### Vers la convocation des états généraux
Dans les premiers mois de 1788, Louis XVI et ses ministres Brienne et Lamoignon envisagent de cantonner les pouvoirs du parlement aux seules questions de justice et de réserver la vérification et l’enregistrement des actes royaux, édits et ordonnances au profit d'une « cour plénière » dont les membres seraient nommés par le roi. S'insurgeant contre cette idée, les parlementaires anticipent cette réforme institutionnelle et publient le 3 mai 1788 une Déclaration des lois fondamentales du royaume dans laquelle ils rappellent notamment qu'ils sont seuls gardiens de ces lois et que la création de nouveaux impôts est du ressort des états généraux. Furieux, le roi réagit deux jours plus tard en cassant cette déclaration et en demandant l'arrestation des deux principaux instigateurs de la révolte, d'Eprémesnil et Monsabert qui, après s'être réfugiés dans l'enceinte du parlement, finissent par se rendre avant d'être emprisonnés.

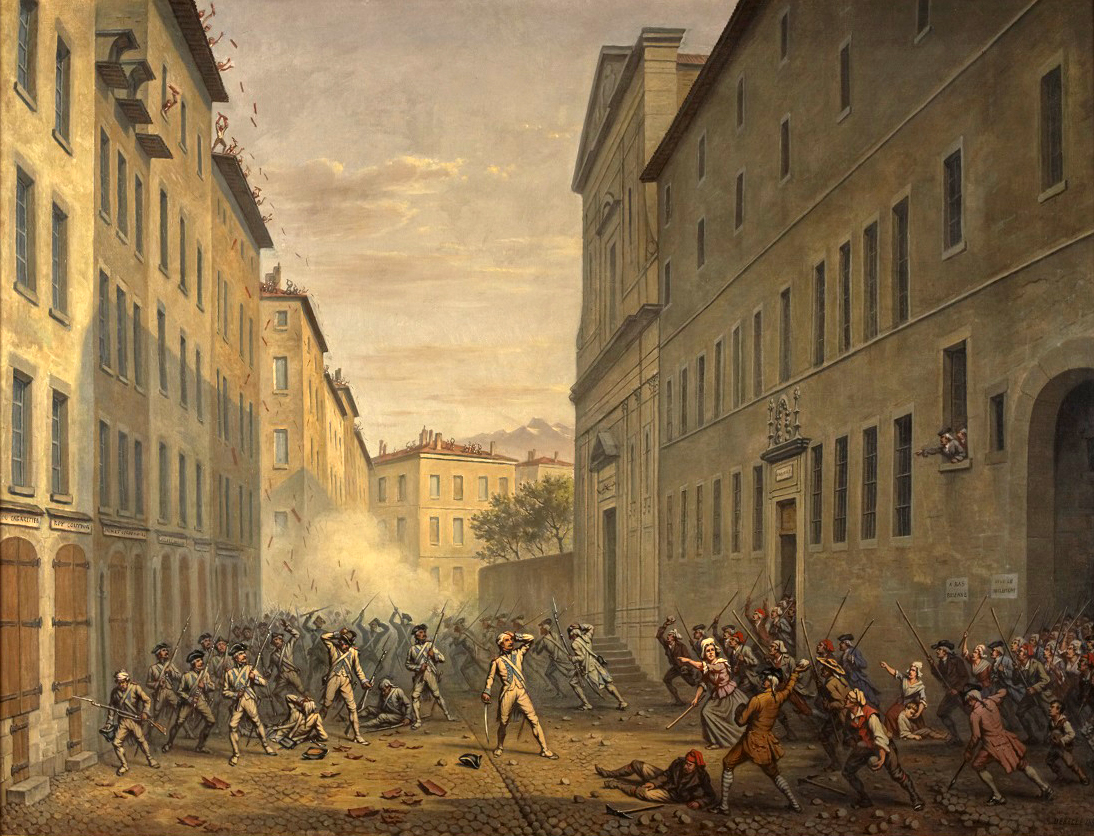
La Journée des Tuiles du 7 juin 1788 par Alexandre Debelle,
(musée de la Révolution française).

Le 8 mai 1788, Louis XVI convoque à nouveau un lit de justice et fait enregistrer sa réforme. Lamoignon annonce le transfert d'un pan entier des compétences du parlement au grand bailliage (47 tribunaux d'appel), et de surcroît le contrôle sur les lois du royaume ne sera plus effectué que par la « Cour plénière » toujours en projet. Mais à peine l'édit du 8 mai promulgué, la plupart des parlements entrent en résistance, comme ceux de Nancy, Toulouse, Pau, Rennes, Dijon, Besançon et Grenoble ; plusieurs villes sont le théâtre d'insurrections, comme à Grenoble lors de la Journée des Tuiles du 7 juin 1788. À la date fixée pour la première séance de la Cour plénière, le peu de pairs et de ducs ayant fait le déplacement à Versailles se résignent à errer dans les couloirs du château faute de participants ; un témoin rapporte que la réforme est « morte avant d'être née ».
Le 21 juillet 1788, une assemblée des trois ordres du Dauphiné se réunit sans autorisation au château de Vizille, non loin de Grenoble : l'assemblée comprend 176 membres du tiers-état, 165 membres de la noblesse et 50 membres du clergé. Emmenée par Antoine Barnave et Jean-Joseph Mounier, l'assemblée décrète le rétablissement des États du Dauphiné et réclame la tenue rapide des états généraux du royaume, avec le doublement du nombre de députés du tiers-état et l'instauration du vote par tête.
Face à ce mouvement d'une telle ampleur, le roi et Brienne annulent la création de la Cour plénière et, le 8 août 1788, annoncent la convocation des états généraux pour le 1er mai 1789. Durant l'été 1788, l'État cesse ses paiements pour six semaines et, le 16 août, l'état de banqueroute est proclamé. Brienne démissionne le 24 août 1788 (il sera créé cardinal le 15 décembre suivant).

#### Ministère Necker (1788-1789)
Devant la banqueroute de l’État, Louis XVI fait de nouveau appel à Necker, le 25 août 1788. Necker prend donc le portefeuille des finances avec le titre de directeur général des finances et, fait nouveau, est également nommé Principal ministre d'État en succédant ainsi à Brienne. Le Garde des Sceaux Lamoignon laisse quant à lui sa place à Barentin.

##### Désastre économique
Parallèlement à l'état de cessation des paiements et de banqueroute du royaume, le climat de l'année 1788 est calamiteux : à un été pourri ravageant les récoltes, l'hiver glacial donne des températures de - 20 °C qui paralysent les moulins, gèlent les fleuves et défoncent les routes. Le blé manque et le peuple a faim.
Le début de l'année 1789 voit éclater en France plusieurs émeutes dont certaines sont violemment réprimées ; le prix du pain et le contexte économique en sont les principales causes. Au mois de mars, les villes de Rennes, Nantes et Cambrai sont le théâtre de violentes manifestations ; à Manosque, l'évêque est lapidé car accusé de collusion avec les accapareurs de grains ; des maisons sont pillées à Marseille. Petit à petit, les émeutes gagnent la Provence, la Franche-Comté, les Alpes et la Bretagne. Du 26 au 28 avril, l'« émeute du boulevard Saint-Antoine » est sévèrement réprimée par les hommes du général suisse le baron de Besenval qui, ayant reçu les ordres donnés à contrecœur par le roi, fera tuer quelque 300 manifestants. C'est dans ce climat de violence qu'allaient s'ouvrir les états généraux.

### Préparation des états généraux
Les parlementaires, jouissant jusque-là d'une grande popularité, vont rapidement se déconsidérer auprès de l'opinion en dévoilant imprudemment leur conservatisme. Le 21 septembre 1788 en effet, le Parlement de Paris et d'autres parlements avec lui demandent que les états généraux soient convoqués en trois chambres séparées votant par ordre comme ce fut le cas lors des précédents états généraux de 1614, empêchant ainsi toute réforme d'ampleur.
Louis XVI et Necker sont en revanche partisans d'une forme plus moderne en encourageant le doublement du tiers état et le vote par tête (passant ainsi à un nombre de voix par député, et non par ordre qui aurait pour effet d'opposer le tiers-état, comptant pour une voix, au clergé et à la noblesse, comptant ainsi pour deux). Ils convoquent l'Assemblée des notables le 5 octobre 1788 pour traiter ces deux points ; au sein de cette assemblée se distinguent deux camps : celui des « patriotes » favorable au doublement du tiers et au vote par tête, et celui des « aristocrates », partisan des formes de 1614. L'assemblée des notables se réunit à Versailles à partir du 5 novembre. Hormis quelques députés tels que le comte de Provence, La Rochefoucauld et La Fayette, l'assemblée se prononce à une très large majorité en faveur des formes de 1614, les seules à être selon elle « constitutionnelles ». Le roi maintient sa position et se tourne à nouveau vers les parlements, l'avis de l'assemblée des notables n'étant que consultatif.
Le 5 décembre 1788, le Parlement de Paris accepte le doublement du Tiers mais ne se prononce pas sur la question du vote par ordre ou par tête. Louis XVI se fâche et déclare aux parlementaires : « c'est avec l'assemblée de la Nation que je concerterai les dispositions propres à consolider, pour toujours, l'ordre public et la prospérité de l'État ». Le 12 décembre, le comte d'Artois remet à son frère le roi un mémoire condamnant le vote par tête. Le 27 décembre, après que Louis XVI a dissous l'assemblée des notables, le Conseil du roi se réunit et accepte officiellement le doublement du Tiers ; le système de vote, par ordre ou par tête, n'est pas encore réglé. Le décret royal précise en outre que l'élection des députés se fera par bailliage et à la proportionnelle ; de plus, il est décidé que de simples curés, en pratique proches des idées du tiers-état, pourront représenter le clergé.

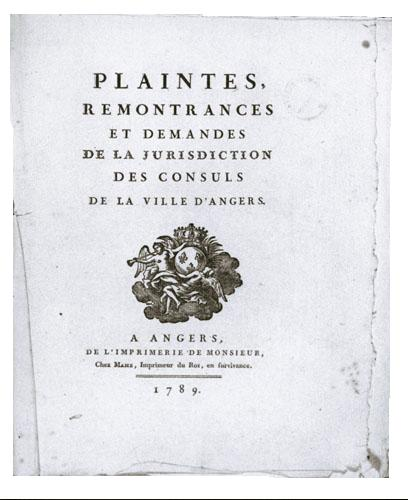
Cahier de doléances d'Angers (1789).

Le 24 janvier 1789 paraissent les lettres royales donnant des précisions quant à l'élection des députés. Le roi y déclare notamment : « Nous avons besoin du concours de nos fidèles sujets pour nous aider à surmonter toutes les difficultés où nous nous trouvons ». Tout français de sexe masculin âgé d'au moins 25 ans et inscrit au rôle des contributions peut prendre part au vote. Pour la noblesse et le clergé, la circonscription est le bailliage et la sénéchaussée (suivant les régions) ; pour le tiers état, le suffrage s'opère en deux degrés à la campagne (assemblées de paroisse puis assemblées de chef-lieu) et en trois degrés dans les grandes agglomérations (assemblées de corporation, assemblées de ville et assemblées de bailliage ou de sénéchaussée).
Chaque assemblée de chef-lieu a pour mission de réunir les doléances dans un cahier dont un exemplaire est transmis à Versailles. La plupart des revendications qui y sont exprimées sont modérées et ne remettent pas en cause le pouvoir en place ni l'existence de la monarchie.

Les intellectuels dont Marat, Camille Desmoulins, l'Abbé Grégoire et Mirabeau, s'adonnent à la rédaction de nombreux pamphlets et articles. Parmi ces publications, celle de Sieyès intitulée Qu'est-ce que le Tiers-État ? rencontre un vif succès ; l'extrait suivant est resté célèbre : 

« Qu'est-ce que le Tiers-État ? Le plan de cet Écrit est assez simple. Nous avons trois questions à nous poser :

1° Qu'est-ce que le Tiers-État ? Tout.

2° Qu'a-t-il été jusqu'à présent dans l’ordre politique ? Rien.

3° Que demande-t-il ? À y devenir quelque chose. »

Le 2 mai 1789, sont reçus à Versailles l'ensemble des députés. Sur un total de 1 165, 1 139 sont présents (les députés de Paris n'étant pas encore désignés) : 291 du clergé (dont 208 simples curés), 270 de la noblesse et 578 du tiers état. L'historien Jean-Christian Petitfils note que les « élus des deux premiers ordres eurent droit à l'ouverture des deux battants de la porte, tandis que ceux du tiers durent se contenter d'un seul ! ».
Le 4 mai, soit la veille de l'ouverture des états généraux, une messe solennelle est célébrée en l'église Saint-Louis en présence de la famille royale (sauf le dauphin, trop malade pour quitter sa chambre). L'homélie du célébrant, l'évêque de Nancy Monseigneur de La Fare (par ailleurs député du clergé), dure plus d'une heure. Le prélat commence par une maladresse en prononçant ces mots : « Sire, recevez les hommages du clergé, les respects de la noblesse et les très humbles supplications du tiers état ». Puis il se tourne vers Marie-Antoinette et stigmatise ceux qui dilapident les deniers de l'État ; s'adressant ensuite à nouveau au roi, il déclare : « Sire, le peuple a donné des preuves non équivoques de sa patience. C'est un peuple martyr à qui la vie semble n'avoir été laissée que pour le faire souffrir plus longtemps ». De retour au château, la reine s'effondre et le roi s'indigne. Le lendemain, 5 mai 1789, s'ouvriront les états généraux et, par là même, la Révolution française.

### Politique extérieure

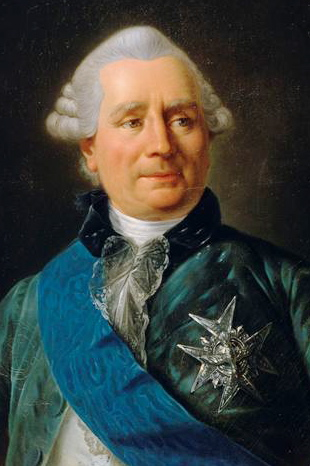
Portrait de Vergennes, secrétaire d'État des Affaires étrangères de 1774 à 1787, par Antoine-François Callet

Louis XVI est épaulé dans la politique étrangère par Charles Gravier de Vergennes de 1774 à la mort de ce dernier le 13 février 1787.

#### Rôle dans la guerre d'indépendance américaine

##### Raisons de l'implication du roi
La détermination dont le roi a fait preuve dans l'accession à l'indépendance des États-Unis intrigue ses biographes.
La plupart d'entre eux voient dans l'implication de Louis XVI une vengeance des échecs subis par le royaume de France lors de la guerre de Sept Ans, à l'issue de laquelle le pays a perdu ses possessions d'Amérique du Nord. Ainsi, la révolte des Treize colonies survient comme une occasion inespérée de faire subir une défaite à l'adversaire.
Cependant, certains historiens et biographes comme Bernard Vincent avancent une autre cause : celle de l'adhésion de Louis XVI aux idées nouvelles et son appartenance potentielle à la franc-maçonnerie : « Que dans les débuts de son règne il ait été membre de l'Ordre ou simple sympathisant ou visiteur occasionnel, l'attention mesurée mais sans doute réelle que Louis XVI voua aux débats d'idées maçonniques ne peut, lorsque vint le moment, que renforcer sa détermination à voler au secours des insurgents d'Amérique ». L'action des francs-maçons n'est en effet pas anodine dans l'accès des États-Unis à l'indépendance, comme en témoigne notamment le soutien apporté par la loge française des Neuf Sœurs.
Le roi a pu également être influencé par Victor-François, duc de Broglie qui, dans un mémoire daté du début de 1776, attire l’attention du souverain sur la réalité du conflit entre la Grande-Bretagne et les colonies américaines. Il s’agit ici, lui dit-il, d’« une révolution absoluë, […] d’un continent qui va se séparer de l’autre » et qu’« un nouvel ordre […] va naître. » Il ajoute qu’il est de l’intérêt de la France « de profiter de la détresse de l’Angleterre pour achever de l’accabler.

##### Actions dans le déroulement du conflit

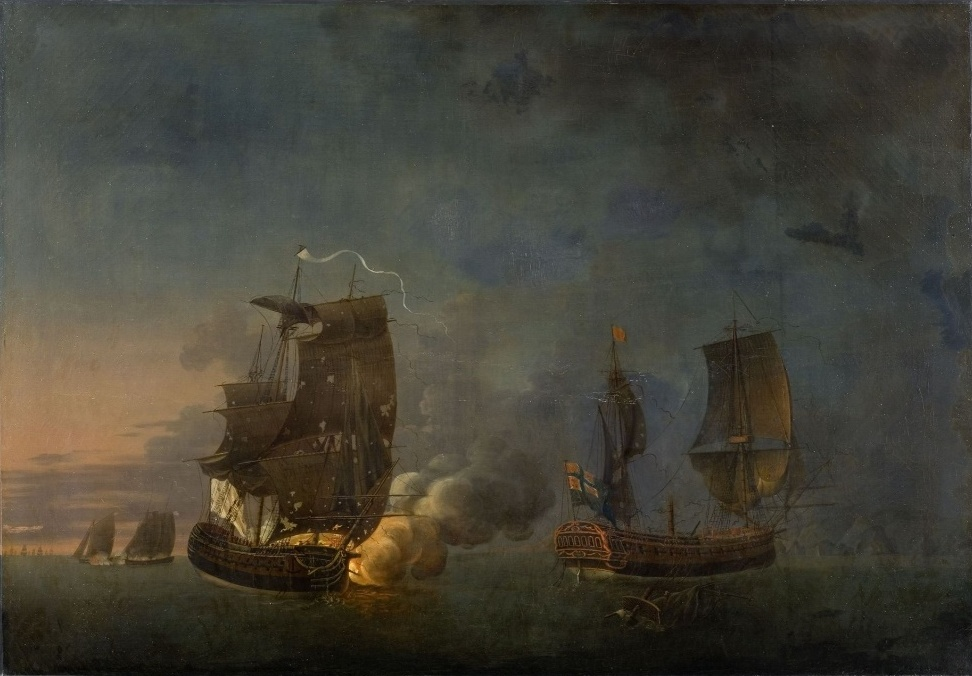
Combat de la Belle Poule et de l'Aréthusa,
par Auguste-Louis de Rossel de Cercy.

L'intervention de la France auprès des colons américains se déroule tout d'abord dans la clandestinité. En septembre 1775, Julien Alexandre Achard de Bonvouloir se rend sur place pour étudier les possibilités d'une assistance discrète auprès des insurgés. Ces tractations aboutissent, en 1776, à la vente secrète d'armes et de munitions et par l'octroi de subsides pour deux millions de livres. Beaumarchais reçoit du roi et de Vergennes l'autorisation de vendre poudre et munitions pour près d'un million de livres tournois sous le couvert de la compagnie portugaise Rodrigue Hortalez et Compagnie. L'acheminement de poudre, armes et munitions s'opère moyennant un échange avec du tabac de Virginie ; le premier convoi, capable d'armer 25 000 hommes, atteint Portsmouth en 1777 et joue un rôle crucial dans la victoire américaine de Saratoga.

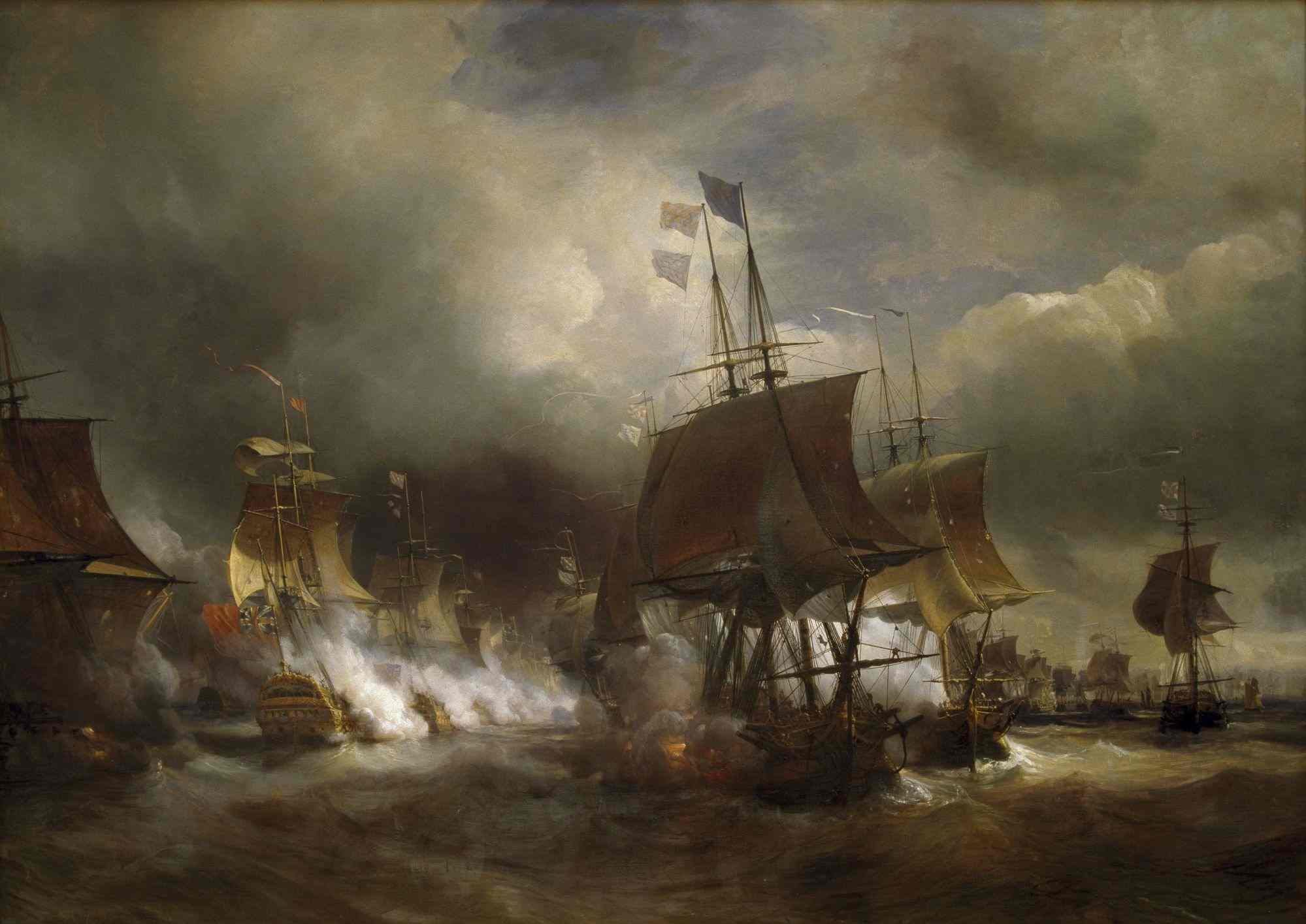
Combat d'Ouessant, juillet 1778
Huile sur toile par Théodore Gudin

Peu après la victoire de Saratoga, le Congrès américain envoie à Paris deux émissaires pour négocier une plus grande aide française : Silas Deane et Benjamin Franklin. Rejoints par Arthur Lee, ils parviennent à signer avec Louis XVI et Vergennes deux traités engageant les deux pays : le premier, un traité « d'amitié et de commerce », dans lequel la France reconnaît l'indépendance américaine et organise une protection mutuelle des échanges maritimes ; le second, un traité d'alliance signé à Versailles le 6 février 1778, stipulant que la France et les États-Unis feraient cause commune en cas de conflit entre la France et la Grande-Bretagne. Ce traité fut l'unique texte d'alliance signé par les États-Unis jusqu'au traité de l'Atlantique nord du 4 avril 1949. Un mois après la signature du traité, Conrad Alexandre Gérard est nommé par le roi ministre plénipotentiaire auprès du gouvernement américain ; Benjamin Franklin devient quant à lui ambassadeur de son pays à la cour de France.
Selon Vergennes, ministre des Affaires étrangères, la décision de s'allier avec les Américains a été prise par Louis XVI seul, de manière souveraine. Il en témoigne dans une lettre datée du 8 janvier 1778 au comte de Montmorin alors ambassadeur en Espagne : « La décision suprême a été prise par le roi. Ce n'est pas l'influence de ses ministres qui l'a décidé : l'évidence des faits, la certitude morale du danger et sa conviction l'ont seules entraîné. Je pourrais dire avec vérité que Sa Majesté nous a donné du courage à tous ». Cette décision s'avère risquée à plus d'un titre pour le roi : risque de défaite, risque de banqueroute, et aussi risque de voir arriver en France en cas de victoire les idées révolutionnaires peu compatibles avec la monarchie.

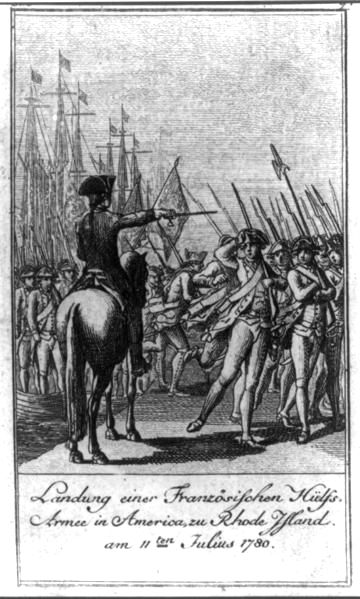
Débarquement de l'armée française à Newport (Rhode Island) le 11 juillet 1780, sous le commandement du comte de Rochambeau

Les hostilités entre les forces françaises et britanniques s'ouvrent lors du combat du 17 juin 1778 : la frégate HMS Arethusa est envoyée par la Royal Navy au large de Plouescat pour attaquer la frégate française Belle Poule. Malgré de nombreuses victimes, le royaume de France en ressort vainqueur. Louis XVI s'appuie sur cette agression britannique pour déclarer la guerre à son cousin George III du Royaume-Uni le 10 juillet suivant ; il déclare alors : « les insultes faites au pavillon français m'ont forcé de mettre un terme à la modération que je m'étais proposée et ne me permettent pas de suspendre plus longtemps les effets de mon ressentiment ». Ordre est alors donné aux navires français de combattre la flotte anglaise. Le premier affrontement entre les deux flottes a lieu le 27 juillet 1778 : c'est la bataille d'Ouessant, qui voit sortir de ce combat la France victorieuse et Louis XVI adulé par son peuple.
Alors que l'Espagne et les Pays-Bas décident de se joindre au conflit aux côtés de la France, Louis XVI entreprend d'engager ses forces navales dans la guerre d'Amérique. Parallèlement à cette nouvelle étape dans le conflit, Louis XVI signe le 9 mars 1780 une déclaration de neutralité armée liguant la France, l'Espagne, la Russie, le Danemark, l'Autriche, la Prusse, le Portugal et les Deux-Siciles contre la Grande-Bretagne et son atteinte à la liberté des mers.
Le roi charge le comte Charles Henri d'Estaing de commander la flotte envoyée en aide aux insurgents américains. À la tête de 12 vaisseaux de ligne et de 5 frégates, il transporte avec lui plus de 10 000 marins et un millier de soldats. La Flotte du Levant quitte Toulon le 13 avril 1778 pour arriver au large de Newport (Rhode Island) le 29 juillet suivant. Hormis une victoire à La Grenade, le commandement du comte d'Estaing se caractérise par une série d'échecs cuisants pour la France, illustrée notamment par le Siège de Savannah au cours de laquelle il perd 5 000 hommes.

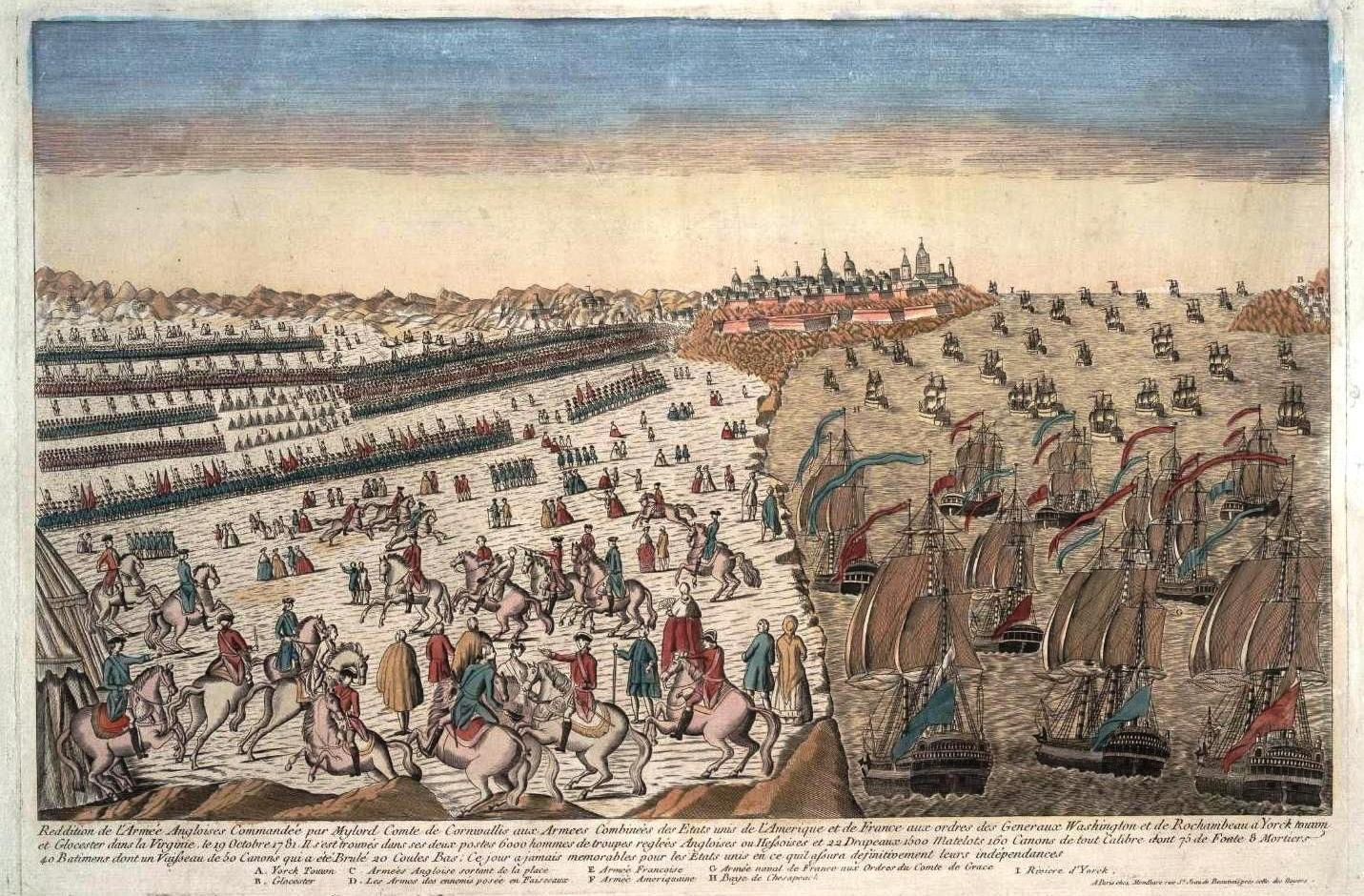
Vue générale de la capitulation de Yorktown le 19 octobre 1781, avec le blocus de la flotte française. Le rôle de Grasse a été essentiel dans cette victoire.

Poussé par son allié espagnol, Louis XVI fait rassembler près de Bayeux environ 4 000 hommes, le but étant de débarquer sur l'Île de Wight puis en Angleterre par Southampton. Le roi est réticent sur l'opération et pense alors, sinon à envahir l'Angleterre, du moins maintenir dans la Manche les navires anglais, affaiblissant du même coup leur participation outre-Atlantique. Mais la flotte franco-espagnole ne peut déloger les navires anglais chargés de protéger l'île et change donc de cap ; la dysenterie et le typhus frappent les hommes, et ni le commandant de cette armée Louis Guillouet d'Orvilliers, ni son successeur Louis Charles du Chaffault de Besné ne parviennent à une confrontation directe avec la flotte anglaise. Le projet doit être abandonné.
Sur les conseils de Vergennes, du comte d'Estaing, et de La Fayette, Louis XVI de concentrer les forces de la flotte française sur l'Amérique. C'est ainsi que Jean-Baptiste-Donatien de Vimeur de Rochambeau est placé à la tête d'un corps expéditionnaire le 1er mars 1780 de 5 000 hommes. Il quitte Brest le 2 mai 1780 et arrive à Newport le 10 juillet suivant. Le 31 janvier 1781, Lafayette demande à Vergennes et à Louis XVI de renforcer la puissance navale française et d'accroître l'aide financière au profit des forces américaines. Le roi est convaincu du bien-fondé de ces demandes ; il octroie aux États-Unis un don de 10 millions de livres et un prêt de 16 millions et, le 1er juin 1781, il fait partir de Brest l'argent ainsi que deux cargaisons d'armes et d'équipements. Quelques semaines auparavant, l'amiral de Grasse était parti de Brest à destination de la Martinique pour apporter des renforts en navires et en hommes. La tactique combinée de l'infanterie franco-américaine et de la flotte de l'amiral de Grasse permettent d'infliger de lourdes pertes à l'escadre de l'amiral Thomas Graves et par là même de la flotte britannique : la bataille de la baie de Chesapeake puis la bataille de Yorktown aboutissent à la défaite de l'Angleterre. Le 19 octobre 1781, le général Charles Cornwallis signe la capitulation de Yorktown.
La participation du royaume de France dans la victoire des États-Unis est célébrée sur tout le territoire américain et Louis XVI n'est pas oublié : pendant des années, le roi est l'objet de manifestations enthousiastes organisées par le peuple américain. Le traité de Paris, signé le 3 septembre 1783 entre les représentants des treize colonies américaines et les représentants britanniques, met fin à la guerre d'indépendance. Le même jour est signé le traité de Versailles entre la France, l'Espagne, la Grande-Bretagne et les Pays-Bas : aux termes de cet acte est notamment l'appartenance à la France du Sénégal et de l'île de Tobago.

##### Impacts de l'indépendance américaine sur la France
L'indépendance américaine est sans conteste une victoire pour la France et pour son roi, lequel a largement contribué à la victoire des insurgés. Néanmoins, la naissance de ce nouveau pays a permis de faire connaître sur le sol français un exemple de démocratie qui n'a pas attendu pour mettre en application les idées nouvelles : Déclaration d'indépendance, émancipation des Noirs dans les États du Nord, droit de vote des femmes dans le New Jersey, séparation des pouvoirs, absence de religion officielle et reconnaissance de la liberté de la presse notamment. Paradoxalement, ces idées révolutionnaires que Louis XVI a contribué à faire naître en favorisant l'indépendance américaine seront à l'origine de sa chute. Car, comme le dira plus tard le journaliste Jacques Mallet du Pan, cette « inoculation américaine a infusé [l'esprit républicain] dans toutes les classes qui raisonnent ».

#### Relations avec l'Autriche
En 1777, le frère de Marie-Antoinette Joseph II se rend en France pour convaincre le roi de donner son appui pour que l'empire autrichien puisse annexer la Bavière et commencer le démembrement de la Turquie. Louis XVI rejette cette demande et la France, contrairement au premier partage de la Pologne intervenu en 1772, ne prend pas part au conflit.
Le traité de Teschen est signé le 13 mai 1779 entre l'Autriche et la Prusse le 13 mai 1779 et met fin à la guerre de Succession de Bavière. La France et la Russie sont garants de son respect.
Louis XVI s'oppose avec fermeté aux prétentions de Joseph II du Saint-Empire concernant la réouverture des bouches de l'Escaut au commerce des Pays-Bas autrichiens, malgré les pressions que Marie-Antoinette a exercées sur son époux.

#### Relations avec la Suisse
À partir de 1782, une coalition de rebelles prend le pouvoir en Suisse. La France, contrairement à ce qu'elle avait fait pour les États-Unis, contribue à la répression de cette rébellion et envoie des renforts pour rétablir le pouvoir en place. Vergennes justifie cette intervention en affirmant qu'il fallait éviter que Genève ne devienne « une école de sédition ».

#### Relations avec les Provinces-Unies
En juillet 1784 éclate dans les Provinces-Unies la révolte des « patriotes » demandant au stathouder Guillaume V d'Orange-Nassau qu'il renvoie le conservateur duc de Brunswick. La France prend le parti des « patriotes » et les soutient toujours lorsque Guillaume V est destitué en septembre 1786. Seulement, ce dernier est rétabli dans ses fonctions en 1787 : les « patriotes » sont écrasés et la France essuie un échec diplomatique cinglant.

#### Autres relations diplomatiques
Il poursuit la politique traditionnelle française d'appuyer des missions catholiques au Proche-Orient. Face au vide créé par l'interdiction de la Compagnie de Jésus (les Jésuites) en 1773, il choisit les Lazaristes pour les remplacer dans les missions en territoire ottoman. Le Pape Pie VI accepte ce changement, symbolisé par la prise en charge du centre des missions catholiques en Orient, le lycée Saint-Benoît à Constantinople, par la Congrégation de la Mission de Saint Vincent de Paul, le 19 juillet 1783.

### Débuts de la Révolution

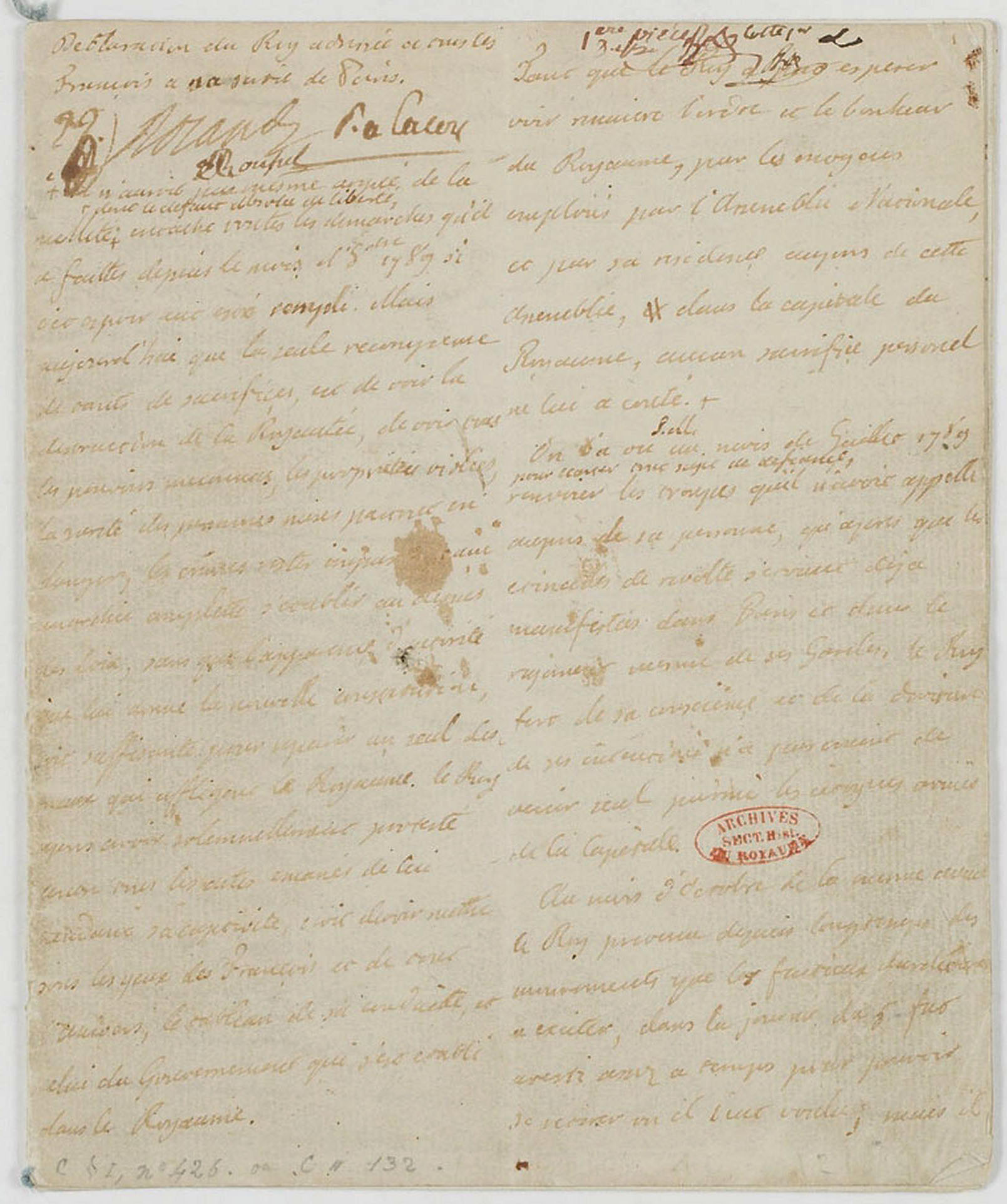
Déclaration autographe de adressée aux Français à sa sortie de Paris le 20 juin 1791; cette déclaration retrace les principaux événements du règne de depuis le 14 juillet 1789. Archives Nationales.

#### Ouverture (5 mai 1789)

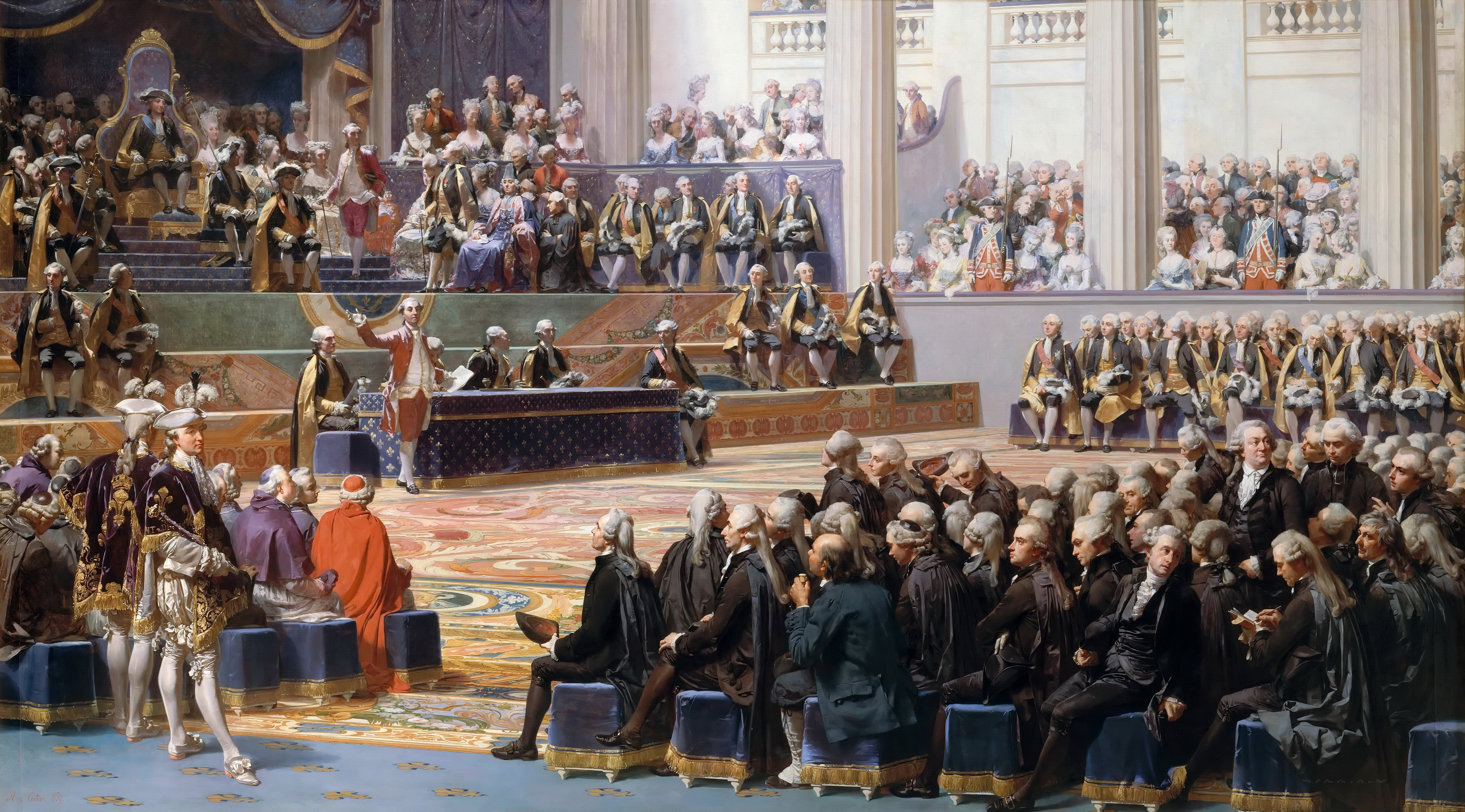
Ouverture des États généraux à Versailles, 5 mai 1789, Auguste Couder, 1839, musée de l'Histoire de France (Versailles).

Les états généraux s'ouvrent le 5 mai 1789 vers 13 heures par une séance solennelle d'ouverture dans la salle des Menus-Plaisirs à Versailles. L'événement se passe dans des conditions difficiles pour le roi, car depuis plus d'un an, le petit dauphin Louis Joseph Xavier François est malade, ce qui ne favorise pas le contact entre le roi et le tiers-état. Le dauphin mourra le 4 juin, ce qui affectera profondément la famille royale[pertinence contestée].
Lors de la séance, le roi trône au fond de la salle ; à sa gauche siègent les membres de la noblesse, à sa droite ceux du clergé et, en face, sont assis ceux du tiers-état. Louis XVI a revêtu pour l'occasion le manteau fleurdelysé de l'Ordre du Saint-Esprit et un chapeau à plumes où luit notamment le Régent.
La cérémonie débute par un bref discours du roi dans lequel il déclare notamment : « Messieurs, le jour que mon cœur attendait depuis longtemps est enfin arrivé, et je me vois entouré des représentants de la Nation à laquelle je me fais gloire de commander ». Il expose ensuite brièvement le cap de redressement des finances mais prévient toute tentative de réforme : « Une inquiétude générale, un désir exagéré d'innovations se sont emparés des esprits, et finiraient par égarer totalement les opinions si on ne se hâtait de les fixer par une réunion d'avis sages et éclairés ».
Sous un tonnerre d'applaudissements, le roi laisse la parole au Garde des Sceaux Barentin. Ce dernier fait l'éloge du souverain, rappelant que les Français ont grâce à lui une presse libre, qu'ils ont fait leur l'idée d'égalité, et qu'ils sont prêts à fraterniser ; mais dans sa déclaration ne sont traités ni le mode de votation des trois ordres, ni l'état des finances du royaume.
Puis vient le tour de Necker. Durant un discours de plus de 3 heures (prononcé par un assistant au bout de quelques minutes), il se perd dans de vaines flatteries et rappelle l'existence du déficit de 56 millions de livres. Ne présentant aucun plan d'ensemble et n'annonçant rien de nouveau, il déçoit son auditoire. Il affirme enfin sa position concernant le mode de votation, en se prononçant en faveur du vote par ordre.
Le roi lève enfin la séance. Pour beaucoup de députés, cette journée fut ennuyeuse et décevante.

#### Débats autour du mode de votation
Le 6 mai, les députés du tiers état se réunissent dans la grande salle et prennent, comme en Angleterre, le nom de communes. Ils proposent au clergé et à la noblesse, qui dans l'immédiat votent séparément, de procéder ensemble à la vérification des pouvoirs des députés, mais ils se heurtent à un refus des deux ordres.
Le 11 mai, les députés de la noblesse décident, par 141 voix contre 47, de se constituer en chambre séparée et de vérifier de cette manière les pouvoirs de ses membres. La décision est plus nuancée chez le clergé où, à un écart de quelques voix, il est également décidé de siéger séparément (133 pour et 114 contre). Des conciliateurs sont désignés pour atténuer les divergences mais ils avouent leur échec le 23 mai.
Le 24 mai, Louis XVI demande en personne que les efforts de conciliation se poursuivent. Il ne dialogue pas cependant directement avec les membres du tiers, puisque Barentin joue le rôle d'intermédiaire.
Le 4 juin, le dauphin Louis-Joseph de France, meurt à l'âge de 7 ans. Le couple royal est très affecté par la disparition du prétendant au trône, mais cet événement survient dans l'indifférence générale. Son petit frère Louis de France, futur Louis XVII, porte désormais à 4 ans le titre de dauphin.

#### Proclamation de l'assemblée nationale (17 juin 1789)
Le 17 juin, les députés du Tiers prennent acte du refus de la noblesse de se joindre à eux. Forts de l'appui de plus en plus présent du clergé (plusieurs membres les rejoignent quotidiennement), et estimant représenter « les quatre-vingt-seize centièmes au moins de la nation », ils décident par l'intermédiaire du représentant qu'ils ont élu, le mathématicien et astronome Jean Sylvain Bailly, de s'autoproclamer assemblée nationale et de déclarer purement et simplement illégale la création de tout nouvel impôt sans leur accord. La constitution de cette assemblée, proposée par Sieyès, est votée par 491 voix contre 89.
Le 19 juin, le clergé décide de se joindre au tiers état. Le même jour, le roi s'entretient avec Necker et Barentin. Necker propose un plan de réformes proche des revendications du Tiers : vote par tête et égalité de tous devant l'impôt notamment. Barentin, quant à lui, demande au roi de ne pas céder face aux revendications et lui déclare : « Ne pas sévir, c'est dégrader la dignité du trône ». Le roi ne décide rien pour le moment et propose la tenue d'une « séance royale » le 23 juin où il exprimera ses volontés.

### Serment du Jeu de paume

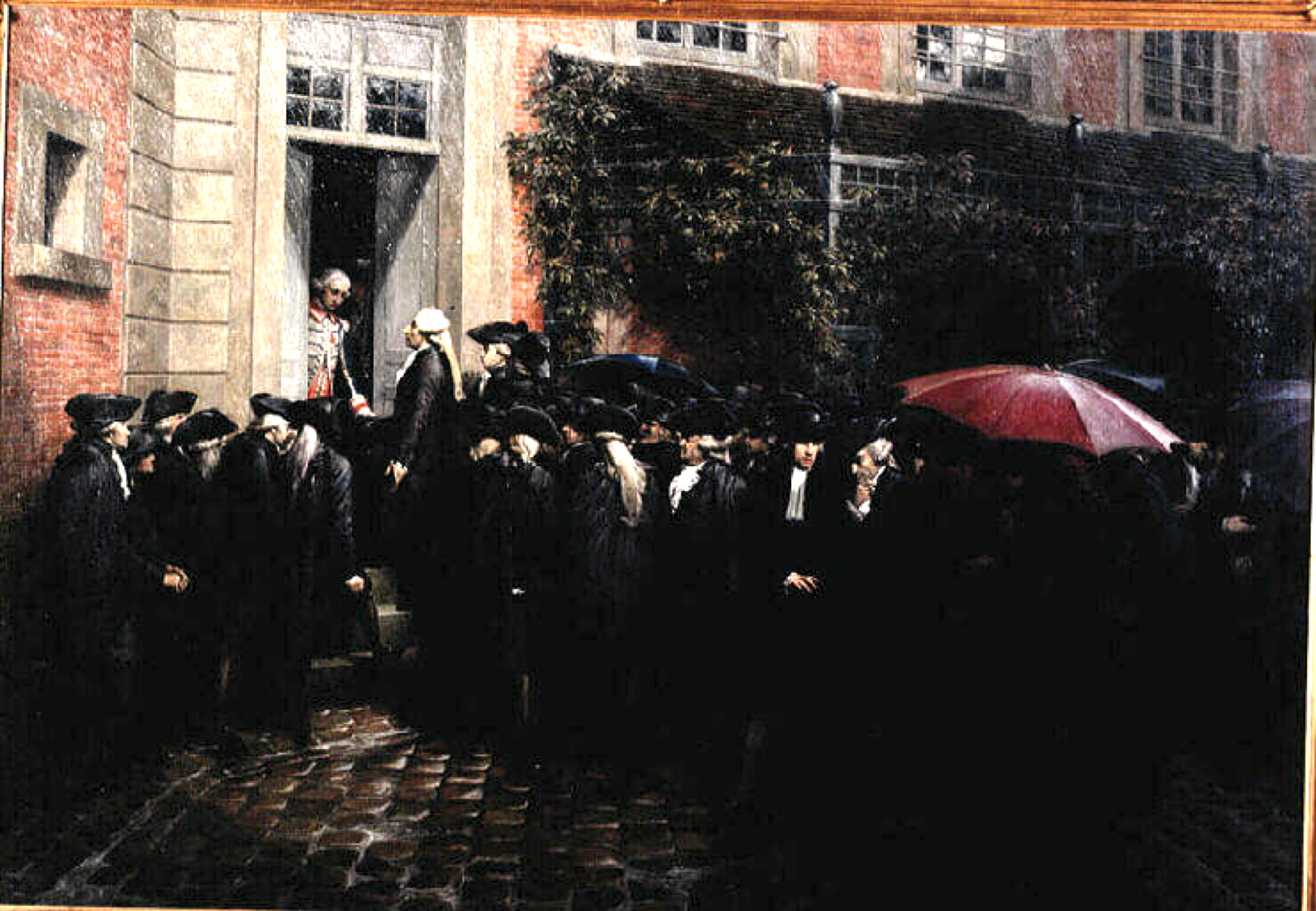
Les députés du Tiers demandent qu'on les laisse entrer dans l'hôtel des Menus Plaisirs, Lucien-Étienne Mélingue.

Le 20 juin, les députés du Tiers découvrent que la salle des Menus-Plaisirs est close et barrée par des gardes-françaises. Officiellement, on y prépare l'assemblée du 23 juin ; en réalité, Louis XVI a décidé de fermer la salle puisque, non seulement écrasé par le deuil de la mort du dauphin mais surtout influencé par la reine, Barentin et d'autres ministres, il se sent trahi par un tiers état qui lui échappe et ne souhaite pas de réunion jusqu'à l'assemblée du 23.

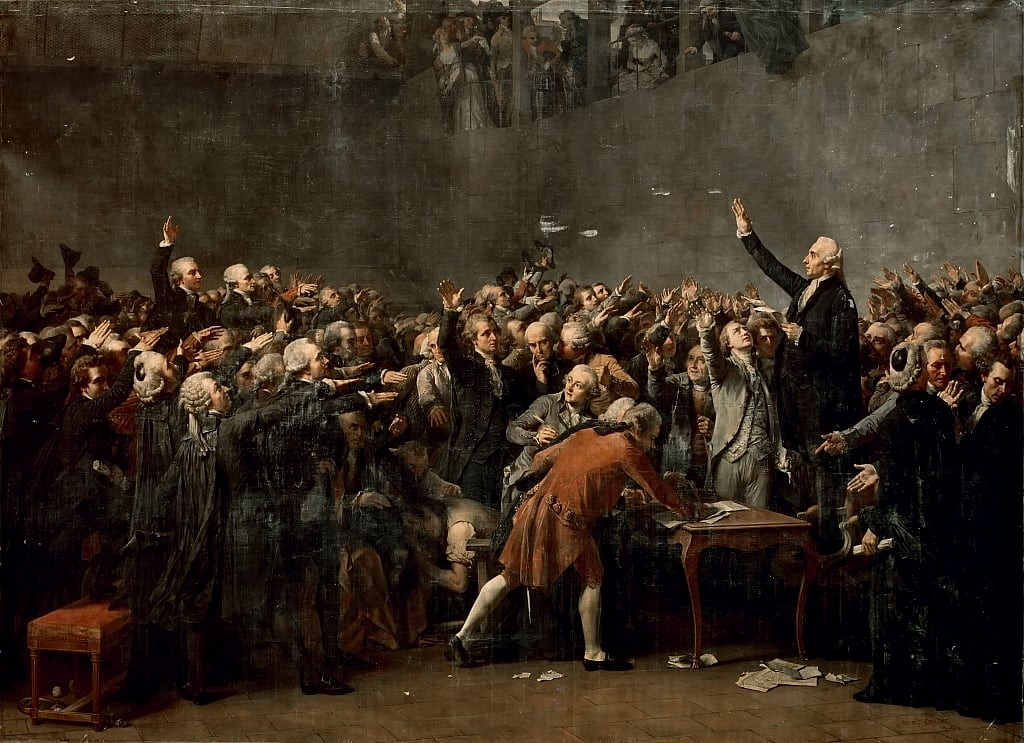
Le Serment du Jeu de Paume, 20 juin 1789, Louis-Charles-Auguste Couder (1790–1873), 1848, musée de l'Histoire de France (Versailles).

Les députés du Tiers décident alors, sur proposition du célèbre docteur Guillotin, de trouver une autre salle pour se réunir. C'est alors qu'ils entrent dans la salle du Jeu de paume, située à deux pas. C'est dans cette salle que l'assemblée, à l'initiative de Jean-Joseph Mounier, se déclare « appelée à fixer la constitution du royaume » puis, à l'unanimité sauf une voix, elle prête le serment de ne « jamais se séparer » tant qu'une nouvelle constitution ne sera pas donnée au royaume de France. Elle déclare enfin que « partout où ses membres sont réunis, là est l'Assemblée nationale ! ».
Le 21 juin, Louis tient un conseil d'État à l'issue duquel le plan proposé par Necker le 19 juin est repoussé, malgré le soutien des ministres Montmorin, Saint-Priest et La Luzerne.

### Séance royale

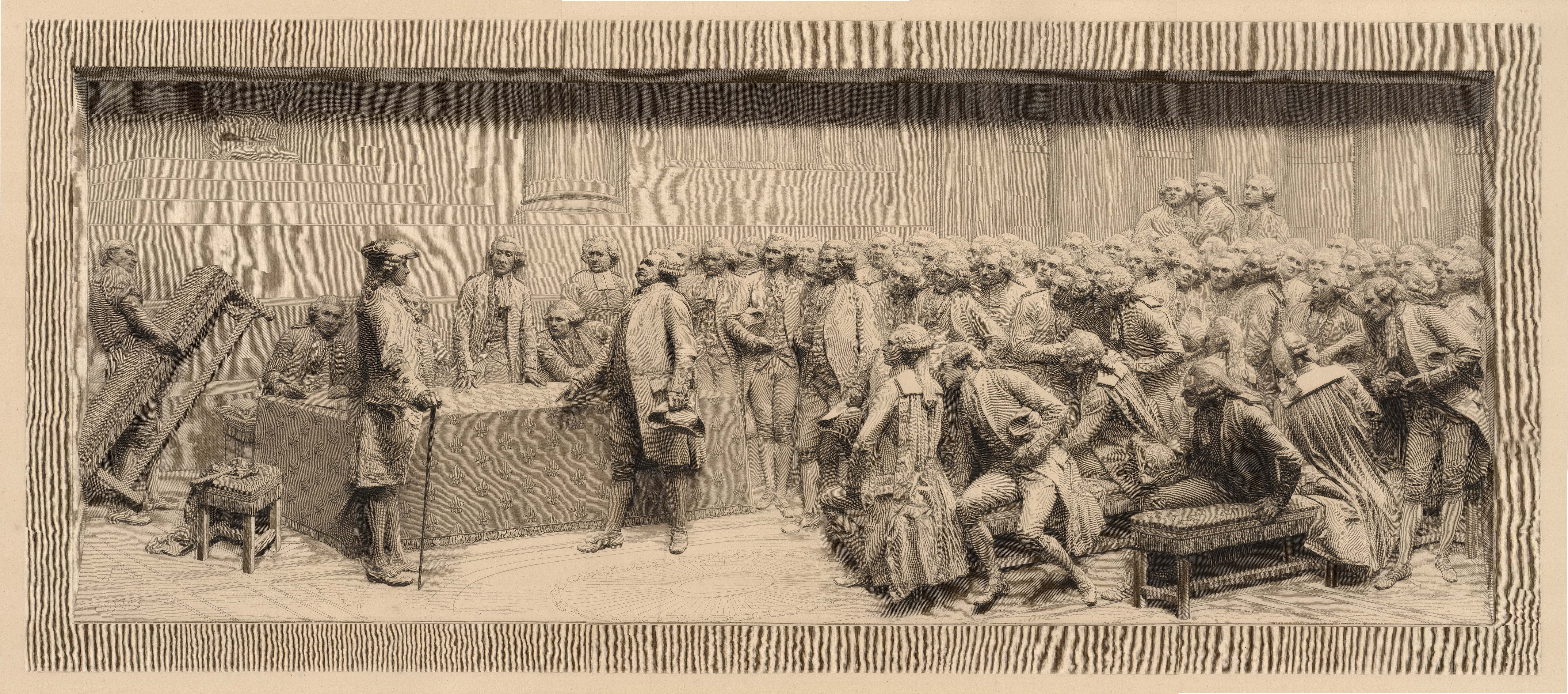
Mirabeau répondant à Dreux-Brézé, burin gravé en 1889 par Alphonse Lamotte d'après le haut-relief de Jules Dalou (Salon de 1883).

La séance royale décidée par le roi s'ouvre dans la grande salle de l'hôtel des Menus-Plaisirs, en l'absence de Jacques Necker mais en présence d'une troupe largement déployée pour l'occasion. Louis XVI y prononce un bref discours dans lequel il fait part de ses décisions. Constatant le manque de résultats des états généraux, il rappelle les députés à l'ordre : « Je dois au bien commun de mon royaume, je me dois à moi-même de faire cesser vos funestes divisions ». Il déclare être favorable à l'égalité devant l'impôt, à la liberté individuelle, à la liberté de la presse, à la disparition du servage, et à la suppression des lettres de cachet qu'il décidera le 26 juin ; en revanche, il déclare nulle la proclamation de l'assemblée nationale du 17 juin et maintient sa volonté de faire voter les trois ordres séparément. Il rappelle enfin qu'il incarne la seule autorité légitime du royaume : « Si, par une fatalité loin de ma pensée, vous m'abandonniez dans une si belle entreprise, seul je ferais le bien de mes peuples, seul me considérerais comme leur véritable représentant ». La séance est levée et les députés sont priés de sortir.
Les députés de la noblesse et la majorité de ceux du clergé quittent alors la salle ; les députés du Tiers sont, quant à eux, tendus et intrigués par la présence massive des troupes. Au bout de plusieurs minutes de flottement, le député d'Aix Mirabeau intervient et s'adresse à la salle : « Messieurs, j'avoue que ce que vous venez d'entendre pourrait être le salut de la patrie, si les présents du despotisme n'étaient toujours dangereux. Quelle est cette insultante dictature ? L'appareil des armes, la violation du temple national pour vous commander d'être heureux ! […] Catilina est-il à nos portes ! ». Face au tumulte provoqué par cette harangue, le grand maître des cérémonies Henri-Évrard de Dreux-Brézé s'adresse alors à Bailly, doyen de l'Assemblée et du Tiers, pour lui rappeler l'ordre du roi. Le député rétorque : « La Nation assemblée ne peut recevoir d'ordre ». C'est alors que Mirabeau s'interpose et, selon la légende, lui répond cette célèbre phrase : « Allez dire à ceux qui vous ont envoyé que nous sommes ici par la volonté du peuple et que nous n'en sortirons que par la puissance des baïonnettes ». Informé de l'incident, Louis XVI aurait alors lâché : « Ils veulent rester, eh bien, foutre, qu'ils restent ! ». Une révolution bourgeoise et pacifique vient ainsi de s'accomplir et il faut désormais au roi opter entre l'acceptation de la monarchie constitutionnelle ou l'épreuve de force. Il semble s'orienter vers la première solution tandis que son entourage se montre plus intransigeant, notamment son frère le comte d'Artois qui accuse Necker, ce banquier libéral, de trahison et d'attentisme.

#### Défection de l'armée
Le surlendemain 25 juin, la majorité des députés du clergé et 47 députés de la noblesse (dont le duc d'Orléans, cousin du roi) se joignent au Tiers état. Louis XVI cherche à donner le change et, le 27 juin, ordonne « à son fidèle clergé et à sa fidèle noblesse » de se joindre au Tiers ; paradoxalement, il fait déployer autour de Versailles et de Paris trois régiments d'infanterie, officiellement pour protéger la tenue des états généraux, mais en réalité pour pouvoir disperser les députés par la force si cela s'avère nécessaire. Seulement, plusieurs compagnies refusent de se soumettre aux ordres et certains soldats jettent leurs armes avant de venir dans les jardins du Palais-Royal se faire applaudir par la foule. Les « patriotes » parisiens suivent de près les mouvements de l'armée et, lorsqu'une quinzaine de grenadiers insoumis sont enfermés dans la prison abbatiale de Saint-Germain-des-Prés, 300 personnes viennent les libérer : « Les hussards et les dragons envoyés pour rétablir l'ordre crient « Vive la Nation ! » et refusent de charger la foule ».
Louis XVI mobilise alors autour de Paris 10 nouveaux régiments. Le 8 juillet, Mirabeau demande au roi d'éloigner les troupes étrangères (suisses et allemands), ce à quoi le souverain rétorque que son seul but est de protéger les élus ; pour ce faire, il propose même de transférer le siège de l'assemblée nationale à Noyon ou Soissons.

### Assemblée nationale constituante

#### Renvoi de Necker (11 juillet 1789)
L'Assemblée nationale proclamée le 17 juin 1789 prend le nom de Constituante le 9 juillet. Pendant ce temps, le roi renvoie Necker (dont il a peu apprécié l'absence lors de la séance royale du 23 juin) pour le remplacer par le baron de Breteuil, monarchiste convaincu. Il appelle le maréchal de Broglie au poste de maréchal général des camps et armées du roi, réinstauré pour faire face aux événements.

#### Prise de la Bastille (14 juillet 1789)

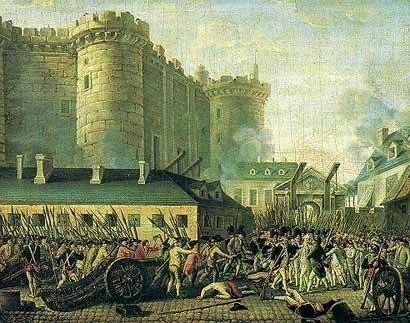
La Prise de la Bastille.

L'annonce du renvoi de Necker et de la nomination de Breteuil et de Broglie mettent Paris en effervescence. À partir de ce moment, les manifestations se multiplient à Paris ; une d'entre elles est réprimée aux Tuileries, faisant un mort côté manifestants.

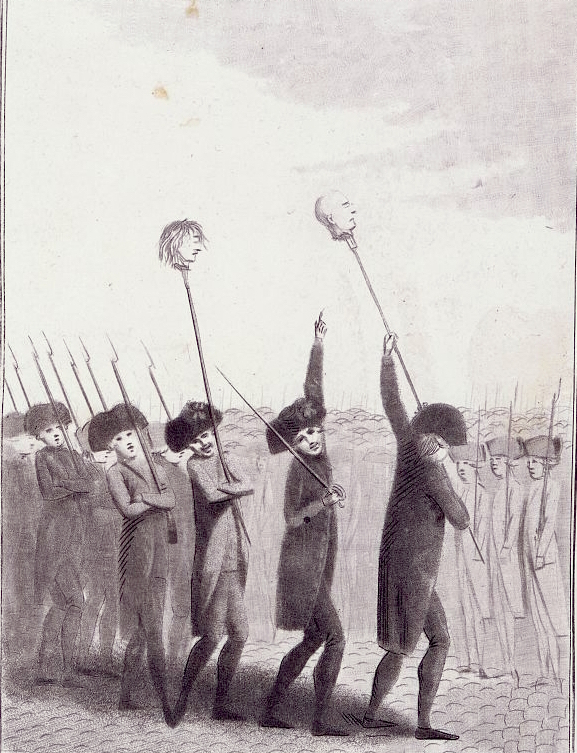
« C’est ainsi que l’on se venge des traîtres. »
Gravure de 1789 dépeignant des soldats ou des miliciens portant les têtes de Jacques de Flesselles et du marquis de Launay sur des piques.

Le 13 juillet, les 407 grands électeurs de Paris (qui avaient élu leurs députés pour les états généraux) se réunissent à l'hôtel de ville de Paris pour se constituer « comité permanent ». Ils fondent une milice de 48 000 hommes encadrée par des gardes-françaises et adoptent comme signe de reconnaissance la cocarde bicolore rouge et bleu, aux couleurs de la ville de Paris (le blanc, symbole de la nation, est inséré dans la cocarde tricolore née dans la nuit du 13 au 14 juillet).
Le matin du 13, Louis XVI écrit à son frère cadet, le comte d’Artois : « Résister en ce moment, ce serait s’exposer à perdre la monarchie ; c’est nous perdre tous. […] Je crois plus prudent de temporiser, de céder à l’orage, et de tout attendre du temps, du réveil des gens de bien, et de l’amour des Français pour leur roi ».
Il ne reste plus aux manifestants qu'à trouver des armes. Le 14 juillet, une foule estimée à 40 000-50 000 personnes se présente devant l'hôtel des Invalides. Les officiers réunis sous les ordres de Besenval sur le Champ-de-Mars refusent à l'unanimité de charger contre les manifestants. C'est ainsi que ces derniers s'emparent librement à l'intérieur des Invalides d'environ 40 000 fusils Charleville, un mortier et une demi-douzaine de canons. Il ne manque plus que de la poudre et des balles, et l'idée se répand que la forteresse de la Bastille en regorge.
Vers 10h30, une délégation des électeurs de Paris se rend auprès du gouverneur de la prison Bernard-René Jordan de Launay pour négocier la remise des armes demandées. Après deux refus, Launay fait sauter 250 barils de poudre ; l'explosion est considérée à tort comme une charge contre les assaillants. Soudain, un ancien sergent des gardes suisses entouré de 61 gardes-françaises arrive des Invalides avec les canons volés et les place en position d'attaque contre la Bastille. La forteresse capitule, la foule s'y engouffre en libérant les 7 prisonniers enfermés et s'empare des munitions. La garnison de la Bastille, après avoir massacré une centaine d'émeutiers, est conduite à l'Hôtel de ville tandis que la tête de Launay, décapité sur le trajet, est exposée sur une pique. Ignorant tout des événements, Louis XVI ordonne trop tard que les troupes stationnées autour de Paris évacuent la capitale.
Le lendemain 15 juillet, le roi apprend à son réveil du grand-maître de la garde-robe François XII de La Rochefoucauld les événements de la veille. Selon la légende, le roi lui demande : « C'est une révolte ? » Et le duc de La Rochefoucauld de répondre : « Non, Sire, c'est une révolution ».
À partir de ce jour, la Révolution est irréversiblement enclenchée. Louis XVI, qui ne peut choisir qu'entre la guerre civile et la résignation, consent à capituler devant les événements.
Toujours le 15 juillet, le roi se rend à l'Assemblée pour confirmer aux députés qu'il a ordonné aux troupes de se retirer des alentours de Paris. Sous les applaudissements des députés, il conclut sa venue en disant : « Je sais qu'on a osé publier que vos personnes n'étaient point en sûreté. Serait-il donc nécessaire de vous rassurer sur des bruits aussi coupables, démentis d'avance par mon caractère connu ? Eh bien, c'est moi qui ne suis qu'un avec la Nation qui me fie à vous : aidez-moi en cette circonstance à assurer le salut de l'État ; je l'attends de l'Assemblée nationale ». En s'adressant directement à l'Assemblée nationale, Louis XVI vient de reconnaître officiellement son existence et sa légitimité. Aussitôt, une importante délégation conduite par Bailly se rend à l'Hôtel de ville de Paris pour annoncer au peuple les dispositions du roi et ramener le calme dans la capitale. Dans une ambiance festive et dansante, Bailly est nommé maire de Paris et La Fayette est élu par l'Assemblée commandant de la Garde nationale.

#### Rappel de Necker et adoption de la cocarde tricolore par le roi (16-17 juillet 1789)

Cocarde plissée bleu-blanc-rouge.

Le 16 juillet, le roi tient un conseil en présence de la reine et de ses deux frères. Le comte d'Artois et Marie-Antoinette demandent au roi de transférer la cour à Metz pour plus de sécurité mais le souverain, soutenu par le comte de Provence, la maintient à Versailles. Il regrette plus tard de ne pas s'être éloigné de l'épicentre de la Révolution. Il annonce en outre dans ce conseil qu'il va rappeler Necker et donne l'ordre à Artois (dont il reproche la philosophie répressive) de quitter le royaume, faisant du futur Charles X l'un des tout premiers émigrés de la Révolution.
Necker revient donc au gouvernement avec le titre de contrôleur général des finances. Sont également rappelés Montmorin aux Affaires étrangères, Saint-Priest à la Maison du Roi et La Luzerne à la Marine. Necker ne tardera pas à comprendre que le pouvoir réside désormais à l'Assemblée nationale.
Le 17 juillet, Louis XVI prend la route de Paris pour aller à la rencontre de son peuple. Accompagné d'une centaine de députés, il a choisi de se rendre à l'Hôtel de ville, devenu le centre symbolique de la contestation populaire. Il est reçu par le nouveau maire, Bailly, qui s’adresse à lui en ces termes : « J’apporte à Votre Majesté les clefs de sa bonne ville de Paris : ce sont les mêmes qui ont été présentées à Henri IV, il avait reconquis son peuple, ici le peuple a reconquis son roi ». Sous les cris de « Vive la Nation ! », il se fait apposer sur son chapeau la cocarde tricolore. Il pénètre ensuite dans l'édifice en passant sous la voûte formée par les épées des gardes nationaux. C'est alors que le président du collège électoral, Moreau de Saint-Méry, le complimente : « Le trône des rois n'est jamais plus solide que lorsqu'il a pour base l'amour et la fidélité des peuples ». Le roi improvise alors un petit discours au cours duquel il déclare approuver les nominations de Bailly et La Fayette ; se montrant alors à la foule qui l'acclame en contrebas, il lance à Saint-Méry : « Mon peuple peut toujours compter sur mon amour ». Enfin, à la demande de l'avocat Louis Éthis de Corny, on vote l'érection d'un monument à Louis XVI à l'emplacement même de la Bastille.
Comme le note l'historien Bernard Vincent en commentant cette réception à l'Hôtel de ville : « Avec la prise de la Bastille, le pouvoir suprême venait bel et bien de changer de camp ».

#### Grande Peur (19 juillet - 6 août 1789)
L'Assemblée nationale régnant désormais sur le pays, les intendants du roi quittent leur poste dans les provinces. Une grande peur gagne alors la paysannerie française : on craint en effet que les seigneurs, pour se venger des événements survenus à Paris, ne mandatent des « brigands » contre le peuple des campagnes.
Ajoutée à la faim et à la crainte des accapareurs de blé, la grande peur incite les paysans à créer des milices un peu partout en France. À défaut de tuer les brigands imaginaires, les membres de la milice incendient les châteaux et massacrent des comtes notamment. L'Assemblée, hésitante face à ces exactions, décide de calmer le jeu. Néanmoins, la peur gagne la ville de Paris où, le 22 juillet, le conseiller d'État Joseph François Foullon et son gendre Berthier de Sauvigny sont massacrés sur la place de Grève.

#### Abolition des privilèges (4 août 1789)
Pour mettre fin à l'instabilité régnant dans les campagnes, les ducs de Noailles et d'Aiguillon lancent à l'Assemblée constituante l'idée de faire table rase de tous les privilèges seigneuriaux hérités de l'époque médiévale. C'est ainsi qu'au cours de la séance nocturne du 4 août 1789 sont supprimés les droits féodaux, la dîme, les corvées, la mainmorte et le droit de garenne notamment. L'assemblée affirme l'égalité devant l'impôt et l'emploi, abolit la vénalité des charges et tous les avantages ecclésiastiques, nobiliaires et bourgeois.
Bien que Louis XVI affirme dans un courrier du lendemain à Monseigneur du Lau, archevêque d'Arles, qu'il ne donnera jamais sa sanction (comprendre son accord) à des décrets qui « dépouilleraient » le clergé et la noblesse, l'Assemblée continue de légiférer dans ce sens jusqu'au 11 août. Les décrets d'application seront pris les 15 mars et 3 juillet 1790.

#### Déclaration des droits de l'homme et du citoyen (26 août 1789)

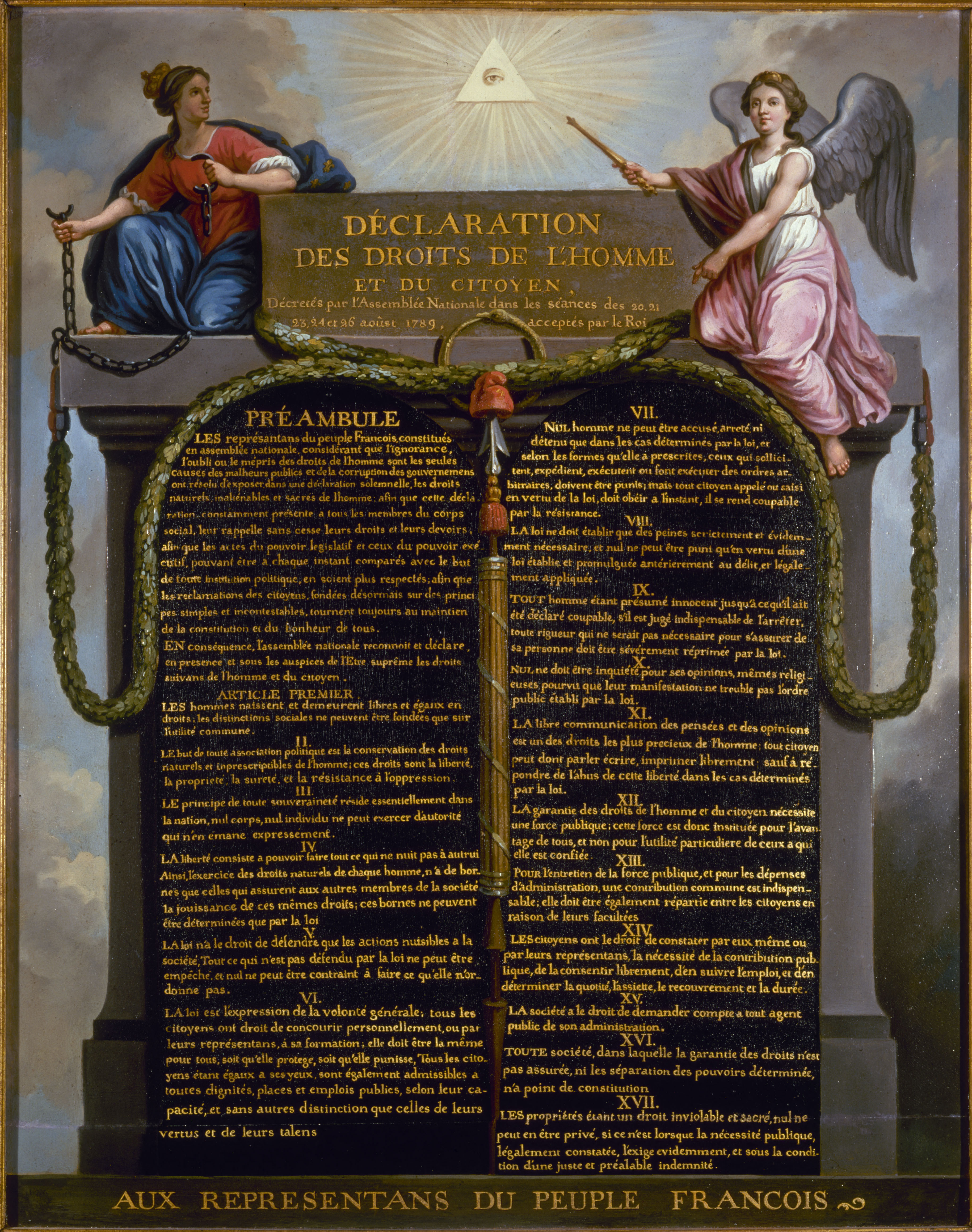
Déclaration des droits de l'homme et du citoyen, Le Barbier, 1789, huile sur toile, 71 x 56 cm, Paris, musée Carnavalet. La Monarchie, tenant les chaînes brisées de la Tyrannie, et le génie de la Nation, tenant le sceptre du Pouvoir, entourent la déclaration.

Le rapport rendu le 9 juillet par Jean-Joseph Mounier présentait un ordre de travail pour la rédaction d'une Constitution débutant par une déclaration des droits. Cette déclaration devait servir, en tant que préambule, à proposer à l'univers un texte « pour tous les hommes, pour tous les temps, pour tous les pays » et codifier l'essentiel de l'esprit des Lumières et du Droit naturel. L'idée était également d'opposer à l'autorité royale l'autorité de l'individu, de la loi et de la Nation.
Le 21 août, l'Assemblée entame la discussion finale du texte, déposé par La Fayette et inspiré de la Déclaration d'indépendance des États-Unis. L'adoption du texte s'opère article par article, pour finir le 26 août, date à laquelle les députés commencent à examiner le texte de la Constitution elle-même.
La Déclaration fixe à la fois les prérogatives du citoyen et celles de la Nation : le citoyen par l'égalité devant la loi, le respect de la propriété, la liberté d'expression notamment, et la Nation par la souveraineté et la séparation des pouvoirs entre autres. Le texte est adopté « en présence et sous les auspices de l'Être suprême », un dieu abstrait et philosophique.
Les débats, houleux, surviennent au milieu de 3 catégories de députés qui commencent à se démarquer les uns des autres : la droite (aristocrates), les partisans du statu quo comme d'Eprémesnil ou l'abbé Maury ; le centre (Monarchiens) conduits notamment par Mounier et favorables à une alliance entre les roi et le tiers-état ; et enfin la gauche (patriotes), elle-même composée d'une branche modérée favorable à un veto minimal du roi (Barnave, La Fayette, Sieyès) et d'une branche extrême comptant encore peu de députés (Robespierre et Pétion notamment).

#### Veto royal (11 septembre 1789)
À la suite de l'adoption du texte final de la Déclaration des droits de l'homme et du citoyen le 26 août, l'Assemblée se penche à la question du droit de veto du roi. Après quelques jours de débats, lesquels se sont déroulés en l'absence du principal intéressé, les députés votent le 11 septembre, à une très large majorité (673 voix contre 325), le droit de veto suspensif proposé par les patriotes. Concrètement, le roi perd l'initiative des lois, et ne conserve que le droit de promulgation et le droit de remontrance. Louis XVI accepte cette idée par esprit de conciliation, grâce à Necker qui, ayant négocié cette option avec les patriotes, a su convaincre le roi d'accepter le droit de veto ainsi voté.
Néanmoins, les députés ne concèdent au roi le droit de veto que si ce dernier avalise les décrets de la nuit du 4 août. Dans une lettre du 18 septembre, Louis XVI écrit aux députés qu'il agrée l'esprit général de la loi mais qu'en revanche des points importants n'ont pas été étudiés, notamment l'avenir du traité de Westphalie consacrant les droits féodaux des princes germaniques ayant des terres en Alsace. Pour toute réponse, l'assemblée somme le roi de promulguer les arrêtés des 4 et 11 août. Outragé, Louis XVI concède cependant le 21 septembre qu'il accepte l'« esprit général » de ces textes et qu'il les publierait. Satisfaits, les députés octroient le 22 septembre (par 728 voix contre 223) le droit de veto suspensif pour une durée de six ans. Dans la foulée, ils votent l'article de la future constitution selon lequel « le gouvernement est monarchique, le pouvoir exécutif est délégué au roi pour être exercé sous son autorité par les ministres ».

#### Retour du roi à Paris (6 octobre 1789)

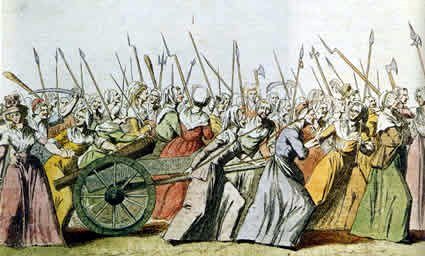
La marche des femmes sur Versailles, le 5 octobre, telle que vue par l'hagiographie des journées révolutionnaires.

Malgré son retour au gouvernement, Necker ne parvient pas à redresser les finances du royaume. Il recourt donc au traditionnel remède à l'emprunt : deux emprunts sont lancés en août 1789, mais les résultats sont médiocres. Necker se rend donc en dernier recours à l'Assemblée pour lui proposer une contribution extraordinaire qui pèserait sur l'ensemble des citoyens, et qui équivaudrait au quart des revenus de chacun ; d'abord réticente à voter cet impôt lourd, ladite assemblée l'adopte à l'unanimité, convaincue par les mots que lui a lancés Mirabeau : « Votez donc ce subside extraordinaire […] la hideuse banqueroute est là : elle menace de consumer, vous, vos propriétés, votre honneur […] et vous délibérez ! » La levée de cette contribution ne résout cependant pas les difficultés économiques du pays, le pain devenant de plus en plus rare et le chômage de plus en plus fort (une des conséquences de l'émigration des aristocrates, parmi lesquels beaucoup d'employeurs).

L'opinion publique s'émeut de cette impasse et, sensible aux poussées contre-révolutionnaires de la cour et du roi (que l'on surnomme désormais Monsieur Veto), se méfie de plus en plus du souverain et de son entourage. Par exemple, dans la chanson La Carmagnole, composée probablement lors de la journée du 10 août 1792 : 

« Monsieur Véto avait promis

D’être fidèle à sa patrie ;

Mais il y a manqué.
Ne faisons plus quartier. »

 Cette méfiance se change bientôt en révolte quand le peuple apprend qu'au cours d'un dîner donné le 1er octobre à Versailles en l'honneur du régiment de Flandre (venu prêter main-forte à la défense de la cour), certains officiers n'ont pas manqué de fouler aux pieds la cocarde tricolore et de crier « À bas l'Assemblée ! », le tout en présence de Louis XVI et de la reine.
Les Parisiens apprennent la nouvelle, relayée et amplifiée par les journaux ; Marat et Desmoulins en appellent aux armes contre cette « orgie contre-révolutionnaire ». Selon les registres officiels, ne sont entrés dans la capitale depuis 10 jours que « 53 sacs de farine et 500 setiers de blé » ; face à cette pénurie, le bruit court que du blé est abondamment conservé à Versailles et en outre que le roi envisage de transporter la cour à Metz. Les Parisiens veulent donc ramener le blé et retenir le roi, quitte à le ramener dans la capitale.
Le 5 octobre, une foule de femmes envahit l'Hôtel de ville de Paris pour faire part de ses doléances et informer qu'elle va marcher sur Versailles pour en parler à l'Assemblée et au roi lui-même. Conduites par l'huissier Stanislas-Marie Maillard, environ 6 000 à 7 000 femmes, ajoutées à quelques agitateurs déguisés, se rendent à pied à Versailles, « armées de fusils, de piques, de crocs de fer, de couteaux emmanchés sur des bâtons, précédées de sept ou huit tambours, de trois canons et d'un train de baril de poudre et de boulets, saisis au Châtelet ».
Apprenant la nouvelle, le roi rentre précipitamment de la chasse et la reine se réfugie dans la grotte du Petit Trianon. Vers 16 heures, le cortège des femmes arrive devant l'Assemblée ; une délégation d'une vingtaine d'entre elles est reçue dans la salle des Menus-Plaisirs, qui exige que le roi promulgue les décrets des 4 et 11 août et signe la Déclaration des droits de l'homme. Une horde de citoyennes survient alors dans la salle, criant : « À bas la calotte ! À mort l'Autrichienne ! Les gardes du roi à la lanterne ! ».
Louis XVI accepte de recevoir cinq des femmes du cortège, accompagnées du nouveau président de l'Assemblée, Jean-Joseph Mounier. Le roi leur promet du pain, embrasse l'une de ces femmes (Louison Chabry, âgée de 17 ans), laquelle s'évanouit sous le coup de l'émotion. Les femmes ressortent en criant « Vive le roi ! » mais la foule hurle à la trahison et menace de les pendre. Elles promettent alors de retourner voir le roi pour obtenir davantage. Louis XVI donne alors à Jérôme Champion de Cicé, Garde des Sceaux l'ordre écrit de faire venir du blé de Senlis et de Lagny ; il promet également à Mounier qu'il promulguera le soir même les décrets des 4 et 11 août, et qu'il signera également la Déclaration. Se montrant enfin au balcon aux côtés de Louison Chabry, il émeut la foule qui l'acclame alors.

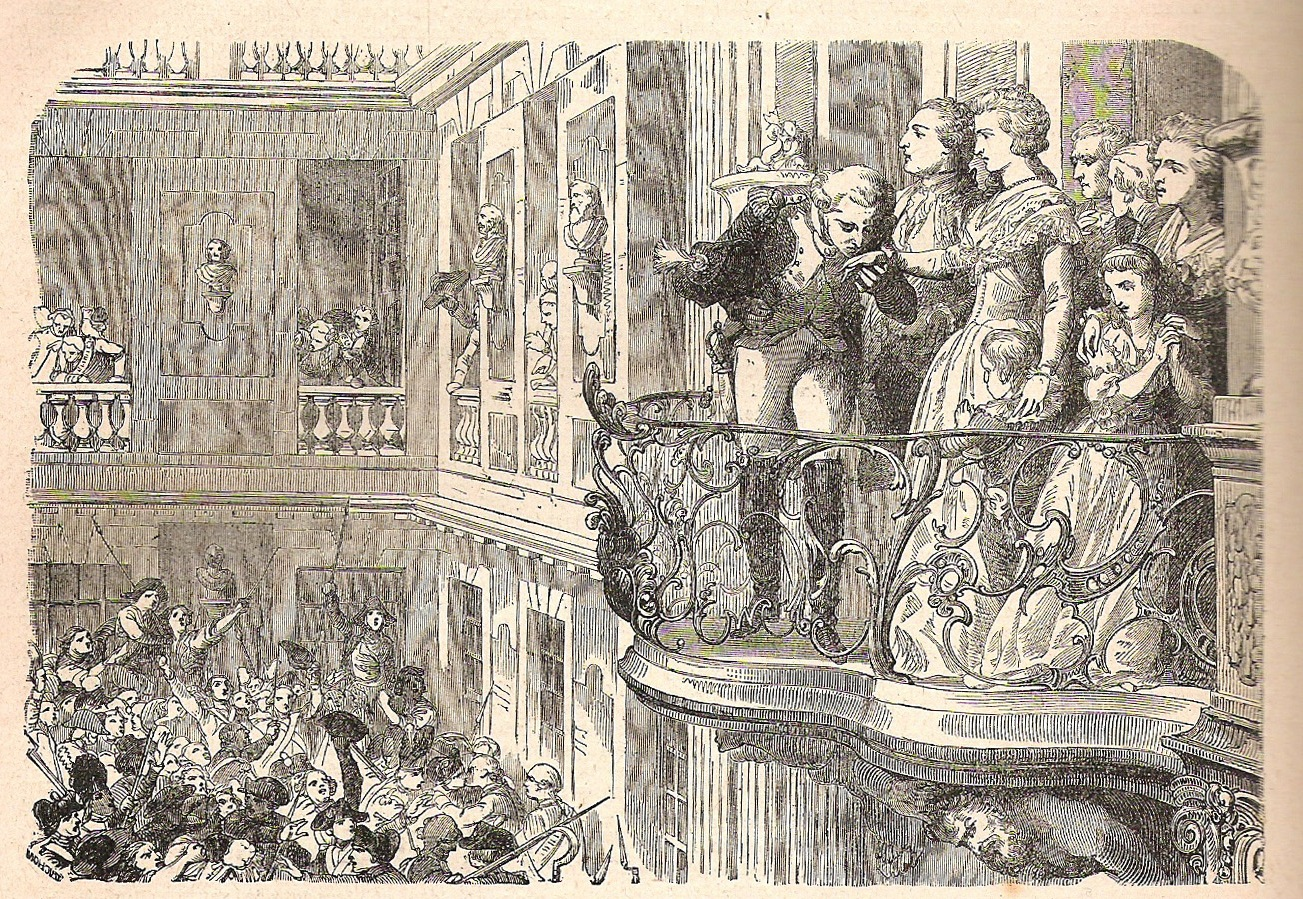
La Fayette et la famille royale à Versailles, le 6 octobre.

Vers minuit, La Fayette arrive au château en tête de la Garde nationale et de quelque 15 000 hommes ; il promet au roi d'assurer la défense extérieure du château et lui assure : « Si mon sang doit couler, que ce soit pour le service de mon roi ». Le lendemain matin, après une nuit passée à camper sur la place d'armes, la foule assiste en son sein à une bagarre opposant des manifestants à plusieurs gardes du corps ; des émeutiers entraînent alors la foule à pénétrer dans le château par la porte de la chapelle, restée étrangement ouverte. S'ensuit alors un véritable carnage où plusieurs gardes sont massacrés et décapités, leur sang badigeonnant le corps des meurtriers. Ces derniers cherchent les appartements de la reine, s'écriant : « Nous voulons couper sa tête, fricasser son cœur et ses foies, et cela ne finira pas là ! ». Empruntant des couloirs secrets, le roi et sa famille parviennent à se retrouver ensemble sous les cris de « Le roi à Paris ! » et « À mort l'Autrichienne ! » venant du dehors. La reine lance alors à son mari : « Vous n'avez pas su vous décider à partir quand c'était encore possible ; à présent nous sommes prisonniers ». Louis XVI se concerte alors avec La Fayette ; ce dernier ouvre la fenêtre donnant au dehors et se montre à la foule qui lui crie « Le roi au balcon ! ». Le souverain se montre alors à la foule sans dire un mot tandis que celle-ci l'acclame et lui demande de revenir à Paris. Des voix réclamant la reine, La Fayette dit à celle-ci de venir également à la fenêtre : « Madame, cette démarche est absolument nécessaire pour calmer la multitude ». La reine s'exécute, modérément acclamée par la foule ; La Fayette lui baise la main. Le roi la rejoint alors en compagnie de ses deux enfants et déclare à la foule : « Mes amis, j'irai à Paris avec ma femme et mes enfants. C'est à l'amour de mes bons et fidèles sujets que je confie ce que j'ai de plus précieux ».
Après 7 heures de route, le cortège arrive à Paris, encadré par la Garde nationale et les têtes fraîchement coupées de la matinée. Des chariots de blé accompagnent également la famille royale, si bien que la foule déclare qu'elle ramène dans la capitale « le boulanger, la boulangère et le petit mitron ». Après un détour protocolaire à l'Hôtel de ville, le cortège parvient au palais des Tuileries, où la famille royale élit malgré elle son dernier domicile ; un mois plus tard, l'Assemblée siège à la salle du Manège, non loin de là. Le 8 octobre, les députés Fréteau et Mirabeau proposent d'instaurer le titre de roi des Français à la place de celui de roi de France. L'Assemblée adopte cette nouvelle titulature le 10 octobre, et décide le 12 octobre que le souverain ne sera pas titré « roi des Navarrais » ni « des Corses ». L'Assemblée officialisera ces décisions par un décret du 9 novembre. Louis XVI commence à utiliser la nouvelle titulature (orthographiée « roi des François ») dans ses lettres patentes à partir du 6 novembre. Le 16 février 1790, l'Assemblée décrète que son président devra demander au roi que le sceau de l'État porte la nouvelle titulature. Le nouveau sceau est utilisé dès le 19 février, avec la formulation « Louis XVI par la grâce de Dieu et par la loy constitutionnelle de l'État roy des François ». Et l'Assemblée décide par décret du 9 avril 1791, que le titre de roi des Français sera désormais gravé sur les monnaies du royaume (où figurait toujours celui de roi de France et de Navarre : Franciæ et Navarræ rex). Le titre est ensuite maintenu dans la constitution de 1791.

#### Politique de déchristianisation et réactions du roi
Dès les premiers mois qui vont suivre le début de la Révolution, l'Église et le clergé vont être la cible de la politique nouvellement menée ; comme l'affirme l'historien Bernard Vincent, « c'est cet aspect de la Révolution, cet acharnement contre l'Église, que Louis XVI, non seulement homme de foi mais profondément convaincu d'être dans sa fonction un émissaire du Tout-Puissant, aura le plus de mal à admettre. Il ne l'admettra d'ailleurs jamais, malgré les concessions publiques que jour après jour sa situation lui impose de faire ».
L'un des premiers actes de cette volonté de déchristianiser les institutions s'opère par le décret du 2 novembre 1789 par lequel l'Assemblée, à l'initiative de Talleyrand, décide à 568 voix contre 346 que les biens du clergé serviront à combler le déficit national.
Le 19 décembre 1789, l'Assemblée met en circulation 400 millions d'assignats, sortes de bons du Trésor, destinés à éponger les dettes de l'État. La valeur de ces assignats était à terme garantie par la vente des biens du clergé ; néanmoins, l'émission excessive de ces bons aura pour conséquence une forte dépréciation, allant jusqu'à 97 % de leur valeur.

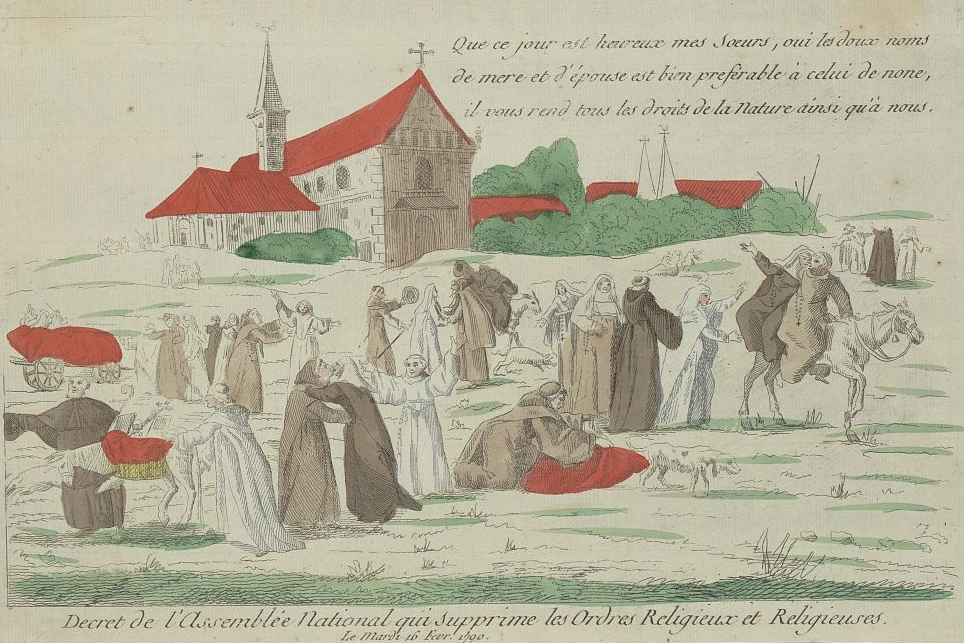
« Décret de l'Assemblée national [sic] qui supprime les ordres religieux et religieuses. Le mardi 16 février 1790. » Caricature anonyme de 1790. « Que ce jour est heureux, mes sœurs. Oui, les doux noms de mère et d'épouse est bien préférable à celui de nonne, il vous rend tous les droits de la nature ainsi qu'à nous. »

Le 13 février 1790, l'Assemblée vote l'interdiction des vœux religieux et la suppression des ordres religieux réguliers, hors institutions scolaires, hospitalières et caritatives. Les ordres tels que les Bénédictins, les Jésuites et les Carmélites sont déclarés illégaux. Dans plusieurs villes, de violents heurts opposent les catholiques royalistes aux révolutionnaires protestants, tels à Nîmes où, le 13 juin 1790, les affrontements font 400 morts.
La Constitution civile du clergé est votée le 12 juillet 1790, remplissant d'effroi Louis XVI en personne. Désormais, les diocèses seront alignés sur les départements récemment créés : il y aura donc 83 évêques pour 83 diocèses (pour 83 départements), et en outre 10 « évêques métropolitains » à la place des 18 archevêques existants. Mais la réforme, décidée sans concertation ni avec le clergé ni avec Rome, prévoit également que les curés et les évêques seront désormais élus par les citoyens, même non catholiques. N'ayant plus de revenu à la suite de la vente des biens du clergé, les prêtres seront donc des fonctionnaires publics rémunérés par l'État mais devront, en contrepartie, prêter serment de fidélité « à la Nation, à la loi et au roi » (article 21). La constitution coupe les membres du clergé en deux camps : les prêtres jureurs (légèrement majoritaires), fidèles à la constitution et au serment de fidélité, et les prêtres réfractaires, refusant de s'y soumettre. La constitution civile du clergé et la Déclaration des droits de l'Homme seront condamnées par le pape Pie VI dans le bref apostolique Quod aliquantum, ramenant au sein de l'Église quelques prêtres jureurs. L'Assemblée se vengera par le biais du décret du 11 septembre 1790 rattachant au Royaume l'État pontifical d'Avignon et le Comtat Venaissin.
Le 26 décembre 1790, Louis XVI se résigne à entériner la constitution civile du clergé dans son intégralité. Comme il l'avait indiqué à son cousin Charles IV d'Espagne dans une missive envoyée le 12 octobre 1789, il signe à contrecœur ces « actes contraires à l'autorité royale » qui lui ont été « arrachés par la force ».

#### Fête de la Fédération (14 juillet 1790)

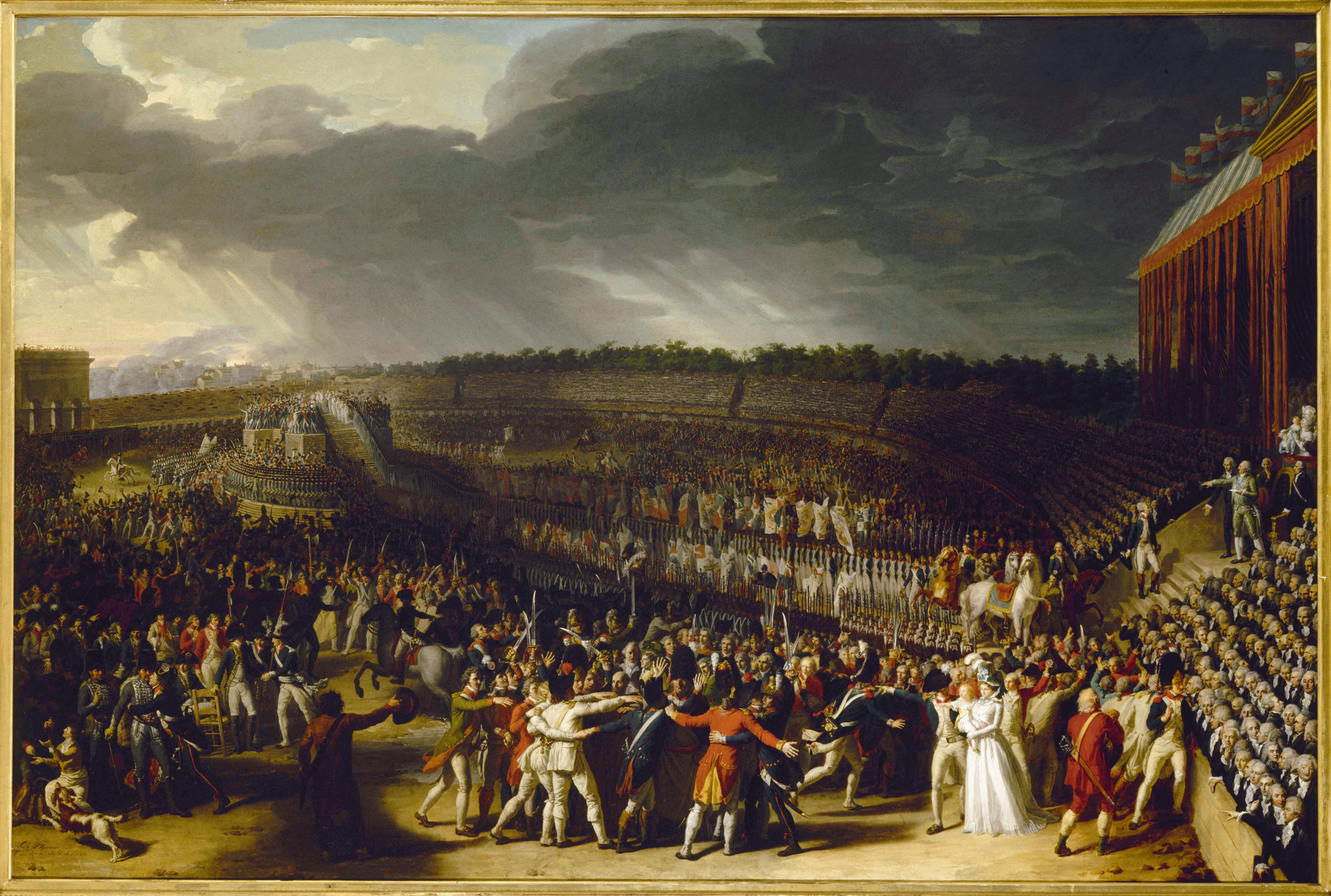
La fête de la Fédération, tableau de Charles Thévenin, musée Carnavalet

Deux jours après le vote de la constitution civile du clergé, et pour fêter le 1er anniversaire de la Prise de la Bastille, le Champ-de-Mars est le théâtre d'une cérémonie de grande ampleur : la Fête de la Fédération.
Orchestrée par La Fayette au nom des fédérations (les associations de gardes nationaux de Paris et de province), la Fête de la Fédération rassemble environ 400 000 personnes, en ce compris les députés, le duc d'Orléans venu de Londres, les membres du gouvernement donc Necker, et la famille royale. Une messe est présidée par Talleyrand, entouré de 300 prêtres en étole tricolore.
Louis XVI prête solennellement serment en ces termes : « Moi, roi des Français, je jure à la Nation d'employer le pouvoir qui m'est délégué […] à maintenir la Constitution décrétée par l'Assemblée nationale et acceptée par moi et à faire exécuter les lois ». La reine présente son fils à la foule sous les acclamations.
Le roi est acclamé tout au long de cette journée et les Parisiens viennent dans la soirée crier sous ses fenêtres : « Régnez, Sire, régnez ! ». Barnave reconnaît : « Si Louis XVI avait su profiter de la Fédération, nous étions perdus ». Mais le roi ne profite pas de la situation : pour certains historiens, le roi veut éviter une guerre civile ; l'autre explication vient du fait que le roi a peut-être déjà entrepris de quitter le pays.

#### Fuite et arrestation à Varennes (20-21 juin 1791)
Face à la déliquescence de son pouvoir, Louis XVI ne choisit pas d'abdiquer, estimant que l'onction reçue lors de son sacre et le caractère séculaire de la monarchie l'en empêchent. Par conséquent, le roi opte pour la fuite hors du royaume[réf. nécessaire].
Après un plan d'enlèvement mené par le comte d'Artois et Calonne impossible à mettre en œuvre, et une tentative d'assassinat de Bailly et La Fayette projetée par Favras en 1790, le roi construit un plan d'évasion du royaume en direction de Montmédy où l'attend le marquis de Bouillé. Les historiens divergent quant à la finalité même du projet. Selon Bernard Vincent, si le roi avait réussi à trouver refuge à l'est, « alors cela changeait tout : une vaste coalition pourrait se former - alliant entre autres l'Autriche, la Prusse, la Suède, l'Espagne et pourquoi pas l'Angleterre - qui mettrait la Révolution à genoux, prendrait appui sur la France profonde, renverserait le cours de l'histoire et rétablirait le roi Louis et le régime monarchique dans leurs droits immémoriaux ». La date de l'évasion est fixée au 20 juin 1791 ; les modalités pratiques tels que la production de faux passeports, les déguisements et le transport notamment sont confiées à Axel de Fersen, amant de la reine et désormais appui de la famille royale.
Le 20 juin, vers 21 heures, Fersen fait venir à la Porte Saint-Martin la berline qui servira à transporter la famille royale. À minuit et demi, le roi déguisé en valet de chambre, la reine et Madame Élisabeth montent dans une voiture de louage pour rejoindre la berline où sont déjà installés le dauphin, sa sœur et leur gouvernante Madame de Tourzel. La voiture prend alors le départ ; Fersen accompagne la famille royale jusqu'à Bondy où il prend congé d'elle.
Le 21 juin à 7 heures, le valet de chambre s'aperçoit de la disparition du roi. La Fayette, l'Assemblée nationale, puis la ville de Paris tout entière apprennent la nouvelle ; on ne sait pas encore s'il s'agit d'un enlèvement ou d'une évasion. Le roi a fait déposer à l'Assemblée un texte écrit de sa main, la Déclaration du roi, adressée à tous les Français à sa sortie de Paris, dans lequel il condamne l'Assemblée qui lui a fait perdre tous ses pouvoirs et exhorte les Français à revenir vers leur roi. De fait, dans ce texte rédigé le 20 juin, il explique qu’il n’a ménagé aucun effort tant qu’il « a pu espérer de voir renaître l’ordre et le bonheur », mais lorsqu’il s’est vu « prisonnier dans ses États » après que sa garde personnelle lui eut été retirée, lorsque le nouveau pouvoir l’a privé du droit de nommer les ambassadeurs et de déclarer la guerre, lorsqu’on l’a bridé dans l’exercice de sa foi, « il est naturel, dit-il, qu’il ait cherché à se mettre en sûreté ».
Ce document ne fut jamais diffusé dans son intégralité. D'une part, Louis XVI y dénonce les Jacobins et leur emprise croissante sur la société française. D'autre part, il y explique sa volonté : une monarchie constitutionnelle avec un exécutif puissant et autonome vis-à-vis de l'Assemblée. Ce document historique majeur, traditionnellement appelé « le testament politique de Louis XVI » a été redécouvert en mai 2009. Il est au musée des Lettres et Manuscrits à Paris. Le roi commente son sentiment sur la révolution, en critique certaines conséquences sans pour autant rejeter les réformes importantes comme l'abolition des ordres et l'égalité civile.
Pendant ce temps, la berline continue vers l'est, traversant la ville de Châlons-sur-Marne avec 4 heures de retard sur l'horaire prévu. Non loin de là, à Pont-de-Sommevesle, l'attendent les hommes de Choiseul ; ne voyant pas arriver la berline arriver à temps, ils décident de s'en aller.

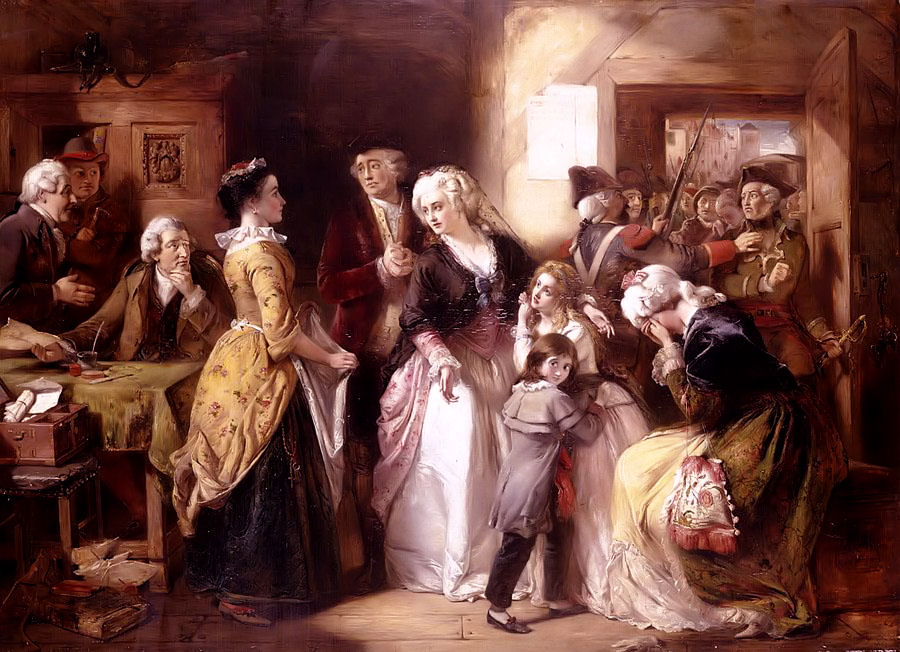
L’arrestation du roi et de sa famille à Varennes.

À 8 heures du soir, le convoi s'arrête devant le relais de Sainte-Menehould puis reprend sa route. La population s'interroge sur la mystérieuse voiture, et très vite s'ébruite la rumeur selon laquelle les fugitifs ne sont autres que le roi et sa famille. Le maître de poste, Jean-Baptiste Drouet, est convoqué à l'Hôtel de ville : face à un assignat à l'effigie du roi qu'on lui tend, il reconnaît le souverain comme étant l'un des passagers du convoi. Il se lance alors à la poursuite de la berline avec le dragon Guillaume en direction de Varennes-en-Argonne, vers laquelle se dirigeait la voiture. Prenant des raccourcis, ils arrivent avant le convoi et parviennent à prévenir les autorités quelques minutes seulement avant l'arrivée du roi. La famille royale arrive vers 10 heures et se heurte à un barrage. Le procureur-syndic Jean-Baptiste Sauce contrôle les passeports, qui semblent en règle. Il s'apprête à laisser repartir les voyageurs quand le juge Jacques Destez, qui avait vécu à Versailles, reconnaît formellement le roi. Louis XVI avoue alors sa véritable identité ; il ne parvient pas à convaincre la population qu'il envisageait de regagner Montmédy afin d'y installer sa famille, d'autant plus que le maître de poste de Châlons arrive à ce moment précis, porteur d'un décret de l'Assemblée enjoignant d'arrêter les fuyards. Choiseul, qui a réussi à rejoindre le roi, propose à ce dernier de faire dégager la ville par la force, ce à quoi le roi lui répond d'attendre l'arrivée du général Bouillé ; mais celui-ci ne vient pas et ses hussards pactisent avec la population. Le roi confie alors à la reine : « Il n'y a plus de roi en France ».

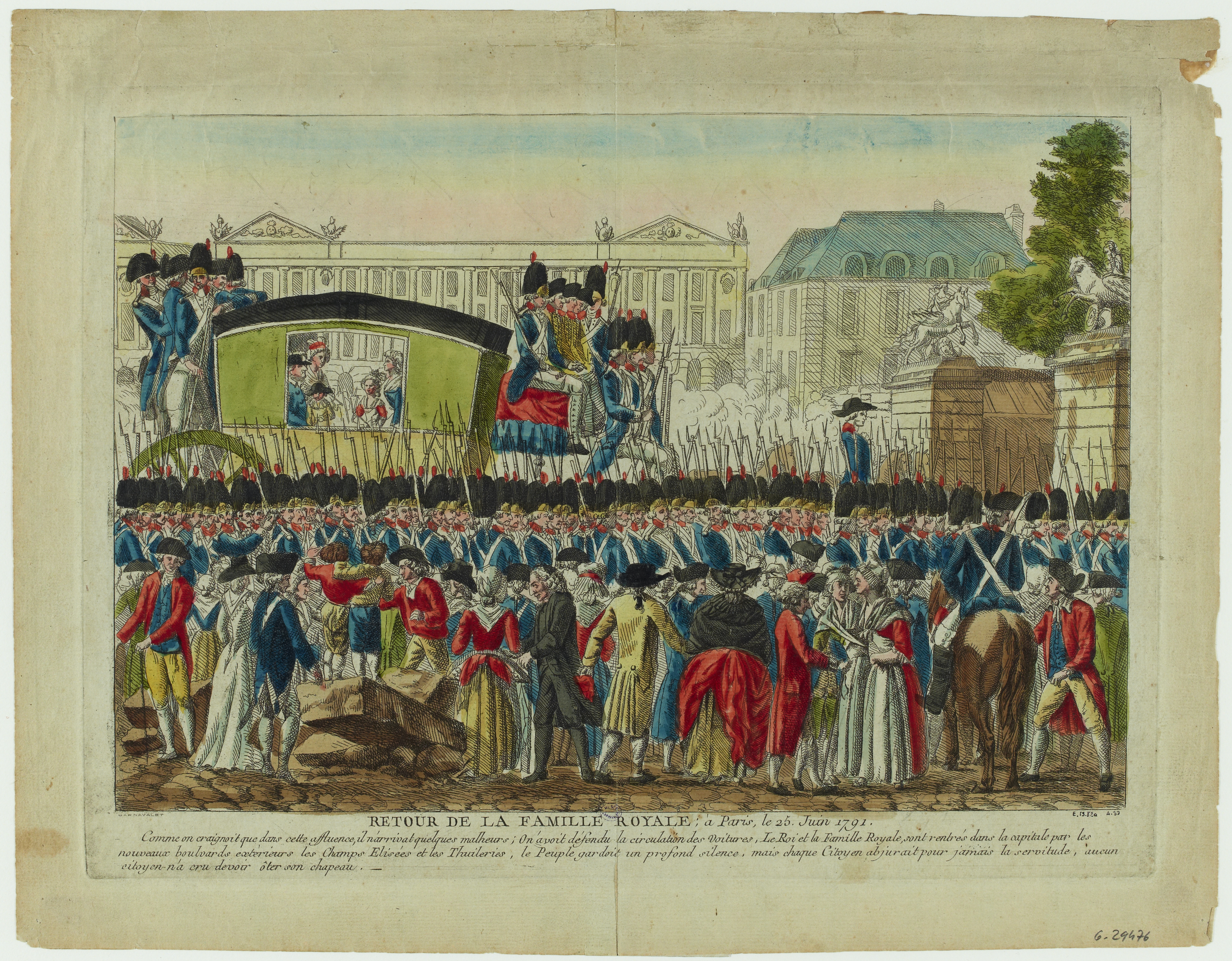
Le retour du cortège à Paris.

Informée le 22 juin au soir des événements qui se sont déroulés à Varennes, l'Assemblée envoie trois émissaires à la rencontre de la famille royale : Barnave, Pétion et La Tour-Maubourg. La jonction s'opère le 23 juin au soir à Boursault. Le cortège passe la soirée à Meaux et reprend le lendemain la route de Paris, où l'Assemblée a déjà décrété la suspension du roi. Une foule immense s'est massée le long des boulevards pour voir passer la voiture de la famille royale ; les autorités ont placardé des affiches sur lesquelles il est écrit : « Quiconque applaudira le roi sera bastonné, quiconque l'insultera sera pendu ». Durant le trajet, le roi conserve un calme exemplaire comme le note Pétion : « Il semblait que le roi revenait d'une partie de chasse […] il était tout aussi flegme, tout aussi tranquille que si rien n'était arrivé […] j'étais confondu de ce que je voyais ». Quant à Marie-Antoinette, elle constatera en se regardant dans un miroir que ses cheveux avaient blanchi.
L'Assemblée décide d'entendre le couple royal sur l'affaire de Varennes. Louis XVI fait seulement savoir qu'il n'avait pas eu l'intention de quitter le territoire national : « Si j'avais eu l'intention de sortir du royaume, je n'aurai pas publié mon mémoire le jour même de mon départ, mais j'aurais attendu d'être en dehors des frontières ». Le 16 juillet, on lui apprend qu'il est innocenté et qu'il serait rétabli dans ses fonctions dès qu'il aura approuvé la nouvelle constitution.
Pour l'historien Mona Ozouf, la fuite manquée du roi a brisé le lien de l'indivisibilité du roi et de la France, car, explique-t-elle, elle « présente aux yeux de tous la séparation du roi et de la nation : le premier, tel un vulgaire émigré, a couru clandestinement à la frontière ; la seconde rejette désormais comme dérisoire son identification au corps du roi, qu'aucune restauration ne parviendra plus à faire revivre ; par où, bien avant la mise à mort du roi, elle accomplit la mort de la royauté ».

#### Préparation de la Constitution

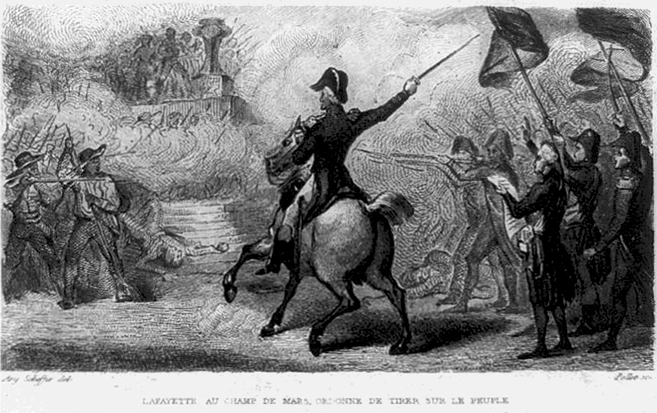
La Fusillade du Champ-de-Mars : Lafayette au Champ de Mars ordonne de tirer sur le peuple, Ary Scheffer

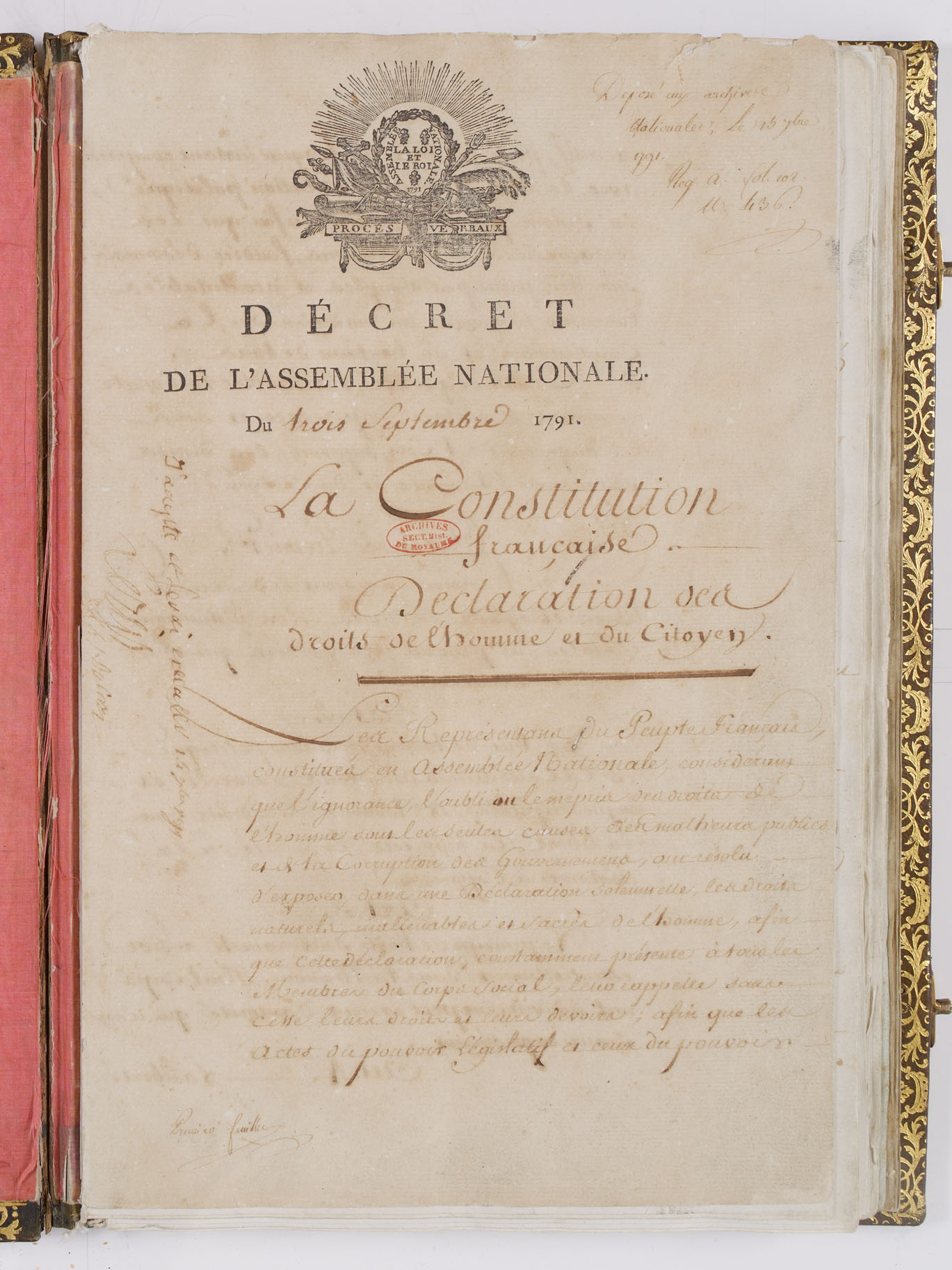
Texte original de la Constitution de 1791 conservé aux Archives nationales

L'idée républicaine, déjà en chemin, va s'accélérer subitement à l'occasion de la fuite manquée du roi. Le 24 juin 1791, une pétition réclamant l'instauration d'une République réunit 30 000 signatures à Paris. Le 27 juin, les Jacobins de Montpellier réclament à leur tour la création d'une République. Thomas Paine fonde à la fin juin le club de la Société républicaine, aux idées plus avancées que celui des Jacobins, au sein duquel il élabore un manifeste républicain, où il appelle les Français à en finir avec la monarchie : « La nation ne peut jamais rendre sa confiance à un homme qui, infidèle à ses fonctions, parjure à ses serments, ourdit une fuite clandestine, obtient frauduleusement un passeport, cache un roi de France sous le déguisement d'un domestique, dirige sa course vers une frontière plus que suspecte, couverte de transfuges, et médite évidemment de ne rentrer dans nos états qu'avec une force capable nous dicter sa loi ». Cet appel est placardé sur les murs de la capitale puis, le 1er juillet 1791, sur le portail de l'Assemblée nationale ; cette initiative ne manque pas de choquer un certain nombre de députés, lesquels se désolidarisent de ce mouvement : Pierre-Victor Malouet parle de « violent outrage » à la Constitution et à l'ordre public, Louis-Simon Martineau demande l'arrestation des auteurs de l'affiche et Robespierre, enfin, s'écrie : « On m'a accusé au sein de l'Assemblée d'être républicain. On m'a fait trop d'honneur, je ne le suis pas ! ».
Le 16 juillet, le Club des Jacobins se déchire sur la question de la république ; l'aile majoritaire hostile à un changement de régime se rassemble autour de La Fayette et crée le Club des Feuillants. Le 17 juillet, le Club des Cordeliers (dirigé par Danton, Marat et Desmoulins notamment) lance une pétition en faveur de la république. Le texte et les 6 000 signatures sont déposées sur l'autel de la Patrie érigé au Champ-de-Mars pour la 2e Fête de la Fédération du 14 juillet précédent. L'Assemblée ordonne la dispersion de la foule : Bailly ordonne la loi martiale et La Fayette fait appel à la Garde nationale. La troupe tire sans sommation malgré les ordres reçus et fait plus de 50 morts parmi les manifestants. Cet épisode tragique, connu sous le nom de Fusillade du Champ-de-Mars, va constituer un tournant dans la Révolution, aboutissant dans l'immédiat à la fermeture du Club des Cordeliers, à l'exil de Danton, à la démission de Bailly de sa fonction de maire de Paris à l'automne, et à la perte de popularité de La Fayette dans l'opinion.

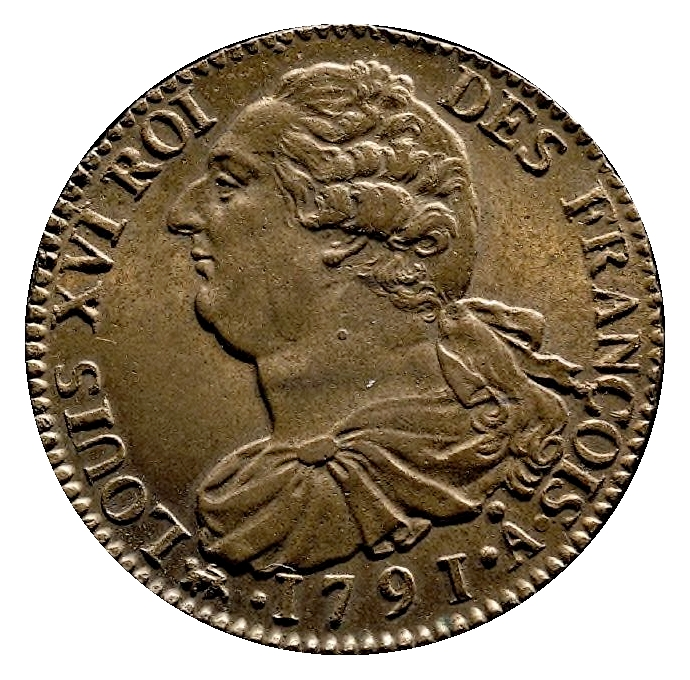
Pièce de deux sols représentant (1791).

L'Assemblée poursuit la rédaction de la Constitution à partir du 8 août et adopte le texte le 3 septembre. Précédée de la Déclaration des droits de l'homme, elle reconnaît l'inviolabilité du roi, écarte la Constitution civile du clergé (réduite au statut de loi ordinaire), maintient le suffrage censitaire et prévoit la nomination des ministres par le roi hors de l'Assemblée. Pour le reste, l'essentiel du pouvoir est dévolu à l'Assemblée, élue pour deux ans. En revanche, rien n'est prévu en cas de désaccord entre les pouvoirs législatif et exécutif : le roi ne peut dissoudre l'Assemblée et celle-ci ne peut censurer les ministres. Ce texte jugé plutôt conservateur déçoit les députés de gauche.
Les sources d’archives relatives aux membres de la Garde constitutionnelle de Louis XVI sont décrites par les Archives nationales (France).
Louis XVI prête serment à la nouvelle Constitution le 14 septembre. Le président de l'Assemblée, Jacques-Guillaume Thouret (après s'être rassis) déclare à Louis XVI que la couronne de France est « la plus belle couronne de l'univers », et que la nation française « aura toujours [besoin] de la monarchie héréditaire ». Le roi signe la Constitution. Elle sera ensuite sous la sauvegarde du député Jean-Henry d'Arnaudat (ancien conseiller au parlement de Navarre), qui dormira avec jusqu'au lendemain. Le 16 septembre, la Constitution est publiée dans la Gazette nationale. L'Assemblée constituante se réunit la dernière fois le 30 septembre pour laisser place, dès le lendemain, à l'Assemblée législative.

#### Politique extérieure
L'un des premiers domaines qui va échapper au roi est celui de la politique extérieure, qu'il avait jusqu'alors menée avec fierté et efficacité.
La Belgique tout d'abord qui, influencée par l'essor révolutionnaire de la France, connaît l'indépendance et la déchéance de l'empereur Joseph II le 24 octobre 1789, lequel est aussitôt remplacé par son frère Léopold II. L'Autriche reprend le contrôle de la Belgique et la République liégeoise prend fin le 12 janvier 1791.
Le 22 mai 1790, l'Assemblée profite de la crise de Nootka opposant l'Espagne (alliée de la France) à la Grande-Bretagne pour décider qui, du roi ou de la représentation nationale, dispose du droit de déclarer la guerre. La question est tranchée ce jour-là par le décret de Déclaration de paix au monde aux termes duquel l'Assemblée décrète que cette décision n'appartient qu'à elle seule. Elle affirme en effet que « La nation française renonce à entreprendre aucune guerre dans le but de faire des conquêtes […] elle n'emploiera jamais ses forces contre la liberté d'aucun peuple ».
Le 27 août 1791, l’empereur Léopold II et le roi Frédéric-Guillaume II de Prusse rédigent en commun la Déclaration de Pillnitz aux termes de laquelle ils invitent tous les souverains européens à « agir d'urgence au cas où ils seraient prêts » pour organiser des représailles si l'Assemblée nationale française n'adoptait pas une constitution conforme « aux droits des souverains et au bien-être de la nation française ». Les comtes de Provence et d'Artois adressent le texte à Louis XVI en l'accompagnant d'une lettre ouverte incitant le roi à rejeter le projet de constitution. Louis XVI est affligé par cette lettre, ayant lui-même adressé peu avant une lettre secrète à ses frères où il leur indiquait jouer la carte de la conciliation ; il leur reproche leur attitude en ces termes : « Ainsi vous allez me montrer à la Nation acceptant d'une main et sollicitant les puissances étrangères de l'autre. Quel homme vertueux peut estimer une pareille conduite ? ».

## Roi des Français et monarchie constitutionnelle (1791-1792)

### Première constitution de la France

Composition de l'Assemblée législative en 1791 :
Indépendants ou constitutionnels ;
Feuillants ;
Jacobins, brissotins ou girondins.

Louis XVI est maintenu comme roi des Français par la nouvelle Constitution. Il est toujours roi « par la grâce de Dieu », mais aussi « par la loi constitutionnelle de l'État », c'est-à-dire non plus seulement un souverain de droit divin, mais en quelque sorte le chef, le premier représentant du peuple français. Il conserve la totalité des pouvoirs exécutifs, qu'il exerce en vertu de la loi humaine. Cette constitution maintenait en outre le changement du titre du dauphin en « prince royal » (qui avait eu lieu le 14 août 1791).
Le 14 septembre 1791, Louis XVI jure fidélité à ladite constitution.
La nouvelle Assemblée, élue au suffrage censitaire, ne comporte aucun député de l'ancienne Assemblée constituante. Elle comprend 745 députés : 264 inscrits au groupe des Feuillants, 136 à celui des Jacobins et 345 Indépendants.

### Nouvelle crise économique à la fin de l'année 1791
La France traverse une nouvelle crise à la fin de l'année 1791 : l'agitation populaire qui gagne les Antilles provoque une réduction du sucre et du café, et donc la montée de leur prix. La valeur des assignats se dégrade, le prix du blé augmente et le peuple a faim.

### Crises diplomatiques et déclaration de guerre à l'Autriche
Les 30 octobre et 9 novembre, la nouvelle Assemblée adopte deux décrets sur l'émigration : dans le premier, elle demande au comte de Provence de revenir en France dans les deux mois sous peine de perdre ses droits à la Régence ; le second exhorte l'ensemble des émigrés à rentrer sous peine d'être accusés de « conjuration contre la France », passible de la peine de mort. Le roi valide le premier décret mais oppose son veto à deux reprises au second, les 11 novembre et 19 décembre. L'Assemblée adoptera plus tard la loi du 28 décembre 1793 mettant à disposition de la Nation les biens mobiliers et immobiliers confisqués aux individus considérés comme ennemis de la Révolution, c'est-à-dire les émigrés et fugitifs, les prêtres réfractaires, les déportés et détenus, les condamnés à mort, les étrangers ressortissants des pays ennemis.
Le 21 janvier 1792, l'Assemblée obtient du roi d'adresser un avertissement officiel à Léopold II lui demandant de dénoncer la Déclaration de Pillnitz. L'empereur meurt le 1er mars, sans avoir répondu à cet appel, mais en ayant pris soin quelques semaines plus tôt de signer avec la Prusse un traité d'alliance. Son fils François II lui succède et entend faire plier la Révolution, affirmant : « Il est temps de mettre la France ou dans la nécessité de s'exécuter, ou de nous faire la guerre, ou de nous mettre en droit de la lui faire ». Les Girondins suspectent la reine de connivence avec l'Autriche. Louis XVI renvoie alors ses ministres modérés et appelle de Grave à la Guerre ainsi qu'un certain nombre de Girondins : Roland de la Platière à l'Intérieur, Clavière aux Finances et Dumouriez aux Affaires étrangères. Ce sera « le ministère jacobin ». Le 10 juin, Roland avertit le roi qu’il doit donner son approbation à l’action de l’Assemblée : « Il n’est plus temps de reculer, il n’y a même plus moyen de temporiser. […] Encore quelque délai, et le peuple contristé verra dans son roi l’ami et le complice des conspirateurs ». Louis XVI, devant cette lettre rendue publique qui est une insulte à la dignité royale, renvoie Roland et les autres ministres modérés – Servan et Clavière. Unique preuve de sa sincérité de roi des Français, Louis XVI, sous l'influence de ce ministère, sanctionne le 4 avril le décret législatif du 24 mars qui impose dans les colonies l'égalité des Blancs et des hommes de couleur libres.
Un ultimatum est adressé à François II le 25 mars lui enjoignant de chasser les émigrants français de son pays, lequel demeure sans réponse. Le roi accepte donc, à la demande de l'Assemblée, de déclarer la guerre à l'Autriche le 20 avril 1792. Beaucoup reprocheront au roi ce « double jeu » : si la France l'emporte, il sortira renforcé des événements ; si elle perd, il pourra retrouver ses pouvoirs monarchiques grâce à l'appui des vainqueurs.
La Révolution ayant désorganisé les forces armées, les premiers temps sont désastreux pour la France : déroute de Marquain le 29 avril, démission de Rochambeau, désertion du Régiment de Royal-Allemand notamment. Un climat de soupçon s'ouvre alors et l'Assemblée, méfiante de la rue et des sans-culottes, décide la création d'un camp de 20 000 Fédérés à proximité de Paris ; le 11 juin, le roi oppose son veto à la création de ce camp (pour éviter un affaiblissement de la protection des frontières) et en profite pour rejeter le décret du 27 mai sur la déportation des prêtres réfractaires. Face aux protestations de Roland de la Platière notamment, Louis XVI opère un remaniement ministériel qui ne convainc pas l'Assemblée.

### Journée du 20 juin 1792

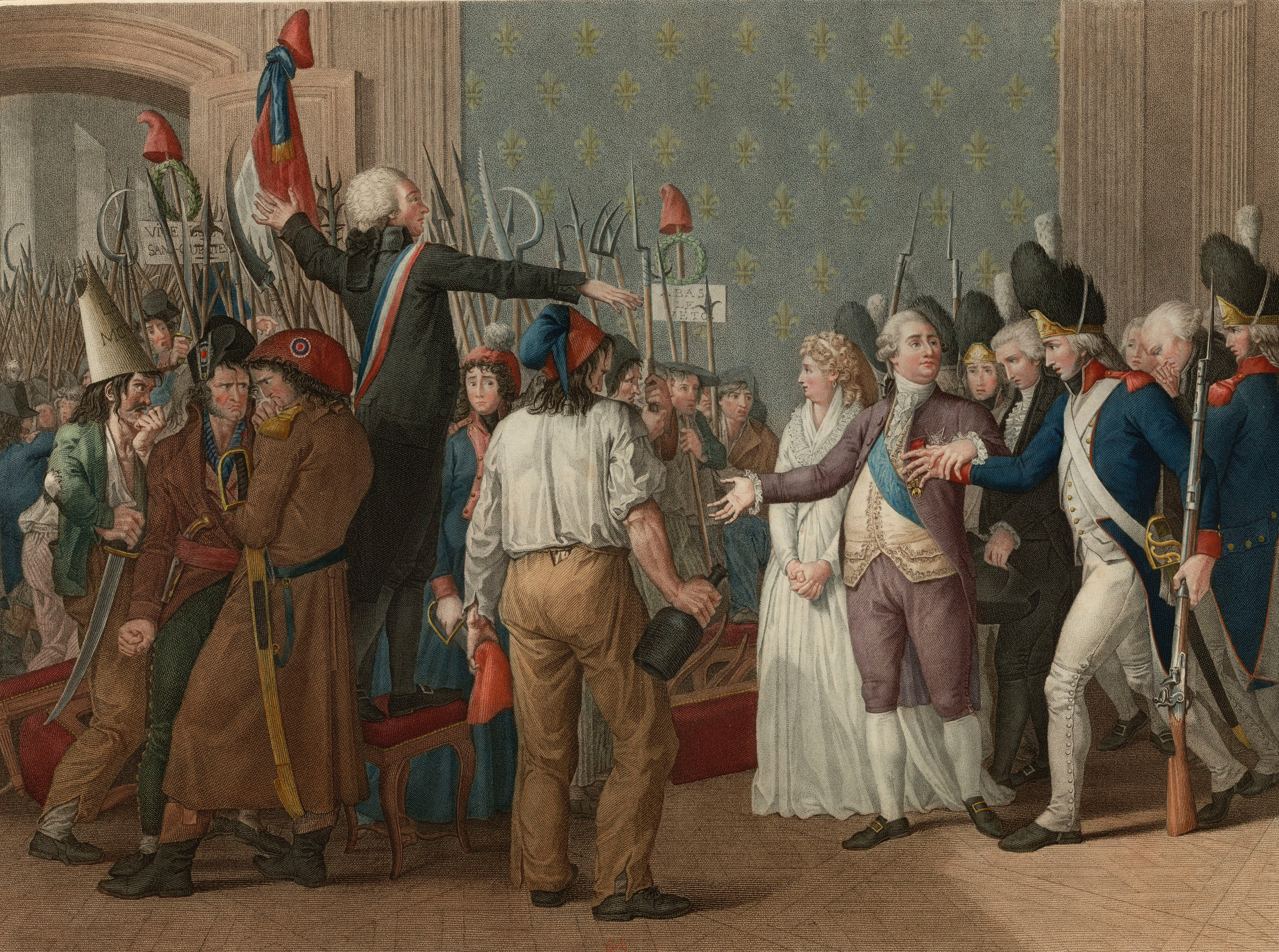
Journée du 20 juin 1792. Confrontation entre les insurgés et. Bouillon et Vérité, 1796.

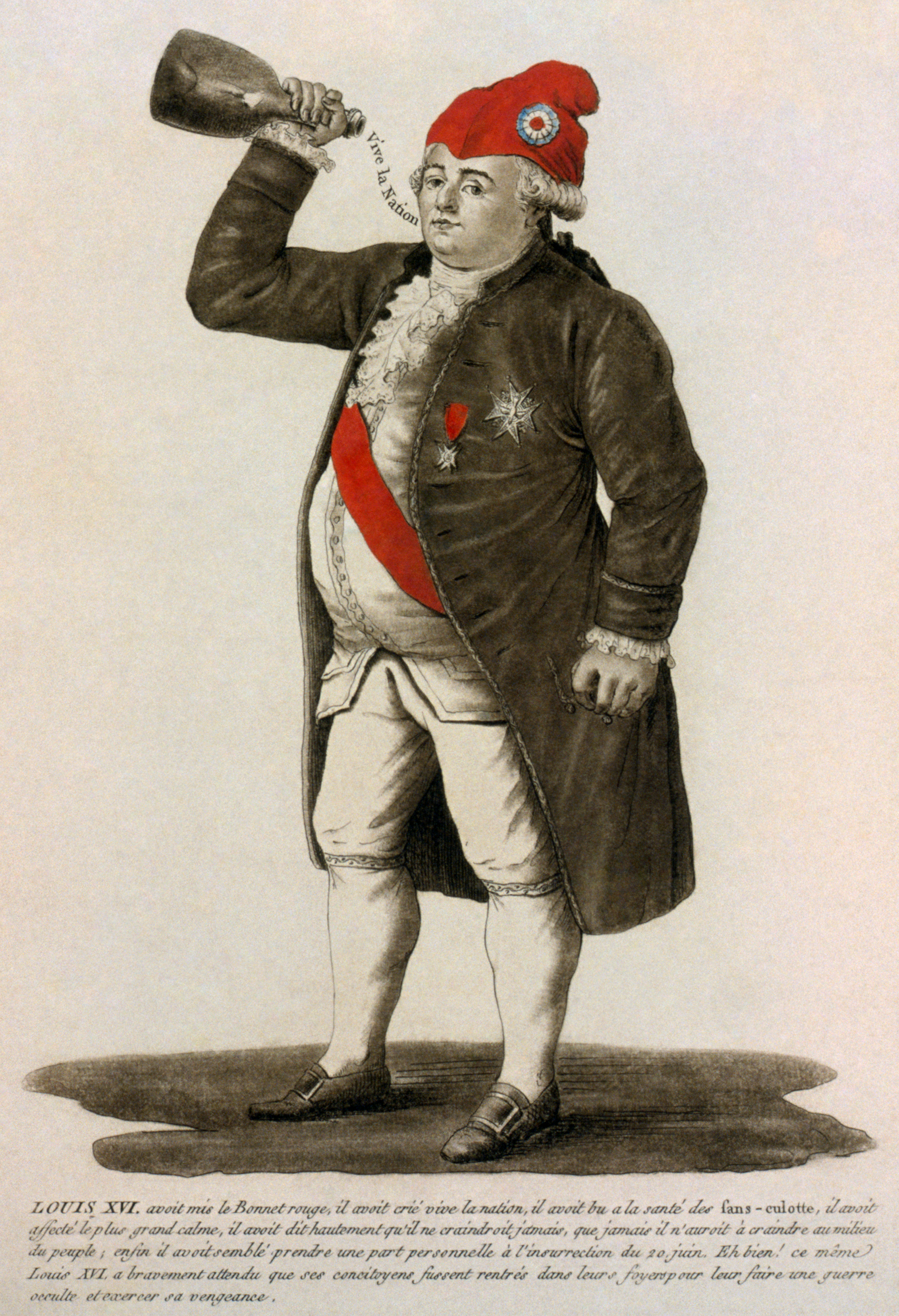
Caricature de, coiffé du bonnet phrygien, buvant à la santé de la Nation (auteur anonyme, 1792).

Face à la déroute de l'armée, au renvoi des ministres Servan, Roland et Clavière, et au refus du souverain d'adopter les décrets sur la création du camp de fédérés et la déportation des prêtres réfractaires, les Jacobins et les Girondins entreprennent une épreuve de force pour le 20 juin 1792, date anniversaire du serment du Jeu de paume. Plusieurs milliers de manifestants parisiens, conduits par Santerre, sont ainsi encouragés à se rendre au palais des Tuileries pour protester contre la mauvaise gestion de la guerre.
Seul, Louis XVI reçoit les émeutiers. Ceux-ci exigent du roi qu'il annule ses vetos et rappelle les ministres congédiés. Pendant cette longue occupation (qui dura de 14 heures à 22 heures), le roi ne cède rien mais garde un calme saisissant. Il affirme : « La force ne fera rien sur moi, je suis au-dessus de la terreur ». Il accepte même de porter le bonnet phrygien et de boire à la santé du peuple. Pétion part lever le siège en assurant au roi : « Le peuple s'est présenté avec dignité ; le peuple sortira de même ; que votre Majesté soit tranquille ».

### Chute de la monarchie
Face aux avancées autrichienne et prussienne dans le nord, l'Assemblée déclare le 11 juillet la « Patrie en danger ». Le 17 juillet, quelques jours après la 3e commémoration de la Fête de la fédération, les fédérés de province et leurs alliés parisiens remettent à l'Assemblée une pétition demandant la suspension du roi.
Les événements vont s'accélérer davantage le 25 juillet par la publication du manifeste de Brunswick où le duc de Brunswick avertit les parisiens que s'ils ne se soumettent pas « immédiatement et sans condition à leur roi », Paris sera promis « à une exécution militaire et à une subversion totale, et les révoltés […] aux supplices qu'ils méritent ». Le couple royal est dès lors soupçonné d'avoir inspiré l'idée de ce texte. Robespierre demande la déchéance du roi le 29 juillet.

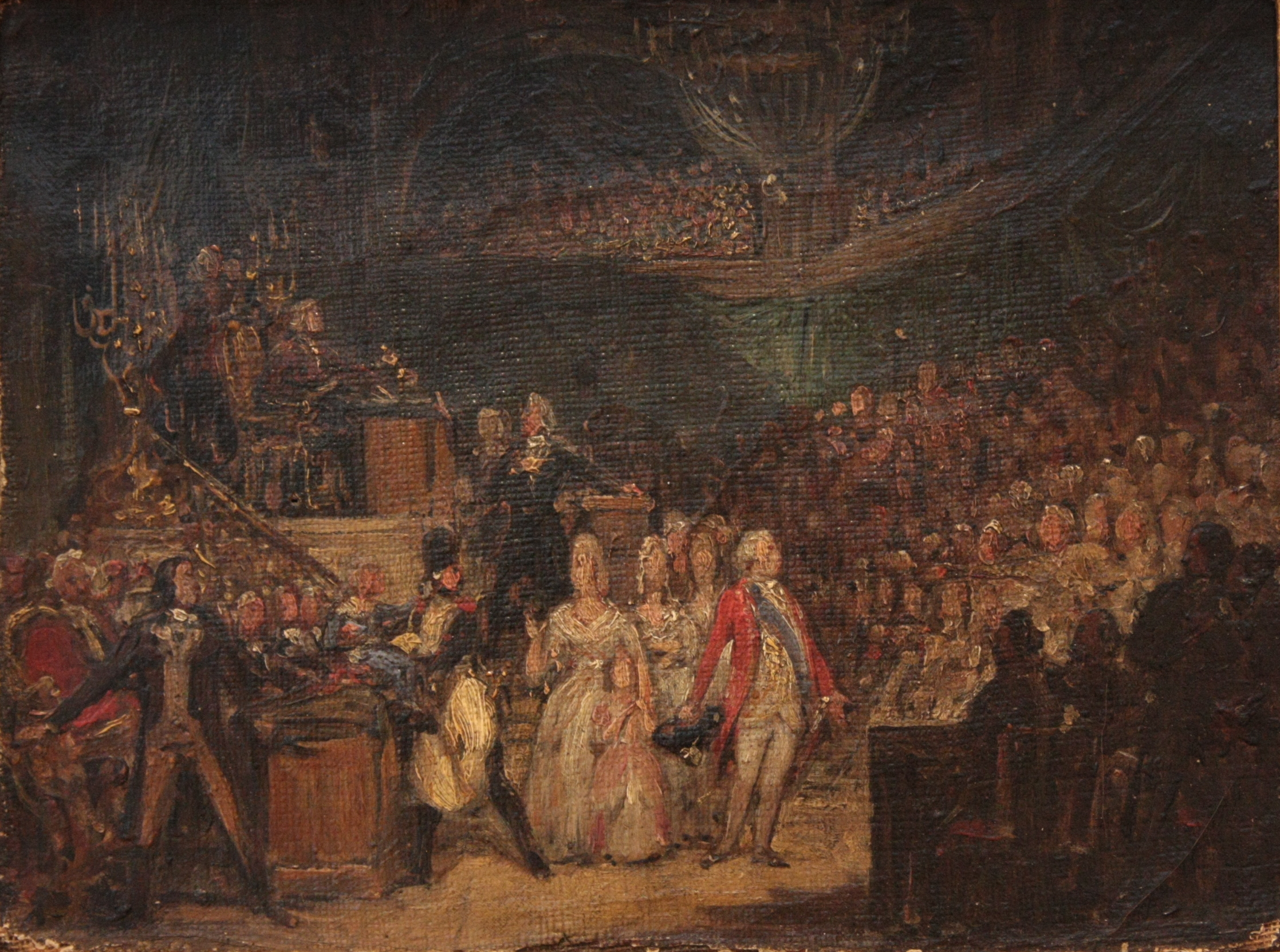
Louis XVI, Marie-Antoinette et le Dauphin se réfugiant à l'Assemblée législative, par Joseph-Désiré Court. Esquisse (ca. 1834), musée Fabre, Montpellier.

Le 10 août vers 5 heures du matin, les sections des faubourgs, ainsi que les fédérés marseillais et breton, envahissent la place du Carrousel. La défense du palais des Tuileries est assurée par 900 gardes suisses, leur commandant le marquis de Mandat ayant été convoqué à l'Hôtel de ville (où vient de se former une Commune de Paris) avant d'y être assassiné. Le roi descend dans la cour du palais à 10 heures et se rend compte que l'édifice n'est plus protégé. Il décide donc d'aller trouver refuge avec sa famille à l'Assemblée. C'est alors que les insurgés s'engouffrent dans le palais et massacrent tous ceux qu'ils y croisent : gardes suisses, domestiques, cuisiniers et femmes de chambre. Le château est pillé et les meubles dévastés. L'assaut fera plus d'un millier de morts (dont 600 suisses sur 900) et les survivants seront par la suite jugés et exécutés.
La Commune insurrectionnelle obtient de l'Assemblée la suspension immédiate du roi et la convocation d'une convention représentative. Le soir même, le roi et sa famille sont transportés au couvent des Feuillants où ils vont rester trois jours dans le plus grand dénuement.

### Transfert de la famille royale à la maison du Temple

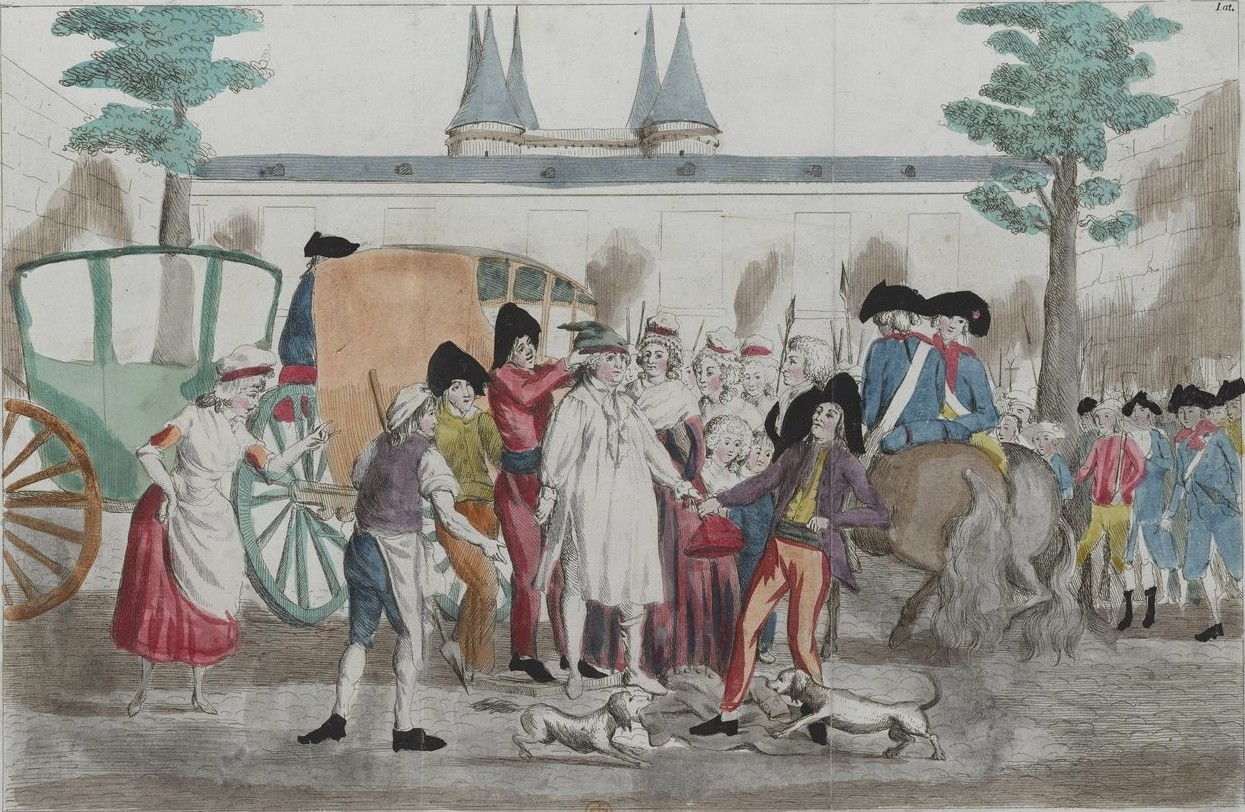
Louis le Dernier et sa famille conduits au Temple le 13 Aoust 1792 (estampe de 1792, auteur inconnu).

Le 11 août, l'Assemblée élit un conseil exécutif de 6 ministres et fixe pour début septembre l'élection de la Convention. Elle rétablit par ailleurs la censure et demande aux citoyens de dénoncer les suspects. Elle demande enfin que la famille royale soit transférée au palais du Luxembourg mais la Commune exige que ce soit au prieuré hospitalier du Temple, sous sa garde.
C'est donc le 13 août que la famille royale est transférée, conduite par Pétion et escortée par plusieurs milliers d'hommes armés. Elle n'occupe pas pour le moment la grande Tour du Temple non encore aménagée, mais le logement de l'archiviste réparti sur trois étages : Louis XVI vit au deuxième étage avec son valet de chambre Chamilly (qui sera remplacé par Jean-Baptiste Cléry), la reine et ses enfants au premier étage, et Madame Élisabeth la cuisine du rez-de-chaussée en compagnie de Madame de Tourzel. Les membres de la famille peuvent librement se voir mais ils sont étroitement surveillés.
Louis XVI occupe son temps entre la lecture, l'éducation du dauphin et la prière. Il s'adonne parfois au jeu de ballon avec son fils et à des parties de trictrac avec les dames. La reine s'occupe également de l'éducation de ses enfants, par l'enseignement de l'histoire au dauphin et les exercices de dictée et de musique à sa fille.

### Massacres de septembre
La journée du 10 août 1792 a laissé à Paris un climat agité où les ennemis de la Révolution sont traqués. Les nouvelles extérieures nourrissent un climat de complot contre celle-ci : franchissement de la frontière par les Prussiens, siège de Verdun, soulèvement de la Bretagne, de la Vendée et du Dauphiné.
Les prisons parisiennes renferment entre 3 000 et 10 000 détenus, constitués de prêtres réfractaires, agitateurs royalistes et autres suspects. La Commune veut en finir avec les ennemis de la Révolution avant qu'il ne soit trop tard. Un officier municipal informe le roi, enfermé à la maison du Temple, que « le peuple est en fureur et veut se venger ».
Pendant une semaine, à partir du 2 septembre, les insurgés les plus virulents de la Commune vont massacrer environ 1 300 détenus répartis dans les prisons suivantes : prison de l'Abbaye, couvent des Carmes, prison de la Salpêtrière, prison de la Force, prison du Grand Châtelet et prison de Bicêtre.

### Victoire de Valmy
Le 14 septembre, les Prussiens franchissent l'Argonne, mais les armées françaises de Kellerman et Dumouriez (successeur de La Fayette passé à l'ennemi) se rejoignent le 19. L'armée française se retrouve en supériorité numérique et dispose d'une nouvelle artillerie que l'ingénieur Gribeauval lui a donnée quelques années plus tôt sous l'impulsion de Louis XVI.
La bataille s'engage à Valmy le 20 septembre. Les Prussiens sont rapidement défaits et se réfugient derrière leur frontière. L'invasion de la France est stoppée nette et, comme l'affirmera Goethe qui accompagnait alors l'armée prussienne : « D'ici et de ce jour commence une ère nouvelle dans l'histoire du monde ».

### Mise en place de la Convention

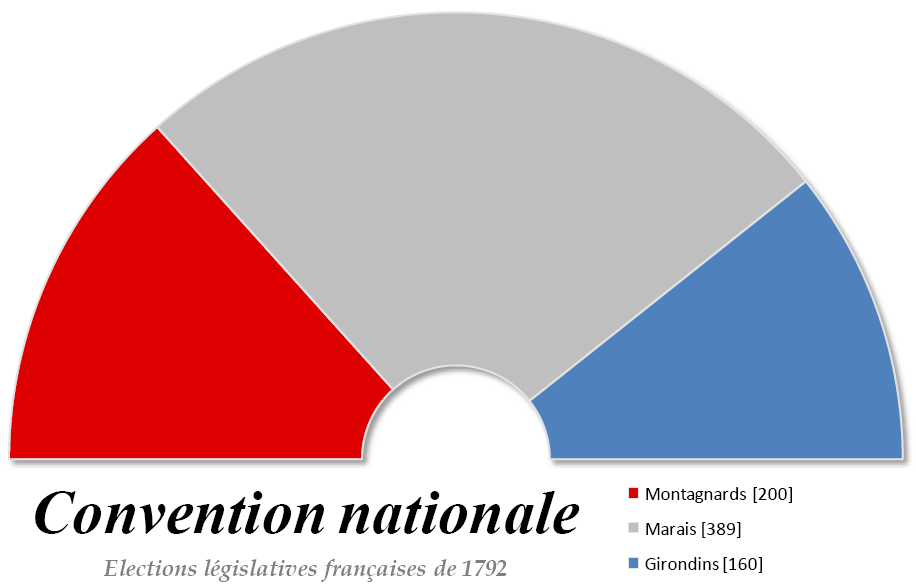
Composition de la Convention

L'Assemblée législative décide de mettre en place une convention élue à la suite de la journée du 10 août. Les élections ont lieu du 2 au 6 septembre dans un contexte de peur et de suspicion dû à la guerre franco-autrichienne et aux massacres de septembre.
À l'issue du scrutin, 749 députés sont élus dont beaucoup de révolutionnaires déjà connus : Danton, Robespierre, Marat, Saint-Just, Bertrand Barère, l'abbé Grégoire, Camille Desmoulins, le duc d'Orléans rebaptisé Philippe Égalité, Condorcet, Pétion, Fabre d'Églantine, Jacques-Louis David et Thomas Paine notamment. Alors que les électeurs de Paris ont plutôt voté pour les Jacobins, ce sont les Girondins qui l'emportent en province.
C'est dans le contexte de la victoire de Valmy qui galvanise les esprits que la Convention se réunit pour la première fois le 21 septembre 1792, marquant dès son arrivée l'abolition de la Monarchie.

## Abolition de la monarchie et derniers mois (1792-1793)

### Premières mesures de la Convention
La Convention nationale décrète, lors de sa première séance le 21 septembre 1792 que « la royauté est abolie en France » et que « l'An I de la République française » partira du 22 septembre 1792. Louis XVI perd alors tous ses titres, les autorités révolutionnaires le désignent sous le nom de Louis Capet (en référence à Hugues Capet, dont le surnom est considéré, de manière erronée, comme un nom de famille). Les décrets bloqués par le veto de Louis XVI sont alors appliqués.
Le 1er octobre, une commission est mise en place pour instruire un éventuel procès du roi, en s'appuyant notamment sur les documents saisis au palais des Tuileries.

### Transfert de la famille royale à la Tour du Temple
Le 29 septembre, le roi, son valet de chambre Jean-Baptiste Cléry sont transférés dans un appartement du deuxième étage de la Tour du Temple. Il quitte ainsi le logement de l'archiviste au prieuré hospitalier du Temple, dans lequel il demeurait depuis le 13 août.
Marie-Antoinette, sa fille Madame Royale, Madame Élisabeth et leurs deux servantes sont transférées dans l'étage supérieur de la tour le 26 octobre suivant, dans un appartement similaire à celui du désormais ancien roi.

### Procès devant la Convention

#### Mise en place

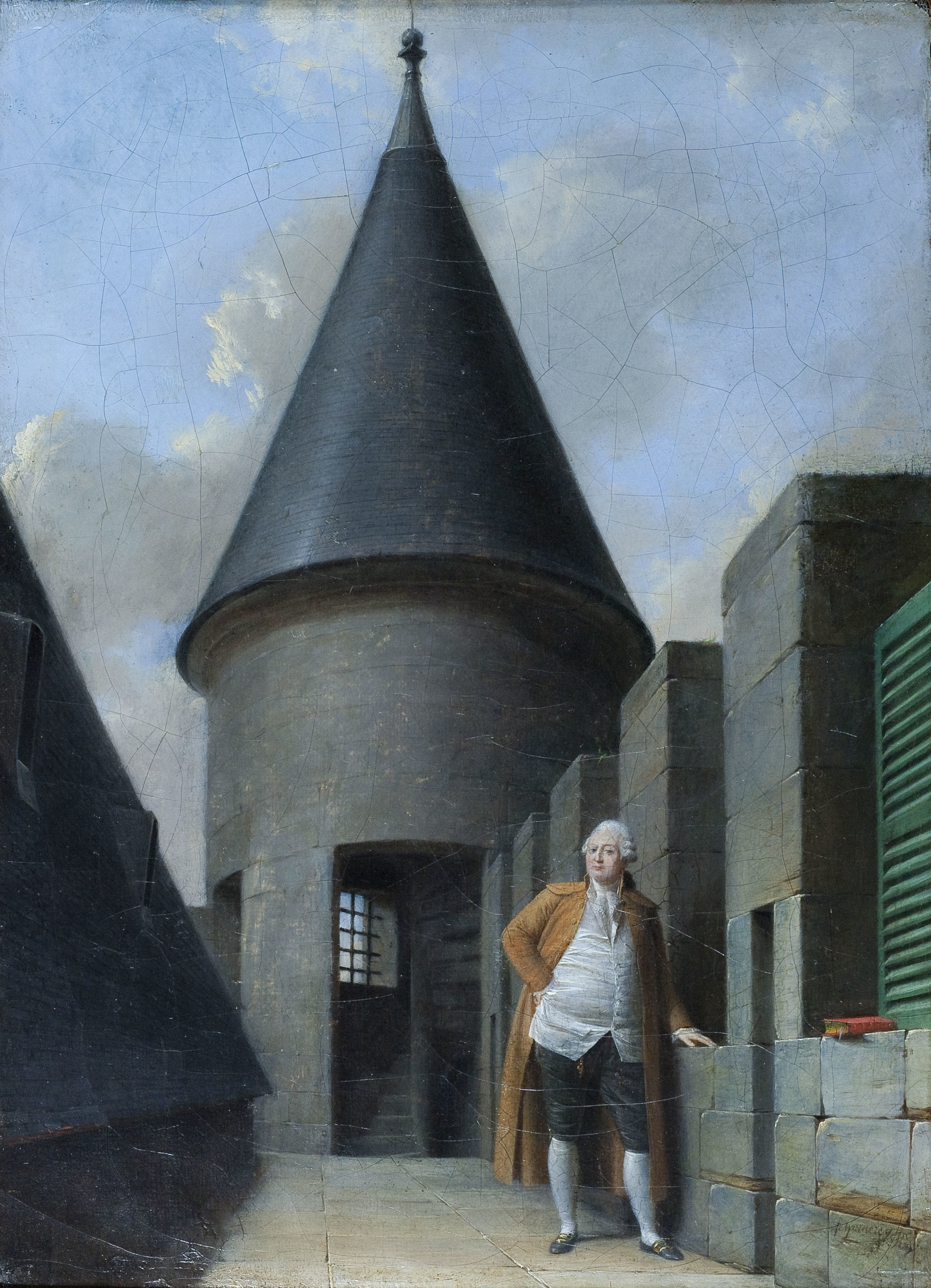
enfermé à la Tour du temple, par Jean-François Garneray (1755–1837)

La Convention nationale avait dès le 1er octobre mis en place une commission chargée d'instruire le procès. Celle-ci lui remet un rapport le 6 novembre aux termes duquel elle conclut que Louis Capet doit être jugé « pour les crimes qu'il a commis sur le trône ». Un tel procès est désormais juridiquement possible puisque sous une République, l'inviolabilité du roi n'existe plus.
Le 13 novembre, un débat crucial s'engage sur le point de savoir par qui le procès sera conduit. Le député de Vendée Morisson affirme que le roi a déjà été condamné en ayant été déchu. En face de lui, certains comme Saint-Just réclament sa mort, déclarant notamment que le roi est l'« ennemi » naturel du peuple, et qu'il n'a pas besoin de procès pour être exécuté.
Les preuves de la culpabilité du roi sont ténues jusqu'au 20 novembre, jour de la découverte aux Tuileries d'une armoire de fer dissimulée dans l'un des murs des appartements du roi. Selon le ministre de l'Intérieur Roland de la Platière, les documents qui y ont été trouvés démontrent la collusion du roi et de la reine avec les émigrés et les puissances étrangères ; il affirme également, sans plus de précision, que certains députés y sont compromis. Bien que selon certains historiens, comme Albert Soboul, les pièces rapportées « n'apportent pas la preuve formelle de la collusion du roi avec les puissances ennemies », elles vont néanmoins convaincre les députés d'inculper le roi. Dans un discours du 3 décembre resté célèbre, Robespierre prône solennellement la mort sans délai du roi déchu, déclarant que les « peuples […] ne rendent point de sentences, ils lancent la foudre ; ils ne condamnent point les rois, ils les replongent dans le néant […]. Je conclus que la Convention nationale doit déclarer Louis traître à la patrie, criminel envers l'humanité, et le faire punir comme tel […]. Louis doit mourir parce qu'il faut que la patrie vive ».
Après des débats houleux, la Convention décide que Louis Capet sera bel et bien jugé, le tribunal étant la Convention elle-même. Elle confirme le 6 décembre que Louis Capet sera « traduit à la barre pour y subir son interrogatoire ». Saint-Just croit alors bon de préciser que « ce n'est pas [un monarque] que nous allons juger ; c'est la monarchie [et la] conspiration générale des rois contre les peuples ». Le lendemain, Louis XVI et son épouse se voient confisquer tous les objets tranchants dont ils se servent, à savoir rasoirs, ciseaux, couteaux et canifs.

#### Déroulement

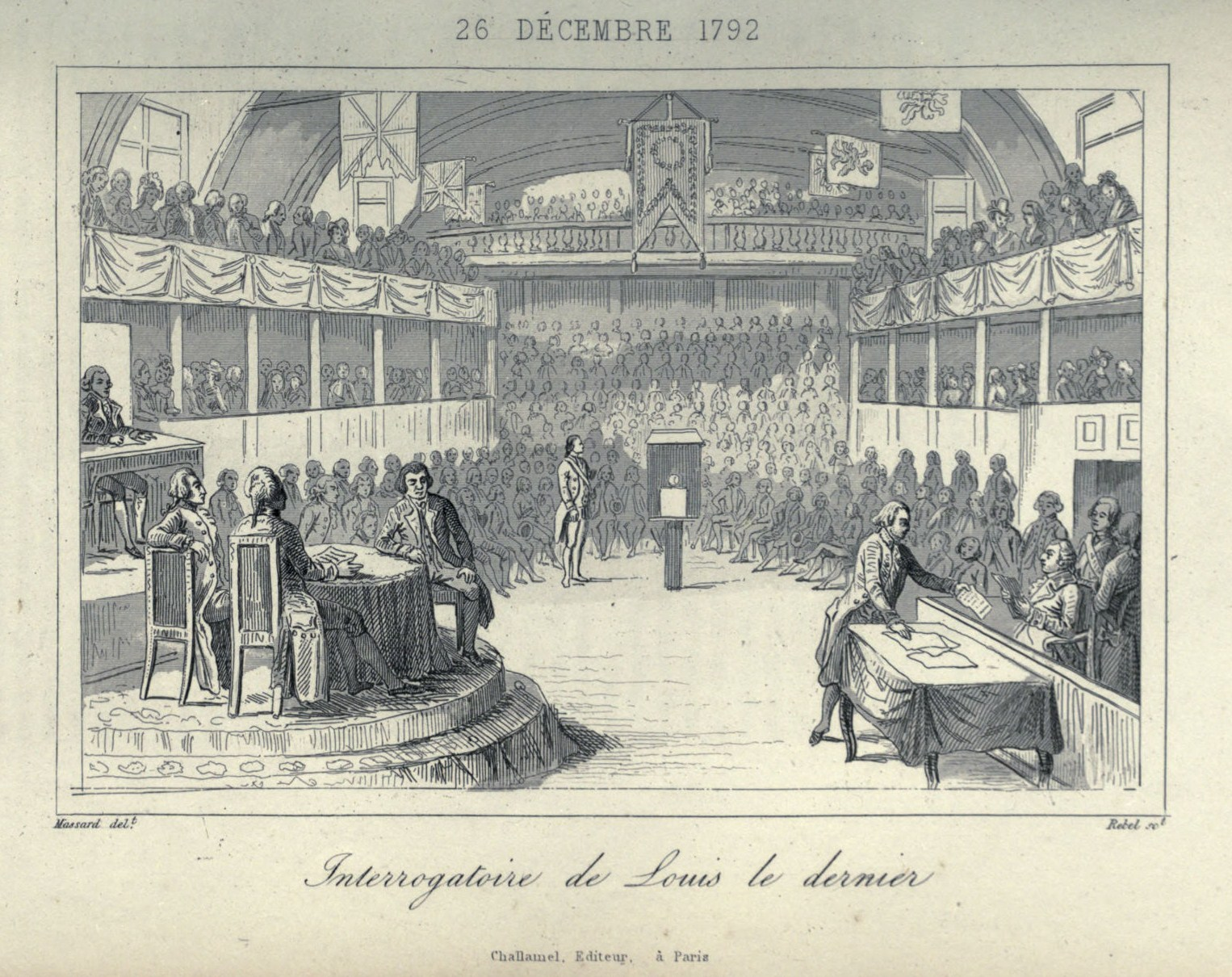
Procès de devant la Convention nationale

Le procès de l'ancien roi, jugé comme un citoyen ordinaire et désormais appelé sous le nom de Citoyen Capet, s'ouvre le 11 décembre 1792. À partir de ce jour, il sera séparé du reste de sa famille pour vivre isolé dans un appartement du deuxième étage de la maison du Temple, avec pour seule compagnie celle de son valet, Jean-Baptiste Cléry. Son logement, sensiblement le même que celui dans lequel il vivait avec les siens à l'étage supérieur, mesure environ 65 m2 et comprend quatre pièces : l'antichambre où se relaient les gardes et dans laquelle a été accrochée un exemplaire de la Déclaration des droits de l'homme et du citoyen de 1789, la chambre à coucher du roi, la salle à manger et la chambre du valet.

Le 1er interrogatoire a lieu le 11 décembre. Vers 13 heures, deux personnalités viennent le chercher : Pierre-Gaspard Chaumette (procureur de la Commune de Paris) et Antoine Joseph Santerre (commandant de la garde nationale). L'appelant désormais sous le nom de Louis Capet, ils se voient rétorquer par l'intéressé : « Capet n'est pas mon nom, c'est le nom d'un de mes ancêtres. […] Je vais vous suivre, non pour obéir à la Convention, mais parce que mes ennemis ont la force en main ». Arrivé dans la salle du Manège au grand complet, l'accusé est accueilli par Bertrand Barère, le président de la Convention, qui le prie de s'asseoir et lui annonce : « Louis, on va vous lire l'acte énonciatif des délits qui vous sont imputés. » Barère de reprendre ensuite un par un les chefs d'accusation et de demander au roi de répondre à chacun d'entre eux. Les motifs d'inculpation sont nombreux : massacres des Tuileries et du Champ-de-Mars, trahison du serment prêté à la Fête de la Fédération, soutien des prêtres réfractaires, collusion avec les puissances étrangères, etc. Répondant à chacune des questions avec calme et brièveté, Louis XVI soutient qu'il a toujours agi dans le respect des lois qui existaient alors, qu'il a toujours combattu l'usage de la violence et qu'il a désavoué l'action de ses frères. Pour finir, il nie reconnaître sa signature sur les documents qu'on lui montre, et obtient des députés l'aide d'un avocat pour assurer sa défense. Après quatre heures d'interrogatoire, le roi est ramené à la Tour du Temple et confie à Cléry, son seul interlocuteur désormais : « J'étais bien éloigné de penser à toutes les questions qui m'ont été faites. » Et le valet de chambre de remarquer que le roi « se coucha avec beaucoup de tranquillité ».

Louis XVI accepte la proposition de défense que lui proposent trois avocats : François Denis Tronchet (futur rédacteur du Code civil), Raymond de Sèze et Malesherbes. Il refuse néanmoins l'aide que lui propose la féministe Olympe de Gouges. Le procès du roi est suivi de près par les grandes puissances étrangères, notamment la Grande-Bretagne (dont le premier ministre William Pitt le Jeune refusa d'intervenir en faveur du souverain déchu) et l'Espagne (qui fit savoir à la Convention qu'une condamnation à mort du roi remettrait en cause sa neutralité face aux événements de la Révolution).

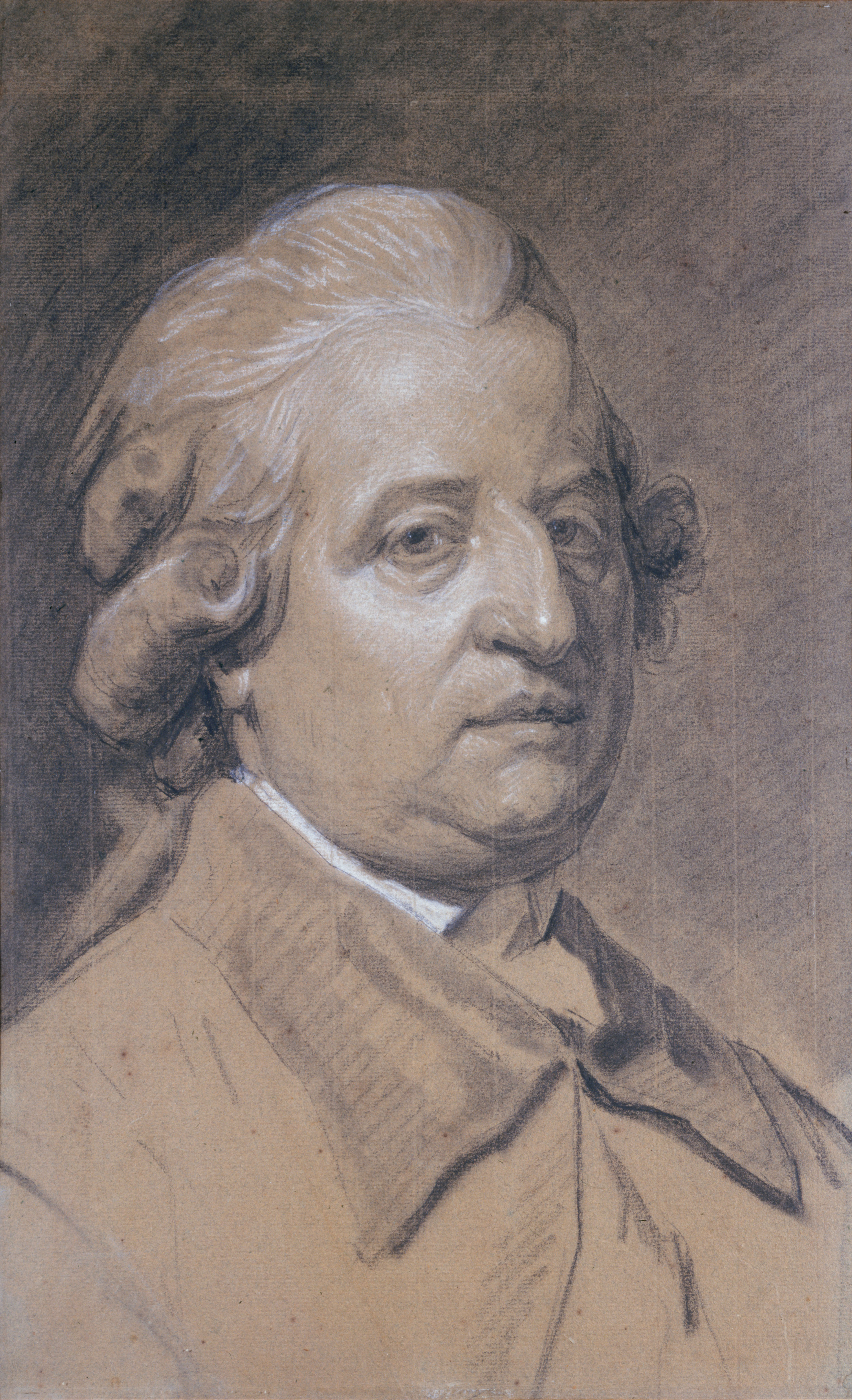
Portrait de par Joseph Ducreux, 1787-1797, collection du musée Carnavalet).

Les interrogatoires se succèdent sans rien donner, chacune des parties campant dans ses positions. Le 26 décembre, de Sèze s'adresse aux députés en ces termes : « Je cherche parmi vous des juges, et je ne vois que des accusateurs ». Le 28 décembre, Robespierre réfute l'idée que le sort du roi soit remis entre les mains du peuple par le biais d'assemblées primaires ; il affirme en effet que les Français seraient en ce sens manipulés par les aristocrates : « Qui est plus disert, plus adroit, plus fécond en ressources, que les intrigants […], c'est-à-dire que les fripons de l'ancien et même du nouveau régime ? ».
La conclusion des débats revient à Barère le 4 janvier 1793, au moyen d'un discours dans lequel il souligne l'unité de la conspiration, les divisions des Girondins sur l'appel au peuple, et enfin l'absurdité du recours à celui-ci. La reprise des délibérations est programmée pour le 15 janvier suivant, où trois points seraient abordés : la culpabilité du roi, l'appel au peuple et la peine à infliger. D'ici là, le roi consacre ses journées à la prière et à l'écriture ; à ce titre, il avait le 25 décembre 1792 rédigé son testament.

#### Votes et verdict
L'issue du procès prend la forme du vote de chaque député sur les trois questions évoquées par Barère, chacun des élus votant individuellement à la tribune.
La Convention se prononce le 15 janvier 1793 sur les deux premières questions, à savoir :
- culpabilité du roi pour « conspiration contre la liberté publique et la sûreté générale de l'État » : 691 pour et 10 abstentions ;
- recours au peuple pour ratifier le jugement : 424 contre, 287 pour, 12 abstentions.

Du 16 janvier à 10 heures au 17 janvier à 20 heures se déroule le vote relatif à la sentence à appliquer, chacun des votants est amené à justifier sa position :
- 366 voix pour la mort immédiate, 34 pour la mort avec sursis à exécution, 319 voix pour la détention et le bannissement, 2 voix pour les travaux forcés.

Une partie de l'Assemblée demande un nouveau vote, arguant que certains députés n'étaient pas d'accord avec la catégorie dans laquelle leur voix était classée. Le 18 janvier se déroule ce nouveau scrutin :
- 361 voix pour la mort immédiate, 26 pour la mort sous réserve d'examiner la possibilité d'un sursis à exécution (amendement de Mailhe[118]), 44 pour la mort avec sursis, 290 pour d'autres peines, 5 abstentions[119],[n].

Le 19 janvier a lieu un nouvel appel nominal : « Sera-t-il sursis à l'exécution du jugement de Louis Capet ? ». Le vote est terminé le 20 à 2 heures du matin :
- 380 voix contre le sursis à exécution, 310 pour, soit 70 voix de majorité pour l'exécution sans délai.

### Exécution publique
Louis XVI est guillotiné le lundi 21 janvier 1793 à Paris, place de la Révolution (actuelle place de la Concorde). Avec son confesseur l'abbé Edgeworth de Firmont, le roi monte à l'échafaud. Le couperet tombe à 10 heures 22, sous les yeux notamment de cinq ministres du conseil exécutif provisoire.

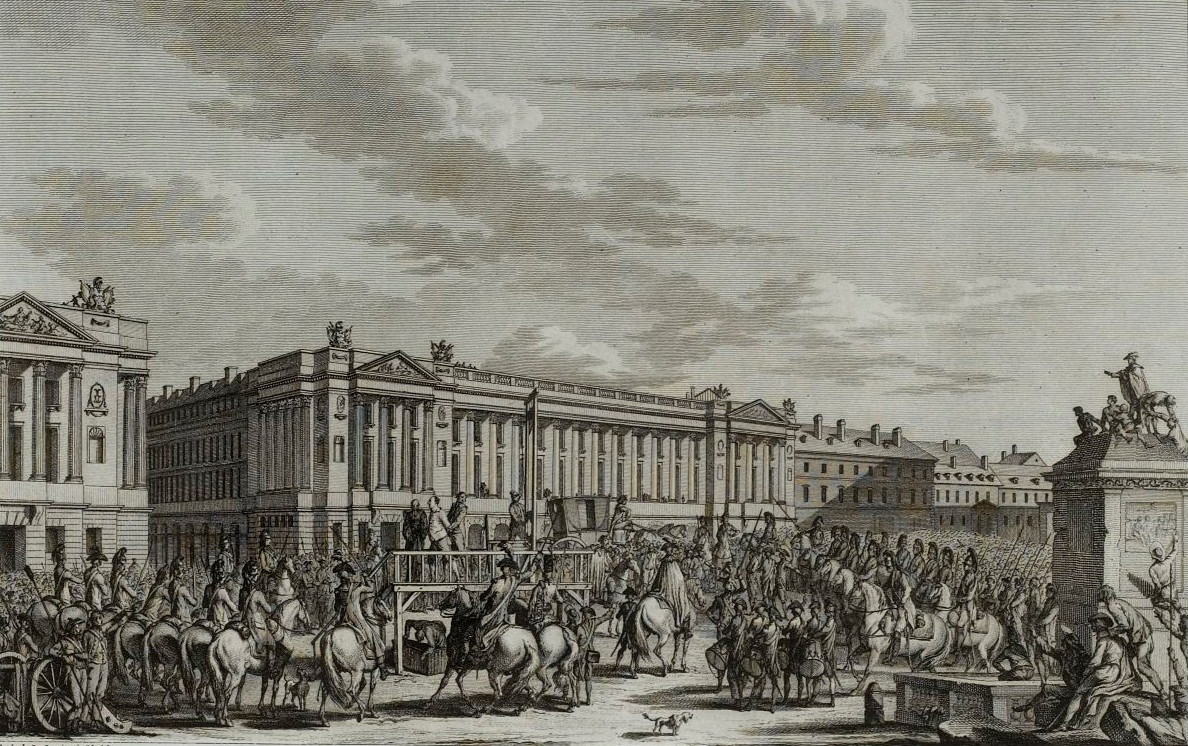
Exécution de sur la place de la Révolution, (musée de la Révolution française).

Selon son bourreau, il déclare lors de son installation sur l'échafaud : « Peuple, je meurs innocent ! », puis au bourreau Sanson et ses assistants « Messieurs, je suis innocent de tout ce dont on m'inculpe. Je souhaite que mon sang puisse cimenter le bonheur des Français ».
Dans son ouvrage Le Nouveau Paris, paru en 1798, l'écrivain et essayiste politique Louis-Sébastien Mercier raconte l'exécution de Louis XVI en ces termes : « […] Est-ce bien le même homme que je vois bousculé par quatre valets de bourreau, déshabillé de force, dont le tambour étouffe la voix, garrotté à une planche, se débattant encore, et recevant si mal le coup de la guillotine qu'il n'eut pas le col mais l'occiput et la mâchoire horriblement coupés ? ».

## Acte de décès dans l'état civil de Paris
L'acte de décès est rédigé le 18 mars 1793. L'original de l'acte a disparu lors de la destruction des archives de Paris en 1871 mais il avait été recopié par des archivistes. Voici ce que dit le texte :
« Du lundi 18 mars 1793, l'an Second de la République française.
Acte de décès de Louis Capet, du 21 janvier dernier, dix heures vingt-deux minutes du matin ; profession, dernier Roy des Français, âgé de trente-neuf ans [sic], natif de Versailles, paroisse Notre-Dame, domicilié à Paris, tour du Temple ; marié à Marie-Antoinette d'Autriche, ledit Louis Capet exécuté sur la Place de la Révolution en vertu des décrets de la Convention nationale des quinze, seize et dix-neuf dudit mois de janvier, en présence 1° de Jean-Antoine Lefèvre, suppléant du procureur général sindic du département de Paris, et d'Antoine Momoro, tous deux membres du directoire dudit département et commissaires en cette partie du conseil général du même département ; 2° de François-Pierre Salais et de François-Germain Isabeau, commissaires nommés par le conseil exécutif provisoire, à l'effet d'assister à ladite exécution et d'en dresser procès-verbal, ce qu'ils ont fait ; et 3° de Jacques Claude Bernard et de Jacques Roux, tous deux commissaires de la municipalité de Paris, nommés par elle pour assister à cette exécution ; vu le procès-verbal de ladite exécution dudit jour 21 janvier dernier, signé Grouville, secrétaire du conseil exécutif provisoire, envoyé aux officiers publics de la municipalité de Paris cejourd'huy, sur la demande qu'ils en avaient précédemment faite au ministère de la justice, ledit procès-verbal déposé aux Archives de l'état civil ;
Pierre-Jacques Legrand, officier public (signé) Le Grand ».

## Sépulture

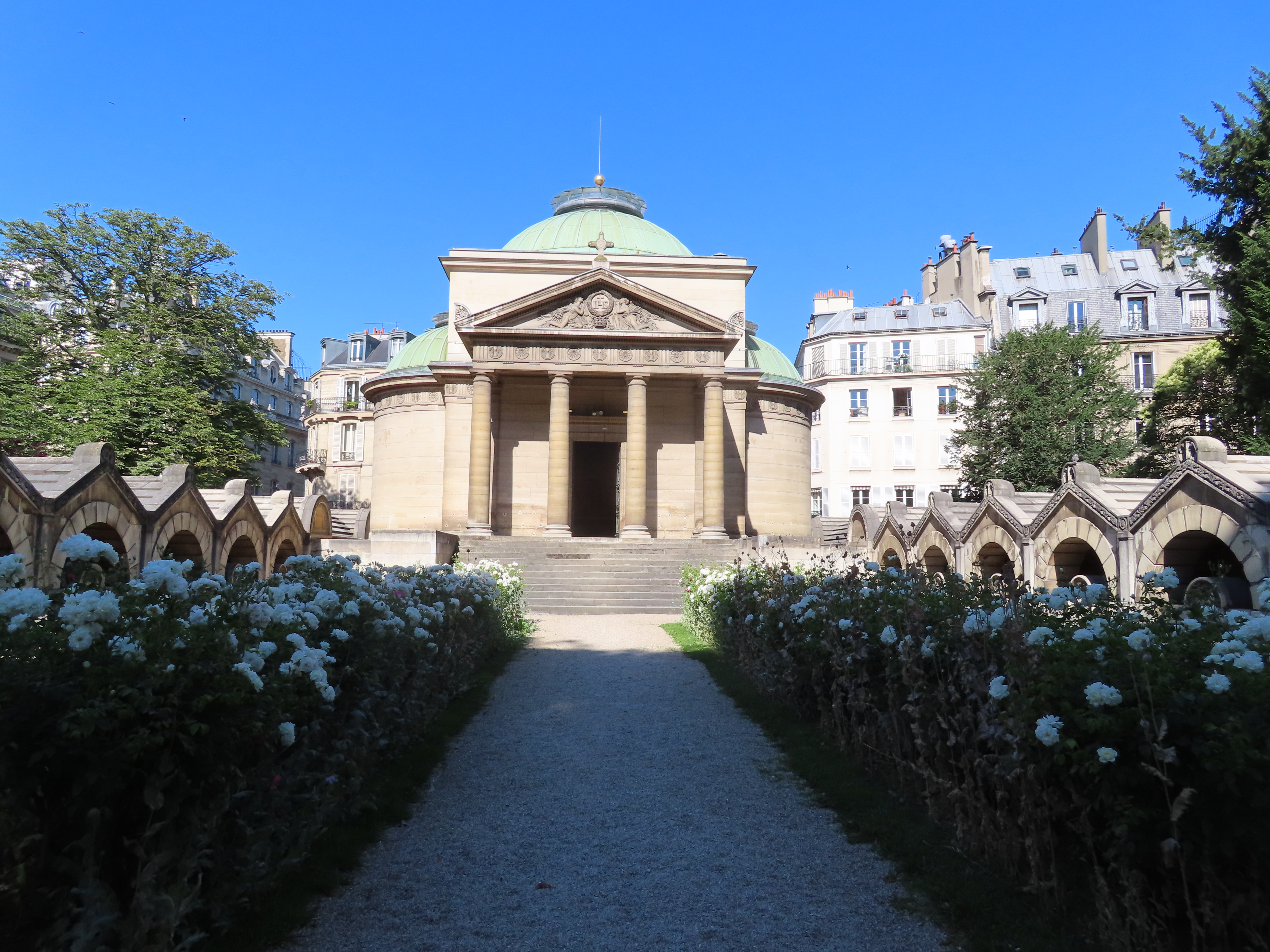
Chapelle expiatoire (située dans le 8ᵉ arrondissement de la ville de Paris en région Île-de-France)

Il est enterré au cimetière de la Madeleine, rue d'Anjou-Saint-Honoré, dans une fosse commune et recouvert de chaux vive. Les 18 et 19 janvier 1815, Louis XVIII fait exhumer ses restes et ceux de Marie-Antoinette pour les faire inhumer à la basilique Saint-Denis le 21 janvier. En outre, il fait édifier en leur mémoire la chapelle expiatoire à l'emplacement du cimetière de la Madeleine.

## Hommages
- L'abbé Berlier prononce une oraison funèbre depuis Jersey le 21 janvier 1794.
- Chaque année depuis 1815, des messes catholiques sont célébrées en mémoire de Louis XVI, dans de nombreuses communes de France, le 21 janvier, jour anniversaire de son exécution.

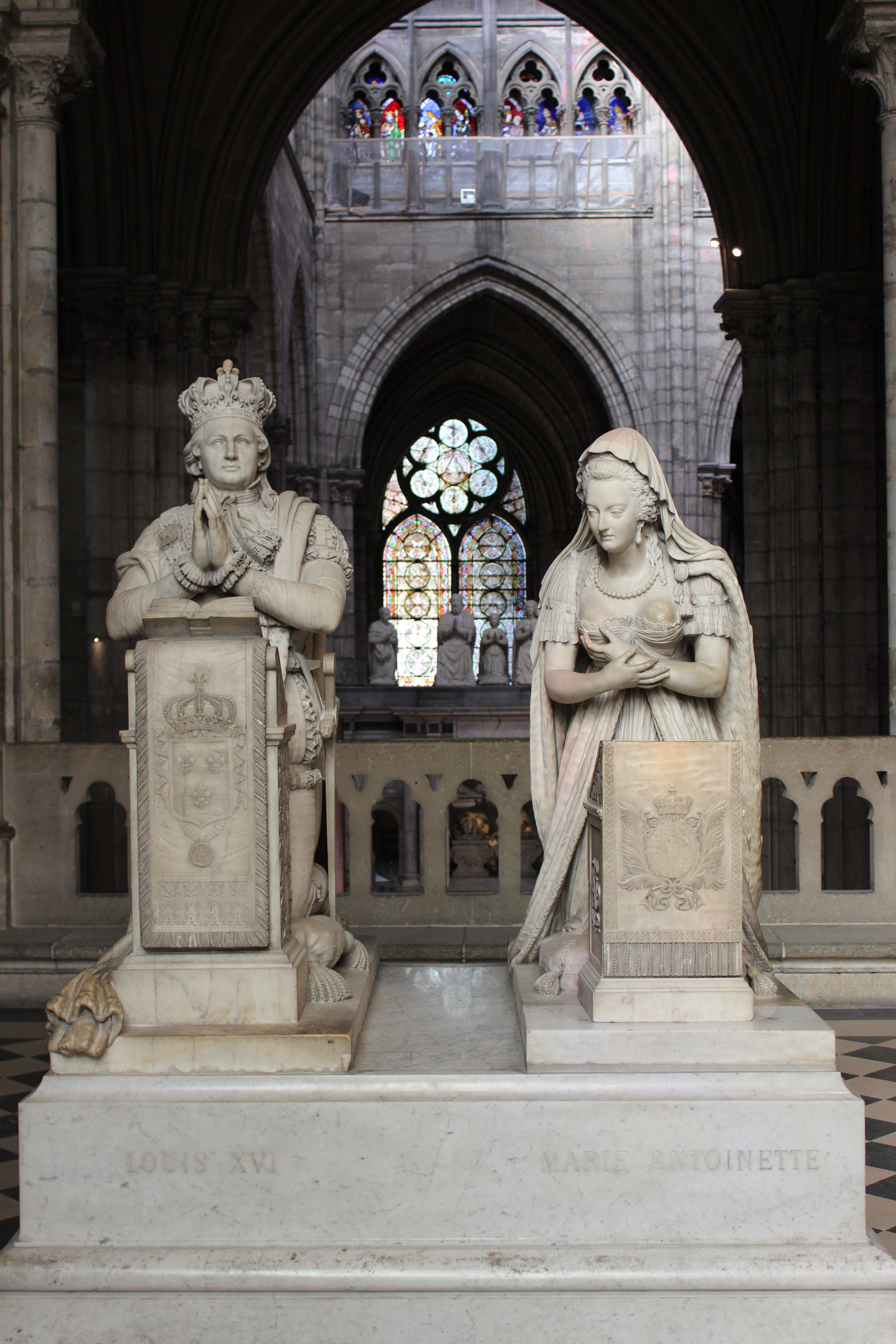
Monuments funéraires à la mémoire de et de Marie-Antoinette, basilique Saint-Denis.

- Deux villes américaines sont nommées Louisville en l'honneur de Louis XVI dont les soldats soutinrent les Américains contre la Grande-Bretagne durant la guerre d'indépendance. Il s'agit de Louisville[123] dans le Kentucky fondée en 1778, et Louisville en Géorgie fondée en 1786. Une statue du roi, offerte en 1967 par la ville jumelée de Montpellier, trône devant le Louisville Metro Hall de la ville du Kentucky.
- La place de l'obélisque (ou place Louis XVI) à Port-Vendres dans les Pyrénées-Orientales, accueille un obélisque qui est le premier monument construit en France à la gloire de Louis XVI de son vivant. Pour marquer d'un symbole la naissance de Port-Vendres, Louis XVI permet à la province de faire ériger à sa gloire en 1780/1786 ce monument grâce aux architectes du roi Charles De Wailly puis Louis-Hiver Pons. L'obélisque n'est pas coiffé d'une statue du monarque mais est orné de quatre bas-reliefs en bronze sur son socle représentant « La Marine relevée », « La Servitude abolie », « La Liberté de commerce » et « L’Indépendance de l’Amérique ». Dépouillé de ses ornements en 1793, l’obélisque ne retrouve ses bas-reliefs qu’en 1956.
- Cinq statues du roi sont encore présentes en France :
  - La statue de Nantes au sommet de la colonne Louis-XVI. La colonne est érigée en 1790 et n'est surmontée d'une statue du roi en empereur romain qu'en 1823. L’œuvre du sculpteur Dominique Molknecht est remplacée par une copie du sculpteur nantais Georges Perraud en 1926.
  - La statue du Loroux-Bottereau en Loire-Atlantique. Située devant l'église Saint-Jean-Baptiste, l’œuvre originale de 1823 de Dominique Molknecht se trouve actuellement à l'office de tourisme de la ville ; une copie a pris sa place devant l'église.
  - La statue de Plouasne dans les Côtes-d'Armor. Située dans les jardins du château de Caradeuc, l’œuvre est commandée en 1826 par la mairie à Dominique Molknecht pour être placée dans la niche de l’hôtel de ville ; mais étant achevée après la révolution de 1830, elle est reléguée au musée des Beaux-arts de Rennes durant 120 ans. En 1950, le propriétaire du château de Caradeuc Alain de Kernier obtient le prêt de cette statue du roi auprès de la mairie de Rennes, et la place au bout d'une courte allée portant aujourd'hui le nom d'allée de Louis XVI.
  - La statue de Sorèze dans le Tarn. Elle est située dans les jardins de l'abbaye-école de la ville depuis 1857 ; elle est commandée par le Père Henri-Dominique Lacordaire à l'occasion de la fête séculaire de l'école[124], pour honorer le fondateur de l'École royale militaire de Sorèze en 1776.
  - La statue de Nant dans l'Aveyron. Elle est visible à l'office du tourisme, mais elle n'a plus de tête, après avoir été décapitée trois fois. Le roi avait des palmes du martyre sur sa tête.
- Le square Louis-XVI à Paris avec la chapelle expiatoire élevée à la mémoire de Louis XVI et de Marie-Antoinette en 1826.
- À Cherbourg-en-Cotentin, une rue Louis-XVI honore depuis 1839 la mémoire du souverain et de tout ce qu'il a accompli pour la ville.
- Le 3 mai 1826, place de la Concorde, Charles X pose la première pierre du monument à la mémoire de Louis XVI. Mais la statue ne sera en fait jamais édifiée. Son socle servira de base à l'obélisque de Louxor dressé en 1836. L'actuel pont de la Concorde portait le nom de Louis XVI avant la Révolution.
- Une statue colossale en bronze de Louis XVI, haute de 5,83 mètres a néanmoins été sculptée par Nicolas Raggi. Elle était gardée au musée des Beaux-Arts de Bordeaux. Commandée en 1825, elle est coulée en 1828. Elle est fondue en 1941, dans le cadre de la mobilisation des métaux non ferreux. La destruction a été photographiée[125].
- Le cercle Louis XVI est une société littéraire et artistique nantaise. Fondée en 1760, la « Chambre littéraire de la ville de Nantes » prend le nom de cercle Louis XVI en 1878. Il loge actuellement à l'Hôtel Montaudouin.

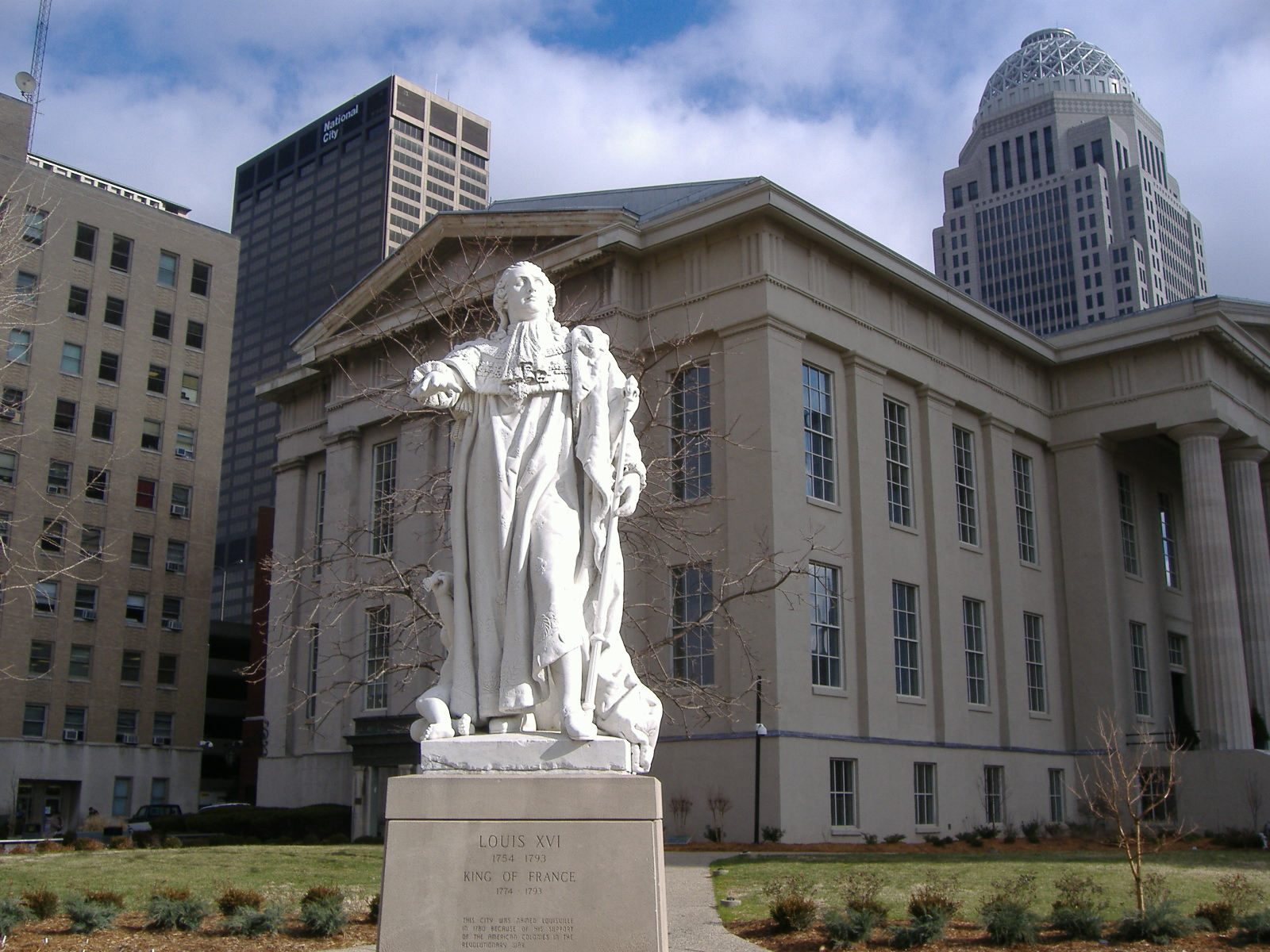
Statue du Roi Louis XVI à Louisville (Kentucky) devant le Louisville Metro Hall
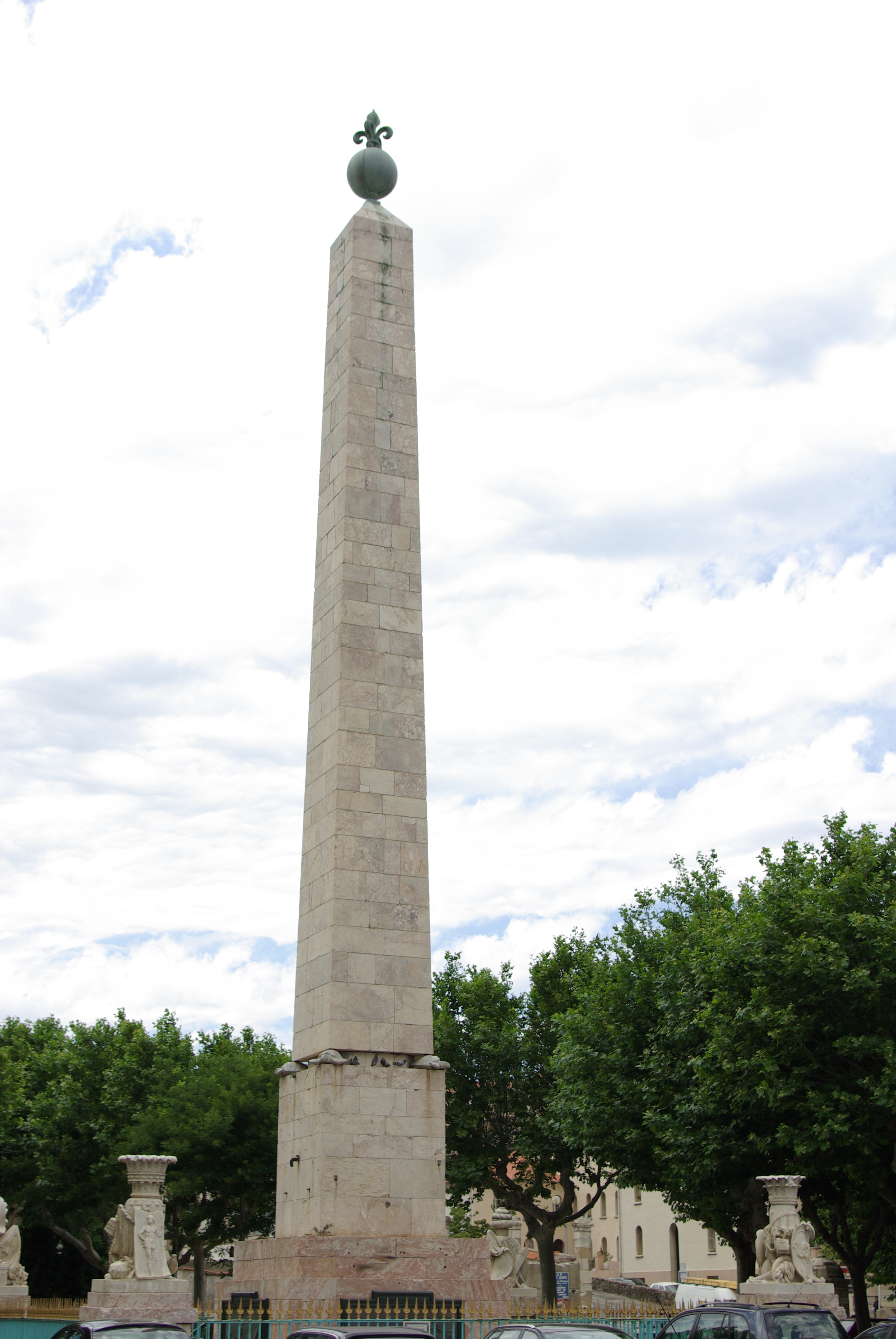
L'obélisque de Port-Vendres
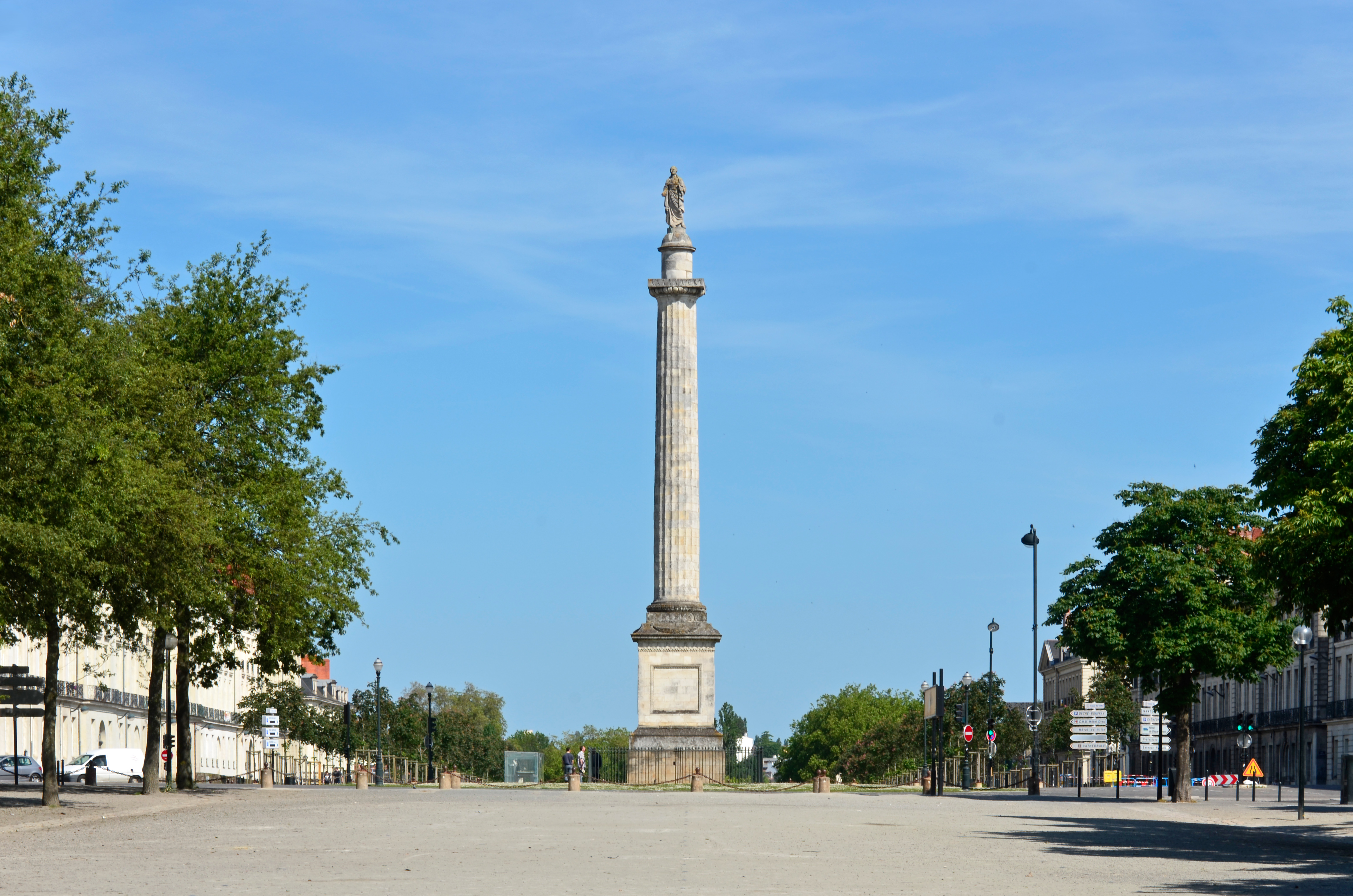
Colonne Louis-XVI à Nantes
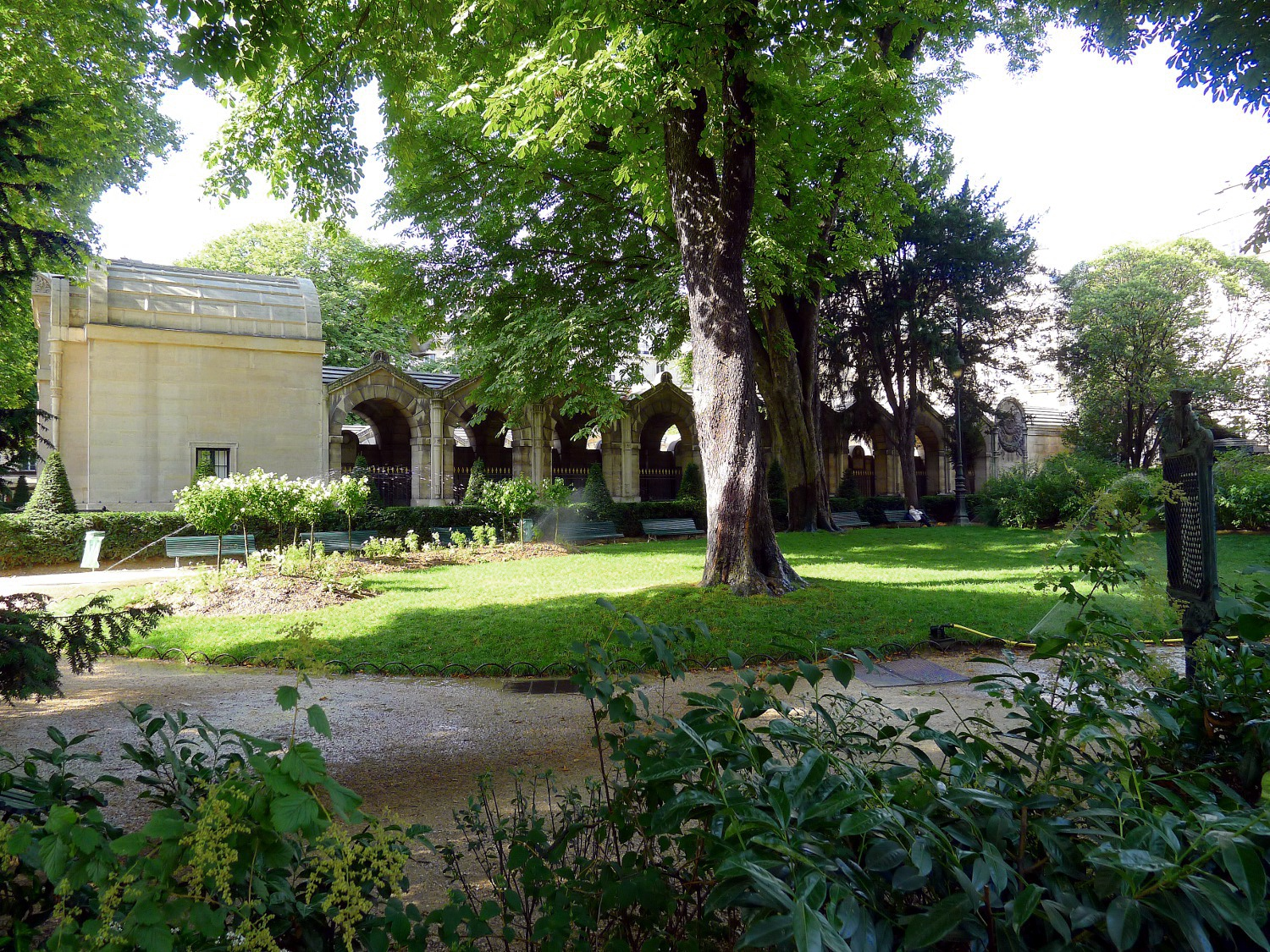
Square Louis-XVI à Paris
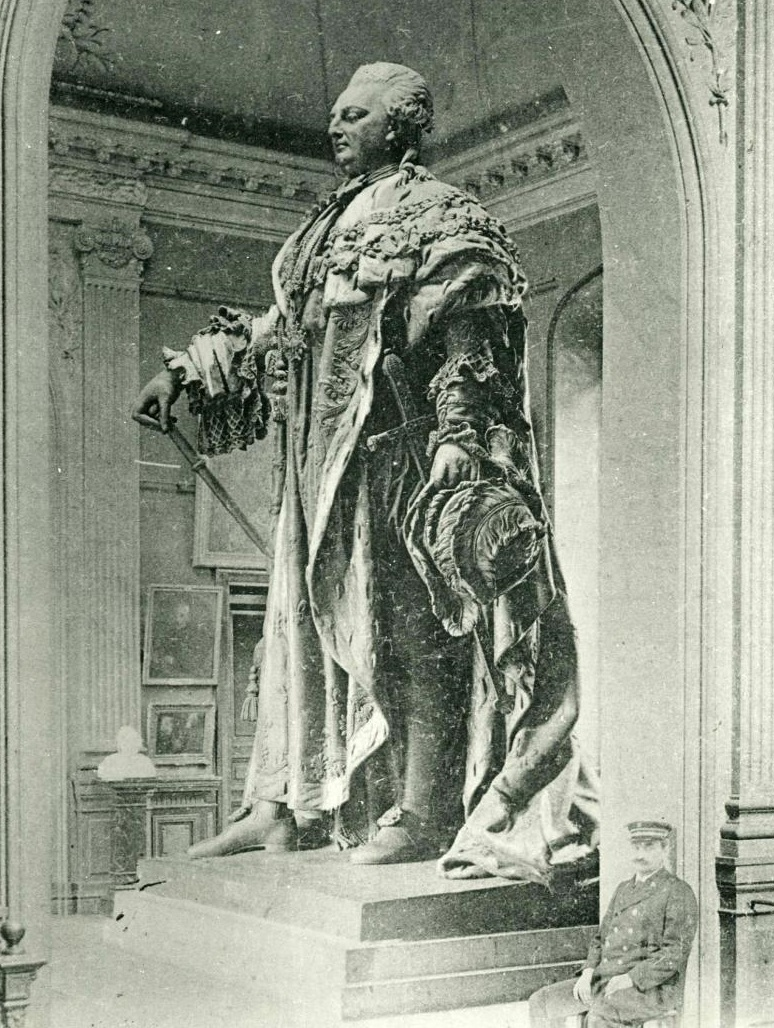
Statue colossale de Louis XVI au musée des Beaux-Arts de Bordeaux avant 1942 (noter le gardien assis à droite pour juger des dimensions de l’œuvre)
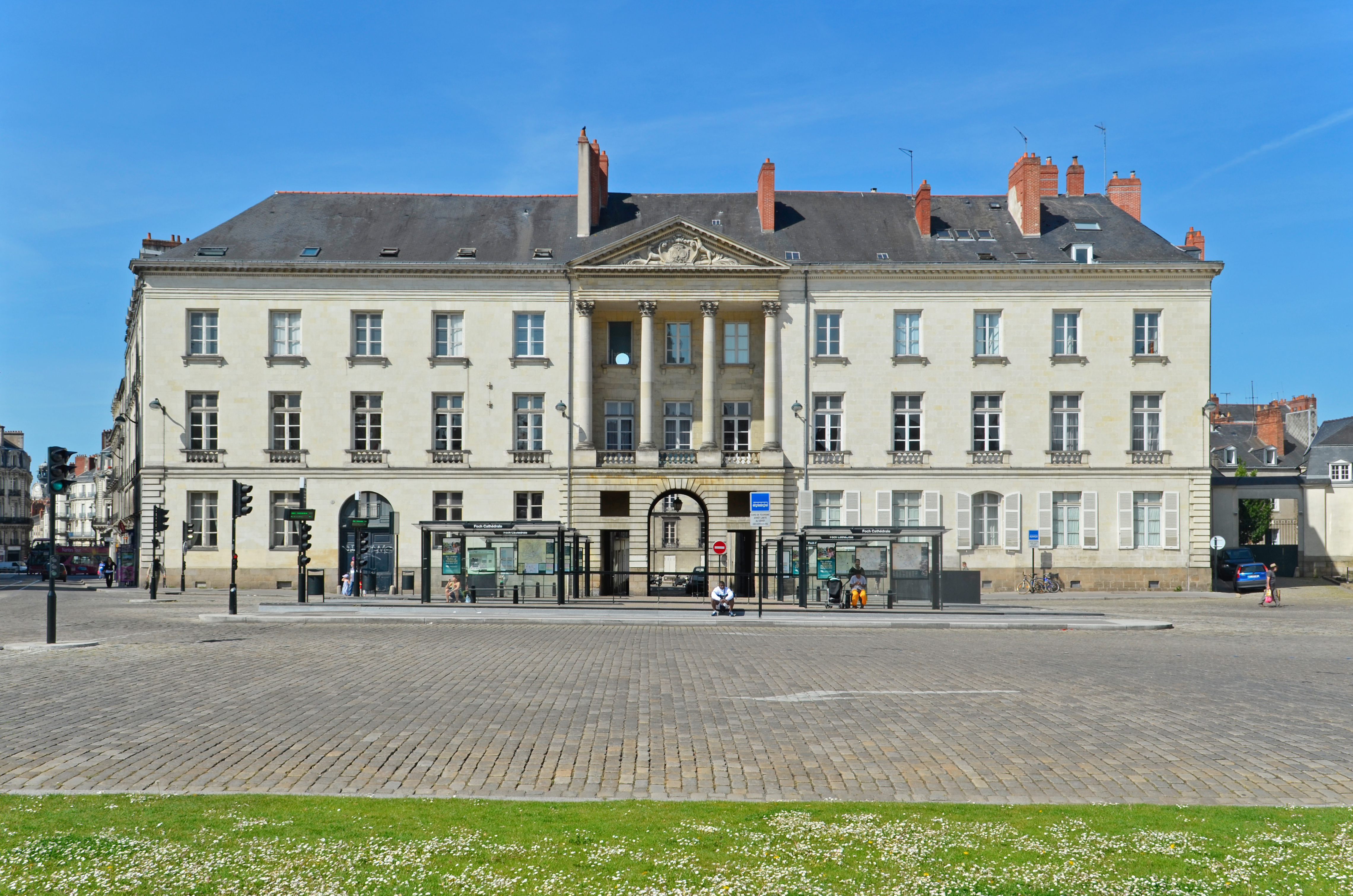
L'hôtel Montaudouin accueille le Cercle Louis XVI à Nantes

## Titulature
- 23 août 1754 - 20 décembre 1765 : Son Altesse Royale Louis-Auguste de France, fils de France, duc de Berry ;
- 20 décembre 1765 - 10 mai 1774 : dauphin de France (à la mort de son père Louis, il devient l'héritier du trône de France ; le dauphin de France n'a pas à l'époque le prédicat d'altesse royale) ;
- 10 mai 1774 - 6 novembre 1789 : Sa Majesté le roi de France et de Navarre (à la mort de son grand-père Louis XV) ;
  - 10 mai 1774 - 21 janvier 1793 : Sa Majesté le roi de France et de Navarre (il est toujours considéré comme roi par les royalistes et par les pays qui ne reconnaissent pas la République française) ;
- 6 novembre 1789 - 10 août 1792 : Sa Majesté le roi des Français (c'est à partir du 6 novembre 1789 que Louis XVI prend[4] le titre de roi des Français, que l'Assemblée avait adopté[2] le 10 octobre, et qu'elle officialisera par décret[94] le 9 novembre ; la Constitution, qui entrera en vigueur le 14 septembre 1791, maintiendra cette nouvelle titulature).

## Généalogie

### Descendance
Le 16 mai 1770, le dauphin Louis-Auguste épouse l’archiduchesse Marie-Antoinette d'Autriche, fille cadette de François de Lorraine, grand-duc de Toscane et empereur souverain du Saint-Empire romain germanique et de son épouse Marie-Thérèse, archiduchesse d'Autriche, duchesse de Milan, reine de Bohême et de Hongrie. Cette union est la concrétisation d’une alliance visant à améliorer les relations entre la maison de Bourbon (France, Espagne, Parme, Naples et Sicile) et la maison de Habsbourg-Lorraine (Autriche, Bohême, Hongrie, Toscane). Les époux bien qu'étant alors âgés de 14 et 15 ans ne consommeront réellement leur mariage que sept ans plus tard.
De leur union, quatre enfants naissent, mais ils n'auront pas de descendance :
- Marie-Thérèse de France (19 décembre 1778 – 19 octobre 1851), dite « Madame Royale », qui épouse en 1799 son cousin germain le duc d’Angoulême (1775-1844) ;
- Louis-Joseph-Xavier-François de France (22 octobre 1781 – 4 juin 1789), premier dauphin ;
- Louis Charles de France (27 mars 1785 – 8 juin 1795), duc de Normandie, second dauphin et futur Louis XVII, surnommé « l'enfant du Temple » pendant sa captivité ;
- Sophie-Béatrice de France (9 juillet 1786 – 19 juin 1787) dite « Madame Sophie »

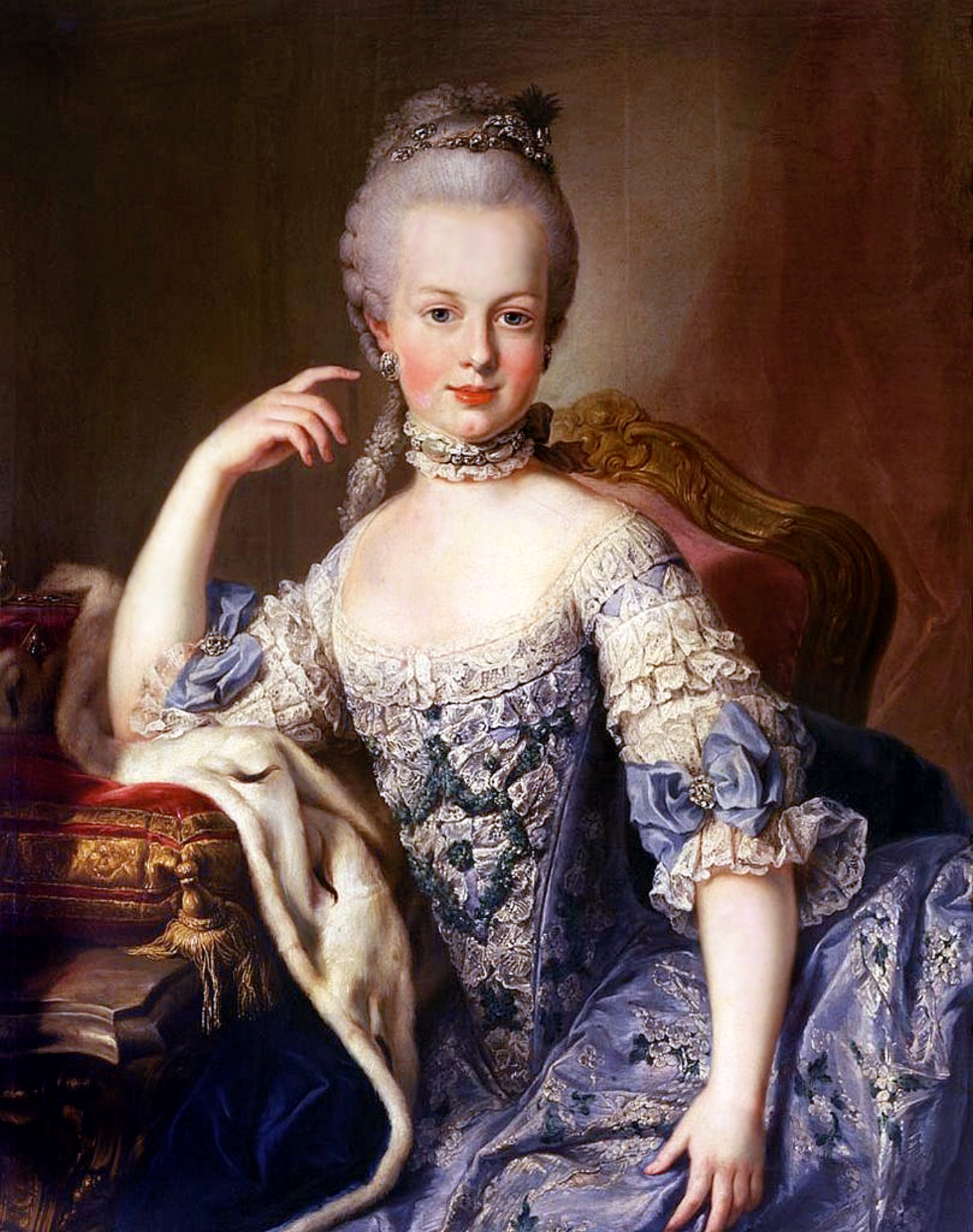
L'archiduchesse d'Autriche Marie-Antoinette (1755-1793), par Martin van Meytens, (1767)
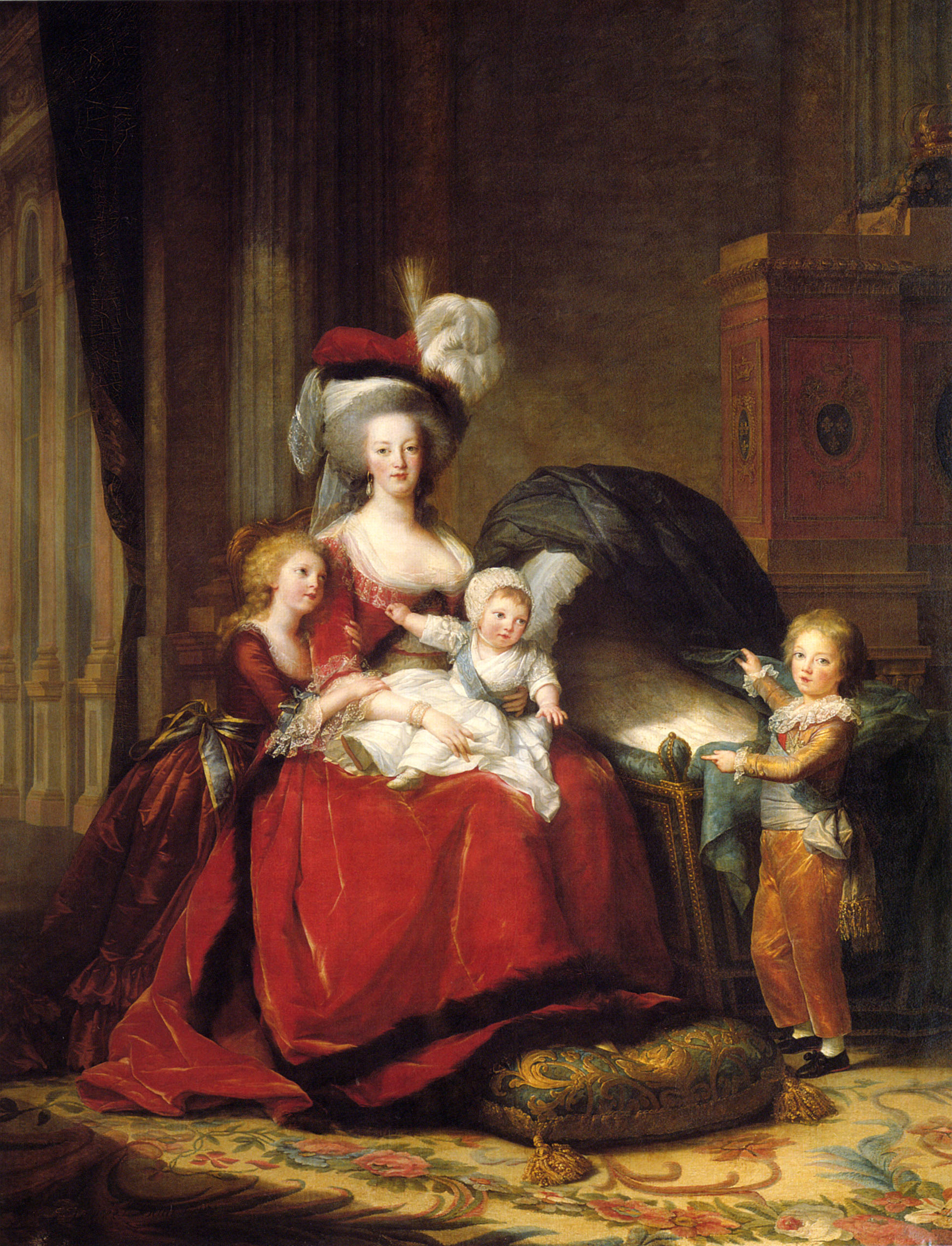
La reine Marie-Antoinette (1755-1793) et ses enfants (de g. à d., Marie-Thérèse Charlotte, Louis Charles et Louis-Joseph Xavier, le berceau vide devait recevoir la princesse Sophie-Béatrice, morte à moins d'un an (11 mois) en 1787) par Élisabeth Vigée-Lebrun, (1787)
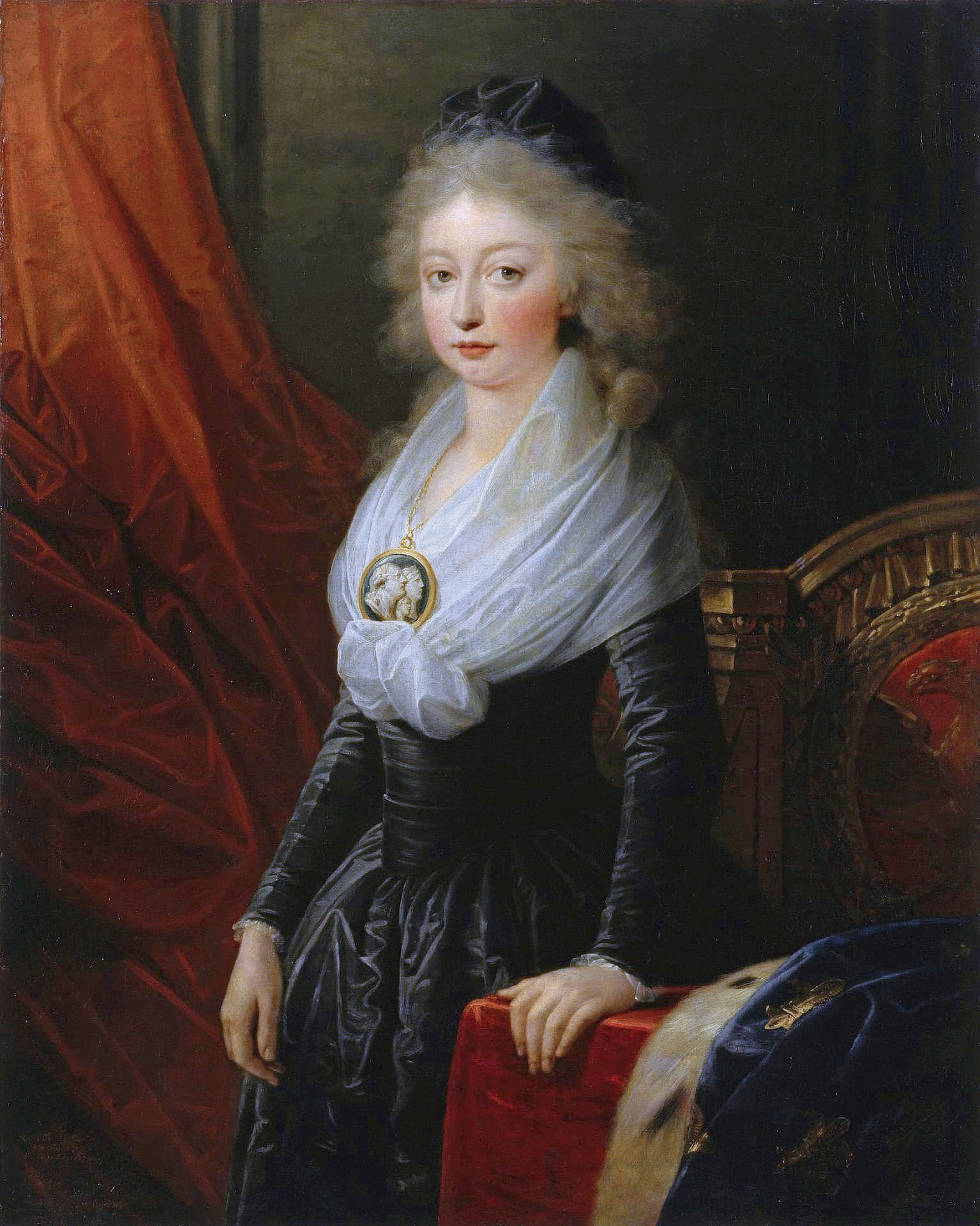
Marie-Thérèse Charlotte, par Heinrich Friedrich Füger, après 1795
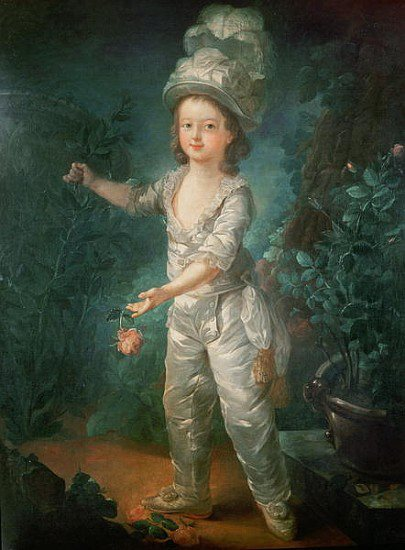
Le dauphin Louis-Joseph-Xavier, mort à l'aube de la révolution, en 1789 (le 4 juin), à 7 ans et demi, par Gautier-Dagoty (avant 1787).
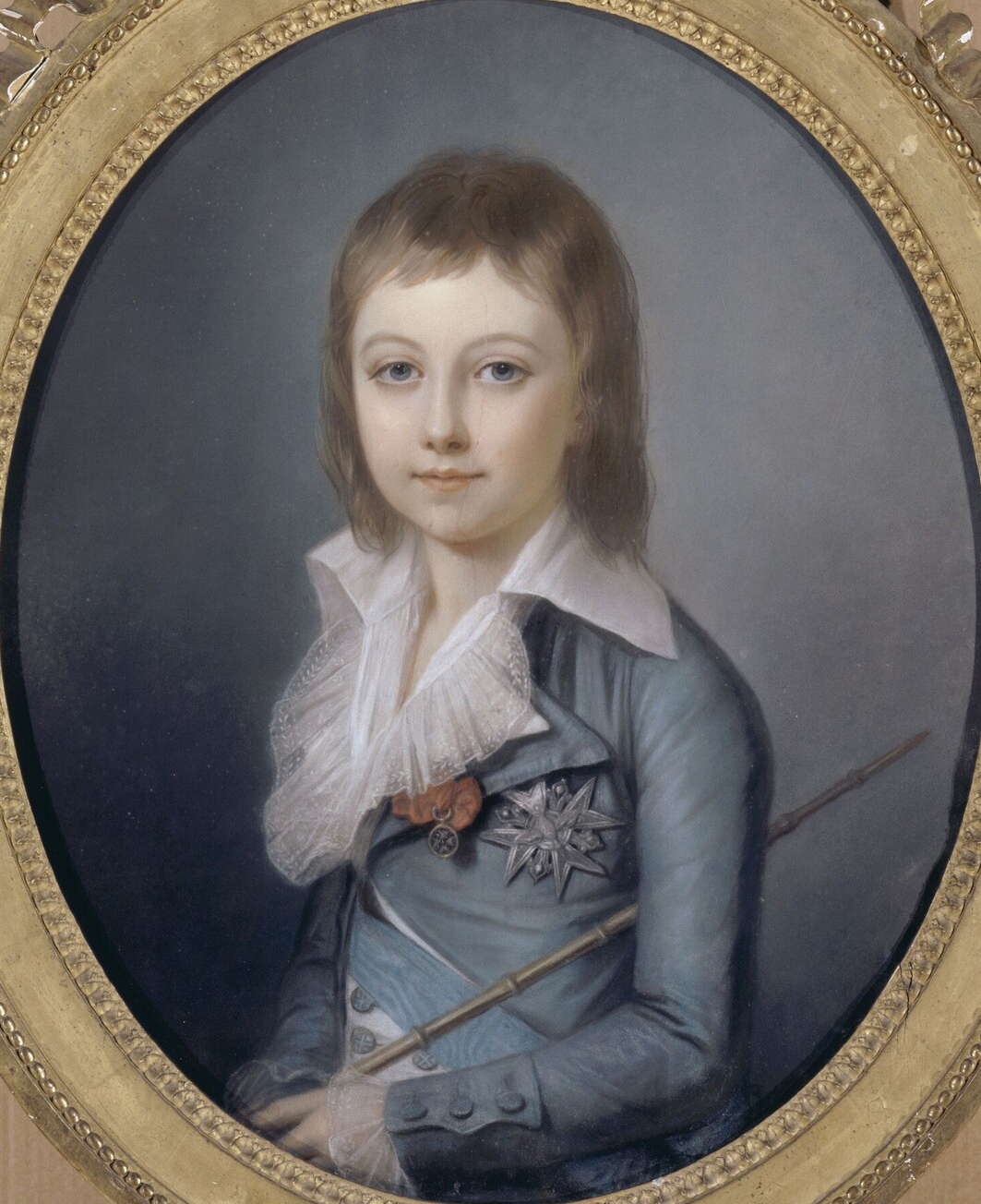
Louis-Charles de France, dit « l'enfant du Temple » futur Louis XVII, par Alexandre Kucharski (1792)
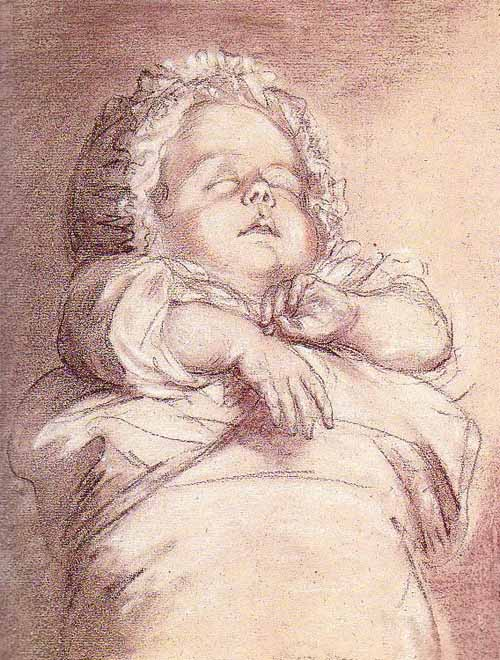
Sophie-Béatrice, dernier enfant du roi et de la reine, morte en 1787 à 11 mois, par Élisabeth Vigée Le Brun, vers 1786

Le couple a adopté les enfants suivants[réf. souhaitée] :
- Armand Gagné ;
- Ernestine Lambriquet ;
- Jean Amilcar ;
- Jeanne Louise Victoire

## Galerie de portraits

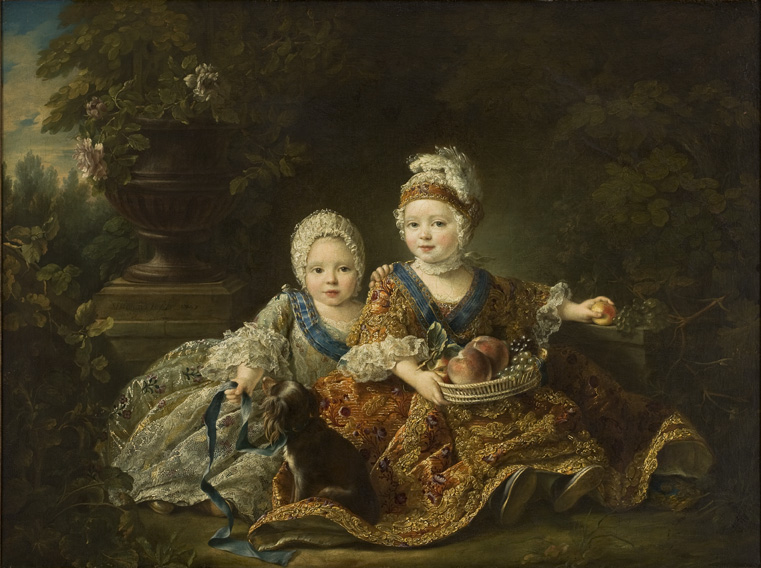
Le duc de Berry et le comte de Provence, par Drouais, 1757.
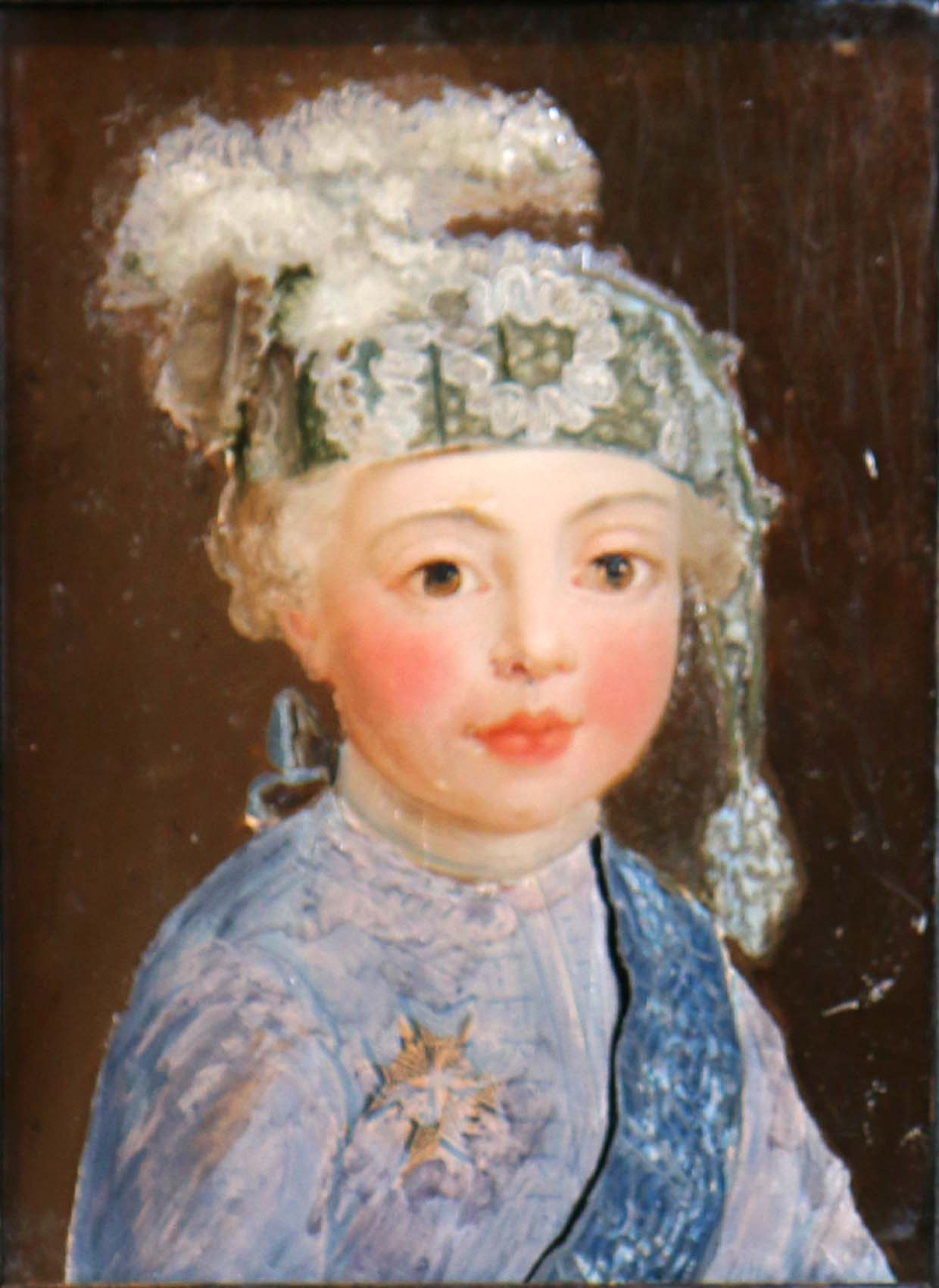
Portrait présumé du duc de Berry par Borély.
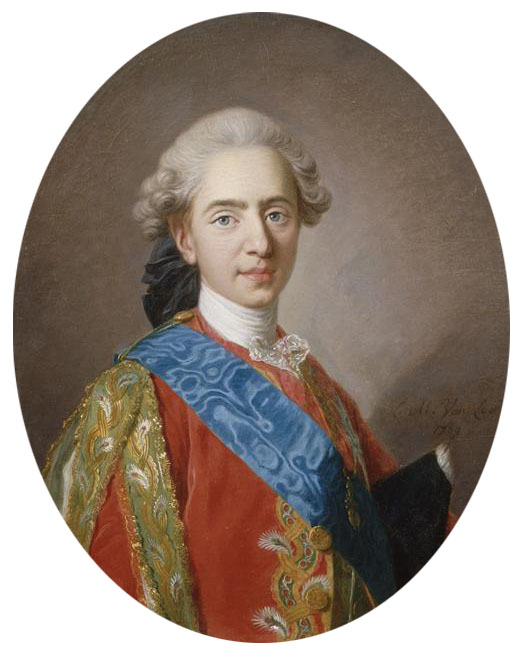
Le dauphin Louis-Auguste, par Louis-Michel Van Loo, 1769.
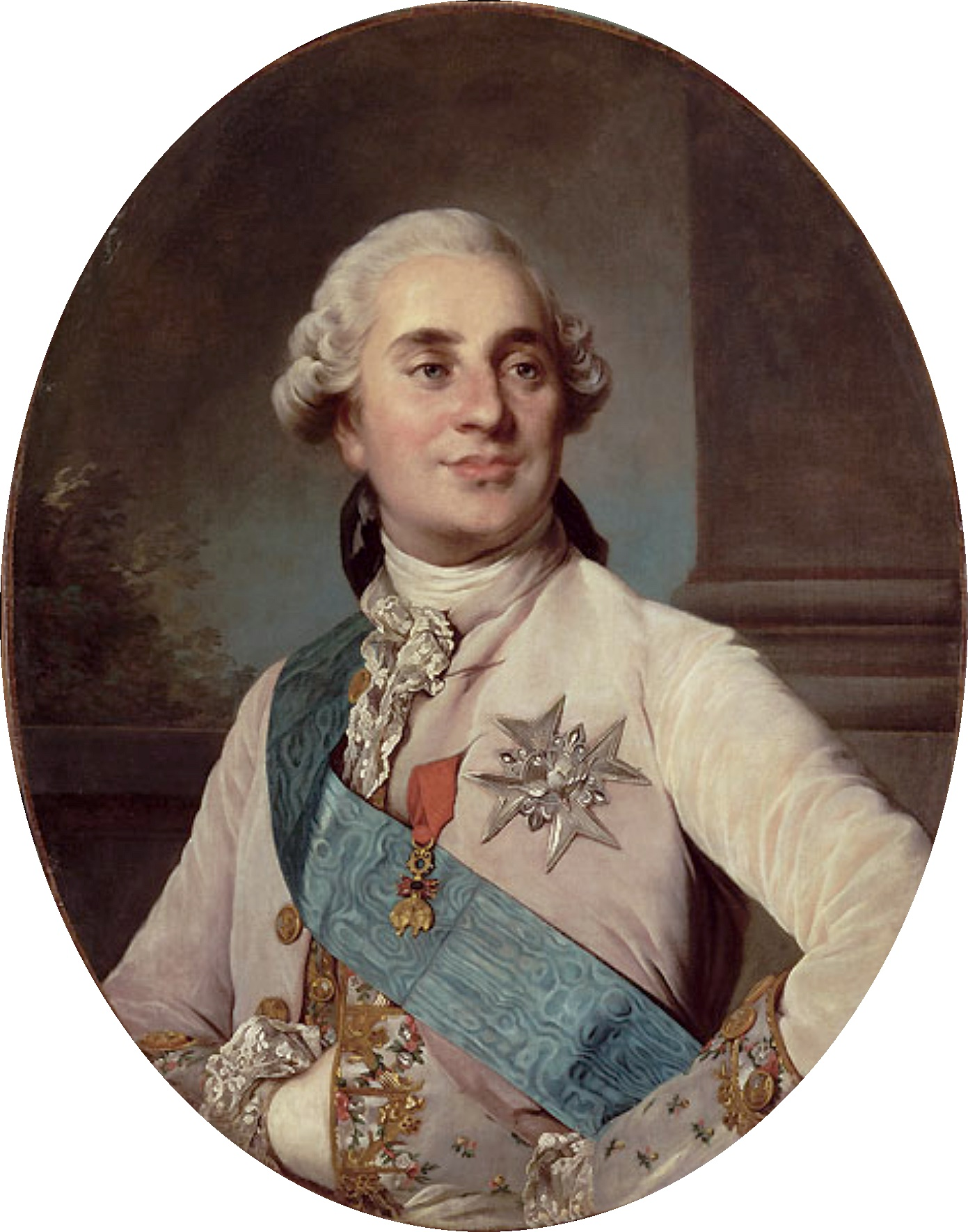
Louis, roi de France, par Joseph Duplessis, entre 1774 et 1776.
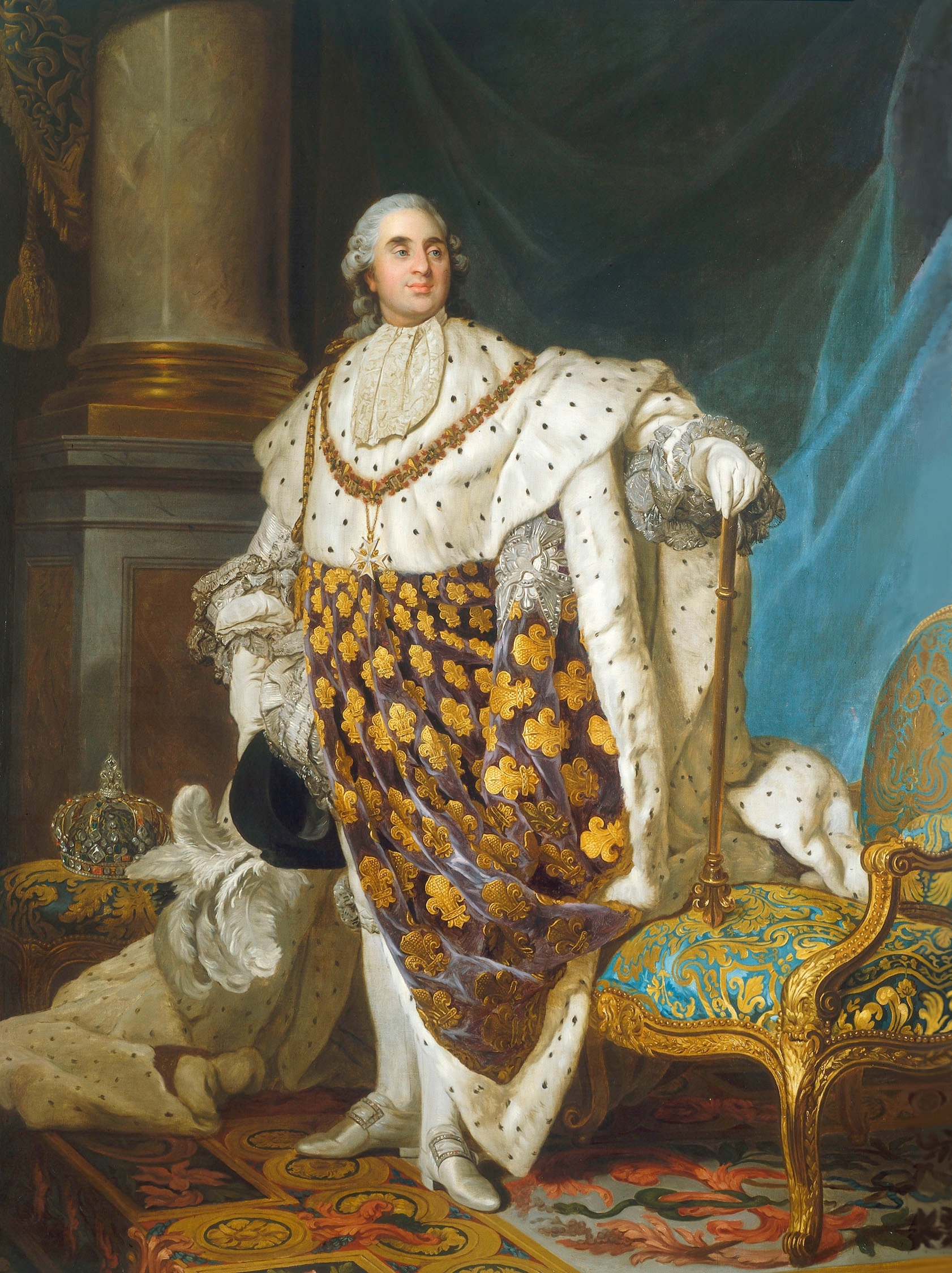
Louis XVI en costume de sacre par Joseph Duplessis, 1777.
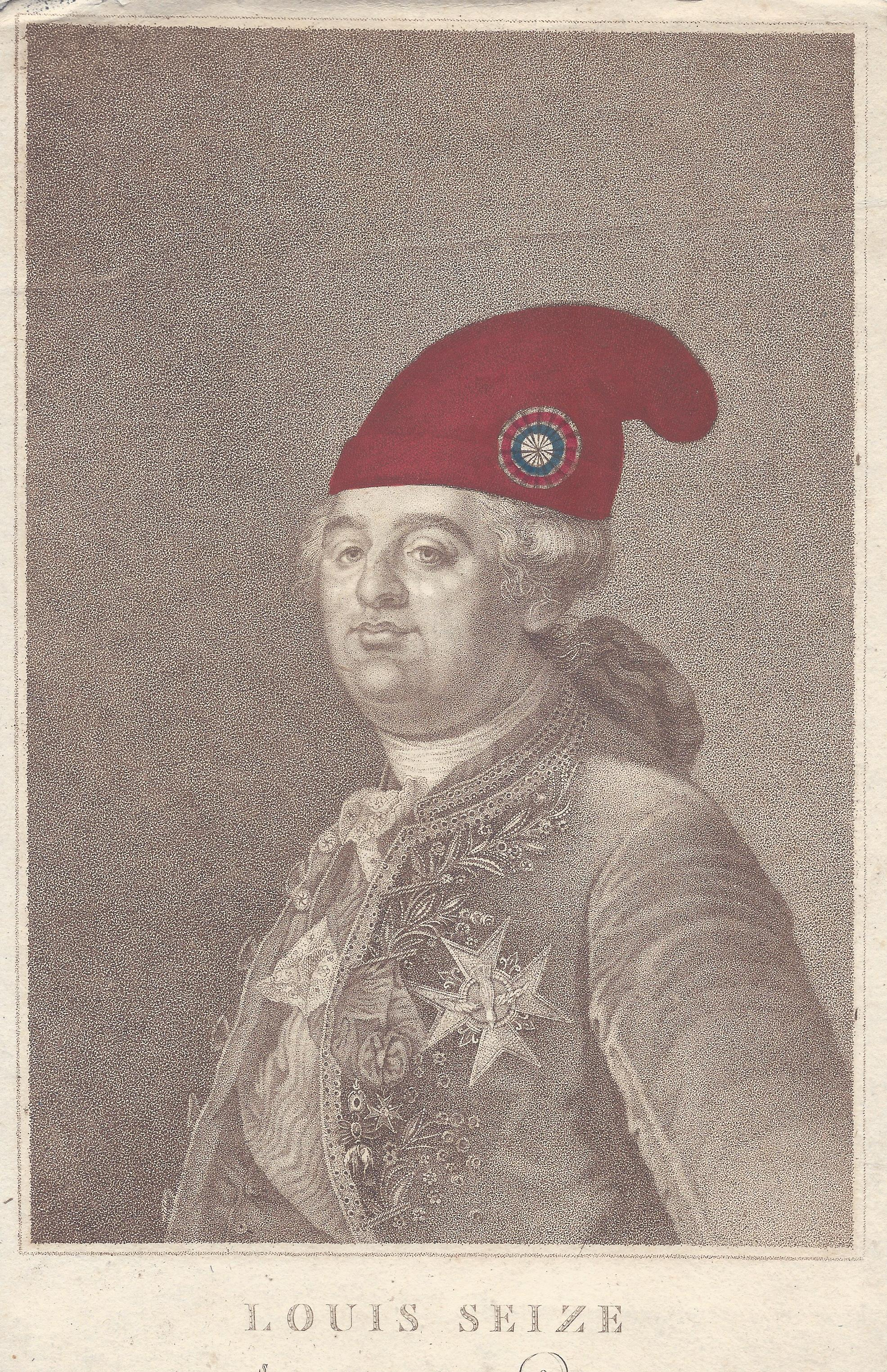
Louis XVI, coiffé d'un bonnet phrygien, 20 juin 1792.
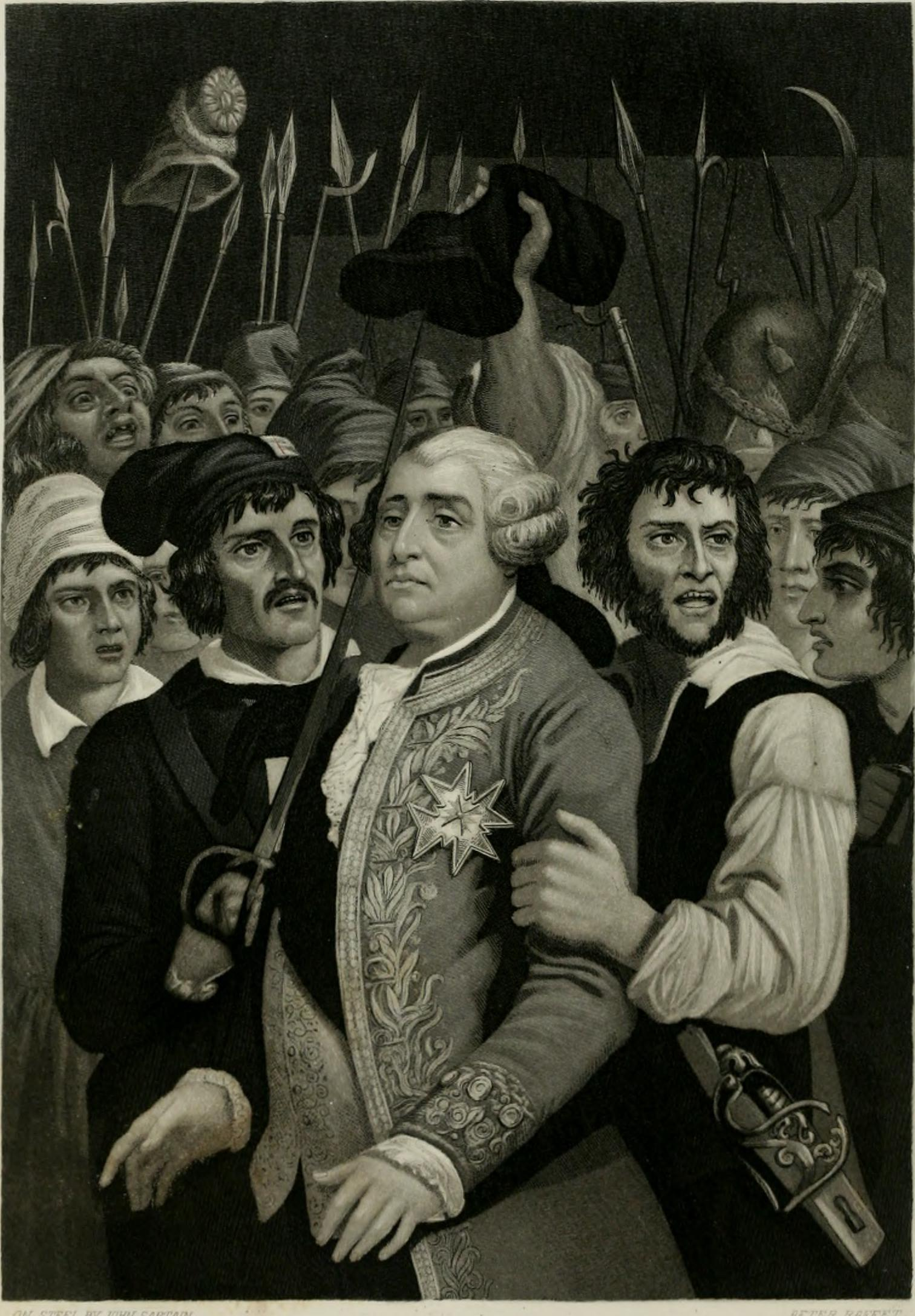
Invasion des Tuileries - ou de Versailles -, 1863.
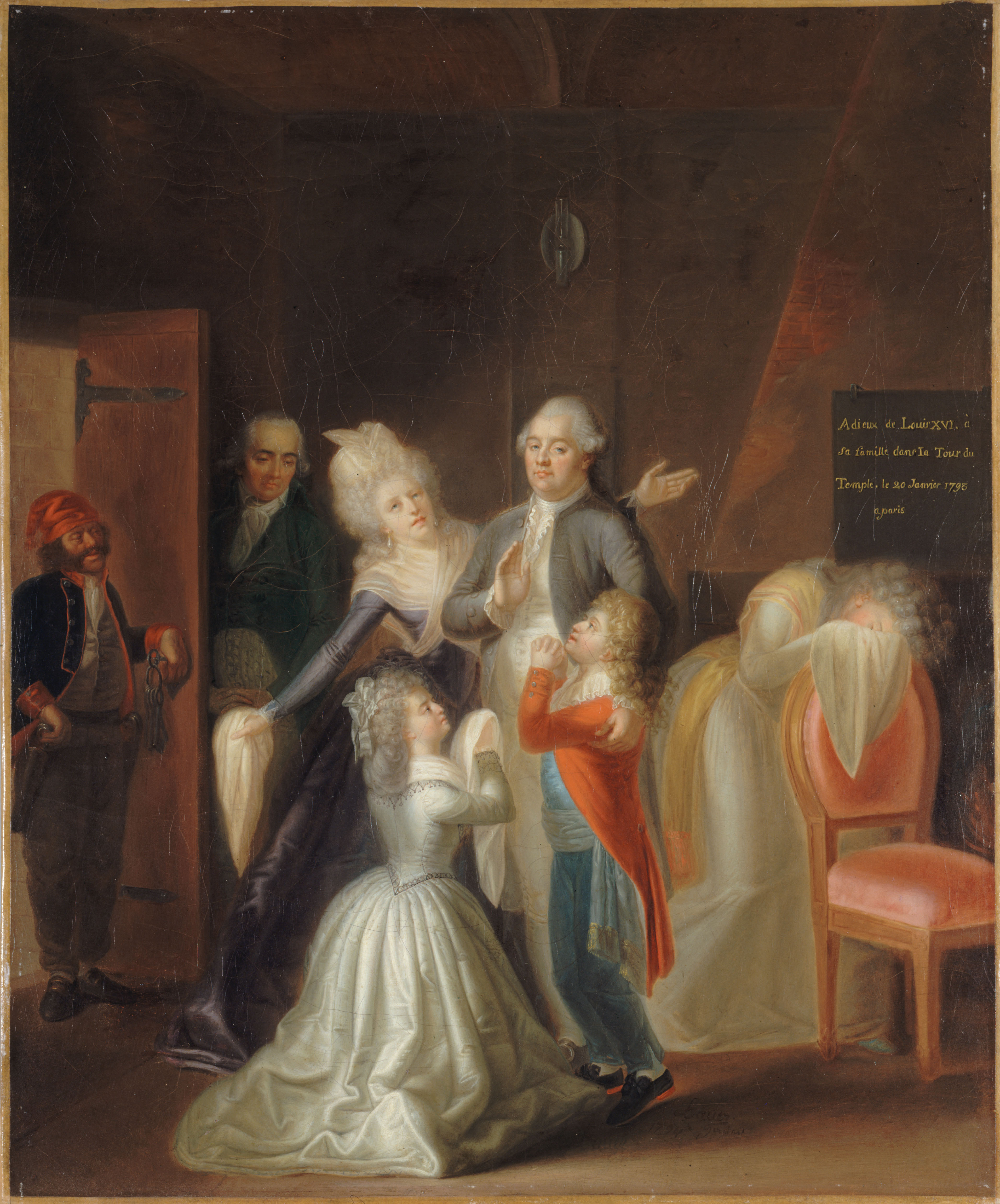
Les adieux de Louis XVI à sa famille, par Jean-Jacques Hauer.
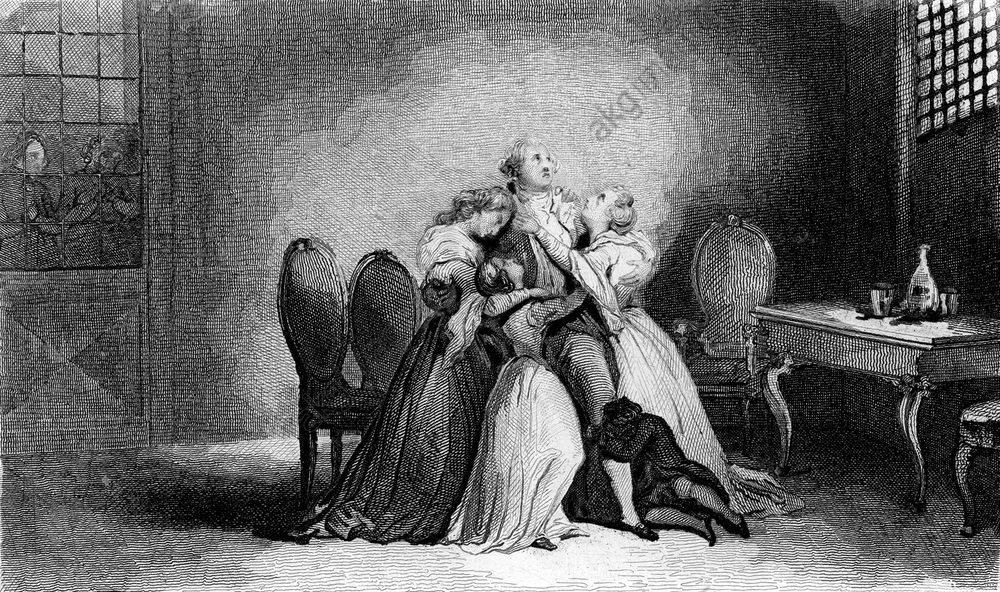
Les adieux de Louis XVI à ses proches, gravure de 1820.
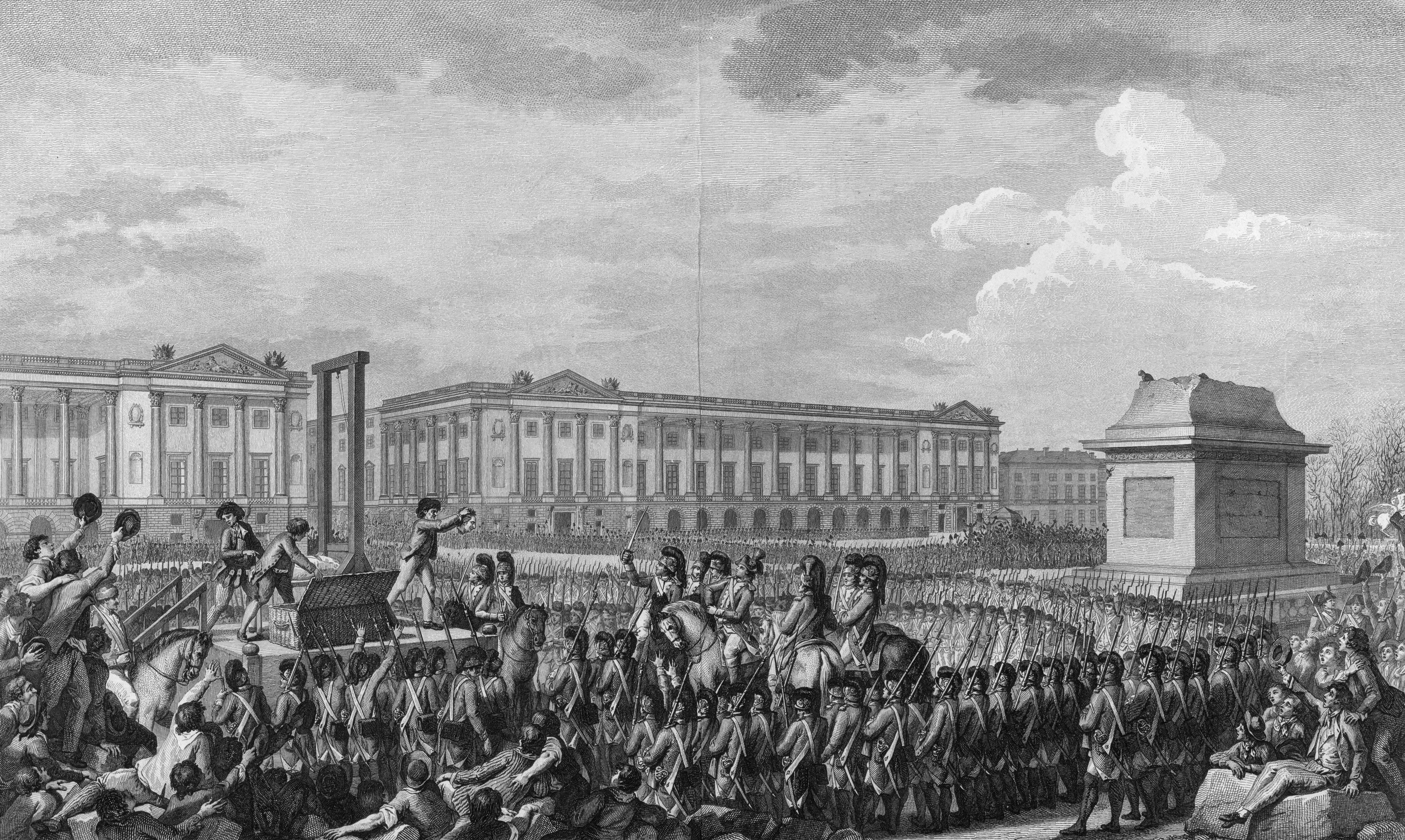
Gravure de l'exécution de Louis XVI, 1794, par Isidore Stanislas Helman, d'après Charles Monet.

## Portrait

### Portrait physique
Durant son enfance, Louis XVI était d'une santé fragile et certains lui prêtaient une composition « faible et valétudinaire ». Son corps malingre paraissait être exposé à toutes les maladies infantiles. Puis à 6 ans, selon l'historien Pierre Lafue, « son visage était déjà formé. Il avait les yeux ronds et gris de son père, avec un regard qui devait devenir de plus en plus flou à mesure que sa myopie s'accentuerait. Son nez busqué, sa bouche assez forte, son cou gros et court annonçaient le masque plein auquel les dessins satiriques se plairaient, plus tard, à donner un aspect bovin ».
À l'âge adulte pourtant, le roi se caractérise par un certain embonpoint et une taille hors du commun pour l'époque : 6 pieds et 3 pouces de haut, soit environ 1 mètre 93 (selon l'historien Jean-François Chiappe), ou : de 1 mètre 86 à 1 mètre 90 selon d'autres sources. Il est également doté d'une forte musculature lui donnant une force étonnante : le roi fait à plusieurs reprises la démonstration de soulever à bras tendu une pelle contenant un jeune page accroupi.

#### Portrait caricaturé
À la suite de la fuite de Varennes de la famille royale, s’ensuit toute une série de caricatures. Ces dernières représentent Louis XVI sous les traits d’un cochon, ce qui lui vaut plus tard le surnom de « roi-cochon »,.

### Personnalité

#### Caractère et traits de personnalité
Enfant, le futur roi se montre « taciturne », « austère » et « sérieux ». Sa tante Madame Adélaïde l'encourage ainsi : « Parle à ton aise, Berry, crie, gronde, fais du tintamarre comme ton frère d'Artois, casse et brise mes porcelaines, fais parler de toi ».
Depuis Louis XIV, la noblesse est en grande partie « domestiquée » par le système de cour. L'étiquette régit la vie de la cour en faisant du roi le centre d'un cérémonial très strict et complexe. Cette construction de Louis XIV vise à donner un rôle à une noblesse qui avait été jusque là souvent rebelle et toujours menaçante pour le pouvoir royal.
Au sein de la cour, la noblesse voit sa participation à la vie de la nation organisée en vase clos dans un subtil système de dépendances, de hiérarchie et de récompenses, et ses velléités d'autonomie vis-à-vis de l'autorité royale nettement réduites. Louis XVI hérite de ce système. La noblesse est au service du roi et en attend des récompenses et des honneurs. Même si l'écrasante majorité de la noblesse n'a pas les moyens de vivre à la cour, les textes montrent bien l'attachement des nobles de province au rôle de la cour, et l'importance que pouvait prendre la « présentation » au roi.
Comme son grand-père Louis XV, Louis XVI a les plus grandes peines à entrer dans ce système qui avait été construit un siècle auparavant par son quadrisaïeul pour répondre à des problèmes qui ne sont plus d'actualité. Ce n'est pas par manque d'éducation : il est le premier monarque français à parler couramment anglais ; nourri des philosophes des Lumières, il aspire à trancher avec l'image « louis-quatorzienne » du roi en constante représentation. Cette image du roi simple rejoint celle des « despotes éclairés » de l'Europe, comme Frédéric II de Prusse.
Bien qu'ayant conservé les longues cérémonies du lever et du coucher royaux, Louis XVI tente de réduire les fastes de la cour. Alors que Marie-Antoinette passe beaucoup de temps dans les bals, les fêtes et les jeux d'argent, le roi s'adonne à des loisirs plus modestes tels que la chasse, les mécanismes tel que la serrurerie et l'horlogerie, la lecture et les sciences.
Le refus d'entrer dans le grand jeu de l'étiquette explique la très mauvaise réputation que lui fera la noblesse de cour. En la privant du cérémonial, le roi la prive de son rôle social. Ce faisant, il se protège également. Si à l'origine la cour sert à contrôler la noblesse, la situation se renverse très vite : le roi se trouve à son tour prisonnier du système.
La mauvaise gestion par Louis XV puis par Louis XVI de cette cour, le refus par les Parlements (lieu d'expression politique de la noblesse et d'une partie de la haute bourgeoisie judiciaire) de toute réforme politique, ainsi que l'image apparente - souvent désastreuse - de capricieuse véhiculée par la reine, dégraderont peu à peu son image : beaucoup de pamphlets le ridiculisant et des clichés encore actuellement en vigueur proviennent d'une partie de la noblesse d'alors, qui supporte mal le risque de perdre sa place particulière, le décrivant non pas comme le roi simple qu'il était, mais comme un roi simplet.
Il arrive enfin parfois au roi de réagir étrangement avec son entourage, en se livrant parfois à des farces enfantines, comme chatouiller son valet de chambre ou pousser un courtisan sous une lance d'arrosage.
La faiblesse que ses contemporains lui attribuaient fera dire au roi : « Je sais qu'on me taxe de faiblesse et d'irrésolution, mais personne ne s'est jamais trouvé dans ma position », signifiant ainsi que sa personnalité n'est pas une cause exclusive des événements de la Révolution.

#### Centres d'intérêt
Louis XVI a été longtemps caricaturé comme un roi un peu simplet, manipulé par ses conseillers, peu au fait des questions de pouvoir, avec des marottes comme la serrurerie et une passion pour la chasse.
Cette image est en partie due à son attitude envers la cour, et surtout en raison des calomnies du parti lorrain et en premier M. de Choiseul, le comte de Mercy, l'Abbé de Vermond et enfin Marie-Thérèse d'Autriche.
Grand chasseur, Louis XVI est aussi un prince studieux et érudit, qui aime autant la serrurerie et la menuiserie que la lecture. Il est féru d'histoire, de géographie, de marine et de sciences. Il fait de la marine une priorité de sa politique étrangère, et en a une connaissance théorique si pointue, qu'il se plaît, quand il visite le nouveau port militaire de Cherbourg (et voit pour la première fois la mer), à faire des remarques dont la pertinence stupéfie ses interlocuteurs.

##### Géographie

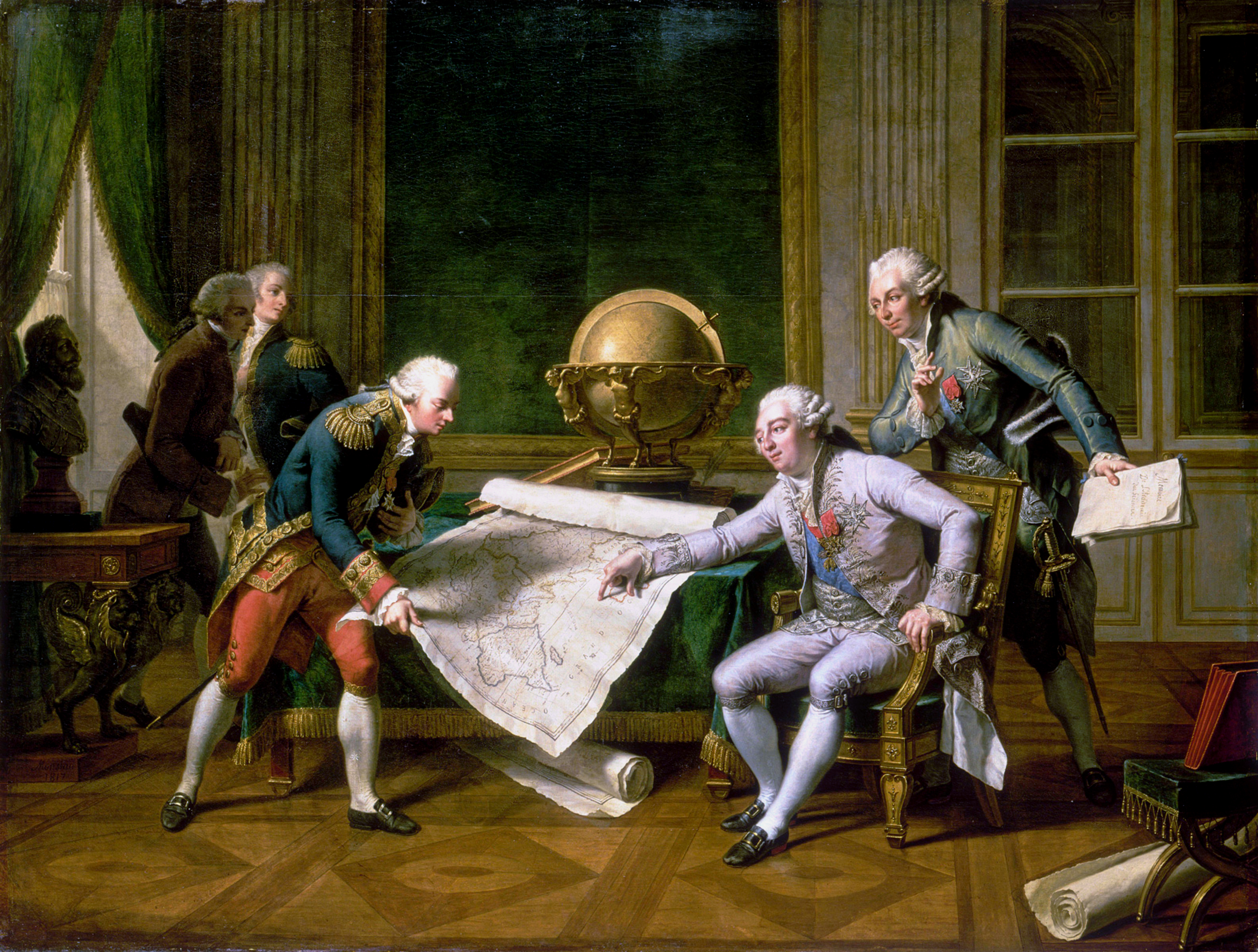
donnant ses instructions au capitaine de vaisseau La Pérouse pour son voyage d’exploration autour du monde, par Nicolas-André Monsiau, (1817)

Passionné de géographie et de science maritime, Louis XVI mandate Jean-François de La Pérouse pour effectuer le tour du monde et cartographier l'océan Pacifique qui restait alors encore mal connu, malgré les voyages de Cook et de Bougainville. Le roi est à l'origine de toute l'expédition, tant dans le lancement de celle-ci que dans le choix du navigateur, en passant par les détails du voyage. La Pérouse lui-même ayant des doutes sur la faisabilité de ce projet, il suggère au roi de renoncer au projet ; comme le note un des amis du navigateur, « c'est Sa Majesté qui a choisi La Pérouse pour l'exécuter, il n'y a pas eu moyen qu'il s'en débarrassât ».
Le programme de l'expédition est écrit de la main du roi. Le but est simple : faire le tour du monde en une seule expédition, en parcourant le Pacifique par la Nouvelle-Zélande, l'Australie, le cap Horn et l'Alaska notamment, prendre contact avec les civilisations locales et les étudier, établir des comptoirs, et enfin étudier les données naturelles rencontrées. Pour cela, un important équipage de savants et de scientifiques prend part à l'expédition. Très précis sur ses instructions, Louis XVI autorise néanmoins La Pérouse « à faire les changements qui lui paraîtraient nécessaires dans les cas qui n'ont pas été prévus, en se rapprochant toutefois autant qu'il lui sera possible du plan qui lui est tracé ».
L'expédition part de Brest le 1er août 1785 à bord de deux navires : La Boussole et L'Astrolabe. Le roi n'a plus de nouvelles régulières à partir du 16 janvier 1788. On pense alors que l'équipage a été massacré par une peuplade de l'île de Vanikoro.
En 1791, Louis XVI obtient de l'Assemblée constituante qu'une expédition soit envoyée à la recherche des marins et savants perdus. Cette nouvelle expédition, menée par Antoine Bruny d'Entrecasteaux, se révèle infructueuse. Sur le chemin le menant à l'échafaud, le roi aurait posé à son valet cette question : « A-t-on des nouvelles de La Pérouse ? ».

##### Chasse
La chasse est un des loisirs préférés du roi ; à l'issue de chaque sortie, il note dans son carnet le bilan détaillé des pièces abattues par ses soins. C'est ainsi que l'on sait qu'il ne se passa « rien » le 14 juillet 1789 (c'est-à-dire qu'il ne réussit aucune prise), et qu'au bout de 16 ans de règne il aura inscrit à son tableau de chasse 1 274 cerfs et un total de 189 251 animaux abattus par lui seul
« Il aime avant tout la chasse. Comme son grand-père il a la chasse dans le sang. Il chasse cent dix-sept fois en 1775, cent soixante et une en 1780. Il voudrait bien sortir plus souvent - son grand-père, lui, sortait jusqu'à six fois par semaine - mais ce n'est pas possible à cause du travail et de toutes les exigences de son état. […] Il chasse à courre le cerf, le chevreuil et le sanglier. Il aime bien aussi les chasses au fusil (appelées « tirés ») pour les faisans, les bécassines et les lapins. En 1780, dans sa récapitulation de fin d'année, il dénombre 88 chasses du cerf, 7 du sanglier, 15 du chevreuil et 88 tirés. Toutes ces chasses sont de véritables hécatombes. Le nombre des pièces varie de mille à mille cinq cents par mois. La plupart sont des volatiles, mais il n'est pas rare de prendre le même jour quatre ou cinq sangliers ou deux ou trois cerfs ».

##### Lecture
Louis XVI lit beaucoup : en moyenne 2 ou 3 livres par semaine. Au cours des 4 mois passés à la Tour du Temple, il dévorera un total de 257 volumes. Il maîtrise à merveille la langue britannique, lit quotidiennement la presse outre-manche et traduit intégralement en français Richard III d'Horace Walpole.
« Après la chasse, la lecture est l'occupation préférée du roi. Il ne peut pas vivre sans lire. Il est curieux de toute lecture. Il a constitué lui-même sa bibliothèque. […] Au premier rang de ses lectures favorites figurent les journaux ».

##### Serrurerie et horlogerie
« De l'habileté manuelle de ce prince et de son goût pour la serrurerie et l'horlogerie, on a beaucoup parlé. […]. Lui plaît aussi beaucoup le dessin d'architecture ».

##### Sciences
Comme son grand-père, il se passionne aussi pour la botanique ». Il aime aussi se promener dans les combles du château de Versailles pour mieux admirer son parc et ses plans d'eau.
Le 21 novembre 1783, il assiste au château de la Muette à l'envol de la première montgolfière, avec à son bord Jean-François Pilâtre de Rozier. Il assiste à un nouveau vol le 23 juin 1784, cette fois-ci depuis Versailles, où le ballon baptisé en l'honneur de la reine « La Marie-Antoinette », s'élève devant le couple royal et le roi de Suède, emmenant à son bord Pilâtre de Rozier et Joseph Louis Proust.

#### Rapports personnels avec Marie-Antoinette
En matière de politique étrangère, la reine a peu d'influence sur son époux malgré les pressions qu'elle exerce régulièrement sur lui. Dans une lettre écrite à Joseph II, elle déclare à celui-ci : « Je ne m'aveugle pas sur mon crédit, je sais que surtout pour la politique [étrangère], je n'ai pas grand ascendant sur l'esprit du Roi […] je laisse croire au public que j'ai plus de crédit que je n'en ai véritablement, parce que si on ne m'en croyait pas, j'en aurais moins encore ».

#### Rapports à la franc-maçonnerie
L’historien Louis Amiable le confirme très clairement : « Le roi Louis XVI était franc-maçon ».
Le 1er août 1775 naît à Versailles la loge maçonnique dite des « Trois Frères Unis ». Soulevant l'hypothèse probable selon laquelle les « trois frères » en question sont Louis XVI, Louis XVIII et Charles X, l'historien Bernard Vincent ne confirme cependant pas cette idée, mais admet qu'une loge établie à deux pas du château ne pouvait qu'avoir reçu l'assentiment du roi. Il rappelle par ailleurs qu'il a été retrouvé une médaille de Louis XVI datée du 31 décembre 1789, renfermant le compas, l'échelle graduée, l'équerre, la poignée de truelle et le soleil. Enfin, pour consolider son avis sur les accointances du souverain avec les francs-maçons, Bernard Vincent rappelle que lorsque le roi se rend à l'hôtel de ville de Paris pour adopter la cocarde tricolore, il est accueilli sur les marches par la « voûte d'acier », une double haie mécanique formée par les épées croisées des gardes nationaux et qui symbolise les honneurs maçonniques.
L’historien Albert Mathiez écrit quant à lui que « Louis XVI et ses frères, Marie-Antoinette elle-même, maniaient la truelle à la Loge des Trois Frères à l'Orient de Versailles ». Selon Jean-André Faucher, Marie-Antoinette aurait eu cette phrase en parlant de la franc-maçonnerie : « Tout le monde en est ! »

## Historiographie

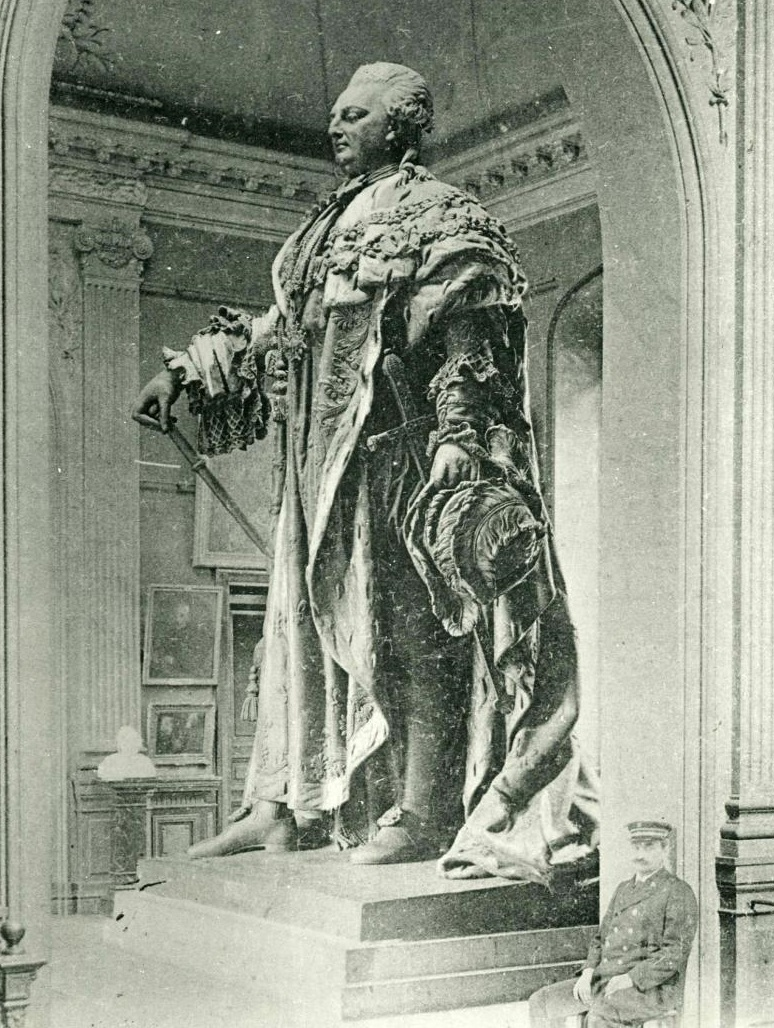
Louis XVI (Nicolas Raggi), statue colossale de Nicolas Raggi (1829), commandée par la ville de Bordeaux en hommage au « roi-martyr ».

Sous la phase jacobine de la Révolution française, Louis XVI est traité de « tyran » et considéré comme un traître à la patrie, jouant double jeu : il aurait fait semblant d'accepter les mesures de la Révolution française, pour sauvegarder sa vie et son trône, tout en souhaitant secrètement la guerre, de connivence avec les princes étrangers qui déclarent la guerre à la France révolutionnaire. De là naquit la tradition des « Clubs de la Tête de Veau » commémorant l'exécution de Louis XVI par des banquets où l'on mange de la tête de veau.
De son côté, le courant royaliste contre-révolutionnaire a dressé dès la même époque le portrait d'un « roi martyr », conservateur, très catholique, aimant son peuple mais incompris de lui. Une importante hagiographie s’est rapidement développée.

### Sur sa personnalité

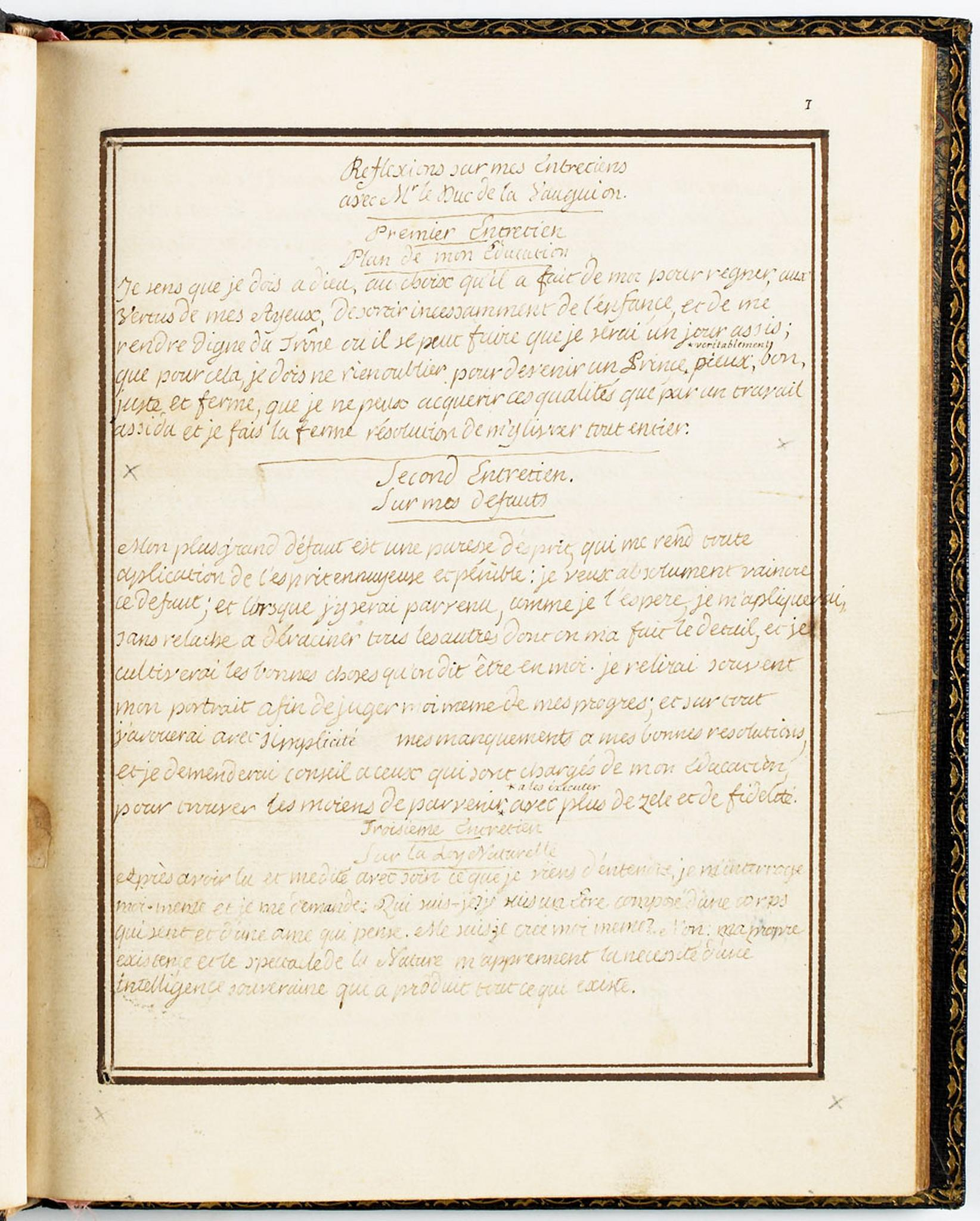
Extrait du journal de (1762-1769).

En 1900, le leader socialiste Jean Jaurès, juge Louis XVI « indécis et pesant, incertain et contradictoire » . Il estime qu'il n'a pas compris la « révolution dont lui-même avait reconnu la nécessité et dont il avait ouvert la carrière » ce qui l'a empêché d'en prendre la tête pour former une « démocratie royale » car « il en était empêché par la persistance du préjugé royal ; il en était empêché surtout par le poids secret de ses trahisons. Car il ne s'était pas efforcé seulement de modérer la Révolution : il avait appelé l'étranger pour la détruire ».
En 1922, Albert Mathiez le décrit comme un « gros homme, aux manières communes, [qui] ne se plaisait qu'à table, à la chasse ou dans l'atelier du serrurier Gamain. Le travail intellectuel le fatiguait. Il dormait au Conseil. Il fut bientôt un objet de moquerie pour les courtisans frivoles et légers ».
Les historiens de la Révolution française du XXe siècle, Albert Soboul, Georges Lefebvre, Alphonse Aulard, Albert Mathiez, s'inscrivent dans la lignée jacobine qui considère que Louis XVI a trahi la Révolution française.
Un courant historiographique, de réhabilitation, place Louis XVI dans la filiation des Lumières. C'est par exemple la biographie de l'historien Jean de Viguerie (université de Lille) (Louis XVI le roi bienfaisant, 2003). Pour lui, « Nourri de Fénelon, ouvert aux Lumières, croyant que gouverner était faire le bien, Louis XVI, roi singulier, prince attachant, ne pouvait qu'être sensible à l'aspect généreux de 1789, puis choqué - voire révolté - par les dérives révolutionnaires. Roi bienfaisant, il fut emporté par une tourmente imprévisible, presque imparable ».
Dans la même lignée se situe la biographie de l'écrivain Jean-Christian Petitfils (Louis XVI, 2005) pour qui Louis XVI est : « un homme intelligent et cultivé, un roi scientifique, passionné par la marine et les grandes découvertes, qui, en politique étrangère, joua un rôle déterminant dans la victoire sur l’Angleterre et dans l’indépendance américaine. Loin d’être un conservateur crispé, en 1787, il voulut réformer en profondeur son royaume par une véritable Révolution royale ».
Pour le Dictionnaire critique de la Révolution française de François Furet, Mona Ozouf (1989), les historiens « ont pu le peindre tantôt en roi sage et éclairé, désireux de maintenir le patrimoine de la couronne en conduisant les évolutions nécessaires, tantôt en souverain faible et imprévoyant, prisonnier des intrigues de cour, naviguant au jugé, sans pouvoir jamais peser sur le cours des choses. À ces jugements, il existe des raisons politiques, puisque le malheureux Louis XVI est pris au premier rang dans la grande querelle de l’Ancien Régime et de la Révolution ». François Furet croit en un double jeu du roi.

### Sur la fuite de Varennes
Dans l'article spécifique à l'épisode de Varennes, le paragraphe intitulé Controverses est consacrée au téléfilm Ce jour-là, tout a changé : l'évasion de Louis XVI, diffusé en 2009 sur France 2, dont le conseiller historique est l'écrivain Jean-Christian Petitfils. Il y est montré un Louis XVI, toujours très populaire en province, qui s'évade de la capitale où il est prisonnier pour organiser un nouveau rapport de forces avec l'Assemblée afin de proposer une nouvelle constitution, équilibrant mieux les pouvoirs.

### Sur ses procès et exécution
Le procès de Louis XVI s'appuie principalement sur l'accusation de trahison envers la patrie. En 1847, Jules Michelet et Alphonse de Lamartine affirment que la monarchie fut correctement abolie en 1792 mais que l'exécution du roi sans défense était une erreur politique qui endommagea l'image de la nouvelle république,. Michelet, Lamartine et Edgar Quinet la comparèrent à un sacrifice humain et dénoncèrent le fanatisme des régicides,,. Michelet dit que l'exécution créa un précédent pour la terreur.
Les écrivains Paul et Pierrette Girault de Coursac estiment que la faute des liens de Louis XVI avec l'étranger revient à un parti réactionnaire qui menait la « politique du pire ». Leur ouvrage de réhabilitation de Louis XVI (Enquête sur le procès du roi Louis XVI, Paris, 1982) affirme que l'armoire de fer contenant la correspondance secrète du roi avec les princes étrangers aurait été fabriquée de toutes pièces par le révolutionnaire Roland pour accuser le roi. L'historien Jacques Godechot a vivement critiqué les méthodes et conclusions de cet ouvrage, estimant pour sa part que la condamnation de Louis XVI était inscrite d'office dans son procès, car le souverain déchu était traité comme un « ennemi à abattre » par les révolutionnaires. Jean Jaurès avait reconstitué dans un chapitre de sa fresque « ce qu'aurait dû être la défense de Louis XVI ».
À l'international, certains historiens le comparent parfois à Charles Ier d'Angleterre et Nicolas II, ; ces trois monarques ont chacun été victime de régicides, ont été en leurs temps accusés par leurs détracteurs de velléités absolutistes et ont lors des crises importantes auxquels ils ont été confrontés, multiplié les maladresses, fait preuve de piètres qualités de négociateurs et se sont entourés de mauvais conseillers précipitant leur pays dans l'abîme, avant d'être remplacés par des dirigeants révolutionnaires rendus responsables d'expériences dictatoriales voire proto-totalitaires,.

## Représentations dans la culture populaire
Le roi Louis XVI a été dépeint sur de nombreux supports variés.

### Filmographie

#### Cinéma
- 1916 : My Lady's Slipper de Ralph Ince ; Louis XVI y est interprété par Joseph Kilgour
- 1922 : Marie Antoinette, das Leben einer Königin de Rudolf Meinert avec Viktor Schwannicke
- 1923 : L’Enfant-Roi de Jean Kemm avec Louis Sance
- 1924 : Janice Meredith d’E. Mason Hopper avec Edwin Argus
- 1925 : Madame Sans-Gène de Léonce Perret avec Louis Sance
- 1927 : Napoléon d’Abel Gance avec Jack Rye
- 1930 : Captain of the Guard de John S. Robertson ; Louis XVI y est interprété par Stuart Holmes
- 1931 :
  - Danton de Hans Behrendt avec Ernst Stahl-Nachbaur
  - Die Marquise von Pompadour de Willi Wolff avec Hans Rameau
  - Un caprice de la Pompadour de Willi Wolff et Joe Hamman avec Jacques Christiany
- 1934 : Madame du Barry de William Dieterle avec Maynard Holmes
- 1938 :
  - Marie-Antoinette de Woodbridge S. Van Dyke ; Louis XVI y est interprété par Robert Morley
  - La Marseillaise de Jean Renoir ; Louis XVI y est interprété par Pierre Renoir
  - Remontons les Champs-Élysées de Sacha Guitry ; Louis XVI y est interprété par Jean Hébey
- 1945 : The Fighting Guardsman de Henry Levin avec Lloyd Corrigan
- 1946 : 
  - L'affaire du collier de la reine de Marcel L'Herbier ; Louis XVI y est interprété par Jean Hébey
  - Les Compagnons de Jéhu de Henry Levin, Louis XVI y est interprété par Lloyd Corrigan
- 1954 : Si Versailles m'était conté… de Sacha Guitry ; Louis XVI y est interprété par Gilbert Bokanowski
- 1955 :
  - Marie-Antoinette, reine de France de Jean Delannoy avec Jacques Morel
  - Napoléon de Sacha Guitry ; Louis XVI y est interprété par Gilbert Bokanowski
- 1956 :
  - Si Paris nous était conté de Sacha Guitry ; Louis XVI y est interprété par Gilbert Bokanowski
  - Marie-Antoinette reine de France de Jean Delannoy ; Louis XVI y est interprété par Jacques Morel
- 1959 : John Paul Jones, maître des mers de John Farrow ; Louis XVI y est interprété par Jean-Pierre Aumont
- 1962 : La Fayette de Jean Dréville ; Louis XVI y est interprété par Albert Rémy
- 1970 : Commencez la révolution sans nous de Bud Yorkin ; Louis XVI y est interprété par Hugh Griffith
- 1975 : Marie-Antoinette de Guy Lefranc ; Louis XVI y est interprété par François Dyrek
- 1978 : On efface tout de Pascal Vidal ; Louis XVI y est interprété par Jacques Ardouin
- 1979 : La Nuit de l'été de Jean-Claude Brialy ; Louis XVI y est interprété par Henri Tisot
- 1981 : La Folle Histoire du monde de Mel Brooks ; Louis XVI y est interprété par Mel Brooks
- 1982 : La Nuit de Varennes d'Ettore Scola ; Louis XVI y est interprété par Michel Piccoli
- 1984 : Liberté, Égalité, Choucroute de Jean Yanne ; Louis XVI y est interprété par Michel Serrault
- 1988 :
  - Chouans ! de Philippe de Broca ; Louis XVI y est interprété par Jean Zaluski
  - Le Gerfaut de Marion Sarraut ; Louis XVI y est interprété par Vincent Solignac
- 1989 :
  - L'Été de la révolution de Lazare Iglesis ; Louis XVI y est interprété par Bruno Cremer
  - La Révolution française de Richard T. Heffron et Robert Enrico ; Louis XVI y est interprété par Jean-François Balmer
  - Louis XVI, roi programmé de Patrick Le Gall, documentaire sur le parcours du monarque jusqu'à la Révolution et son image après sa mort
- 1995 : Jefferson à Paris de James Ivory ; Louis XVI y est interprété par Michael Lonsdale
- 1996 :
  - Ridicule de Patrice Leconte ; Louis XVI y est interprété par Urbain Cancelier
  - Beaumarchais, l'insolent d'Édouard Molinaro ; Louis XVI y est interprété par Dominique Besnehard
- 2005 : Marie-Antoinette minisérie d'Alain Brunard avec Michel Fau
- 2006 : Marie-Antoinette de Sofia Coppola ; Louis XVI y est interprété par Jason Schwartzman
- 2012 : Les Adieux à la reine de Benoît Jacquot ; Louis XVI y est interprété par Xavier Beauvois
- 2018 : Un peuple et son roi de Pierre Schoeller ; Louis XVI y est interprété par Laurent Lafitte
- 2023 : Jeanne du Barry ; Louis XVI y est interprété par Diego Le Fur
- 2024 : Le Déluge ; Louis XVI y est interprété par Guillaume Canet

#### Télévision
- 2008 : Nicolas Le Floch de Jean-François Parot avec Louis Barraud.
- 2009 : Ce jour-là, tout a changé épisode L'évasion de Louis XVI.
- 2011 : Louis XVI, l’homme qui ne voulait pas être roi de Thierry Binisti .
- 2015 : Secrets d'histoire épisode Louis XVI, l'inconnu de Versailles[157].
- 2024 : Franklin ; Louis XVI y est interprété par Tom Pezier

### Jeux vidéo
- Assassin's Creed Unity : une mission se déroule notamment lors de son exécution.